# New York City Subway

New Yorker U-Bahn-Netz
(Die Karte zeigt auch andere öffentliche Verkehrsverbindungen)

Die New York City Subway, auch New York Subway oder einfach Subway oder deutsch „New Yorker U-Bahn“ genannt, ist das U-Bahn-Netz von New York City. Die erste Strecke mit 28 U-Bahnhöfen wurde am 27. Oktober 1904 eröffnet. Durch den Bau neuer Strecken und die Einbindung bestehender Schienenwege entstand das im 20. Jahrhundert größte einheitliche städtische Transitsystem der Welt.
In der Gegenwart bleibt die Subway mit 472 Stationen eines der größten Netze im weltweiten Vergleich und ist mit vielen Verzweigungen und vier- und dreigleisigen Abschnitten eines der komplexesten Netze der Welt. Die 380 Streckenkilometer werden von 28 Verkehrslinien befahren, von denen sieben mit Ziffern und fünfzehn mit Buchstaben gekennzeichnet sind; es gibt drei Kurzlinien (Shuttles) sowie in den Hauptverkehrszeiten drei Linien, die als Varianten anderer Linien gekennzeichnet sind. Im Jahr 2015 wurden rund 1,76 Milliarden Fahrgäste befördert, der höchste Wert seit 1948.
In den ersten Jahrzehnten herrschte ein wirtschaftlicher Wettbewerb zwischen zwei privaten Verkehrsunternehmen und einem Unternehmen der öffentlichen Hand, so dass drei weitgehend voneinander getrennte U-Bahn-Netze entstanden:
- die Interborough Rapid Transit Company (IRT),
- die Brooklyn Rapid Transit Company (BRT) und ihre Nachfolgerin, die Brooklyn-Manhattan Transit Corporation (BMT),
- die städtische Independent Subway (kurz Independent, ISS oder IND)

Die privaten Gesellschaften kamen 1940 in den Besitz des städtischen New York City Board of Transportation. Netz und Betrieb wurden 1953 in die öffentlich-rechtlich verfasste New York City Transit Authority (NYCTA) überführt. Die New York City Transit Authority gehört seit 1968 zur Metropolitan Transportation Authority (MTA), der Verkehrsgesellschaft des Bundesstaates New York. Die Transit Authority war abgekürzt als „TA“ bekannt, ihr Marketingname lautet seit 1994 „MTA New York City Transit“.

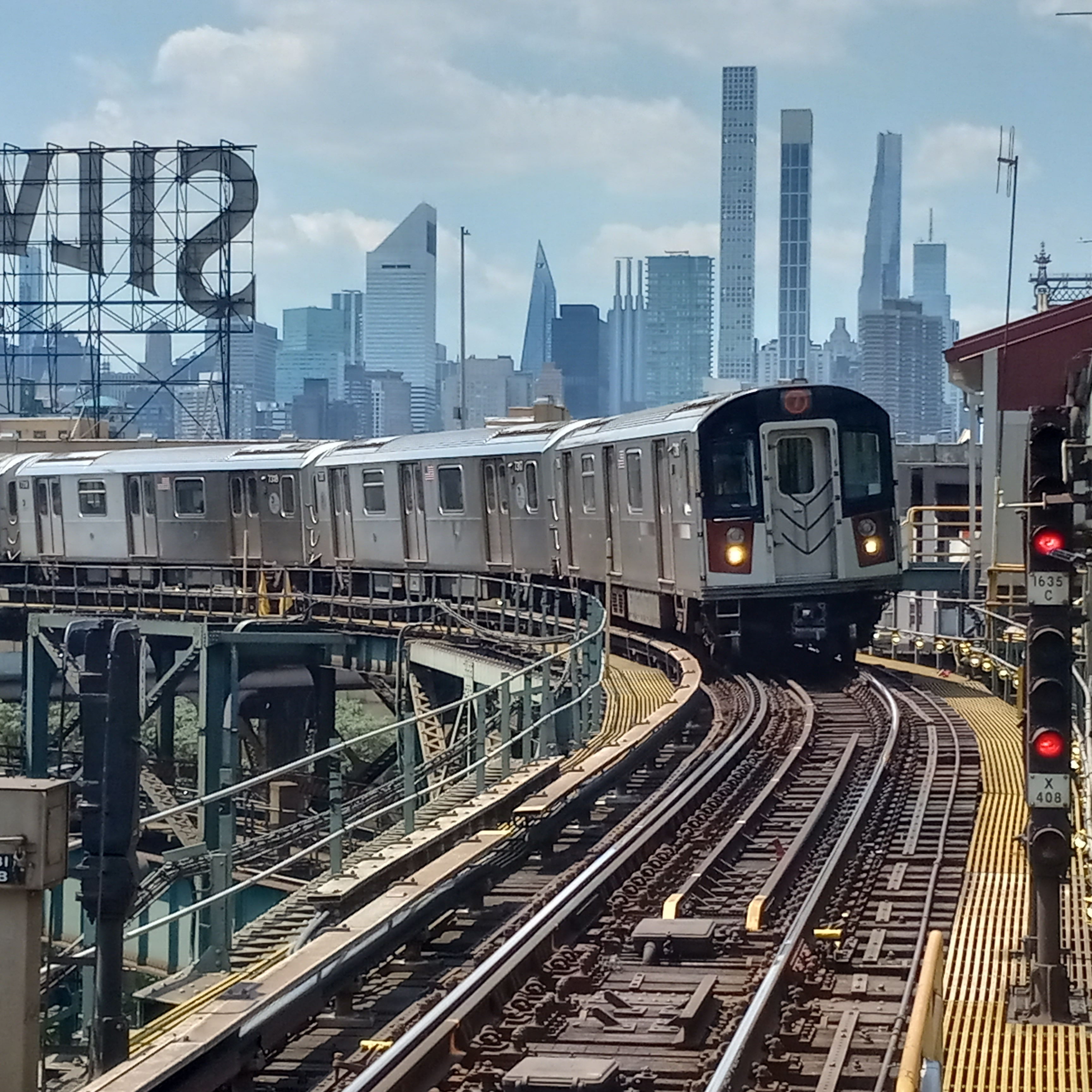
Hochbahn in Long Island City mit Blick auf die Skyline Midtown Manhattans

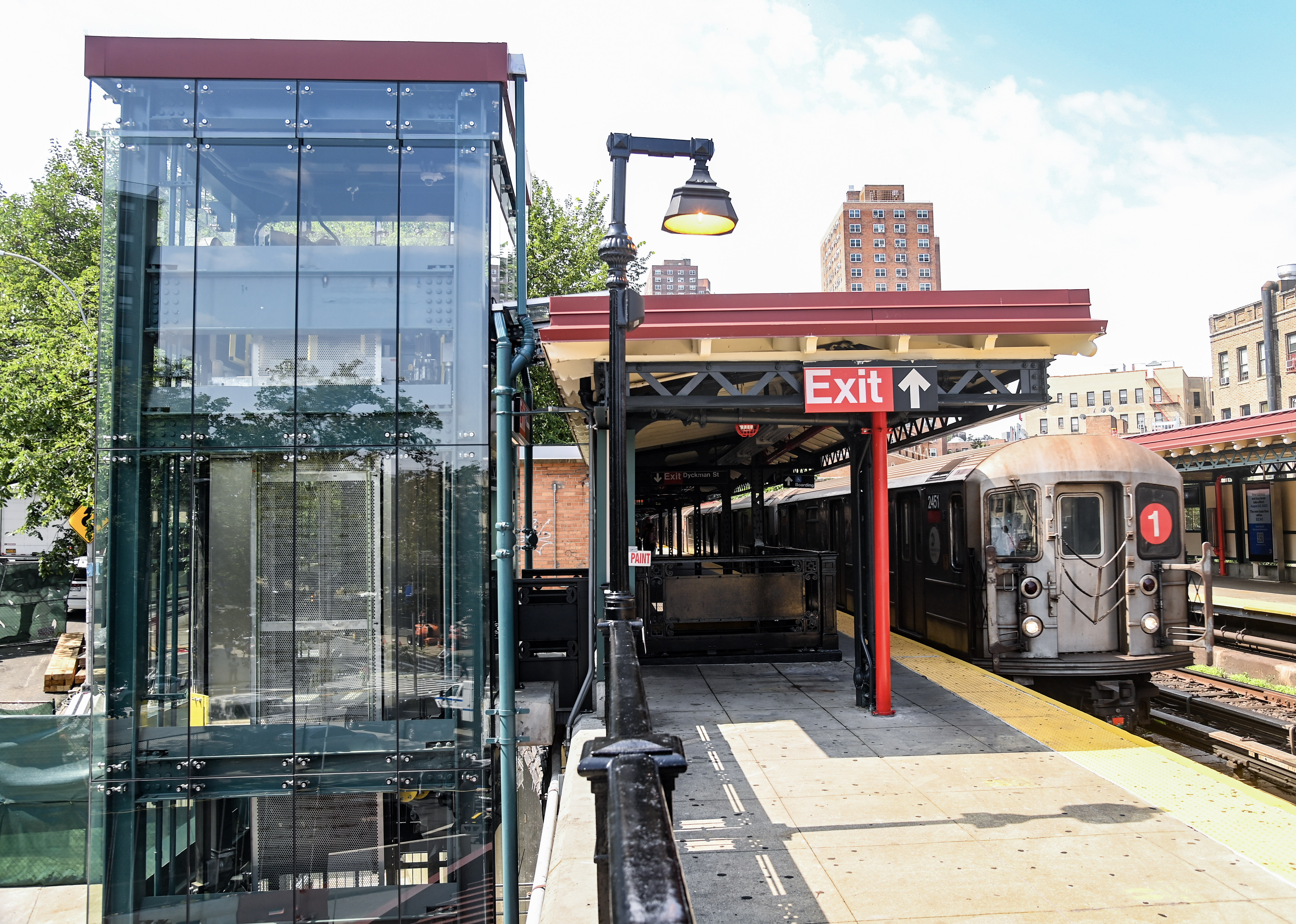
Oberirdischer U-Bahnhof mit Zug

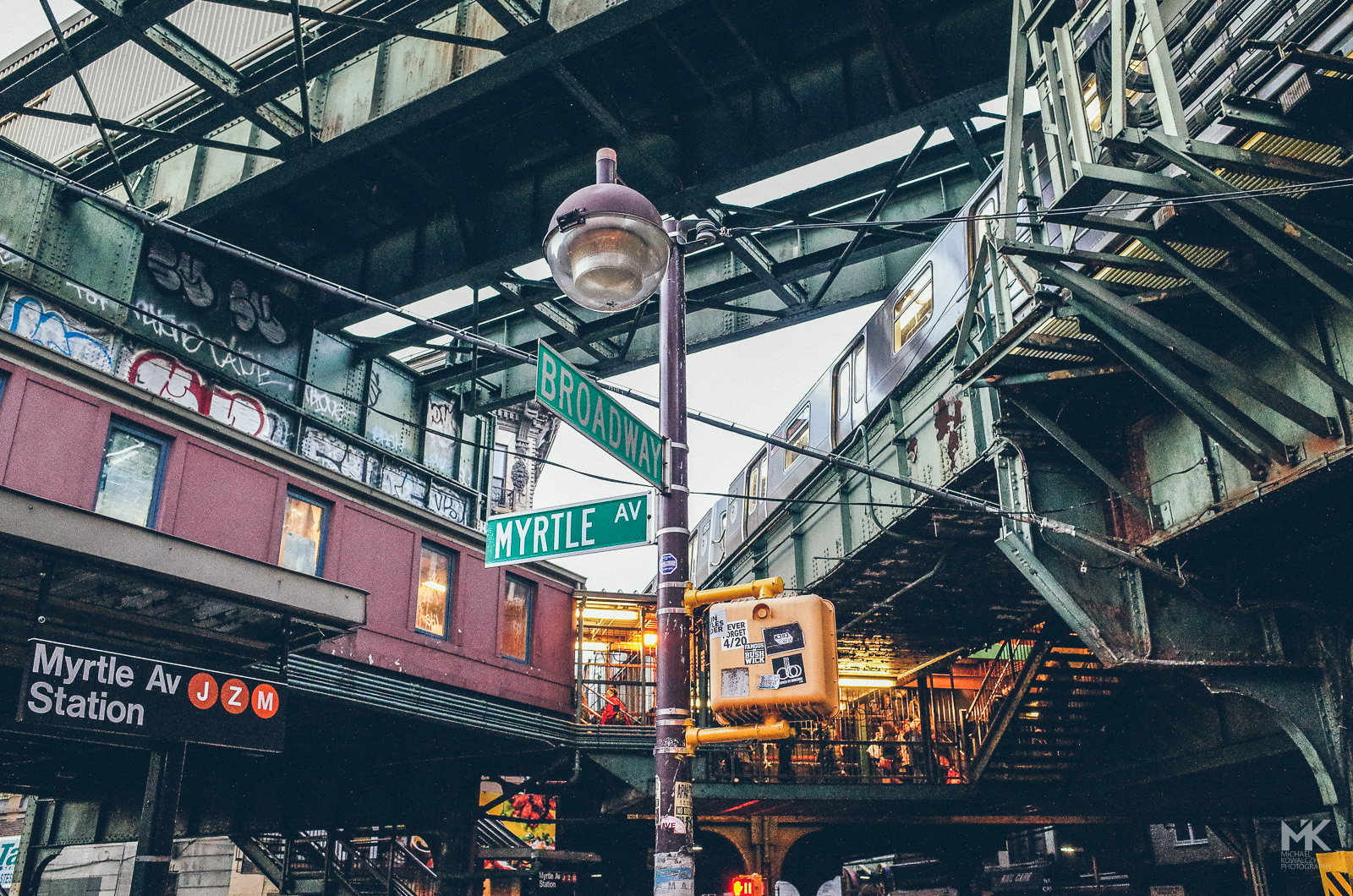
Auf zwei Ebenen kreuzende Hochbahnstrecken in Brooklyn

## Eckdaten
Neben der Insel Manhattan werden vor allem die Bezirke Brooklyn und die Bronx nahezu flächendeckend erschlossen; Queens verfügt neben einigen Anschluss-Strecken Richtung Brooklyn und Flughafen John F. Kennedy im Wesentlichen über drei Strecken, von denen zwei die Hauptverkehrsachsen bilden. Der fünfte Bezirk Staten Island ist entgegen früheren Planungen nicht angeschlossen, allerdings betreibt die MTA dort die Staten Island Railway als Eisenbahnlinie mit modifizierten U-Bahn-Wagen.
Das New Yorker U-Bahn-Netz entspricht prinzipiell einem mehrfachen Achsennetz. Fast alle Streckenäste münden in eine der acht Stammstrecken in Manhattan. Sechs der Stammstrecken verlaufen mehr oder weniger parallel in Längsrichtung, zwei in Querrichtung durch Manhattan. Die Streckenäste wiederum kreuzen sich mitunter mehrfach, vornehmlich in Lower Manhattan, in Midtown Manhattan, im Brooklyner Zentrum und im Bereich von Long Island City in Queens. Diese eher ungeordnet wirkende Streckenführung stellt sich aber als recht einfache Struktur heraus, sofern man die Schienenstränge der damals konkurrierenden Gesellschaften IRT, BMT und Independent jeweils für sich betrachtet. Als neunte Stammstrecke gilt die IND Crosstown Line, die von Brooklyn unter Umgehung Manhattans direkt nach Queens führt.
Von den 370,1 Kilometern Streckennetz mit insgesamt 1055 Gleiskilometern verlaufen 220,5 km im Tunnel, 112,6 km aufgeständert und 37 km ebenerdig, im Einschnitt oder auf einem Bahndamm. Es gibt 71 Streckenkilometer mit drei und weitere 140 mit vier Betriebsgleisen. Einige kurze Abschnitte besitzen sechs Gleise oder nur eines. Betriebshöfe und Abstellgleise mitgezählt, ergeben sich insgesamt 1355 Kilometer Gleis.
Die Spurweite beträgt 1435 mm (Normalspur). Allerdings gibt es bei der New York City Subway zwei verschiedene Lichtraumprofile, was sich in unterschiedlichen Fahrzeugbreiten ausdrückt.

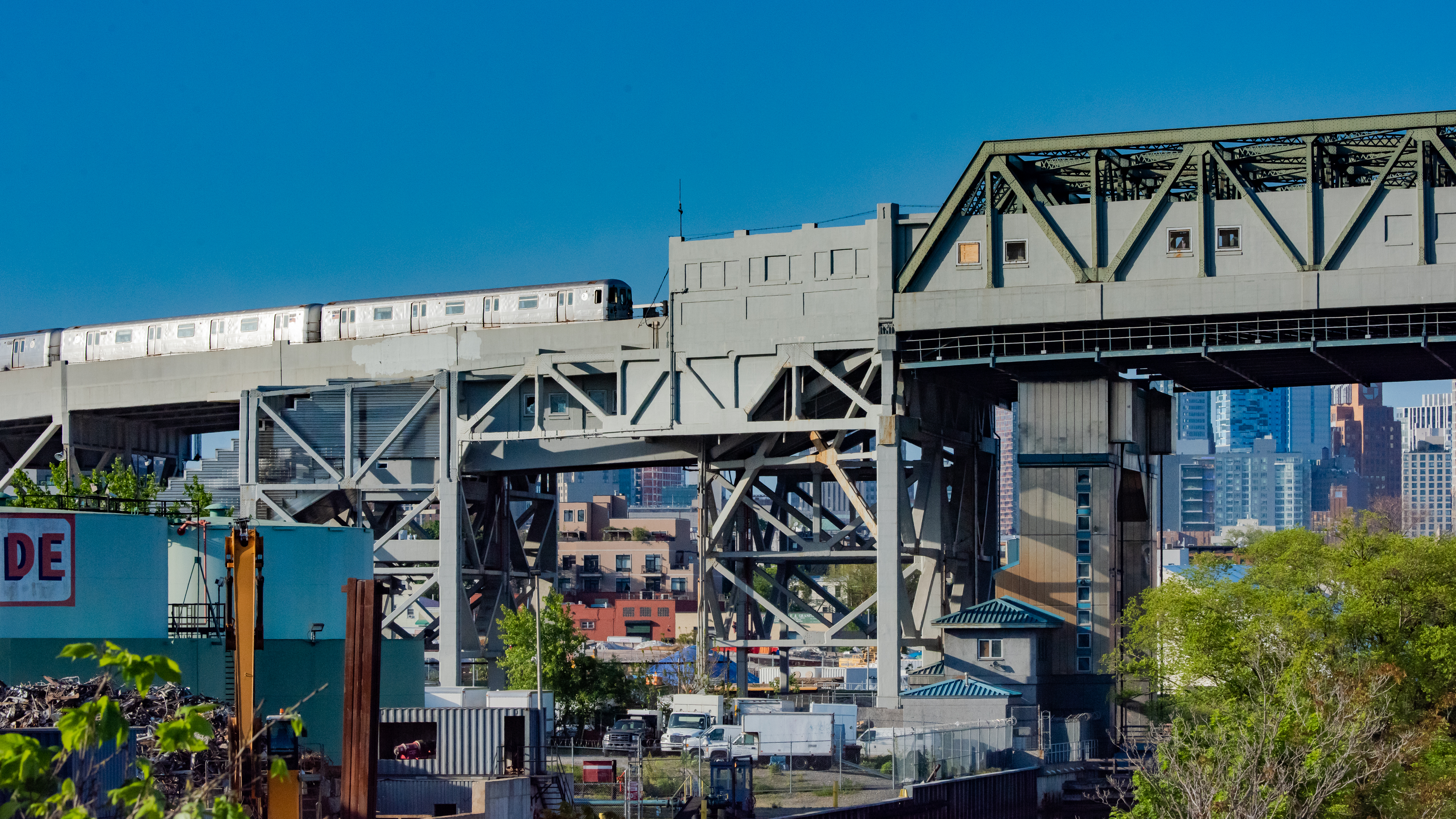
Hohe Brücke Smith–9 Streets über Gowanuskanal

Von den 472 bedienten Stationen liegen 281 im Tunnel, 153 aufgeständert, 29 auf einem Bahndamm und 9 im Einschnitt. Die relativ höchstgelegene Station ist Smith–9 Streets an der IND Culver Line in Brooklyn; sie befindet sich auf einer Brücke über den Gowanuskanal und liegt 26,8 Meter über Straßenniveau. Mit 54,9 Meter unter Straßenniveau ist 191st Street in Manhattan an der IRT Broadway – Seventh Avenue Line die am tiefsten gelegene Station.
2006 verzeichnete die Subway knapp 1,5 Milliarden Fahrgäste, mehr als 4,9 Millionen an einem durchschnittlichen Werktag. Damit belegte sie nach eigenen Angaben Platz drei der meistbenutzten U-Bahnen der Welt. Die insgesamt 6.221 U-Bahn-Wagen legten dabei 570 Millionen Nutzwagenkilometer zurück. Der Energieverbrauch lag 1995 bei 2397 kJ je Passagierkilometer. In der Hauptverkehrszeit wird eine elektrische Gesamtleistung von knapp 500 MW benötigt.
Mit über 27.000 Beschäftigten ist die U-Bahn der größte Geschäftszweig der MTA und außerdem ein wichtiger Arbeitgeber New Yorks.
Die zweite New Yorker Untergrundbahn ist die Port Authority Trans-Hudson (PATH), die von Manhattan aus in zwei Tunneln den Hudson River unterquert und nach Jersey City, Hoboken, Harrison und Newark im angrenzenden Bundesstaat New Jersey führt. Sie gehört nicht zur MTA New York City Subway, sondern wird durch die staatliche Hafengesellschaft Port Authority of New York and New Jersey betrieben. Es bestehen zwar Umsteigemöglichkeiten, aber weder Gleisverbindungen noch eine wirkliche Tarifgemeinschaft (nur bestimmte MTA-Fahrkartentypen werden akzeptiert); Profil und Teile der technischen Ausstattung sind jedoch ähnlich.

## Geschichte

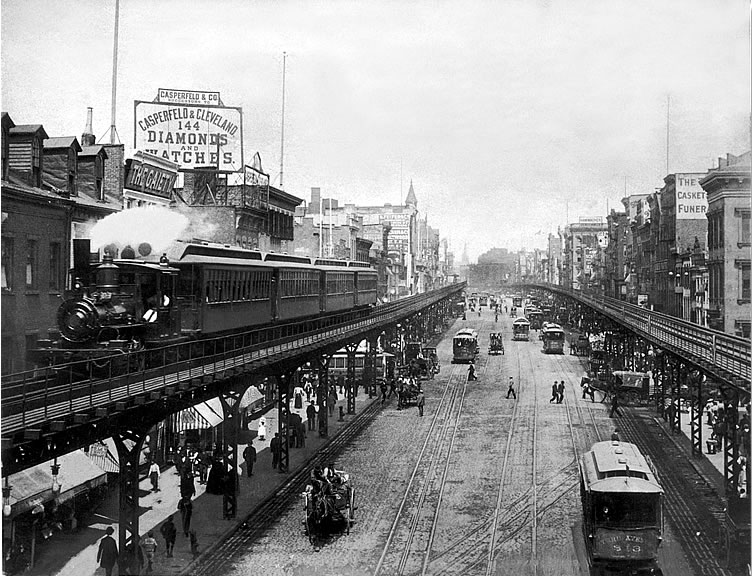
Manhattan 1896: Hochbahn mit Dampf, Straßenbahn mit versenkter Stromschiene

Die Geschichte der New York City Subway beginnt weit vor der offiziellen Eröffnung der ersten U-Bahn-Strecke am 27. Oktober 1904. Erste Pläne für den Betrieb einer Untergrundbahn zwischen dem New Yorker Rathaus und dem Grand Central Depot gab es bereits im Jahr 1872. In diesem Jahr gründete Cornelius Vanderbilt die New York Rapid Transit Company, ließ Vermessungen durchführen und eine Kostenschätzung für eine solche Bahnstrecke erstellen. Nachdem letztere ergeben hatte, dass sich die Strecke nicht profitabel betreiben ließe, stellte Vanderbilt das Vorhaben wieder ein. Bereits vor dem Bau der Subway gab es eine Reihe von Hochbahnen und anderen Vorgängersystemen verschiedener Gesellschaften, die zum Teil noch heute betrieben werden. Der eigentliche Ausbau des Streckennetzes geschah zu Beginn des 20. Jahrhunderts in mehreren Stufen, wobei vor allem die Doppelverträge und die Independent zu nennen sind. Der nächste Meilenstein war die Vereinigung des U-Bahn-Netzes 1940. In den folgenden Jahren beschränkte sich der Netzausbau auf Verbindungstunnel und Modernisierungsmaßnahmen. In den 1960er Jahren setzte dann ein 20 Jahre andauernder Niedergang ein, dessen Aufarbeitung bis zur Jahrtausendwende andauerte.

### „Schnellbahnen“ im 19. Jahrhundert

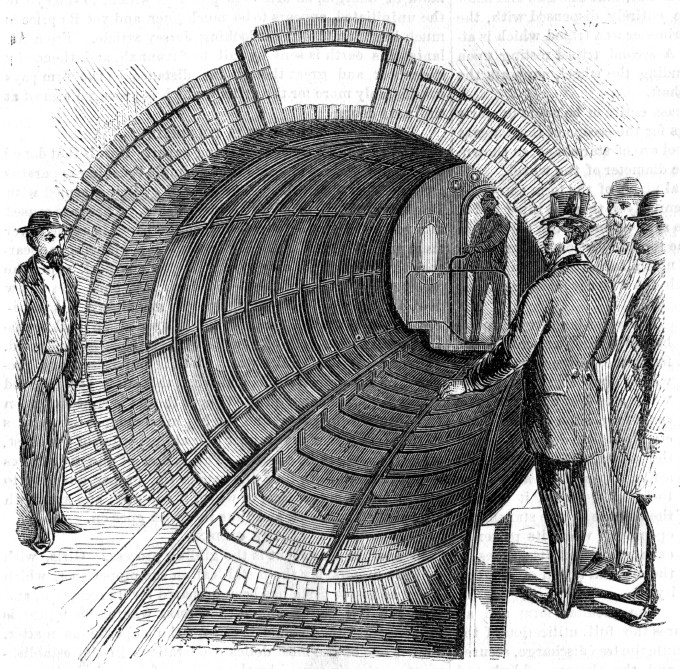
Der Beach Pneumatic Transit

In der zweiten Hälfte des 19. Jahrhunderts hatte New York mit zahlreichen Problemen zu kämpfen. Die Stadt an der Mündung des Hudson River in den Atlantik war seit Eröffnung des Eriekanals 1825 ein wichtiger Handelsplatz geworden und zog Einwanderer aus allen Ländern an, sodass die Einwohnerzahl auf dem heutigen Stadtgebiet in jenem Jahrhundert von 80.000 auf über drei Millionen anstieg. Problematisch war dabei nicht nur der Verkehr an sich, sondern die starke Konzentration der Bevölkerung im Südteil Manhattans. Für die nur sehr wenigen Bewohner des Nordteils der Insel war der Weg zur Arbeit unzumutbar lang.
Vor diesem Hintergrund begannen bereits Mitte des 19. Jahrhunderts Diskussionen darüber, in New York ein U-Bahn-Netz (rapid transit system) zu errichten. Trotz der offensichtlichen Notwendigkeit stießen solche Vorhaben in jenen Jahren noch auf Ablehnung.
Alfred Ely Beach installierte daraufhin im Februar 1870, von der Öffentlichkeit nahezu unbemerkt, ein 312 Fuß (95 Meter) langes Stück Untergrundbahn unter dem Broadway, das ähnlich einer Rohrpost funktionierte, den Beach Pneumatic Transit. Ein einzelner druckdichter Wagen wurde mittels Druckluft in einer Röhre zwischen zwei Stationen hin- und hergeschoben. Allerdings erwies sich dieses an sich komfortable Prinzip der Fortbewegung als unpraktisch und technisch zu aufwändig, so dass Beach die Anlage 1873 aufgab. Der Tunnel wurde schließlich beim Bau der BMT Broadway Line 1912 zerstört.

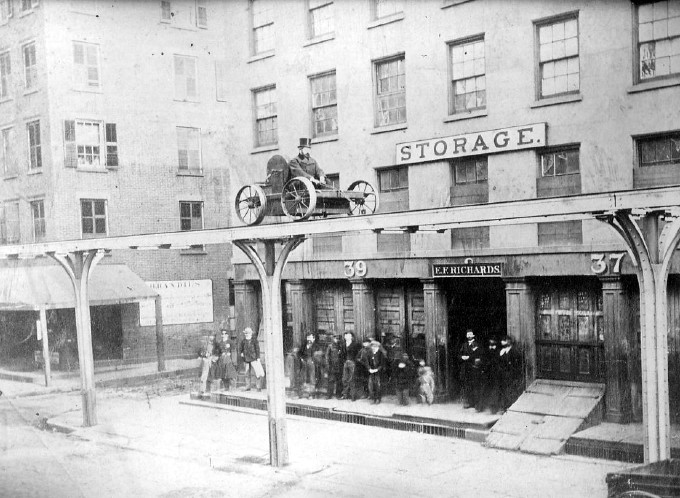
Charles Thompson Harvey und seine Kabelbahn

Bereits 1868 hatte Charles Thompson Harvey auf der Greenwich Street am heutigen World Trade Center das erste kurze Teilstück der West Side and Yonkers Patented Railway, einer aufgeständerten Kabelbahn, eröffnet. Ein Jahr später führte die Strecke schon bis zur 30th Street. Doch die Verkehrsleistung der nur eingleisigen Strecke war zu gering, um profitabel arbeiten zu können, so dass der Börsenkrach im September 1869 dem Unternehmen ein Ende setzte.
Zu dieser Zeit hatte sich außerdem herausgestellt, dass der Bau einer U-Bahn aufgrund der hohen Kosten nur mit Subventionen von staatlicher Seite möglich wäre. Weil politische Konflikte und gesetzliche Rahmenbedingungen einen Baubeginn immer weiter verzögerten, entstanden in Manhattan aus privater Initiative zunächst nur Hochbahnen. Sie führten ab 1872 vom South-Ferry-Fähranleger an der Südspitze der Insel entlang der Second, Third, Sixth und Ninth Avenue nach Norden und erreichten um 1880 schließlich die Bronx. Die Hochbahnen wurden zunächst mit Dampflokomotiven betrieben, aber zwischen 1900 und 1903 mit Stromzuführung über eine Stromschiene elektrifiziert. Das unterste Teilstück an der Ninth Avenue bildete Harveys ehemalige Kabelbahn.

### Die Interborough und die erste U-Bahn

August Belmont junior

Die Hochbahnen vermochten das New Yorker Verkehrsproblem mangels ausreichender Verkehrsleistung nicht zu lösen, zumal die Bevölkerung weiterhin stark anwuchs. Die politischen Voraussetzungen fehlten noch. Unter anderem durfte die Verschuldung 50 Millionen US-Dollar nicht überschreiten. Um die Baukosten zu decken, entwarf das in den 1890er Jahren federführende staatliche Board of Rapid Transit Railroad Commissioners ein Finanzierungsmodell, gemäß dem die U-Bahn mit öffentlichen Mitteln finanziert werden und der Stadt gehören sollte. Ausrüstung, darunter auch Kraftwerke, und Betrieb sollten die jeweiligen privaten Betreibergesellschaften tragen, an die die Anlagen für 50 Jahre verpachtet wurden. In einer Volksabstimmung 1894 stimmte die Wählerschaft dafür, zum Bau der U-Bahn öffentliche Anleihen (Municipal Bonds) herauszugeben. Chefkonstrukteur beim Board of Rapid Transit Railroad Commissioners war William Barclay Parsons.

#### Vertrag Nr. 1

Das U-Bahn-Netz der IRT nach den Verträgen Nr. 1 und Nr. 2

Bei der Ausschreibung von Vertrag Nr. 1 (Contract No. 1) 1899 erhielt die Rapid Transit Construction Company des John B. McDonald und seines Geldgebers August Belmont junior den Zuschlag für 35 Millionen US-Dollar (entsprach inflationsbereinigt knapp 1,6 Milliarden Dollar im Jahr 2020). Am 26. März 1900 erfolgte der erste Spatenstich.
Die Strecke verlief von der Station City Hall am Rathaus zunächst unter der Lafayette Street und der Park Avenue nach Norden. Am Grand-Central-Bahnhof bog sie nach links in die 42. Straße ein und führte dann zum heutigen Times Square. Von dort ging es unter dem Broadway weiter bis zur 242nd Street in der Bronx, dem heutigen Endbahnhof der IRT Broadway – Seventh Avenue Line. Eine Zweigstrecke führte vom Bahnhof 96th Street aus unter dem Central Park hindurch nach Harlem, und von dort weiter unter dem Harlem River hindurch entlang der Westchester Avenue und dem Sutphin Boulevard bis zum Bronx Park an der 180th Street. Dies entspricht der heutigen IRT Lenox Avenue Line und dem südlichen Teil der IRT White Plains Road Line.
Die ungünstigen Kurven an der 42. Straße wurden nötig, weil der direkte Weg entlang des Broadway aufgrund von Einsprüchen der Grundstücksbesitzer südlich der 34. Straße nicht genutzt werden durfte. Den Betriebshof erreichte man über eine kurze Zweigstrecke von der 135th Street aus. Die Strecke verlief im unteren und mittleren Teil Manhattans vollständig im Tunnel, oberirdisch waren die nördlichen Teilabschnitte ab Dyckman Street und Jackson Avenue sowie der Bahnhof 125th Street an der West Side und der Betriebshof. Nachdem sich der elektrische Betrieb zuvor bereits auf den Hochbahnen bewährt hatte, entschied man sich auch bei der U-Bahn von Anfang an für diese Technik. Der erste Streckenabschnitt zwischen dem Rathaus und der 145th Street konnte am 27. Oktober 1904 dem Verkehr übergeben werden. Dieses Datum gilt als offizielle Eröffnung der New Yorker U-Bahn.

#### Vertrag Nr. 2
Bereits 1902 erhielt McDonald den Zuschlag für Vertrag Nr. 2 (Contract No. 2), der den Weiterbau der Strecke von ihrem südlichen Ende unter dem East River hindurch bis zum Endbahnhof  Flatbush Avenue der Long Island Rail Road in Brooklyn vorsah. Dieser Abschnitt wurde in Etappen von 1905 bis zum 1. Mai 1908 eröffnet.
Für den Betrieb war die 1902 von Belmont gegründete Interborough Rapid Transit Company (IRT) zuständig. Um die Wirtschaftlichkeit der neuen U-Bahn zu erhöhen, hatte man schon 1903 den Betrieb der vier Manhattaner Hochbahnen übernommen und baute die U-Bahn nach deren Spezifikationen. So sollte zumindest in den Außenbezirken gemeinsamer Betrieb möglich werden. Nebenbei verschaffte man sich damit eine monopolartige Stellung im Nahverkehr Manhattans und der Bronx. Belmont war davon überzeugt, dass überfüllte Züge für den geschäftlichen Erfolg notwendig seien:

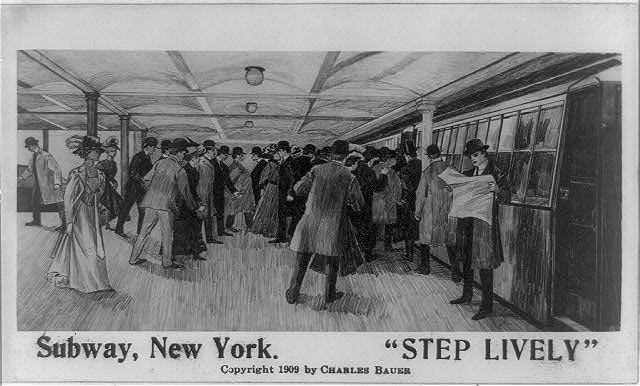
Zeichnung 1909 von Charles Bauer: „Subway, New York. STEP LIVELY“

“If a day ever comes when transportation during rush hours is done without crowding the companies doing it will fail financially.”

„Sollte je der Tag anbrechen, an dem der Berufsverkehr ohne Gedränge stattfindet, so werden die betreffenden Verkehrsunternehmen finanziell scheitern.“

Die Überfüllung, die direkte Ansprache „step lively! ‚zügig einsteigen!‘“ der Fahrgäste durch die Conductors und der tatkräftige Einsatz von Einstiegslotsen blieben über Jahrzehnte sprichwörtlich für den New Yorker Nahverkehr über wie unter der Erde.
Belmont war entschlossen, seine Monopolstellung nicht wieder aufzugeben. Mögliche Konkurrenten wurden einfach aufgekauft. Diese Praxis wurde seitens der Politik mit Argwohn betrachtet. In dessen Konsequenz entstand 1906 das Elsberg Act, ein Gesetz, das einen regen Wettbewerb um vermeintlich lukrative Strecken zwischen privaten U-Bahn-Gesellschaften befeuern sollte, tatsächlich aber die Konditionen für Betreiberfirmen verschlechterte. Unter anderem wurde die Pachtdauer für künftige Verträge auf 20 Jahre begrenzt, was als zu kurz galt, um die Amortisation der hohen Investitionen zu gewährleisten. Nur die IRT hatte unter diesen Umständen die Mittel für neue Strecken, aber kein Interesse daran, durch mehr Kapazität die Auslastung der eigenen Züge zu senken und sich selbst Konkurrenz zu machen.

### Brooklyn und die BRT

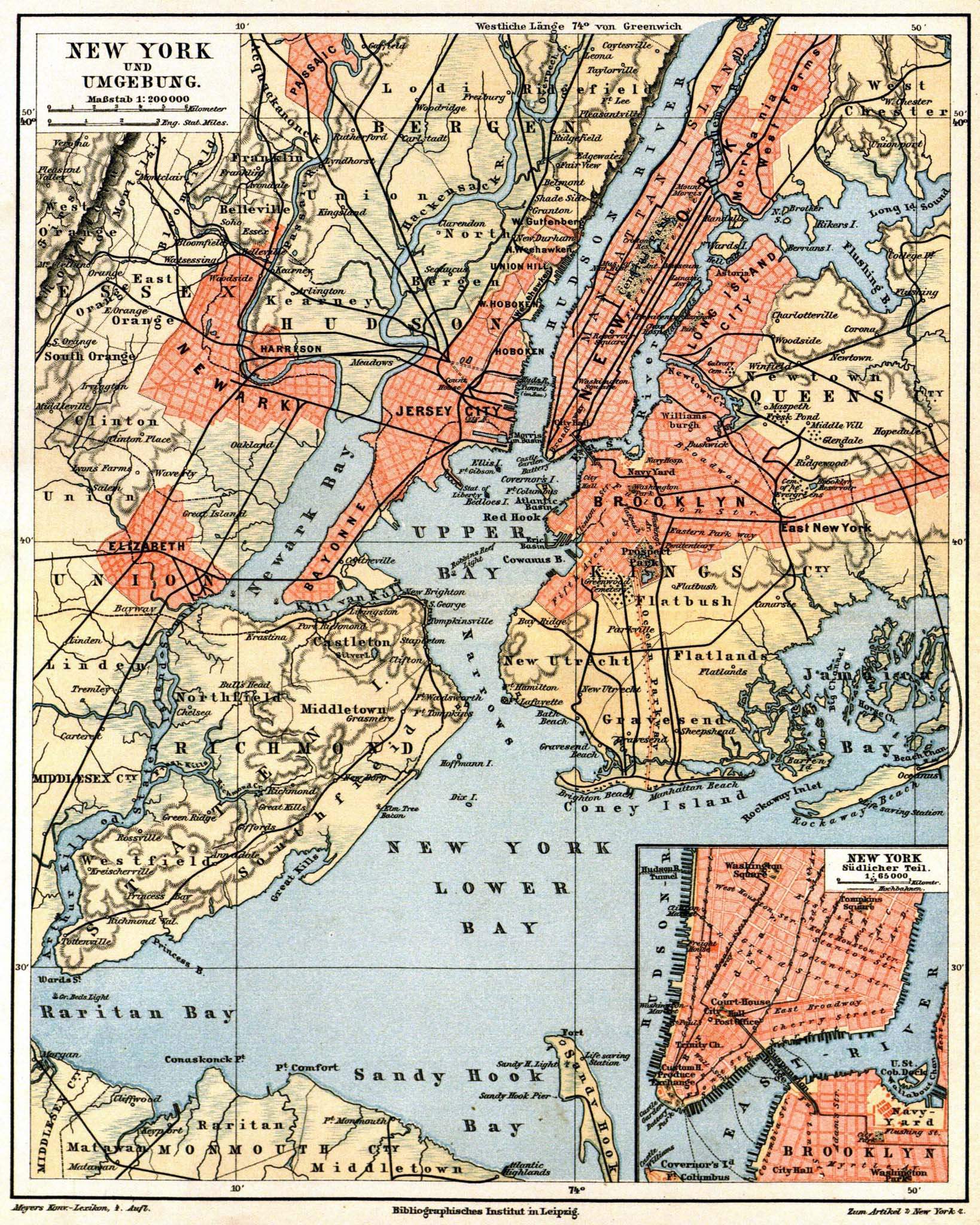
Landkarte aus zweiter Hälfte der 1880er Jahre mit damaligen Stadtgrenzen, der Brooklyn Bridge, Eisenbahn- und Hochbahnstrecken

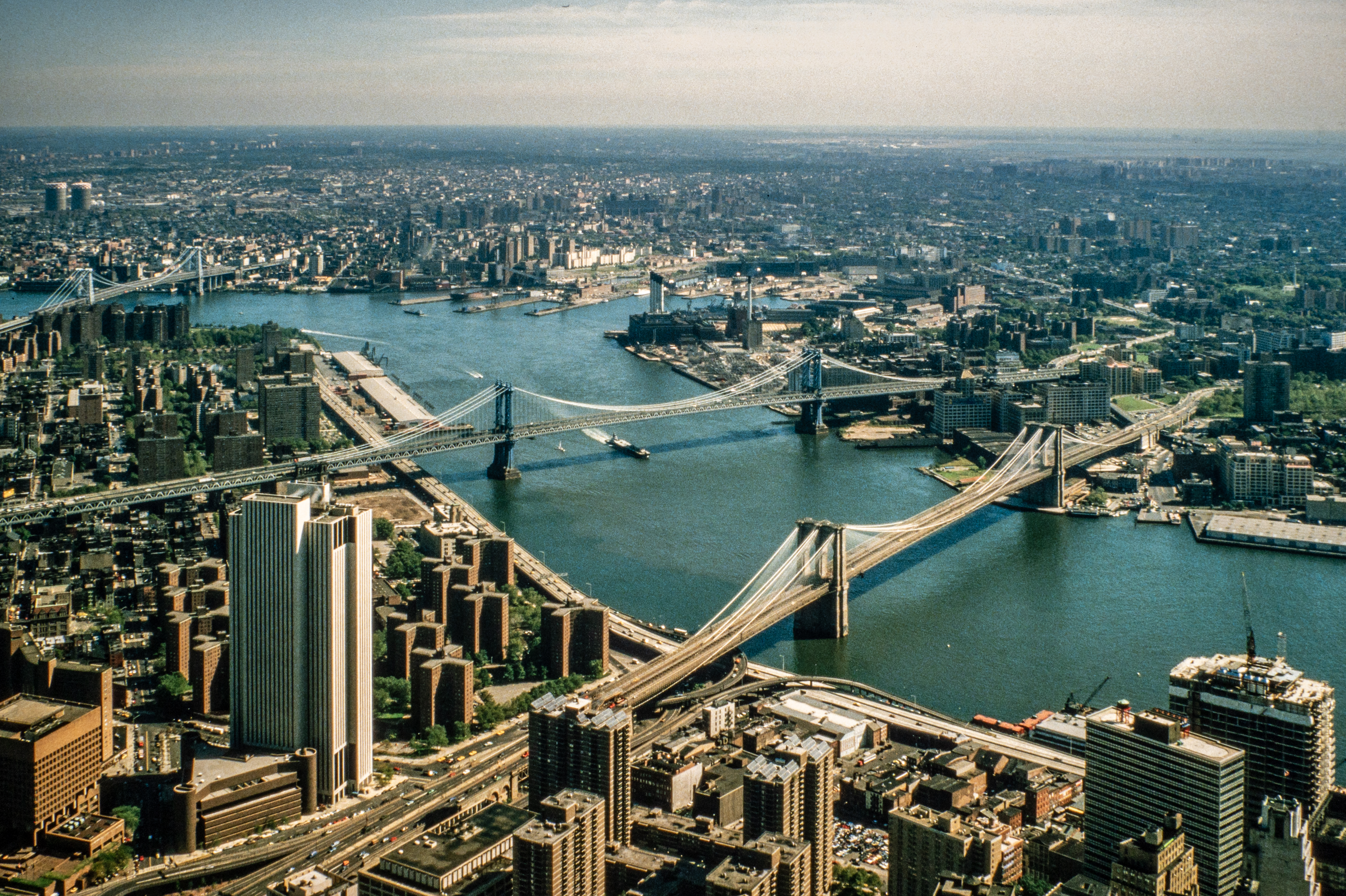
Die BRT wollte ihre Züge von Brooklyn aus in einer Schleife über die East-River-Brücken fahren lassen

Brooklyn, bis 1898 noch eigenständig, entwickelte sich in der zweiten Hälfte des 19. Jahrhunderts ähnlich wie New York. Bevölkerung und Verkehrsprobleme wuchsen, und 1885 nahm schließlich die erste Hochbahn zwischen dem Fähranleger in Fulton Ferry und der Alabama Avenue den Betrieb auf. Bis 1893 kamen weitere Strecken über Myrtle Avenue, den Broadway, die Fulton Street und die Fifth Avenue hinzu. Die eingesetzten Dampfloks und Wagen ähnelten denen aus New York.
Dazu kam eine Reihe dampfbetriebener Ausflugsbahnen, die seit den 1860er und 1870er Jahren in die Sommerfrische und Amüsierviertel nach Coney Island an der Atlantikküste führten. Die Strecken begannen am damaligen südlichen Stadtrand, der sich etwa in Höhe des Prospect Park befand, und verliefen ebenerdig entlang der Straßen bis an den Strand. Eine ähnliche Bahnstrecke verband weiter östlich seit 1865 East New York mit dem Canarsie-Pier an der Jamaica Bay.
Die Gleise über die Brooklyn Bridge, die schon seit ihrer Eröffnung 1883 montiert waren, wurden zunächst nur mit einer Kabelbahn befahren, weil es Befürchtungen gab, das hohe Gewicht einer Dampflokomotive könnte die Brücke zum Einsturz bringen. Erst die Elektrifizierung 1896 erlaubte durchgehenden Verkehr vom Brooklyner Stadtrand bis zum Kopfbahnhof Park Row in Manhattan.
1896 gründete Timothy S. Williams die Brooklyn Rapid Transit Corporation (BRT) als Eisenbahn-Beteiligungsgesellschaft. Diese kaufte unter seiner Führung innerhalb von vier Jahren sämtliche Straßenbahnen und fast alle Bahnstrecken in Brooklyn auf, elektrifizierte sie und straffte deren Organisation. Außerdem entstanden Rampen, Gleisverbindungen und Anschluss-Strecken, so dass bald durchgehende Fahrten von Coney Island oder Jamaica bis nach Manhattan möglich waren.
Vom Erfolg der Brooklyn Bridge inspiriert plante die BRT, ihre Züge ebenso auf der Williamsburg Bridge und der Manhattan Bridge den East River überqueren zu lassen. Dort sollten die drei Enden mit einer Hochbahn verbunden werden, um den Fahrgastandrang besser zu verteilen und das Kopfmachen einzusparen. Allerdings verzögerten sich die Bauarbeiten, weil die Stadtverwaltung auf Manhattaner Seite nur einer Untergrundbahn zustimmen wollte und die geologischen Verhältnisse Schwierigkeiten bereiteten. Das Unternehmen wurde jedoch beim Bau der beiden neuen Brücken schon berücksichtigt.

### Der Triborough-Plan

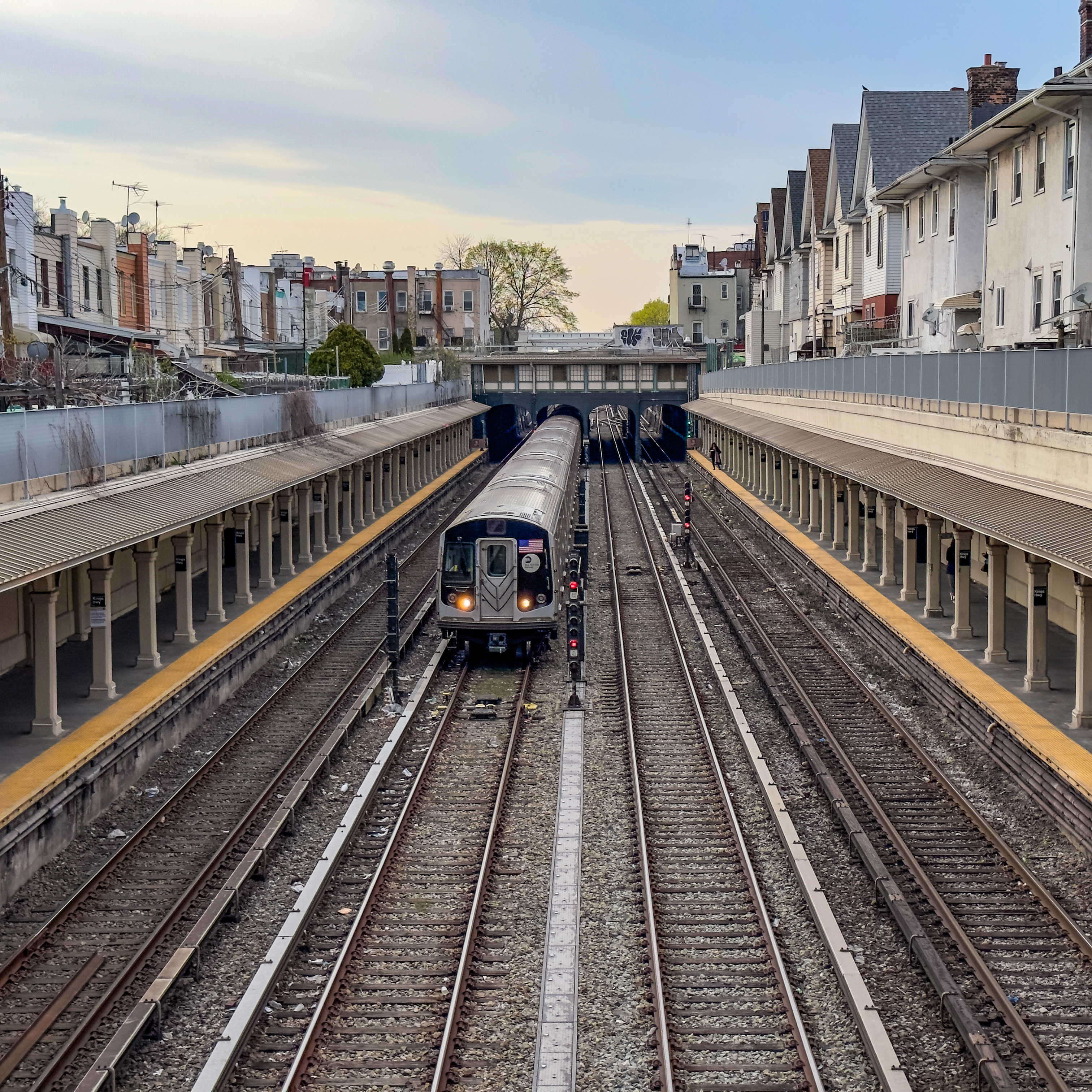
Die Sea Beach Line, eine der ersten nach breitem Profil ausgebauten Strecken

Bis zum Jahre 1908 reiften Pläne zum weiteren Bau heran. Die Stadt New York war mittlerweile vereinigt worden, daher sollte wesentlich stärker auf die engen Verkehrsbeziehungen über den East River hinweg eingegangen werden. Der diskutierte Triborough-Plan (von Tri-Borough, „Drei-Bezirke-Plan“) enthielt im Wesentlichen drei neue Strecken. Es waren aus ästhetischen Gründen Untergrundbahnen vorgesehen.
- Von der Südspitze Manhattans aus über den Broadway und die Lexington Avenue nach Pelham Bay und Woodlawn in der Bronx
- Die von der BRT geplante und zum Teil begonnene Schleife zwischen den drei Brücken, die spätere BMT Nassau Street Line
- Eine U-Bahn unter der Fourth Avenue Brooklyns, die vom Ufer des Hudson River über die Manhattan Bridge bis nach Bay Ridge und Coney Island führt. Dies entsprach der heutigen BMT Fourth Avenue Line und der BMT Sea Beach Line.

Ein Schwachpunkt dieser Pläne war, dass man es versäumte, bis dahin unerschlossene Stadtgebiete neu anzubinden. Als wesentliches Merkmal wurde nicht mehr auf das schmale Lichtraumprofil der Hochbahnen, sondern auf das breitere Eisenbahn-Normalprofil zurückgegriffen. Dies sollte einerseits die Beförderungsleistung der Züge erhöhen und andererseits die Betreiber von Vorortbahnen ermutigen, ihre Züge mit in den Tunnel nach Manhattan fahren zu lassen. Die technische Ausstattung hatte sich jedoch an den bisherigen Strecken zu orientieren, um alte Fahrzeuge weiterhin betreiben zu können.
Die staatliche Aufsicht lag seit 1907 bei der New York Public Service Commission und die gesetzliche Schuldenobergrenze war angehoben worden. Bei der Ausschreibung dieser Strecken gab es jenseits der Nassau Street Line wegen des Elsberg Act aber zunächst keine Bieter. Erst nach dessen Abschaffung 1909 konnte wenigstens der Bau der Fourth Avenue Line erfolgreich an die BRT aus Brooklyn vergeben werden.
Der Eigentümer der Hudson and Manhattan Railroad, McAdoo, wollte in Manhattan seine Wettbewerbsposition gegenüber der IRT stärken und reichte 1910 ein Angebot für den Betrieb der Triborough-Strecke unter dem Broadway, nicht aber deren Bau, ein. Er kam nicht zum Zuge.
Nach gut fünf Jahren Bauzeit konnte BRT Fourth Avenue Line am 19. Juni 1915 eröffnet werden. Der erste Breitprofil-Abschnitt war zwar bereits am 16. September 1908 mit dem Bahnhof Essex Street an der Williamsburg Bridge in Betrieb gegangen, doch noch immer fuhren nur die schmaleren Hochbahnwagen dorthin. Bis zur Fertigstellung der Fourth Avenue Line fuhr auf den Gleisen der Manhattan Bridge nur die Straßenbahn. Die Strecke wurde nach deren Tarif von drei Cent „Manhattan Bridge Three Cent Line“ genannt.

### Erweiterungen im Zuge der Doppelverträge von 1913
Als die Stadt New York durch Gesetzesänderungen die Verschuldung für bauliche Investitionen über das bisherige Maß hinaus weiter erhöhen durfte, eröffneten sich neue Möglichkeiten für den Netzausbau. Die Stadt hatte aus dem fehlgeschlagenen Triborough-Plan Lehren gezogen und wollte den Betreibergesellschaften dieses Mal attraktive Konditionen einräumen. Man einigte sich auf eine Mischfinanzierung, bei der die Stadt gut die Hälfte, die IRT und BRT jeweils etwa ein Viertel der insgesamt 352 Millionen US-Dollar (entsprach fast 9,4 Milliarden Dollar im Jahr 2020) Baukosten durch Kredite aufbringen sollten. Bau und Betrieb sollte wiederum in Privathand liegen und die Stadt neben einer Gewinnbeteiligung das Recht erhalten, die Strecken zurückzukaufen, das so genannte Recapturing. Als Pferdefuß sollte sich erweisen, dass der Fahrpreis für 49 Jahre verbindlich auf fünf Cent festgeschrieben wurde.
So wurden 1913 die so genannten Doppelverträge (Dual Contracts) unterzeichnet, die die bisher größte Erweiterung der New Yorker U-Bahn bedeuteten. Die Fourth Avenue Line eingerechnet, sollte das Streckennetz innerhalb von vier Jahren um 519,2 auf 995,5 Gleiskilometer wachsen. Das Ergebnis dieser Bauvorhaben wird unter Einbeziehung der zuvor schon errichteten Strecken in New York als „Doppelsystem“ (Dual System) bezeichnet.

#### Vertrag Nr.3
Die IRT erweiterte unter Vertrag Nr. 3 (Contract No. 3) ihr bestehendes Netz vor allem in Manhattan und in der Bronx. Sie erhielt den Zuschlag für folgende Strecken:
- Das bisherige Streckennetz aus den ersten beiden Verträgen sollte um die heutige IRT Broadway – Seventh Avenue Line zwischen dem Times Square und South Ferry sowie die IRT Lexington Avenue Line nördlich der 42nd Street erweitert werden. Zusammen mit dem 42nd-Street-Shuttle bilden diese beiden in der West- bzw. Osthälfte Manhattans verlaufenden Nord-Süd-Strecken seitdem das so genannte „H-System“. Der Name rührt von dessen Streckenverlauf auf der Karte, der an den Großbuchstaben H erinnert.
- Als nördliche Zubringer zur IRT Lexington Avenue Line entstanden die IRT Jerome Avenue Line und die IRT Pelham Line.
- Die IRT White Plains Road Line wurde zum heutigen Endbahnhof Wakefield–241st Street verlängert.
- In Brooklyn erreichte die IRT Eastern Parkway Line ihren heutigen Endbahnhof New Lots Avenue; dazu kam eine Zweigstrecke, die IRT Nostrand Avenue Line. Außerdem verband ein neuer Tunnel, der Clark-Street-Tunnel unter dem East River, die IRT Broadway – Seventh Avenue Line mit Brooklyn.
- Mit der heutigen BMT Astoria Line [sic] und der IRT Flushing Line erhielt auch Long Island City in Queens U-Bahn-Anschluss. Diese beiden Strecken wurden gemeinschaftlich betrieben.

#### Vertrag Nr.4

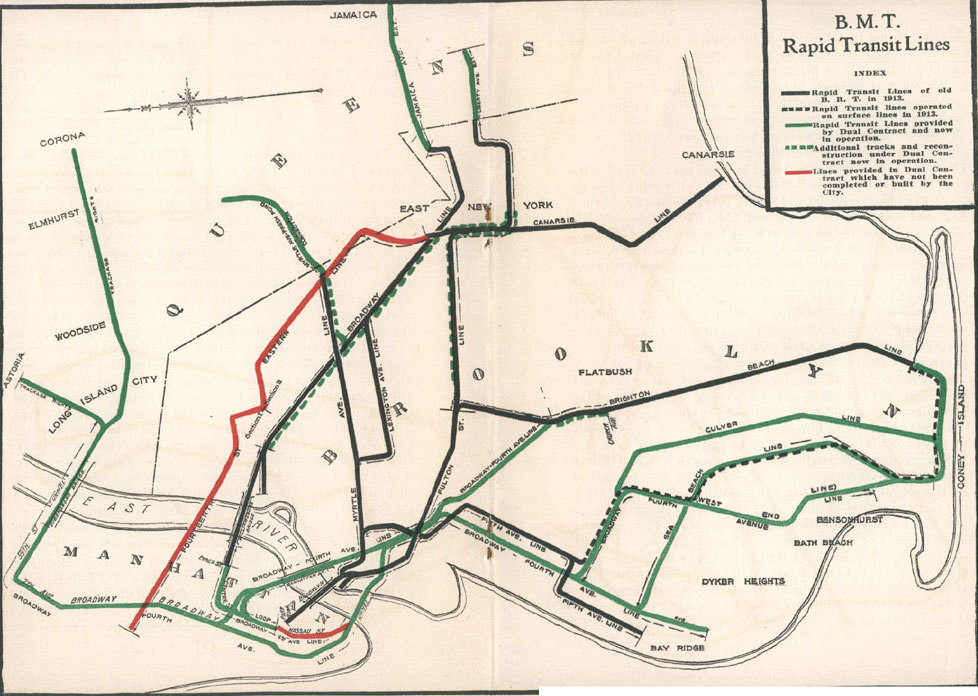
Karte des Streckennetzes der BMT im Jahr 1924. Farblich gekennzeichnet sind verschiedene Ausbauzustände infolge der Doppelverträge.

An die BRT ging Vertrag Nr. 4 (Contract No. 4). Hier lag der Schwerpunkt in Brooklyn.
- Aus dem Triborough-Plan flossen die Fourth Avenue Line und die Nassau Street Line mitsamt einem weiteren Tunnel unter dem East River, dem Montague-Street-Tunnel, in Vertrag Nr. 4 ein. Die ursprünglich geplante Rampe hinauf zur Brooklyn Bridge entfiel.
- Die Ausflugsbahnen nach Coney Island wurden drei- und viergleisig ausgebaut und dabei auf U-Bahn-Standard gebracht. Es entstanden die heutigen BMT Brighton Line, BMT Sea Beach Line, BMT Culver Line, BMT West End Line und BMT Franklin Avenue Line. Dabei wurden die Gleise von der Straße entweder auf einen Bahndamm oder in einen Einschnitt verlegt oder wie eine Hochbahn aufgeständert. Als Streckenknoten diente DeKalb Avenue im Stadtteil Brooklyn Heights.
- Auch die bisherigen Vorortbahnen Richtung Canarsie-Pier und Jamaica über die Williamsburg Bridge sowie ein Teil der Myrtle Avenue Line wurden in die U-Bahn eingebunden. Zusätzlich war der Bau einer Untergrundbahn von der 14. Straße Manhattans nach East New York vorgesehen.
- Außerdem enthielt Vertrag Nr. 4 noch eine viergleisige Strecke unter dem Broadway in Manhattan, die heutige BMT Broadway Line. Damit traten die Brooklyner in direkten Wettbewerb mit der IRT.

Alle neuen Strecken wurden dabei breitprofilig gebaut. Die meisten der alten Hochbahnen erhielten zudem ein drittes Gleis. Weiterhin sahen beide Verträge den Ausbau einiger bestehender Strecken auf diesen U-Bahn-Standard vor, damit diese am Rande der Innenstadt den Tunnel verlassen und auf den bisherigen Trassen weiterfahren konnte. Einzige Ausnahme war der so genannte Steinway-Tunnel, der von der 42. Straße aus unter dem East River hindurch nach Long Island City führte. Er war schon 1907 als Straßenbahntunnel gebaut worden und weist bis heute das schmalere Profil auf.
Der U-Bahn-Betrieb schien anfänglich ein dauerhaft lukratives Geschäft für die privaten Betreiber zu sein. Doch der Erste Weltkrieg und Inflation bereiteten plötzlich enorme Schwierigkeiten. Die Bauarbeiten verzögerten sich durch Mangel an Material und Arbeitskräften, und die Ausgaben stiegen von 1915 bis 1925 um fast 200 Prozent. Auf der anderen Seite waren Fahrpreiserhöhungen jedoch vertraglich ausgeschlossen; ein Problem, das sich weder gerichtlich noch auf politischem Wege lösen ließ. Die Stadt lehnte unter dem neuen Bürgermeister John Francis Hylan (1917–1925) Tariferhöhungen kategorisch ab.

### Die städtische „Independent“

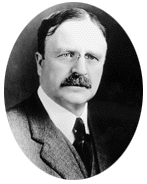
John Francis Hylan

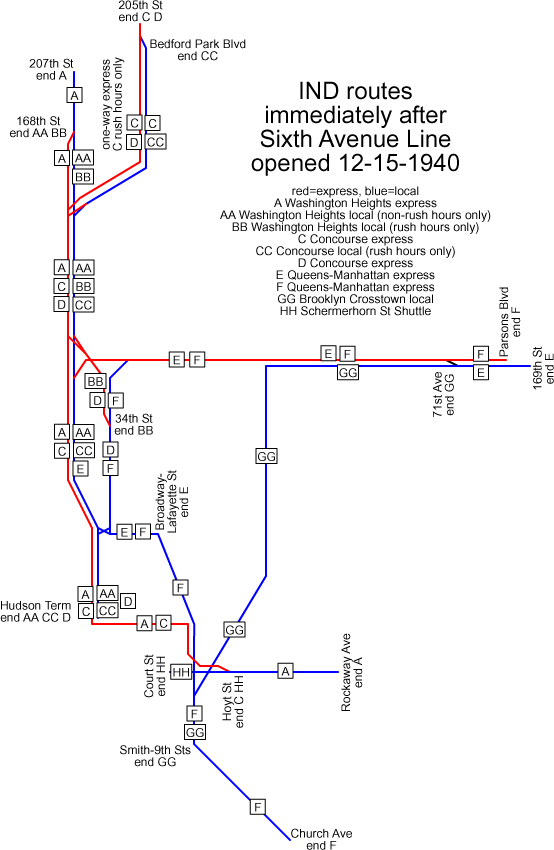
Netz und Linien der Independent am Jahresende 1940

Hylan war ein Verfechter eines Betriebs der U-Bahn durch die öffentliche Hand und wollte dieses Ziel mit aller Macht durchsetzen. Um nicht unnötig viel Geld für das Recapturing ausgeben zu müssen, versuchte er, die beiden Betreiber aus dem Geschäft zu drängen. Er verwehrte Baugenehmigungen und gab einige in den Doppelverträgen vereinbarte Gelder nicht frei, so dass sich einige wichtige Bauarbeiten länger als geplant hinzogen. Dadurch entstanden den Betreibergesellschaften Verluste, die 1918 schließlich sogar zum Konkurs der BRT führten. Hylan wiederum deutete dies in der Öffentlichkeit in Missmanagement um. Ebenso polemisierte er gegen Streiks und Betriebsunfälle, wie etwa den Eisenbahnunfall von Malbone Street von 1918.
Trotz aller Bemühungen schaffte Hylan es nicht, die IRT und die 1923 aus der BRT entstandene Brooklyn-Manhattan Transit Corporation (BMT) zur Aufgabe zu bewegen. So entwarf er Pläne für ein drittes U-Bahn-Netz, das im Gegensatz zu den vorhandenen Strecken von der Stadt selbst gebaut und betrieben werden sollte. Auch sollte nun erstmals ein städtisches Gremium die Planung leiten, im Unterschied zu dem vom Staat New York kontrollierten Board of Rapid Transit Railroad Commissioners, gefolgt von der staatlichen Public Service Commission. Dies lief jedoch dem Vorhaben der Staatsregierung zuwider, die keine weitere Zersplitterung der New Yorker U-Bahn dulden wollte, sondern ihre Vereinigung anstrebte.
Unterdessen war die Stadt New York auf über fünfeinhalb Millionen Einwohner angewachsen, und so erschienen neue U-Bahnen dringend notwendig. Das Doppelsystem konnte mit den immer weiter steigenden Fahrgastzahlen nicht mehr Schritt halten. So kam es in Anbetracht dieser drängenden Probleme schließlich zu einer Kompromisslösung, die Hylans Pläne ebenso zuließen wie die Interessen der privaten Betreibergesellschaften in Schutz nahm. Eine gesetzliche Grundlage wurde 1924 geschaffen und das New York City Board of Transportation gegründet. Langfristiges Ziel blieb indes die Vereinigung und Konsolidierung der vorhandenen U-Bahnen unter dem Dach der Stadt.
Die 600 Millionen US-Dollar (entsprach 7,6 Milliarden Dollar im Jahr 2020) teuren Pläne jener städtischen U-Bahn wurden im August 1922 vorgestellt. Sie sollte „independent“, also „unabhängig“ von den Interessen der privaten Betreiber sein und erhielt somit den Namen Independent City Owned Rapid Transit Railroad. Der Spatenstich erfolgte am 14. März 1925. Obwohl Hylan noch im selben Jahr abgewählt wurde, ließ sich das Projekt nicht mehr stoppen, weil die Bauarbeiten schon großteils vergeben waren. Das traf besonders auf einige Streckenabschnitte zu, die sich eben gerade nicht in das bestehende System integrieren ließen.

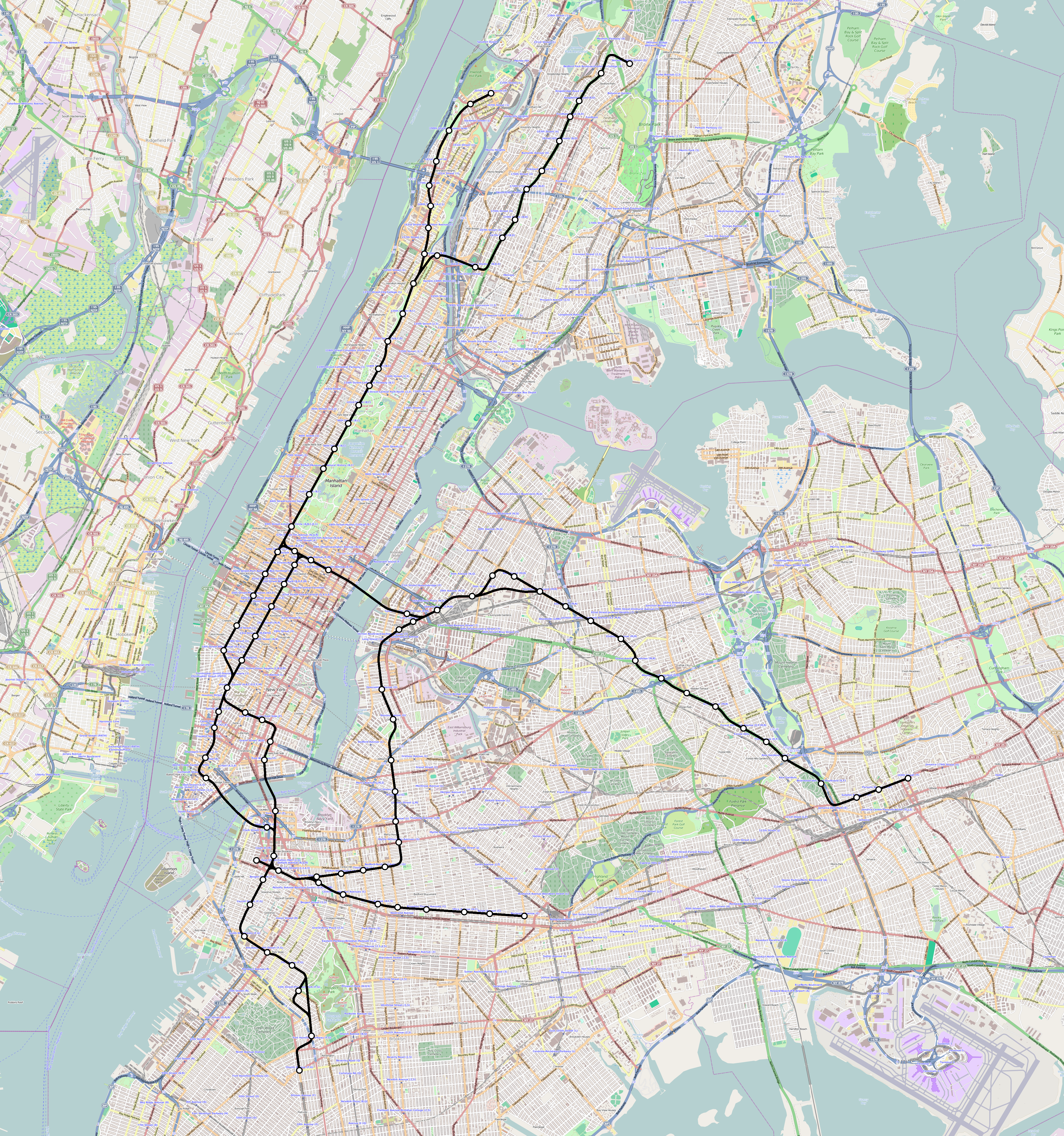
Ausbaustand der Independent Subway zum Zeitpunkt der Vereinigung 1940 (Zeichnung auf heutiger Landkarte)

Das Streckennetz bestand aus zwei Stammstrecken in Nord-Süd-Richtung unter der Eighth Avenue und der Sixth Avenue Manhattans, die sich dreimal kreuzen sollten. Im Norden führten Anschluss-Strecken zur Nordspitze Manhattans, in die Bronx und unter dem Queens Boulevard nach Jamaica. In Brooklyn sollte es Richtung Süden bis zum Fuße der BMT Culver Line und Richtung Osten direkt unter der BMT Fulton Street Line nach East New York gehen. Die Crosstown Line sollte Brooklyn direkt mit Queens verbinden. Bis 1940 war der größte Teil dieses Vorhabens umgesetzt.
Die Independent wies einige besondere Merkmale auf, die damals als technische Meisterleistung galten. Die Strecken waren durchgehend breitprofilig, kreuzungsfrei und verliefen nahezu vollständig im Tunnel. Die Gleise waren fast durchgehend auf Fester Fahrbahn verlegt. Sämtliche Betriebsanlagen waren großzügig dimensioniert; etwa die Hälfte der Strecken wurde viergleisig angelegt. Dies führte zu einer Beförderungsleistung, die mit über 90.000 Fahrgästen pro Stunde und Gleis um etwa ein Drittel über den bisher erreichten Werten lag. Die technische Ausstattung wurde von der BMT übernommen, um die Independent von vornherein auf eine Vereinigung dieser beiden Netze vorzubereiten.
Bereits drei Jahre vor Eröffnung der Independent-Strecken wurden Pläne für eine zweite Ausbaustufe, das Second Independent System, das „zweite unabhängige Netz“, enthüllt. Das Streckennetz der Independent sollte vor allem Richtung Queens ausgedehnt werden. Doch der Börsenkrach von 1929 und die anschließende Weltwirtschaftskrise setzte diesen ehrgeizigen Plänen bis auf einige Bauvorleistungen ein Ende.
Die erste Strecke der Independent nahm am 10. September 1932 in einer wirtschaftlich schwierigen Zeit und mit geringer Beachtung durch die mit Skandalen befasste Stadtspitze den Betrieb auf.

### Vereinigung 1940

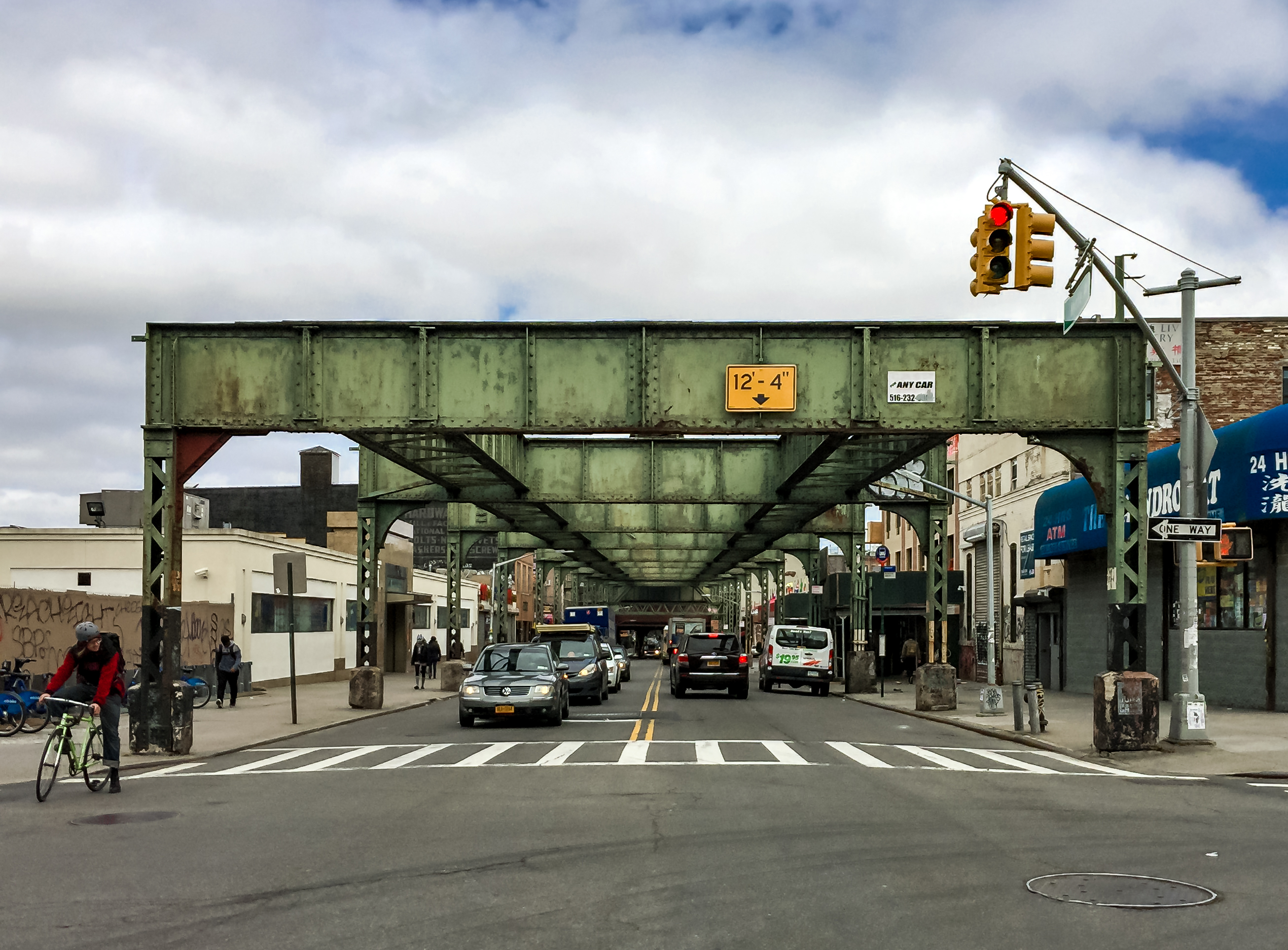
Rest der Myrtle Avenue Old El in Brooklyn. Die Vereinigung der New Yorker U-Bahn bedeutete die Stilllegung zahlreicher Hochbahnstrecken.

Angesichts der dramatischen volkswirtschaftlichen Entwicklung wurde das Problem mit der Vereinigung der New Yorker U-Bahn immer drängender. Die Stadt hatte mit der hohen Schuldenlast und dem Defizit der Independent zu kämpfen. Die privaten Betreibergesellschaften litten unter steigenden Kosten einerseits und der Festschreibung des Einheitsfahrpreises auf fünf Cent andererseits, was ihre finanzielle Lage immer prekärer machte. Die Einnahmen konnten auf vielen Strecken die Betriebskosten nicht mehr decken.
Nach mehrjähriger politischer Auseinandersetzung hob die Staatsregierung 1938 die Schuldenobergrenze für New York City endgültig auf, so dass die Stadt schließlich die IRT für 151 Millionen und die BMT für 175 Millionen US-Dollar aufkaufen konnte (entsprach 2,75 bzw. 3,2 Milliarden Dollar im Jahr 2020). Die beiden Netze wurden als IRT-Division und BMT-Division dem New York City Board of Transportation unterstellt. Die Independent wurden entsprechend zur IND-Division. Die Übernahme erfolgte bei der BMT am 1. Juni und bei der IRT am 12. Juni 1940.
Nach der Übernahme wurden die defizitären Hochbahnstrecken teils sofort, teils nach einigen Jahren stillgelegt. Bei der IRT traf es die Second Avenue Line mit der Verbindungen über die Queensboro Bridge sowie die Ninth Avenue Line, nachdem die Sixth Avenue Line schon beim Bau der Independent-Stammstrecke zurückgekauft und abgebrochen worden war. In Brooklyn endete der Verkehr auf der Fulton Street Line, der Third Avenue Line, der Fifth Avenue Line sowie auf der Brooklyn Bridge. Sonst änderte sich betrieblich zunächst nichts; alle drei Teilnetze existierten weiterhin nebeneinander.

### Die New York City Transit Authority

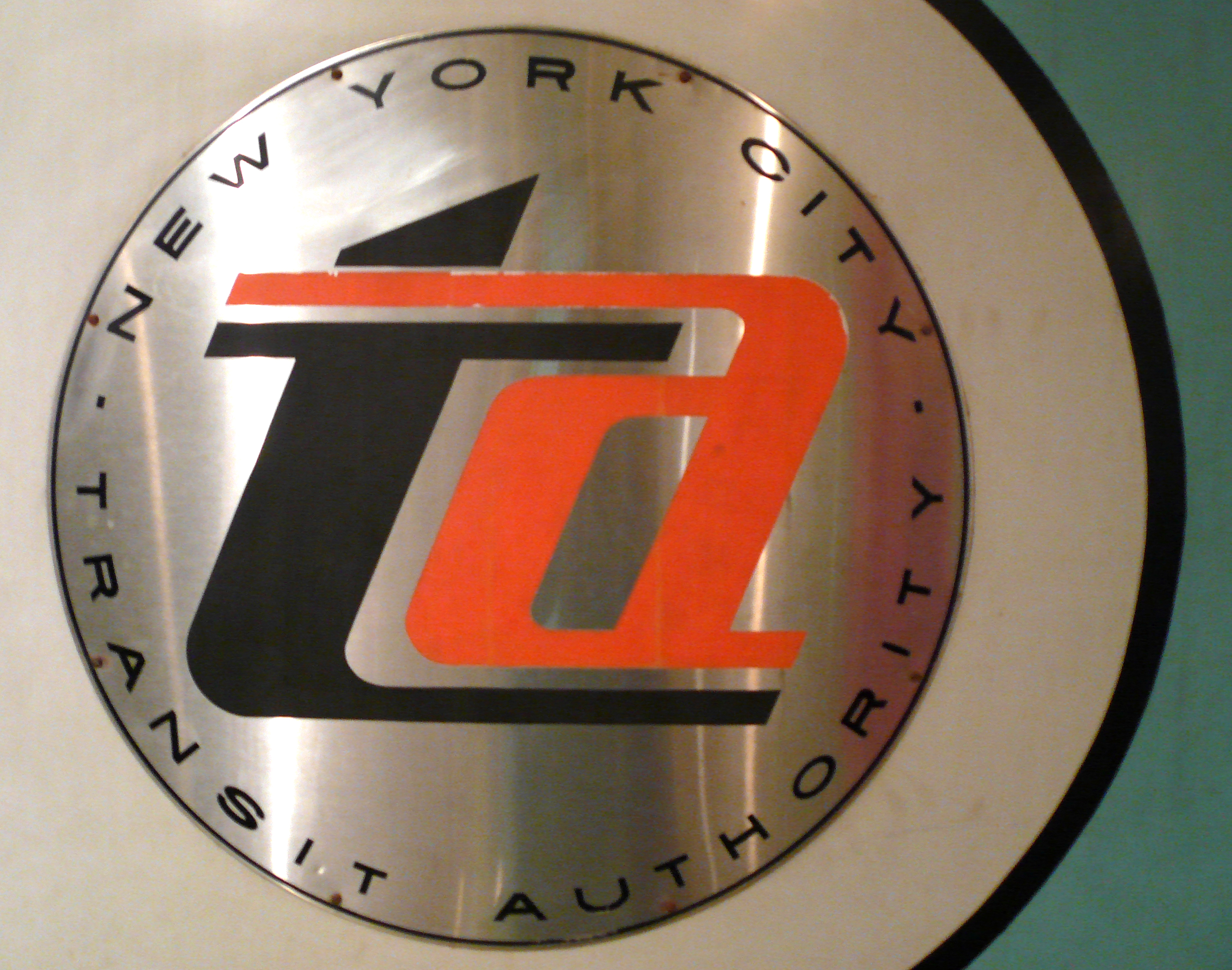
Logo der New York City Transit Authority von 1962 bis 1968

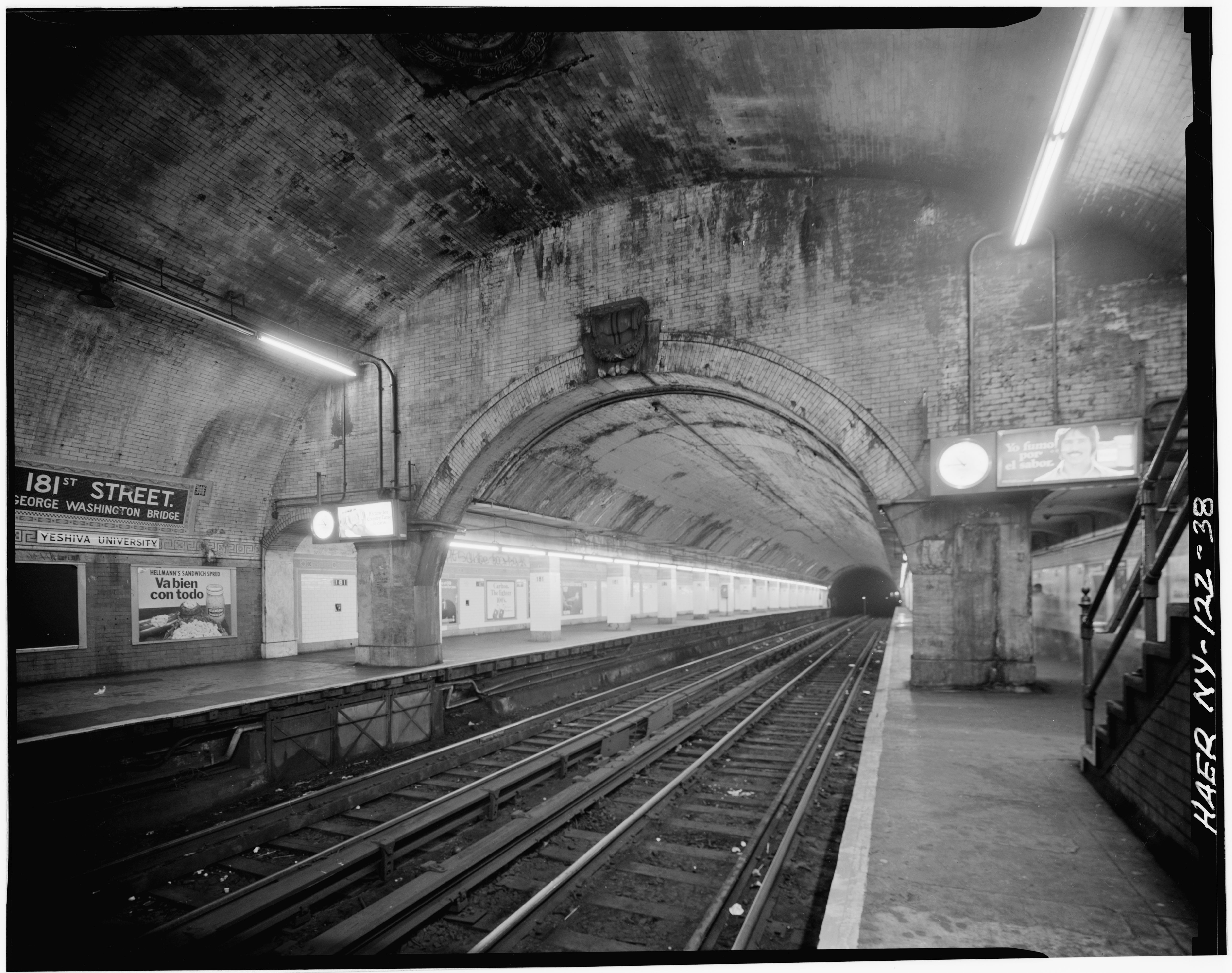
In den Tunnel hinein verlängerte Bahnsteige an der 181st Street

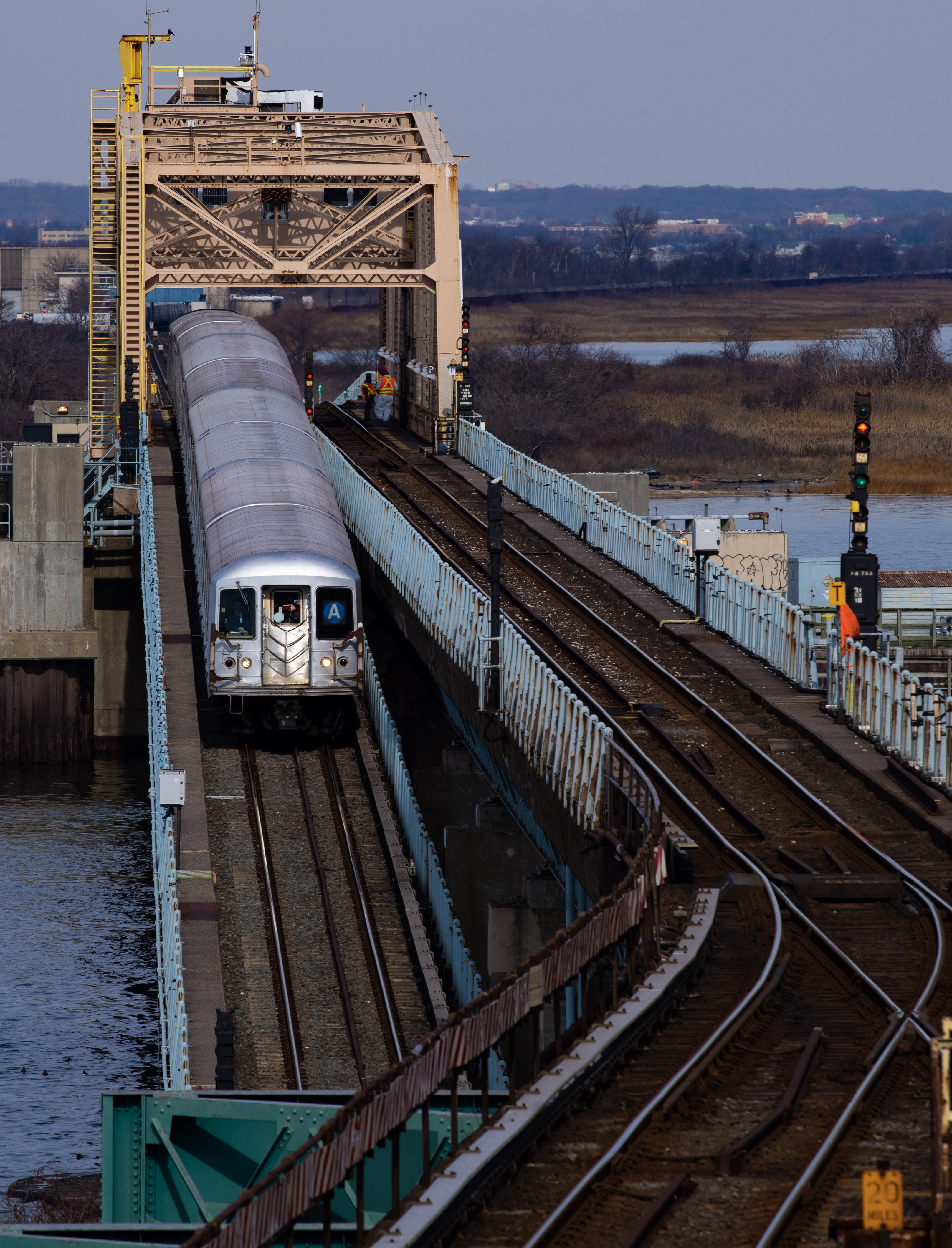
Rockaway Line mit der südlichen von zwei Drehbrücken in der Jamaica-Bucht

Die Stadt New York hoffte, mit den Gewinnen aus den verbliebenen ehemals privat betriebenen Strecken die teure und hochdefizitäre Independent stützen und gleichzeitig ihre Schulden zurückzahlen zu können, ohne den Einheitsfahrpreis von fünf Cent erhöhen zu müssen. Doch die durch den Zweiten Weltkrieg bedingte erneute Inflation erzwang schließlich 1947 eine Anhebung auf 10 Cent und sechs Jahre später auf 15 Cent.
Weil sich in den ersten Jahren nach der Vereinigung die Konsolidierung bis auf einige Verbesserungen im Betriebsablauf eher schleppend hinzog, stellte sich bald die Frage der Organisation. Favorisiert wurde dabei die Auslagerung des Geschäftsbetriebs nach dem Vorbild der Hafengesellschaft Port of New York Authority, um den politischen Einfluss der Stadt auf die Höhe der Fahrpreise auszuschalten. Am 15. Juni 1953 wurde schließlich die New York City Transit Authority (NYCTA) gegründet und das Gesamtnetz an sie verpachtet, mit dem Zweck, einen kostendeckenden und effizienten Betrieb der U-Bahnen sicherzustellen.
Als zweite und wesentlich schwierigere Aufgabe stellte sich bald die Notwendigkeit heraus, Gelder für Investitionen von der öffentlichen Hand einzuwerben, denn Rollmaterial und Infrastruktur der einst privaten Strecken waren mittlerweile in die Jahre gekommen und bedurften vor allem bei der IRT-Division großflächiger Erneuerung. Die ältesten Wagen stammten dort noch aus der Zeit der U-Bahn-Eröffnung von 1904, und die ältesten U-Bahn-Wagen der BMT waren 1953 knapp 40 Jahre alt.
Zwischen 1954 und 1962 wurden daher über 2500 Wagen für die IRT-Division neu angeschafft, was nahezu deren gesamte Flotte ausmachte. Gleichzeitig erhielten die Bahnhöfe an der ersten Strecke von 1904 längere Bahnsteige, um Zehn-Wagen-Züge aufnehmen zu können. An einigen Stationen mussten zusätzlich die beweglichen Bahnsteigkanten (Gapfiller) der nun veränderten Türanordnung angepasst werden. Ebenfalls in diesem Zeitraum wurde bei Signalsystem und Zugsicherung die Technik der BMT eingeführt. Die letzten alten U-Bahn-Wagen der BMT aus der Zeit der Doppelverträge und die der IRT aus Vorkriegszeiten gingen 1969 außer Dienst.
Der an sich knappe finanzielle Rahmen ließ dennoch Spielraum für die Erweiterung der U-Bahn auf die Halbinsel Rockaway. Die Stadt kaufte 1952 für 8,5 Millionen Dollar die aufgrund von Schäden nicht mehr befahrbare Rockaway Line der zahlungsunfähigen Long Island Rail Road und baute sie für weitere 47,5 Millionen auf U-Bahn-Standard um (entsprach zusammen 540 Millionen Dollar im Jahr 2020). Auf ähnliche Weise war schon 1941 die heutige IRT Dyre Avenue Line aus der Konkursmasse der New York, Westchester and Boston Railway hinzugekommen.
In dieser Zeit wurden erstmals Verbindungstunnel zwischen BMT- und IND-Strecken erbaut. Die Culver-Rampe zwischen den Bahnhöfen Church Avenue und Ditmas Avenue in Brooklyn wurde 1954 eröffnet, ein Jahr später verband die BMT 60th Street Tunnel Connection die BMT Broadway Line mit dem Bahnhof Queens Plaza der Independent.
Am 26. November 1967 und 1. Juli 1968 wurde die Chrystie Street Connection eröffnet. Diese kurzen Verbindungstunnel ermöglichen es BMT-Zügen, von der Manhattan Bridge und der Williamsburg Bridge aus kommend in die Stammstrecken der Independent in Manhattan einzufahren. Damit konnten endlich mehr Verkehre nach Midtown anstatt nach Downtown Manhattan geleitet und so auf veränderte Fahrgastströme reagiert werden. Zu diesem Zeitpunkt gingen IND- und BMT-Division offiziell in der Division B auf, und die IRT-Division hieß fortan entsprechend Division A. Zusammen mit einigen Fußgängertunneln und tariflichen Erleichterungen zum Umsteigen zwischen nahe gelegenen Bahnhöfen verschiedener Divisions war die Vereinigung der New Yorker U-Bahn vollzogen.
Erstmals am 4. Januar 1962 setzte das Unternehmen einen führerlosen U-Bahn-Zug auf einer Strecke ein. Ein automatischer Zug auf dem Times Square–Grand Central Shuttle verkehrte täglich bis zu einem Brand am 21. April 1964. Danach wurde entschieden, die zerstörten Fahrzeuge wieder durch konventionell betriebene U-Bahn-Züge zu ersetzen.

### MTA, Aktionsprogramm und Niedergang

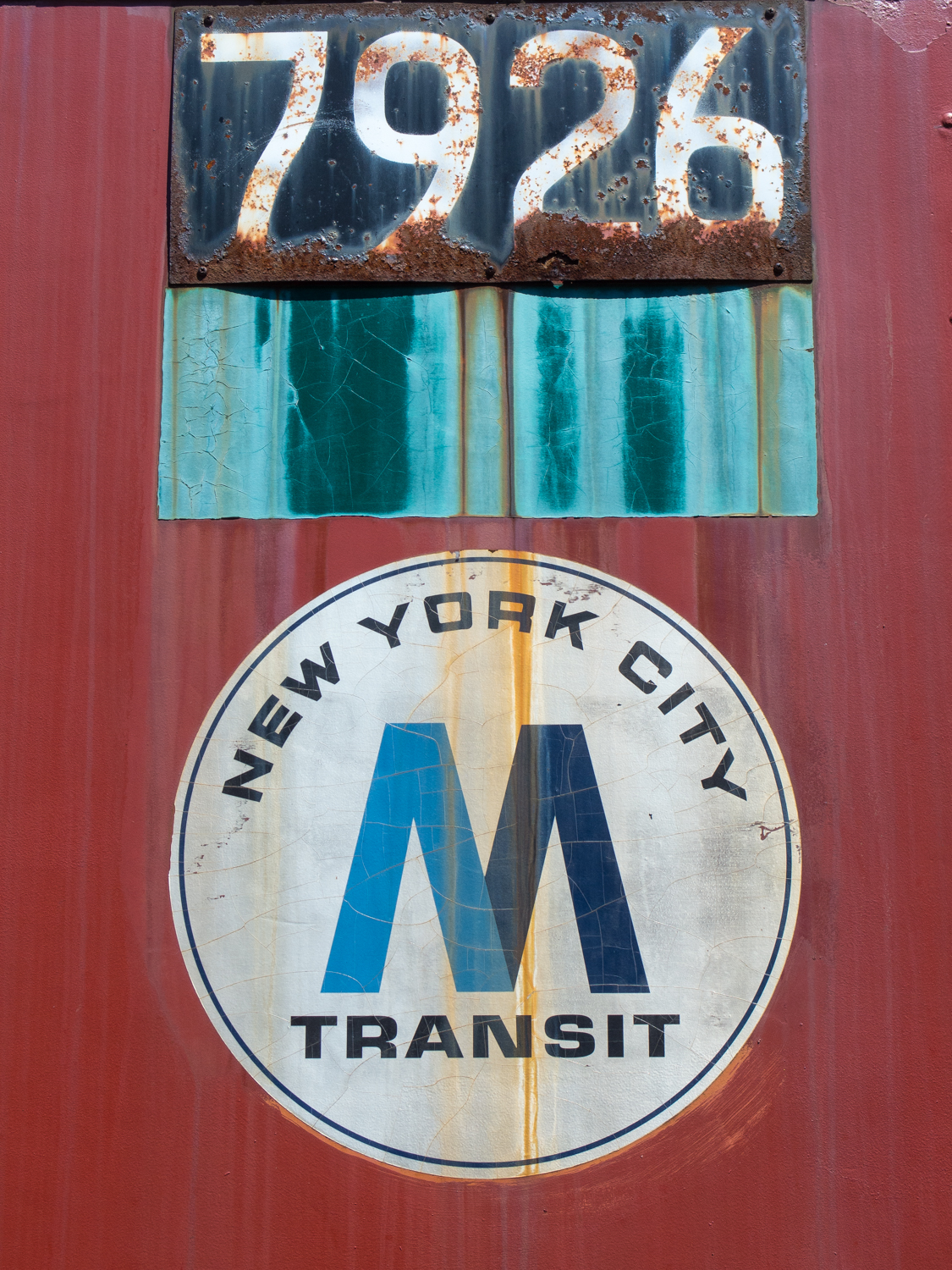
Logo der MTA von 1968 bis 1994: Stilisierter Buchstabe M

Die Finanzierung des Defizits der U-Bahn blieb umkämpft. Während die reinen Betriebskosten zum großen Teil durch Fahrgelderlöse und Werbung gedeckt werden konnten, strich Nelson Rockefeller, der Gouverneur des Staates New York, in den 1960er Jahren den Anteil des Bundesstaats an den zuvor gemeinsam mit der Stadt getragenen Investitionen. Andererseits kaufte Rockefeller die defizitären Vorortverkehre auf Long Island aus dem Vermögen der Pennsylvania Railroad und überführte sie in die dafür gegründete Metropolitan Commuter Transportation Authority (abgekürzt MCTA, grob übersetzbar als Ballungsraum-Pendlerverkehrs-Verwaltung).
Die Stadt unter Bürgermeister John Lindsay versuchte derweil erfolglos, die Brücken- und Tunnelmaut, also Erlöse des mit Bundesmitteln großzügig geförderten Kraftfahrzeugverkehrs, für die NYCTA zu verwenden. Rockefeller begrüßte diesen Ansatz und ließ, gegen den Widerstand Robert Moses’, des jahrzehntelang mächtigen Verfechters der automobilgerechten Stadt, dessen finanzstarke Triborough Bridge and Tunnel Authority, die NYCTA und mehrere Vorortbahnen in die MCTA eingliedern. Die Wählerschaft stimmte 1967 der Herausgabe von öffentlichen Anleihen im Umfang 2,5 Milliarden US-Dollar zu. Damit war die Finanzierung der U-Bahn auf eine solidere Basis gestellt.
Die MCTA stellte das 2,9 Milliarden US-Dollar umfassende „Aktionsprogramm“ („Program for Action“, auch als „New Routes Program“ bekannt, entsprach im Jahr 2020 21,3 Milliarden US-Dollar) vor, das einen massiven Ausbau des bestehenden U-Bahn-Netzes in zwei Phasen vorsah. Der Plan basierte auf der Grundannahme, dass die Bevölkerung der Vororte und in Queens ebenso wie die Zahl der Arbeitsplätze in Manhattan bis in die 1980er Jahre stetig weiter zunehmen würde. Für dieses projektierte Wachstum waren Verkehrswege besonders zwischen Midtown Manhattan, Queens und Long Island neu- und auszubauen. Die U-Bahn und die Vorortbahnen sollten als Antwort auf die Suburbanisierung stärker miteinander verzahnt werden.
Am 1. März 1968 wurde die Metropolitan Commuter Transportation Authority (MCTA) zur Metropolitan Transportation Authority (MTA) umbenannt. Sie sollte Investitionen insbesondere in neue Straßenbrücken, die Vorortbahnen und die U-Bahn tätigen. Gelder stellte die Bundesregierung im Rahmen des 1970 erheblich aufgestockten Urban Mass Transportation Act von 1964 bereit.
Neben einigen neuen Anschluss-Strecken in Queens und im Südosten Brooklyns sollte als neue Stammstrecke die IND Second Avenue Line unter der Second Avenue Manhattans entstehen und an der 63. Straße ein zusätzlicher Tunnel von Midtown aus unter dem East River nach Queens führen. Die Bauarbeiten für Phase eins begannen 1969 am East River sowie 1972 in der Second Avenue und an den Archer Avenue Lines.

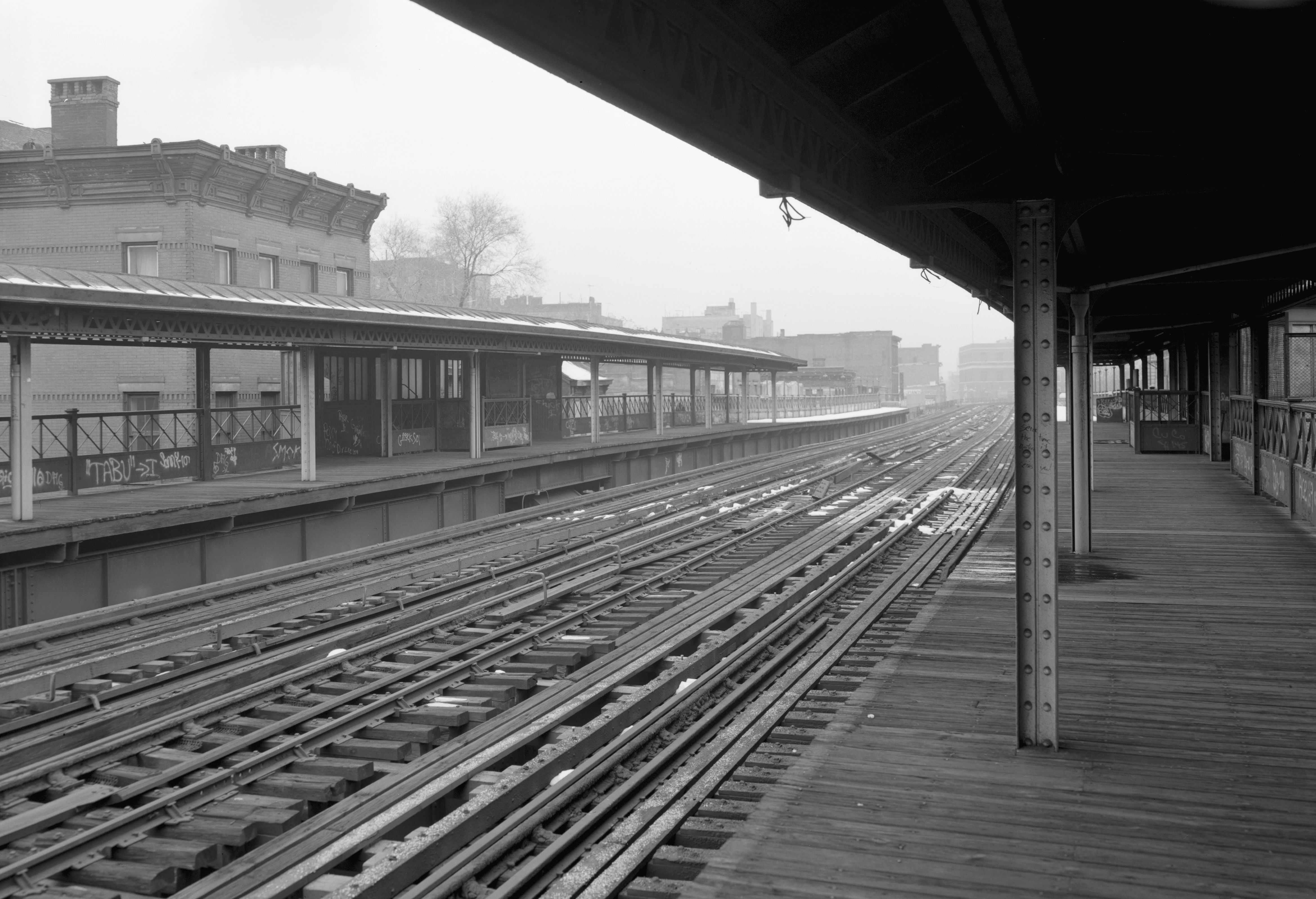
Die stillgelegte IRT Third Avenue Line, 1974

Gleichzeitig wurden die letzten der nicht modernisierten alten Hochbahnen stillgelegt, die entweder unrentabel waren oder durch jene Neubaustrecken ersetzt werden sollten: 1969 der innenstadtnahe Teil der BMT Myrtle Avenue Line in Brooklyn, 1973 die IRT Third Avenue Line in der Bronx und 1975 der Culver-Shuttle zwischen Ninth Avenue und Ditmas Avenue in Brooklyn. Die BMT Jamaica Line wurde 1977 bis zur Station Queens Boulevard zurückgezogen.

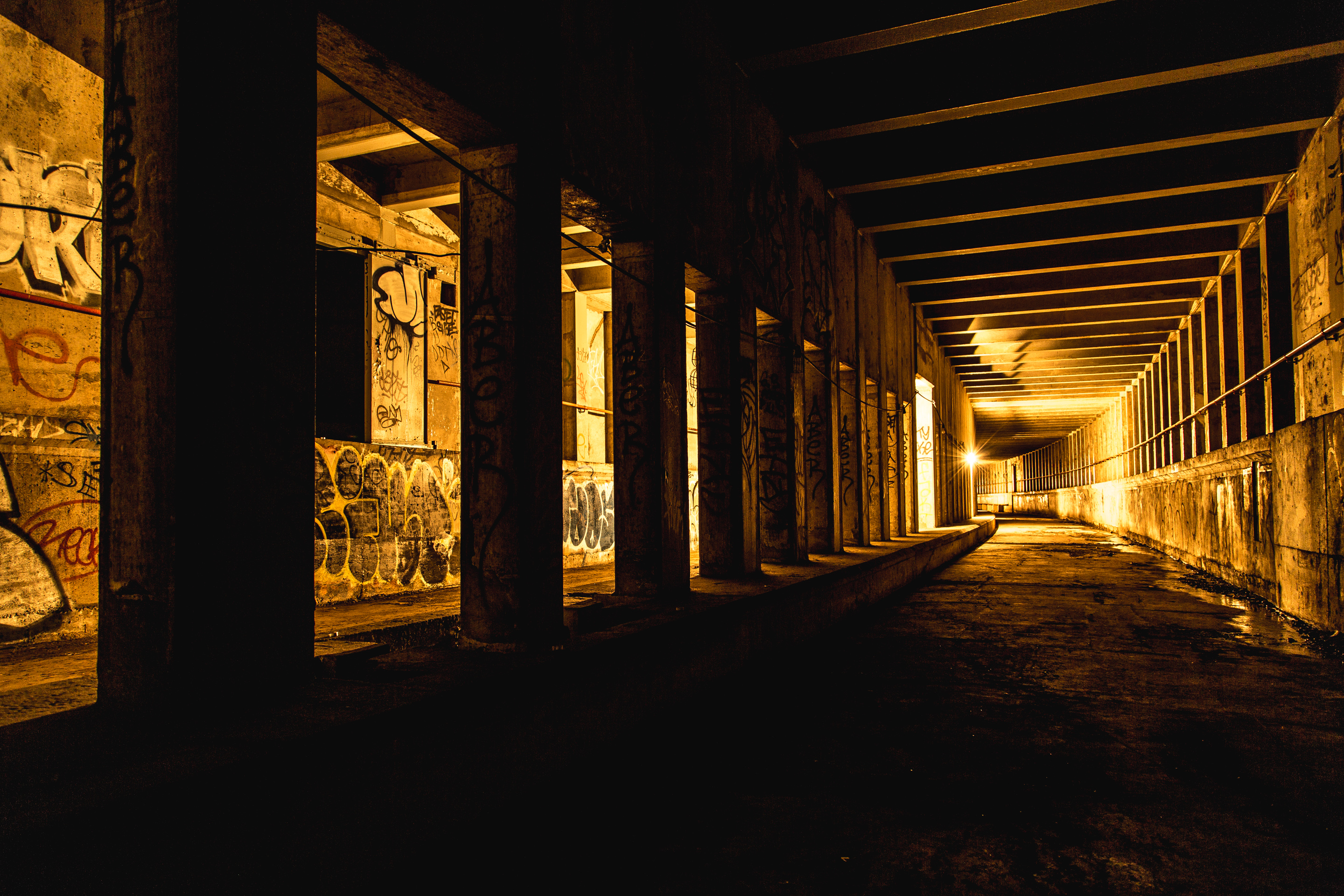
Der Bau der Second Avenue Line wurde aus Geldmangel beendet

Abseits ihrer ehrgeizigen Pläne hatte die MTA mit erheblichen Problemen zu kämpfen. Der öffentliche Nahverkehr wurde immer mehr zum Zuschussgeschäft. Die laufenden Kosten ließen sich nicht mehr nur aus den Einnahmen durch Fahrgelder decken. Ohnehin sanken die Fahrgastzahlen schon seit Ende der 1960er Jahre rapide. Der Stadtverfall der von der U-Bahn gut erschlossenen Süd-Bronx ging zwischen 1970 und 1980 mit dem Wegzug von 300.000 Einwohnern einher, die dadurch als mögliche Fahrgäste fehlten. Zugunsten der Fahrgäste in der Nord-Bronx wurde 1953 auf der IRT White Plains Road Line Expressbetrieb eingerichtet. Im nördlichen Brooklyn war bereits in den 1960er Jahren die Nachfrage entlang der BMT Jamaica Line eingebrochen, was sich auf der anderen Seite der Williamsburg Bridge auf die BMT Nassau Street Line in Manhattan auswirkte.
Dazu wurden von politischer Seite die Gelder für die zweite Phase des „Aktionsprogramms“ nicht mehr gewährt und die Wählerschaft des Staates New York lehnte 1971 und 1973 die Herausgabe weiterer öffentlicher Anleihen ab. Die Stadt New York geriet in eine schwere Finanzkrise, die 1975 ihren faktischen Bankrott bedeutete. In Konsequenz dessen wurden die Bauarbeiten an der Second Avenue Line eingestellt und jene Gelder zur Deckung des betrieblichen Defizits verwendet. Das „Aktionsprogramm“ entpuppte sich in der Gesamtschau mehr als Stilllegungs- denn als Neubauprogramm. Weitere Tariferhöhungen auf nun 50 Cent vermochten nur kurzfristig Abhilfe zu schaffen, so dass drastische Sparmaßnahmen eingeleitet werden mussten. Repariert werden sollte nur noch das Notwendigste.
Daneben erwies sich noch eine andere Entwicklung als verhängnisvoll. Den jahrelangen Bemühungen um eine ausgeglichene Bilanz zwischen Ausgaben und Fahrgeldeinnahmen war bereits seit den 1950er Jahren eine Politik der Verschleppung von Wartung (deferred maintenance) geschuldet, die einen langsamen, aber stetigen Verfall von Betriebsanlagen und Fahrzeugen nach sich zog. Weiterhin hatte die mächtige Gewerkschaft Transport Workers Union 1968 eine großzügige Pensionsregelung durchgesetzt, die eine Verrentung nach nur 20 Dienstjahren ohne jede Übergangszeit vorsah. Daraufhin ließ sich etwa ein Drittel der meist sehr erfahrenen Mitarbeiter sofort in den Ruhestand versetzen. Ein dramatischer Mangel an Fachkräften war die Folge.
Wie in ganz New York nahm in der U-Bahn in den 1970er Jahren die Kriminalität zu, Diebstähle, Raubüberfälle, Schießereien und Morde häuften sich. Die Fahrzeuge wurden immer öfter durch Vandalismus beschädigt oder, begünstigt durch die Erfindung der Farb-Sprühdose, innen wie außen mit Graffiti versehen. Da sich die New York City Transit Police, die von 1949 bis 1995 die vom New York City Police Department unabhängige Bahnpolizei der Transit Authority war, völlig überfordert zeigte, reagierte die Öffentlichkeit mit Unbehagen. Die U-Bahn wurde bewusst gemieden.

Schlaglichter des Alltags in den 1970er Jahren
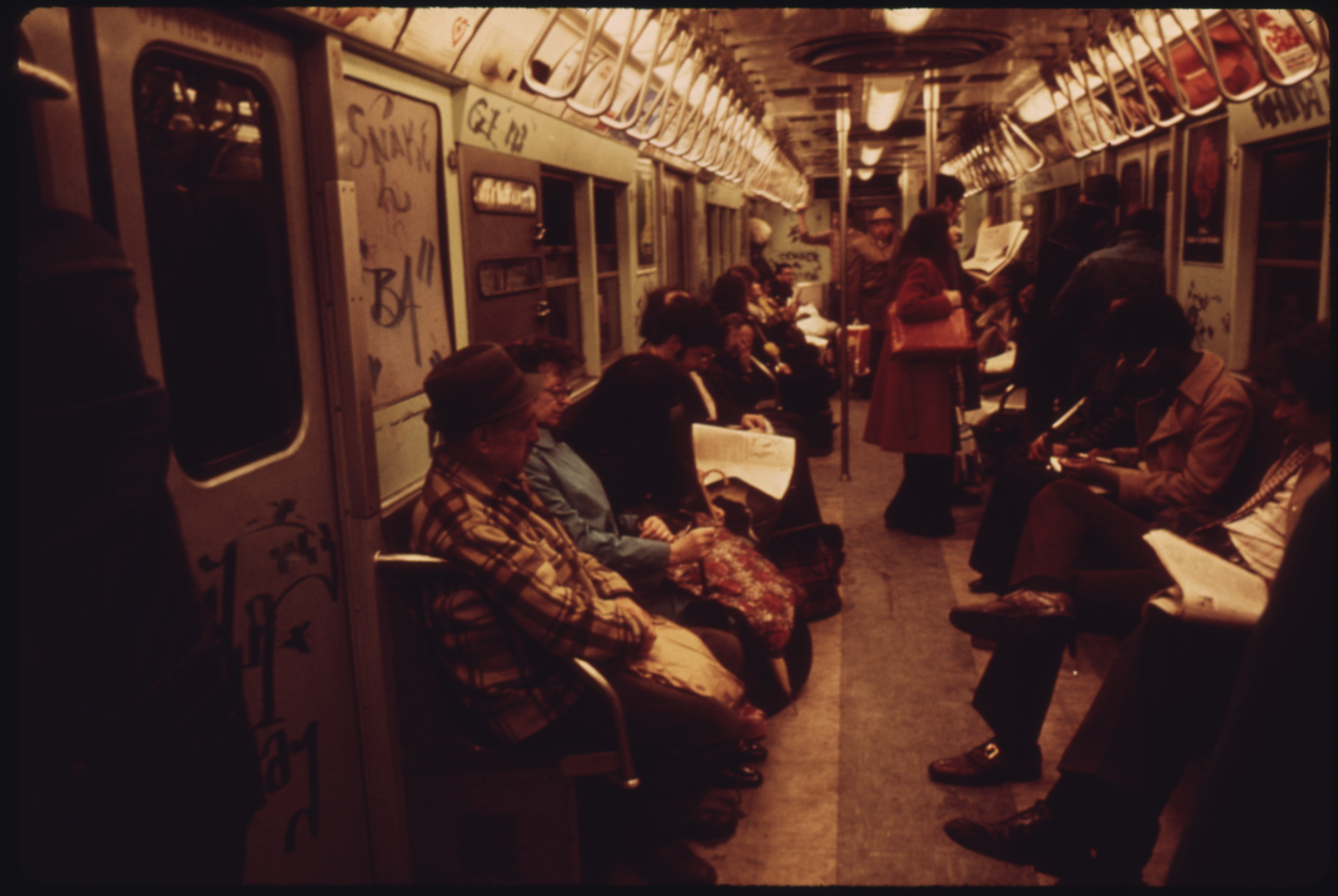
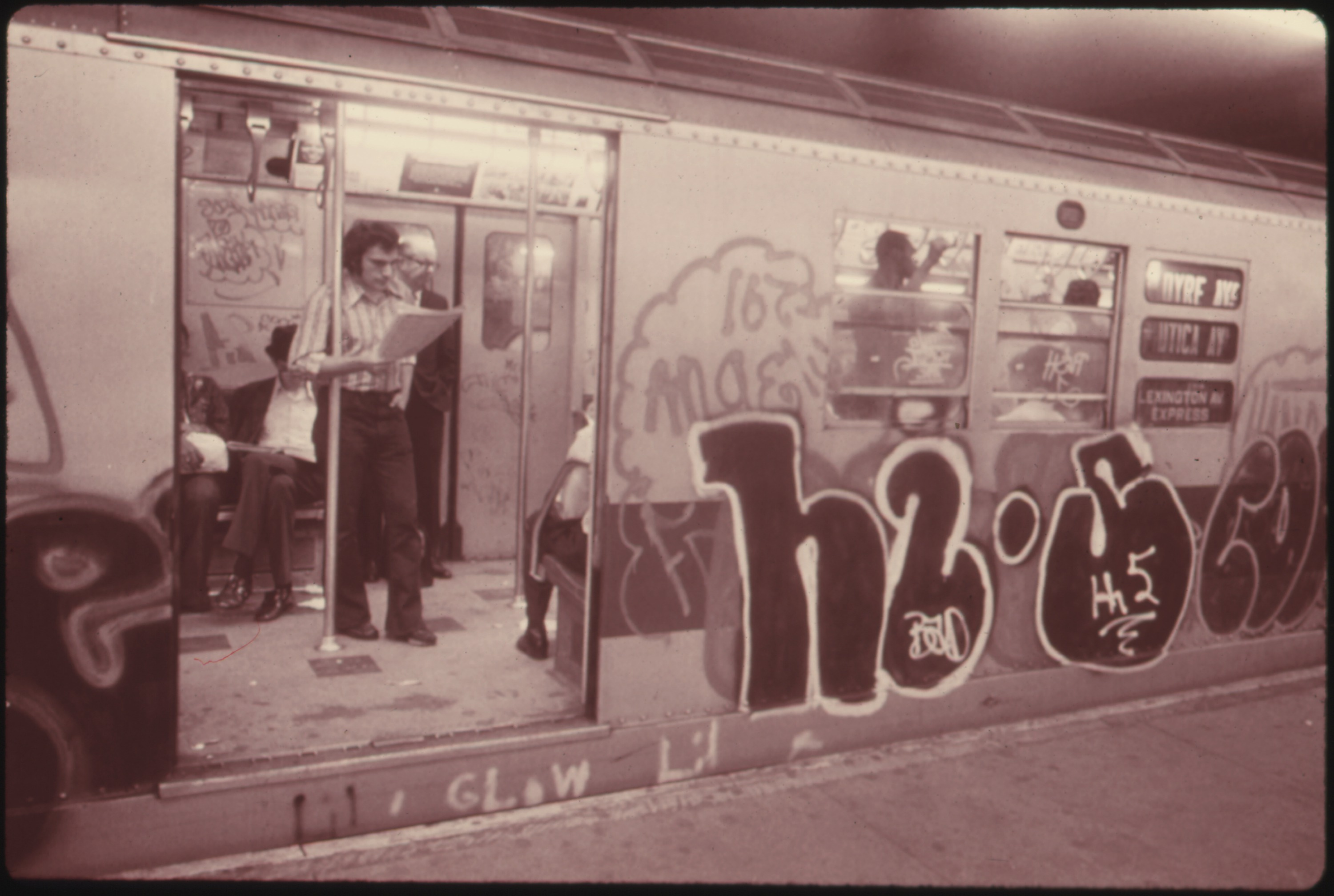
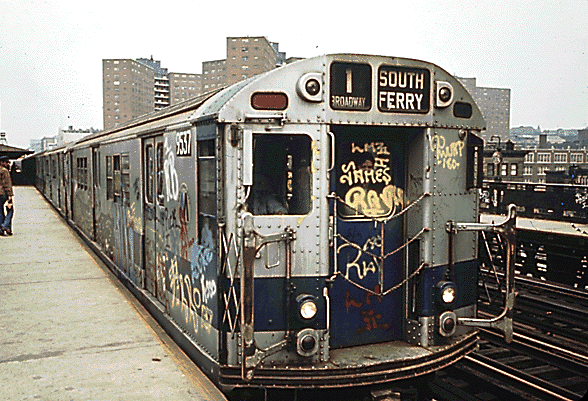
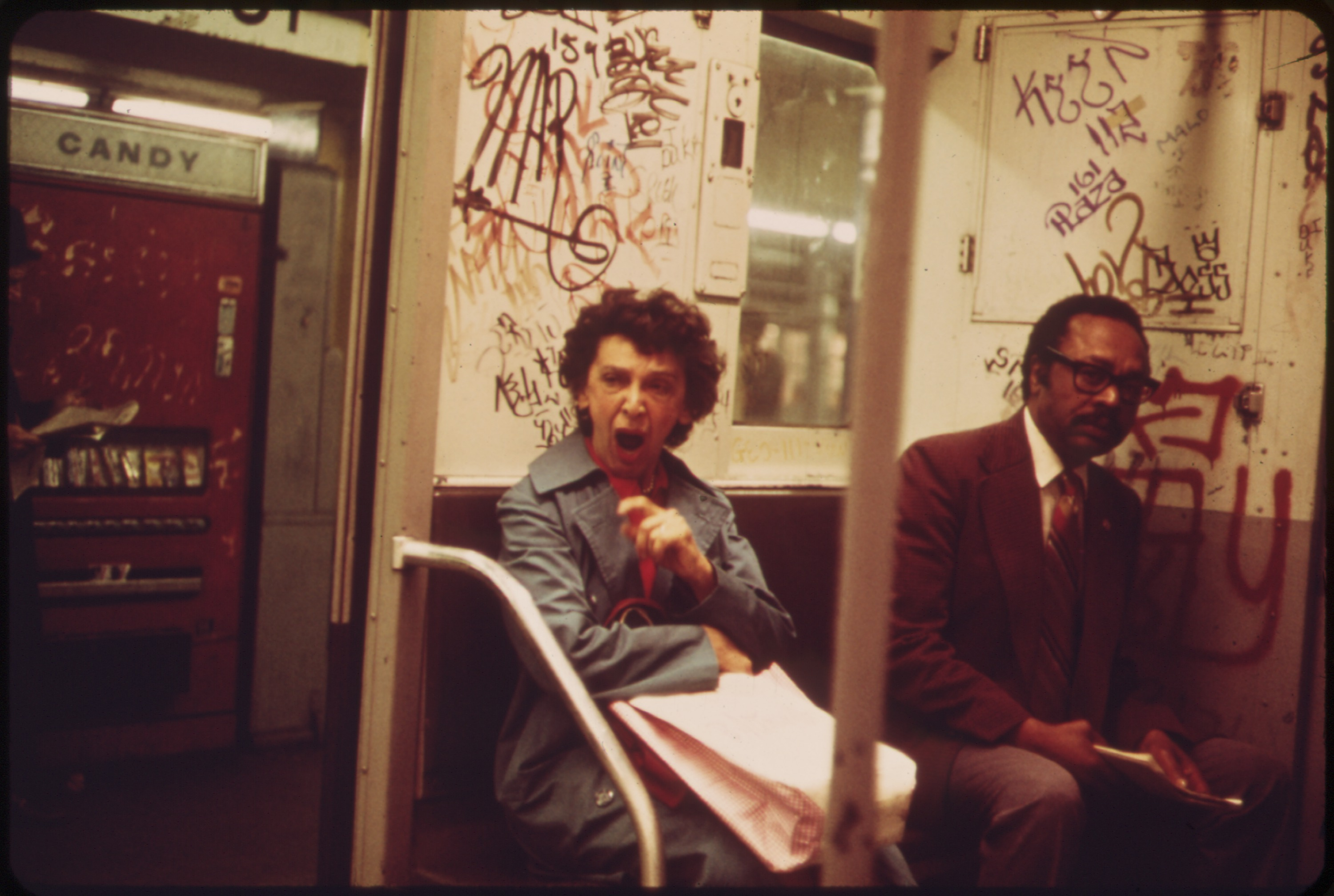

Anfang der 1980er Jahre war schließlich der Tiefpunkt erreicht. Die Fahrgastzahlen hatten sich binnen vierzig Jahren von rund zwei Milliarden pro Jahr direkt nach dem Zweiten Weltkrieg auf weniger als eine Milliarde 1982 halbiert. Die Zuverlässigkeit der Fahrzeuge lag bei einem Zehntel des Normalwerts, 40 Prozent des Streckennetzes bestand aus Langsamfahrstellen. Weil es seit 1975 keine Hauptuntersuchungen mehr gegeben hatte, lag ein Drittel des Wagenparks wegen gravierender technischer Mängel still. Dazu kamen noch logistische Probleme. Zielschilder waren falsch bestückt, Ersatzteile fehlten oder wurden in viel zu großen Stückzahlen eingekauft, waren unauffindbar oder konnten aus Mangel an Reparaturkapazitäten nicht eingebaut werden.

### Wiederaufstieg

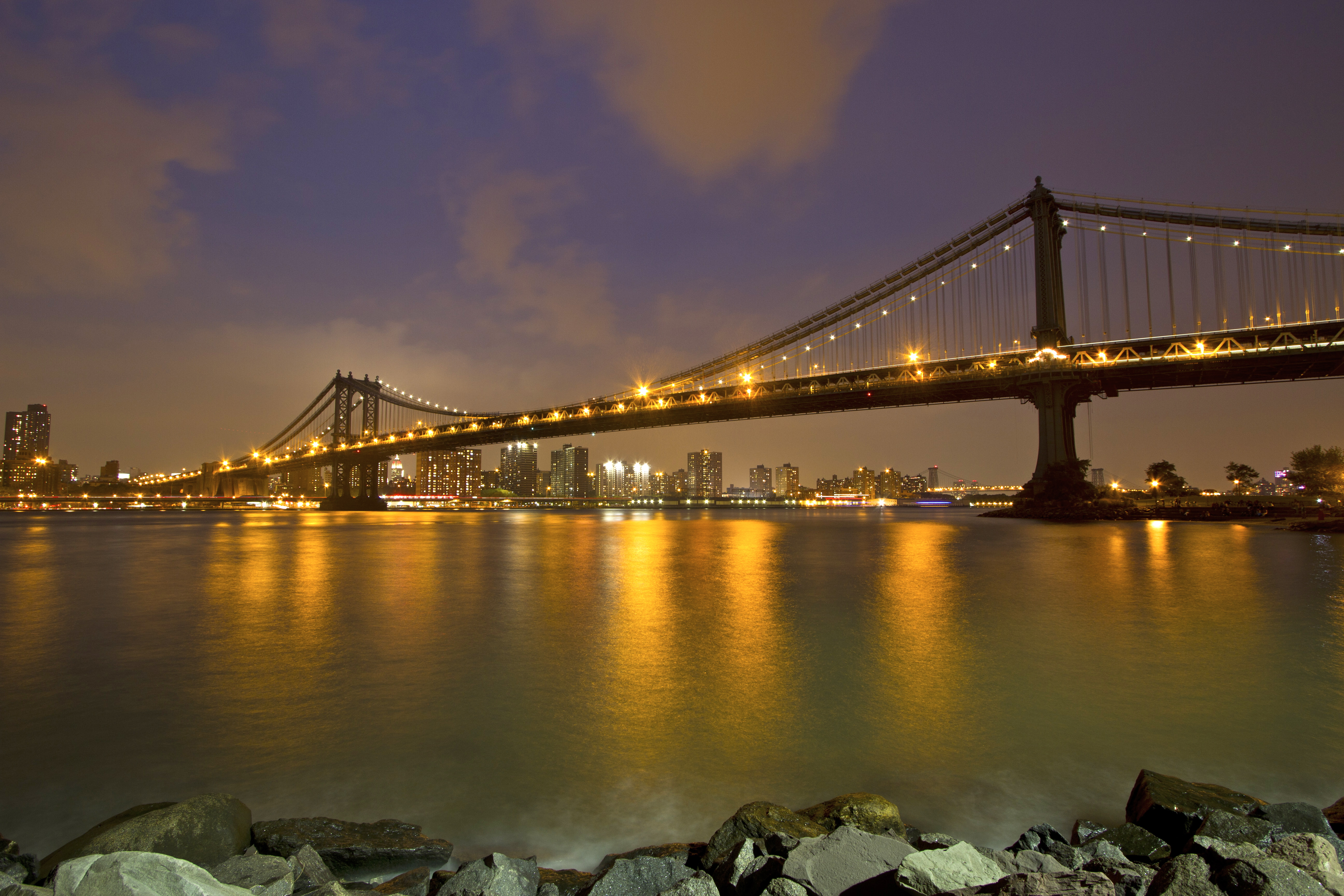
Die Manhattan Bridge war über 15 Jahre lang zur Sanierung halbseitig gesperrt

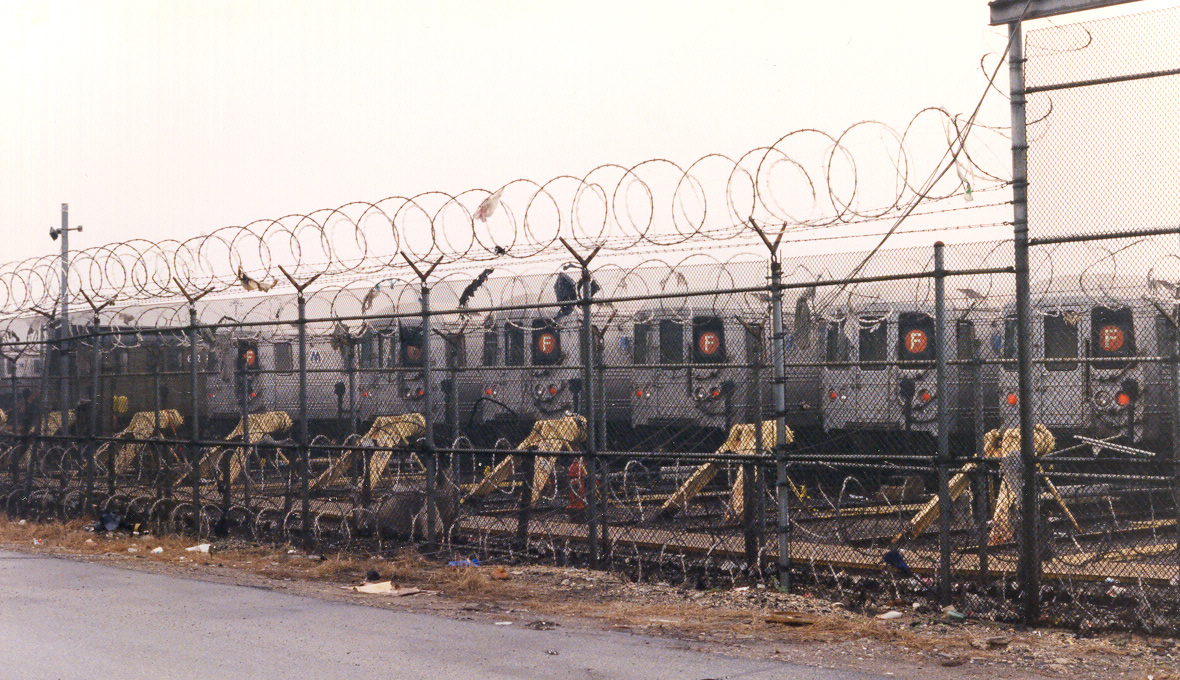
Betriebshöfe wurden massiv abgesichert

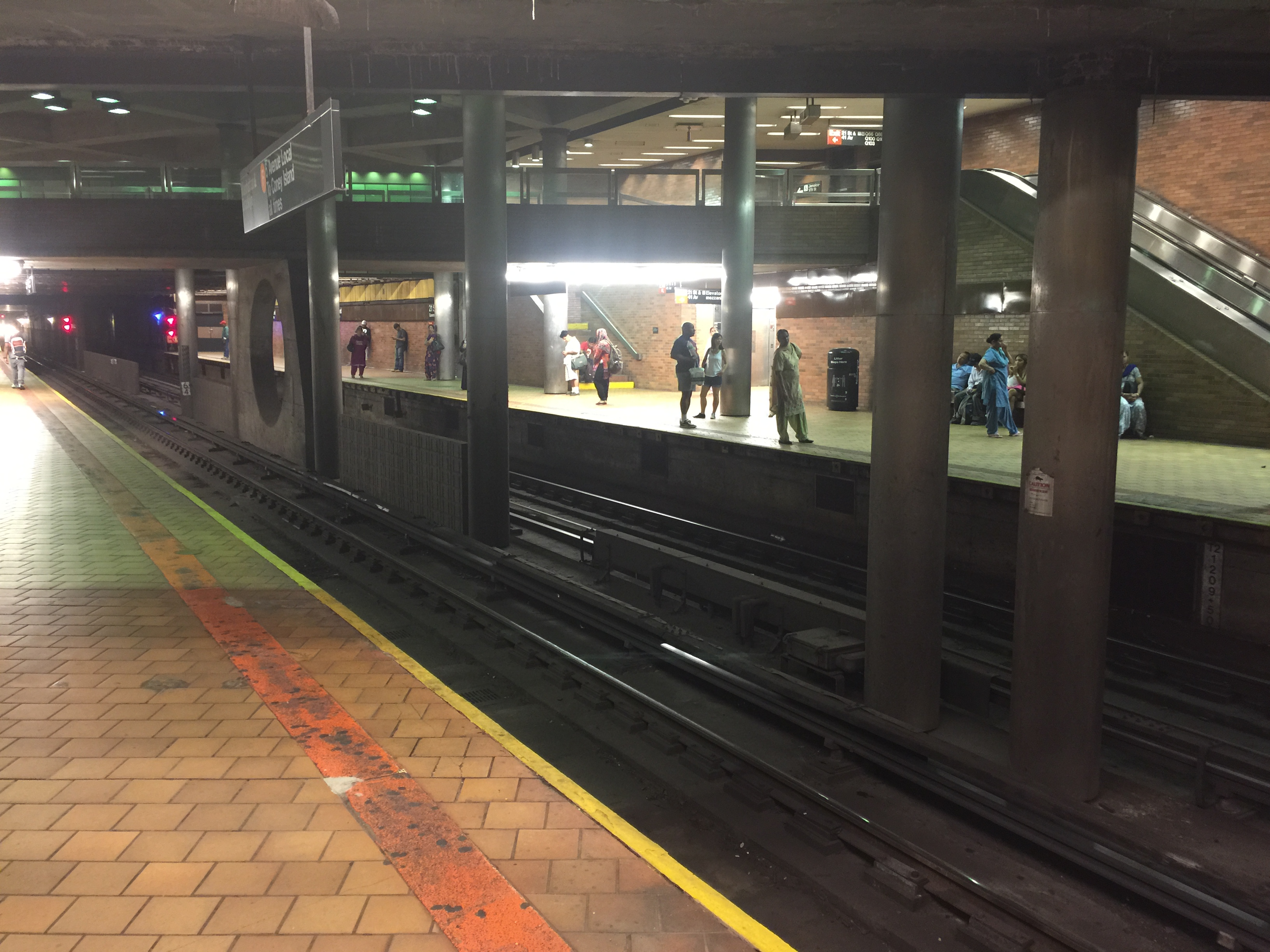
21st Street–Queensbridge, jahrelang Endbahnhof des „Tunnels nach nirgendwo“

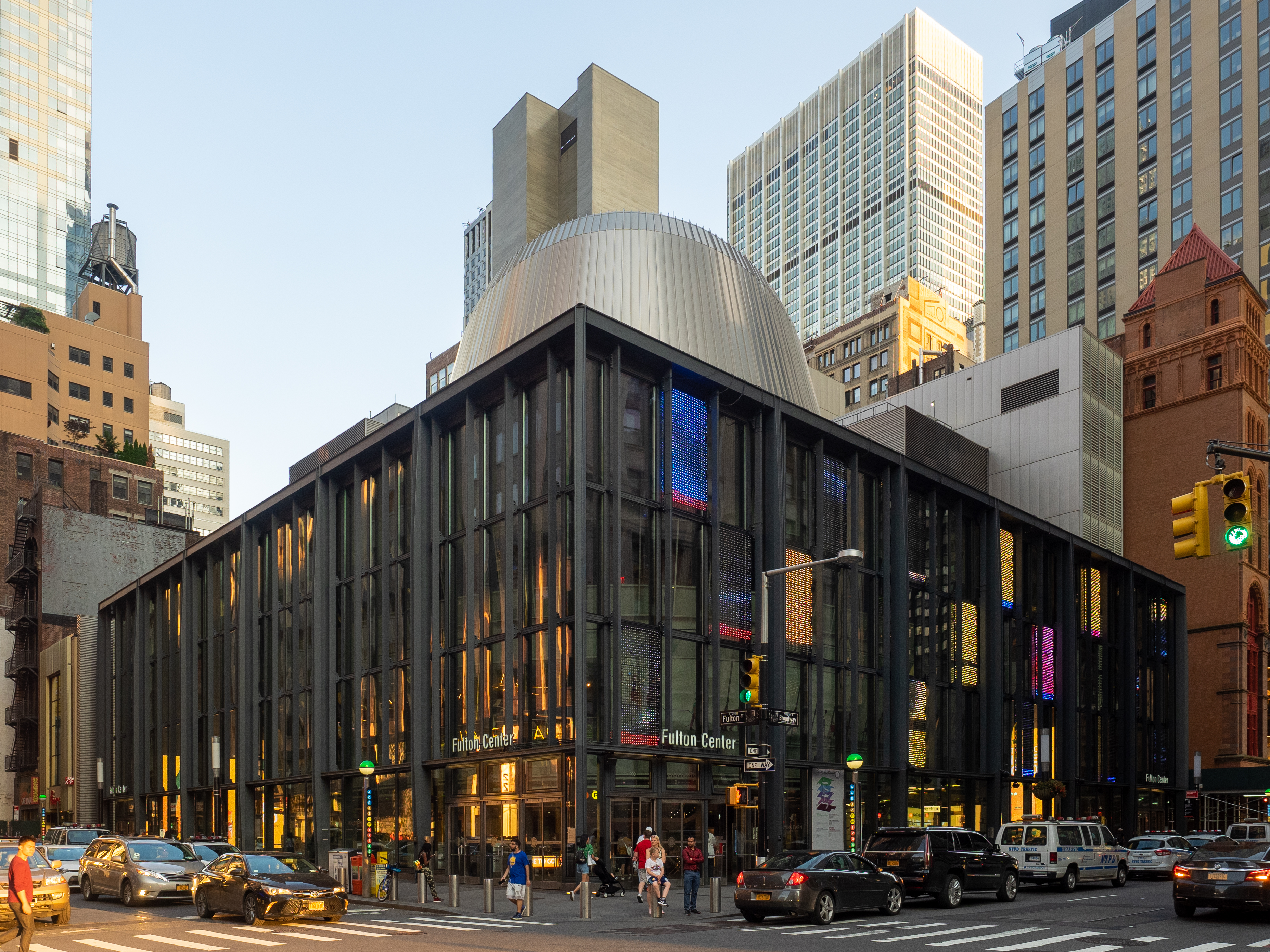
Empfangsgebäude Fulton Center nahe dem World Trade Center

Erst mit Beginn der 1980er Jahre gelang es dem MTA-Vorsitzenden Richard Ravitch, ein 18 Milliarden Dollar (entsprach 50 Milliarden Dollar im Jahr 2020) schweres Investitionsprogramm zur Sanierung der U-Bahn einzuwerben. Insbesondere ist es dem politischen Geschick Ravitchs zu verdanken, dass es seit 1981 einen vom Betriebsbudget getrennten, aus Bankkrediten gespeisten Haushalt für Investitionen und die Werterhaltung der Anlagen gibt. In den 1990er Jahren trug die starke wirtschaftliche Erholung der Stadt zur Verbesserung der Finanzsituation bei. Der von 1983 bis 1991 amtierende MTA-Vorsitzende Robert Kiley machte David Gunn 1984 bis 1990 zum Präsidenten der Transit Authority. Gemeinsam setzten sie substanzielle organisatorische wie auch öffentlichkeitswirksame Verbesserungen um.
Zwischen 1985 und 1991 wurden über 3000 U-Bahn-Wagen generalüberholt und mit Klimaanlagen ausgestattet. Auf diesem Wege sollten Komfort, Zuverlässigkeit und Lebensdauer erhöht werden, um Neuanschaffungen hinauszögern zu können. Ersetzt werden sollten nur die jeweils ältesten Wagen jeder Division, so dass trotz des eigentlich überalterten Wagenparks lediglich 1350 neue Fahrzeuge beschafft werden mussten. Verstärkte Patrouillen und Zäune um die Betriebshöfe boten einen besseren Schutz gegen Graffiti und Vandalismus, den zuvor augenfälligsten Symbolen des Verfalls. Dazu verbesserten Wartungspläne den Erhaltungszustand der Wagen deutlich.
Parallel begann eine umfangreiche Sanierung der Strecken. Innerhalb von zehn Jahren wurden die Gleise dabei fast auf kompletter Länge erneuert. Die Williamsburg Bridge und die Manhattan Bridge, die starke Korrosionsschäden aufwiesen, wurden über Jahre hinweg generalsaniert. Die Sanierung der Bahnhöfe blieb zunächst auf Sicherungsmaßnahmen, frische Farbe, neue Beleuchtung und Schilder beschränkt. Zudem bemühte sich die MTA, den Service zu verbessern, der ebenso lange vernachlässigt worden war. Dies reichte von neuen Uniformen über Schulungen für das Personal bis hin zu korrekten Zielschildern an den Fahrzeugen. Einige Linienwege wurden überdies dem veränderten Bedarf der Kundschaft angepasst.
Ein weiteres erklärtes Ziel war die Senkung der Kriminalität oder zumindest eine Verbesserung des subjektiven Sicherheitsgefühls. Dazu fuhren nachts die Bahnpolizei und Mitglieder der neu gegründeten Bürgerinitiative Guardian Angels in den U-Bahn-Zügen Streife. Tatsächlich dauerte es noch bis in die 1990er Jahre, bis die Kriminalität in der Stadt und damit auch in der U-Bahn deutlich zurückging. Dennoch blieb der Ruf als langsames, verfallenes, dreckiges und unsicheres Fortbewegungsmittel weiterhin an der Subway haften. Insbesondere Verschmutzung, schlechte Beschilderung und stellenweise marode Betriebsanlagen sind bis heute ein Problem.
Ende der 1980er Jahre wurden die wenigen realisierten Strecken des „Aktionsprogramms“ in Betrieb genommen. Die Archer Avenue Lines samt neuem Umsteigebahnhof Jamaica mit Übergang zu den Vorortzügen der Long Island Rail Road wurden 1988 nach 16 Jahren Bauzeit eröffnet. Ein Jahr später ging die IND 63rd Street Line von Manhattan unter dem East River nach Queens in Betrieb. Sie diente zunächst der Erschließung der in den 1970er Jahren neu entstandenen Wohnsiedlungen auf Roosevelt Island und endete im Bahnhof 21st Street–Queensbridge ohne weitere Verbindung. Der Rohbau war aufgrund der ständigen Finanzprobleme jahrelang ungenutzt geblieben und bekam den Spottnamen „Tunnel nach nirgendwo“. Durch eine von 1994 bis 2001 errichtete, 460 Meter kurze Verbindung zur Queens Boulevard Line erhielt der Tunnel eine Verwendung.
In den 1990er Jahren begannen die Renovierungsarbeiten an den Stationen. In Manhattan geschah dies häufig durch größere Umbaumaßnahmen, wobei Blindenleitsysteme und soweit möglich Aufzüge nachgerüstet wurden. 1994 wurde zudem nach mehrjähriger Testphase die magnetstreifenbasierte MetroCard als bargeldloses Zahlungsmittel eingeführt. Im gleichen Zeitraum liefen Testfahrten für eine neue Generation von U-Bahn-Wagen, die ab 2000 in Dienst gestellt wurden.
Im Rahmen der Neubebauung des World-Trade-Center-Areals zum neuen World Trade Center wurde das vorher reine Geschäftsviertel im Financial District mit einer Mischung von Wohn- und Freizeitangeboten aufgewertet. Als Teil der städtebaulichen Investitionen entstanden für die Subway und die PATH zwei untereinander verbundene Bahnhofskomplexe mit repräsentativen Empfangsgebäuden und Einkaufszentren: Fulton Street Station und World Trade Center Transportation Hub.
An der Modernisierung der U-Bahn-Technik sind deutsche Unternehmen beteiligt.

### Hochs und Tiefs

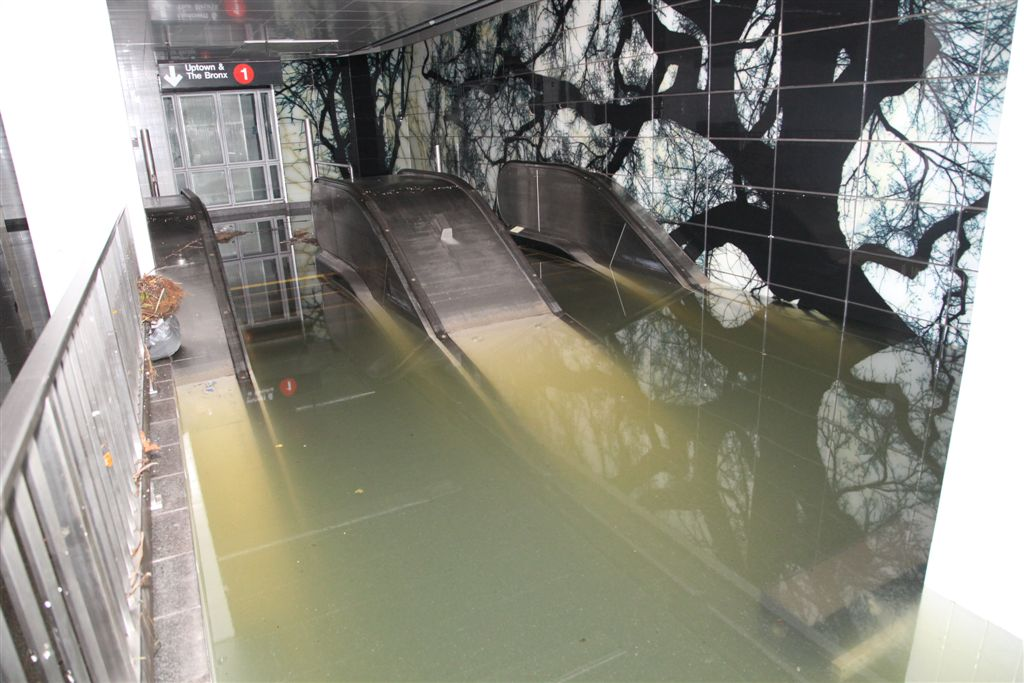
Gefluteter U-Bahnhof South Ferry nach dem Hurrikan Sandy

Nach der Finanzkrise ab 2007 stellte die Transit Authority 2010 die erst 2001 im Rahmen von Angebotsausweitungen geschaffenen Linien V und W ein. Der Laufweg der Linie V wurde fast komplett an die Linie M übertragen, die Linie W ab dem Jahr 2016 wieder betrieben.
Ende Oktober 2012 überflutete und beschädigte Hurrikan Sandy Teile des Netzes. Der MTA entstand über alle Betriebszweige hinweg ein Gesamtschaden in Höhe von rund 4,75 Milliarden US-Dollar. Die 2009 eröffnete neue Station South Ferry der Linie 1 an der Südspitze Manhattans war so schwer beschädigt, dass sie erst 2017 wieder in Betrieb genommen werden konnte. Reparaturarbeiten an der durch Salzwasser angegriffenen Bausubstanz einiger der Unterwassertunnel dauerten bis in das Jahr 2021 an. Aus dieser Erfahrung heraus werden Hochwasserschutzeinrichtungen an tiefliegenden Stationen, Tunneln, Betriebshöfen und Lüftungsbauwerken eingebaut bzw. vorgesehen.

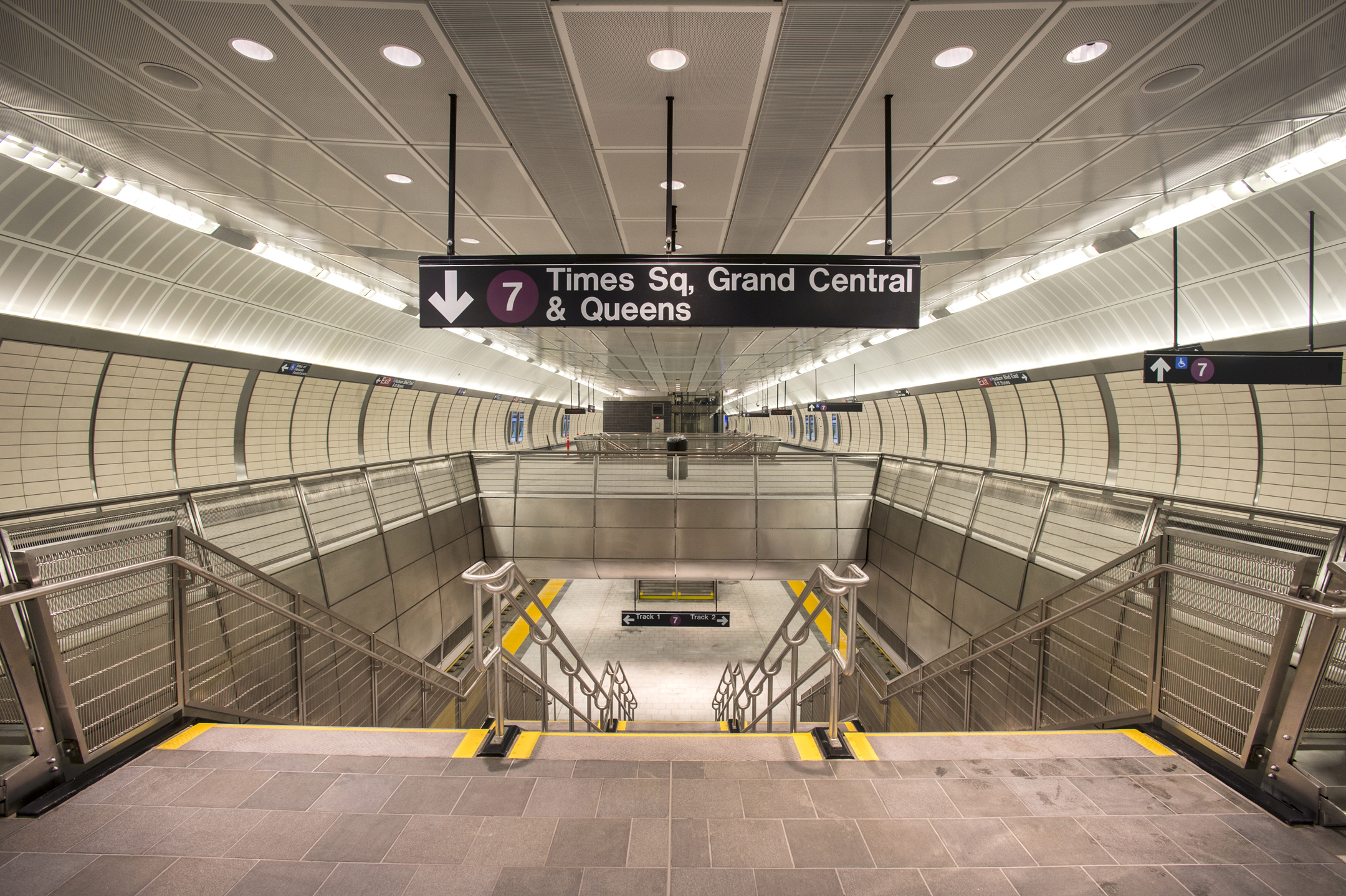
34 Street–Hudson Yards, Endstation der Linie 7

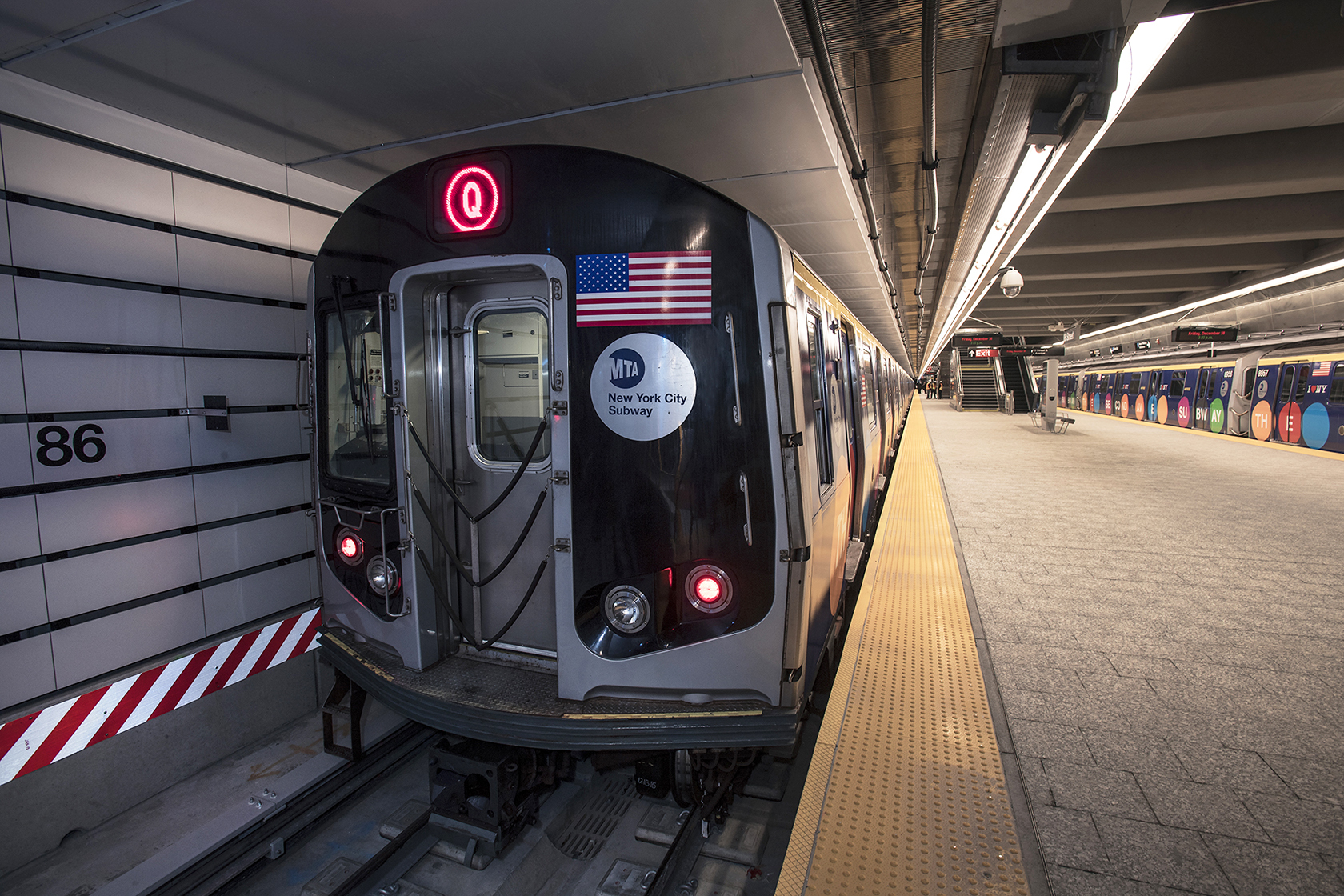
Eröffnung des Bahnhofs 86th Street der Second Avenue Line

Ab Ende der 1990er Jahre wurden wieder Neubaustrecken geplant. Im Rahmen der 7 Subway Extension zum Jacob K. Javits Convention Center und dem Investorenprojekt Hudson Yards konnte die Stadt New York im September 2015 die neue westliche Endstation 34 Street–Hudson Yards der IRT Flushing Line eröffnen. Beim Bau der Tunnel wurde eine Zwischenstation im Bereich 41st Street/10th Avenue vorbereitet, aber nicht verwirklicht. Den ersten Abschnitt der seit 1929 mehrmals an Geldmangel gescheiterten Second Avenue Line eröffnete die MTA zum Jahresbeginn 2017 mit drei neuen Stationen.
Die Passagierzahlen der U-Bahn stiegen seit ihrem Tiefpunkt 1982 Jahr für Jahr an und erreichten 2015 den höchsten Stand seit 1948. In der wirtschaftlichen Hochphase New Yorks der 2010er Jahre litt die U-Bahn nach allen vorangegangenen Kürzungen umso mehr unter ihrem chronischen Investitionsstau. Daraus resultierten Langsamkeit, Unzuverlässigkeit und Überfüllung. Die Pünktlichkeitswerte fielen auf das Niveau der 1970er Jahre zurück. Im Sommer 2017 war die betriebliche Sicherheit erkennbar nicht mehr gewährleistet und Gouverneur Cuomo erklärte über die MTA den Notstand, den er erst im Sommer 2021 beendete.
Nachdem die Pünktlichkeit 2018 mit 58 Prozent ihre Talsohle erreicht hatten, konnte sie unter dem Transit-Authority-Präsidenten Andy Byford auf 80 Prozent erhöht und eine Abwärtsentwicklung bei den Fahrgastzahlen umgekehrt werden. Byford verbesserte die Beziehungen zwischen Personal und Management und ließ den Betriebsablauf in Bereichen beschleunigen, bei denen das Management nach der Entgleisung am Union Square 1991 und dem Zusammenstoß auf der Williamsburg Bridge 1995 zu sehr auf Sicherheit durch Langsamkeit gesetzt hatte. Byford verkündete noch das Programm „Fast Forward“, mit dem die Modernisierung des Netzes forciert werden sollte, wurde aber in seinen Zuständigkeiten durch Cuomo beschnitten und trat Anfang 2020 zurück.
Grundsaniert wurde von 2019 bis 2022 der 42nd-Street-Shuttle. Für die erste Hälfte der 2020er Jahre schnürte die MTA ein 51,5 Milliarden US-Dollar umfassendes Modernisierungspaket, das zu einem großen Teil der U-Bahn zugutekommen und unter anderem den zweiten Bauabschnitt der Second Avenue Line beinhalten sollte.

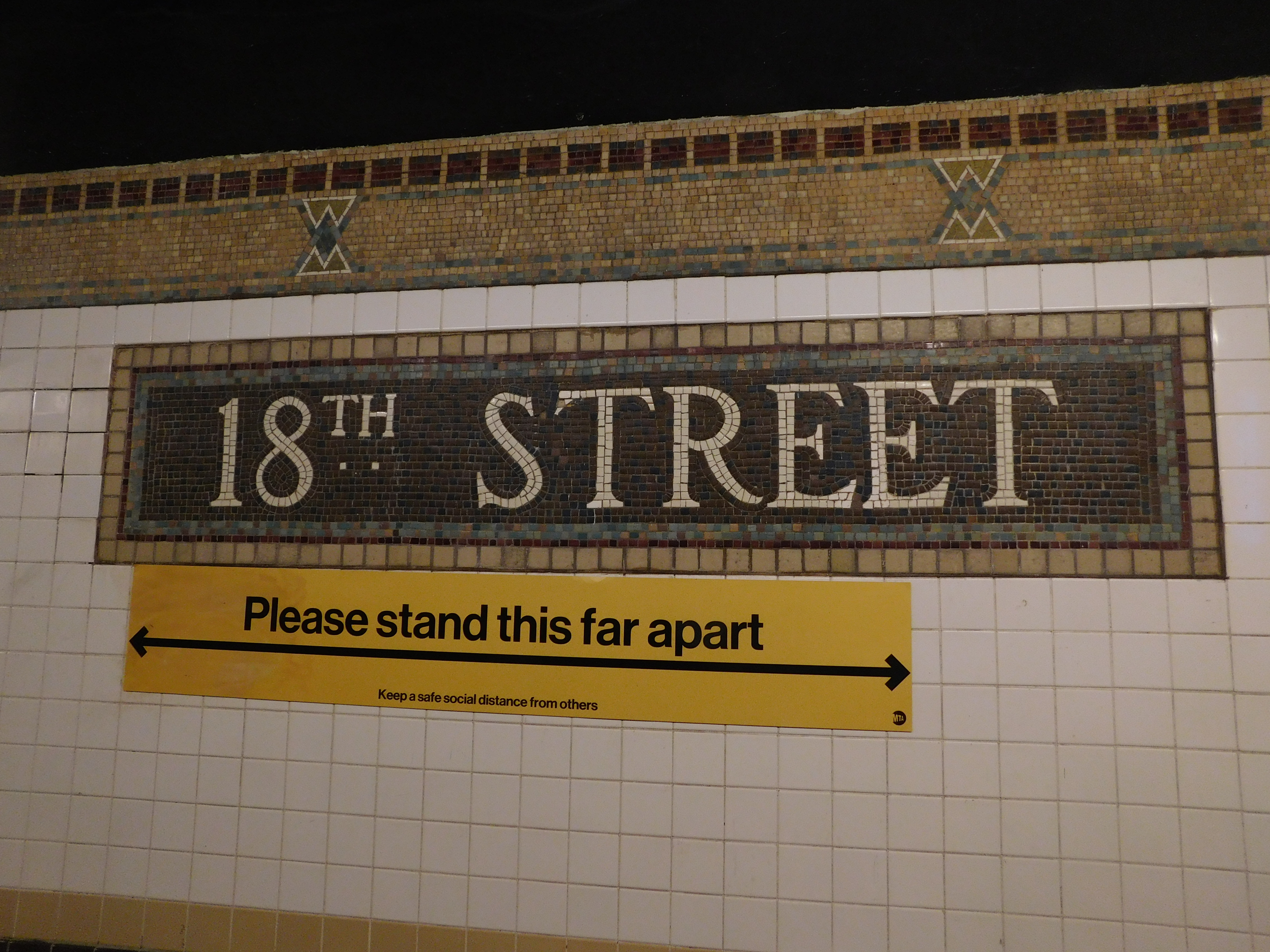
An Bahnhofswand geklebter Warnhinweis in Anfangszeit der Covid-19-Pandemie

Jedoch kam es im Jahr 2020 zur Covid-19-Pandemie in New York City und einer weltweiten Wirtschaftskrise. Während im März und April 2020 in den Stationen der Büroviertel von Manhattan und Brooklyn die Auslastung teilweise auf 5 Prozent des Normalwerts fiel, waren in den Wohngegenden der Arbeiter und der unteren Mittelschicht noch Nutzungsgrade von rund 25 bis 35 Prozent zu verzeichnen. Insgesamt sanken die Fahrgastzahlen im Jahresvergleich zeitweise um 92 Prozent. Nach 227,4 Millionen Fahrten im Februar 2019 unternahmen Passagiere im April 2020 nur 11,8 Millionen Fahrten. Der durchgängige Nachtverkehr, seit der Eröffnung im Jahr 1904 ein herausragendes Merkmal der Subway, wurde zum 6. Mai eingestellt. Zwischen 1 und 5 Uhr fanden für die Fahrgäste nur noch Busfahrten statt.
Mitte August 2020 hatte sich die Nachfrage bei knapp 25 Prozent des Vorjahreswertes stabilisiert, ab Oktober wurden 1,7 bis 1,8 Millionen tägliche Fahrgastfahrten und damit rund 30 Prozent des Vorjahreswertes registriert, in den Tagen vor Weihnachten 2020 rund 40 Prozent. Mitte April 2021 überstieg die Fahrgastzahl werktags wieder regelmäßig die Marke von 2 Millionen. Die nächtliche Pause wurde ab 22. Februar 2021 auf die Zeit von 2 bis 4 Uhr begrenzt, am 17. Mai 2021 der durchgängige Nachtverkehr wiederhergestellt. Mit dem Auftreten der Virusvariante Omikron fielen die Fahrgastzahlen in den letzten zwei Monaten des Jahres 2021 erneut ab und stiegen dann im neuen Jahr wieder an, nachdem zeitweilig spürbare Angebotseinschränkungen aufgrund erkrankten Personals aufgehoben werden konnten. Im Monat Februar 2022 lagen die Fahrgastzahlen mit 129,3 Millionen Fahrten bei 57 % des Werts vom Februar 2019.
Angesichts der Größenordnung der anfänglichen Einnahmeausfälle aus Fahrgelderlösen und anderen Quellen wie Straßenbenutzungsgebühren und Gewerbesteuern hätten konventionelle Maßnahmen wie Fahrpreiserhöhungen, Entlassungen oder gar das Streichen ganzer Linien sie nicht annähernd ausgleichen können. Es wurde zunächst befürchtet, dass auf absehbare Zeit keine wesentlichen Modernisierungen mehr finanzierbar sein würden, was sich aber nicht bewahrheitete. Durch eine Reihe von Stützungsgesetzen des Bundes konnten die finanziellen Ausfälle bis 2025 kompensiert werden. Es wurden aber dauerhaft niedrigere Fahrgastzahlen und höhere Defizite vorhergesehen. Um dem zu begegnen, verbesserte der Gesetzgeber die Einnahmensituation der MTA und verringerte so die Abhängigkeit von Fahrgelderlösen. Die MTA setzte ab Sommer 2023 dichtere Takte auf mehreren Hauptlinien um. Damit wird das Angebot außerhalb des Berufsverkehrs verbessert und auf das veränderte Nutzungsverhalten im Tages- und Wochenverlauf reagiert, bei dem sich in New York bis Sommer 2023 als einziger amerikanischer Stadt die Fahrgastzahlen der U-Bahn im gleichen Maße wie die der Stadtbusse erholt hatte.

## Streckennetz
Bei der New Yorker U-Bahn wird zwischen Strecken und Linien unterschieden. Eine Strecke (line) ist zunächst gleichbedeutend zu einer Eisenbahnstrecke, also einer Verbindung mit einem Schienenweg. Sie hat im Regelfall eine eigene Kilometrierung und existiert unabhängig vom tatsächlich stattfindenden Verkehr. Allerdings sind die Abgrenzungen teilweise mehr dem Volksmund denn der tatsächlichen Streckenführung zuzuordnen. Eine Linienbezeichnung steht bei der New York City Subway nicht als Synonym für eine bestimmte Strecke, wie es etwa in Berlin, Hamburg oder München der Fall ist.

### Namensgebung
Sämtliche Streckenabschnitte der Subway haben eigene Namen. Diese leiten sich beispielsweise vom Zielort ab, wie bei der Flushing Line vom Stadtteile Flushing und bei der Pelham Line dem Wohnviertel Pelham Bay (Bronx) am Pelham Bay Park am Meeresarm von Pelham; oder der hauptsächlich befahrene Straßenzug (street, boulevard oder avenue) ist der Namensgeber, wie es etwa bei der Fourth Avenue Line oder der Broadway Line der Fall ist. Ausnahme ist die Culver Line in Brooklyn, die nach Andrew N. Culver (1832–1906) benannt ist, einem Entwickler von Touristenattraktionen in Coney Island und Chef der Eisenbahngesellschaft, aus der die heutige Strecke hervorging.
Dazu hatte es sich schon zu Zeiten der klassischen Hochbahnen eingebürgert, das Kürzel der jeweiligen Betreibergesellschaft davor zu setzen, weil die Namen in der Vergangenheit nicht immer eindeutig waren. Beispielsweise gab es neben der U-Bahn der Interborough Rapid Transit (IRT) unter der Lexington Avenue in Manhattan, der IRT Lexington Avenue Line, bis 1950 noch eine gleichnamige Hochbahn der BMT auf einer Straße mit jenem Namen in Brooklyn, die BMT Lexington Avenue Line. Zu den Bemühungen um die Konsolidierung der U-Bahn nach der Vereinigung gehörte auch, jene Präfixe offiziell nicht mehr zu verwenden. Dies schien nach Stilllegung „nicht-eindeutiger“ Strecken möglich. Doch die Bevölkerung hat diese Praxis bis heute kaum übernommen. Ebenso scheiterte das Vorhaben, statt jener Streckennamen offiziell nur noch die Linienbezeichnungen zur Orientierung zu verwenden, an den vielen Linienänderungen innerhalb der Division B.

### Profile und Divisions

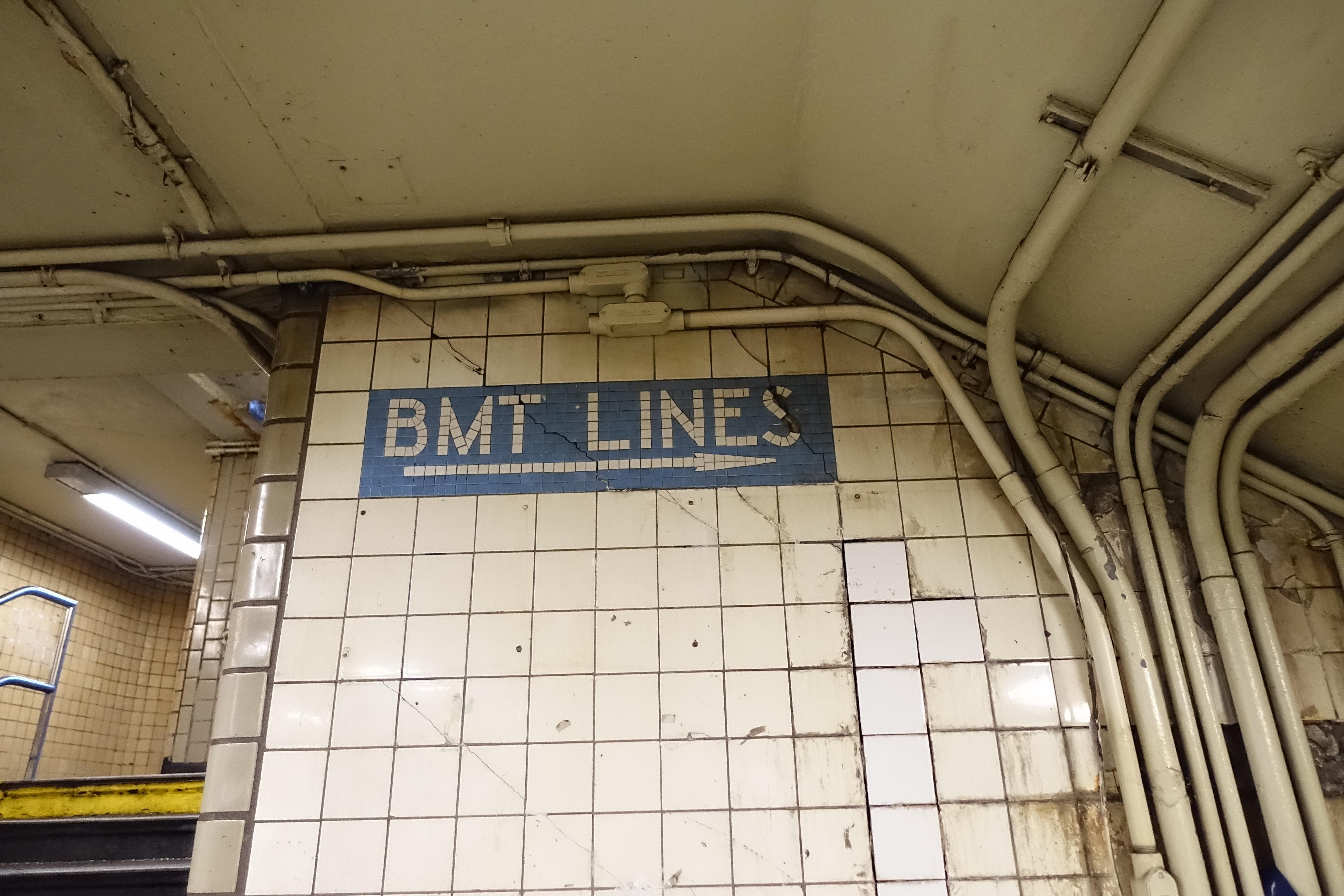
Jedes der drei U-Bahn-Netze stand für sich

Der größte Teil des heutigen Streckennetzes wurde von den drei Gesellschaften, der IRT, der BRT/BMT und der Independent, mehr oder weniger unabhängig voneinander errichtet. Nach der Vereinigung der U-Bahnen 1940 blieb diese Einteilung der Strecken entlang jener Grenzen in IRT-Division, BMT-Division und IND-Division zunächst erhalten, weil es kaum Gleisverbindungen gab, die drei Teilnetze also praktisch nebeneinander existierten.
Die Strecken der IRT weisen dabei ein schmaleres Lichtraumprofil auf, so dass sie nicht von den Fahrzeugen der anderen beiden Abteilungen befahren werden können. Umgekehrt würde auf einer Strecke mit breitem Profil bei Einsatz der schmaleren Wagen der Spalt zwischen Bahnsteigkante und Wagenboden zu groß. Dieser Umstand rührt daher, dass die Interborough ihr U-Bahn-Netz nach den Standards der alten Hochbahnen baute, die aus Platz- und Gewichtsgründen nur schmalere Fahrzeuge einsetzen konnten. Sowohl die BRT als auch die Independent orientierten sich jedoch am Profil einer Vollbahn.

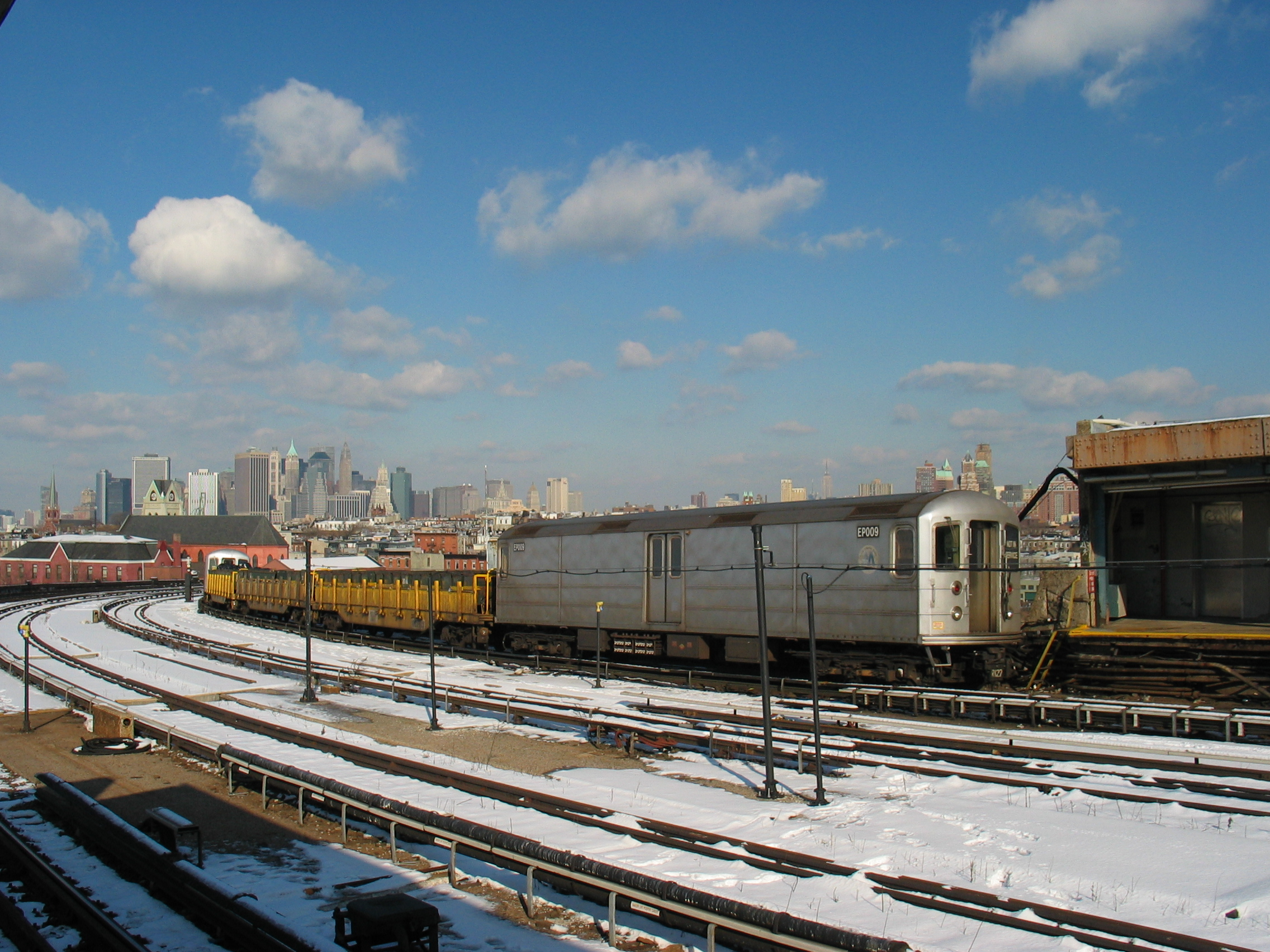
Arbeitswagen, wie hier die Müllabfuhr, sind schmalprofilig

Die technische Ausstattung ist bei Schmal- und Breitprofilstrecken im Prinzip identisch, so dass ein gemeinschaftlicher Betrieb auf der gleichen Strecke grundsätzlich möglich ist. Dies war beispielsweise zwischen 1917 und 1949 auf der Flushing Line und der Astoria Line der Fall. Arbeitswagen können gleichermaßen auf jeder Strecke eingesetzt werden, sofern sie ein schmales Profil haben.
Langfristig ist geplant, alle schmalprofiligen Strecken auf Breitprofil umzubauen. Weil dazu alle unterirdischen Streckenabschnitte der IRT aus den Verträgen Nr. 1 und Nr. 2 de facto neu gebaut werden müssten, ist eine baldige Umsetzung dieses Vorhabens nicht zu erwarten. Die Strecken an der Oberfläche verursachen dagegen weniger Probleme; dort müssen im Regelfall nur die Bahnsteigkanten gekappt werden. Dies geschah beispielsweise 1949 auf der BMT Astoria Line.
Nach dem Bau einiger Verbindungstunnel zwischen den Netzen der BMT und der Independent wurden diese beiden Streckengruppen ab 1967 unter der Bezeichnung Division B zusammengefasst und diejenige der IRT als Division A bezeichnet. Heute bezieht sich die Bezeichnung Division aber auf Profil und Rollmaterial. „Division A“ steht als Synonym für Schmalprofil, „Division B“ für Breitprofil. Die Division C fasst die meist schmalprofiligen Arbeits- und Spezialfahrzeuge zusammen.
Die alte Einteilung der Strecken in IRT, BMT und IND blieb in der öffentlichen Wahrnehmung dagegen erhalten und wird auch bei der MTA intern noch verwendet. Beispielsweise führt der 1988 in Betrieb genommene doppelstöckige Tunnel der Archer Avenue Line in Queens auf der oberen Ebene die Gleise der IND Archer Avenue Line (Division B2) und auf der unteren Ebene die der BMT Archer Avenue Line (Division B1). Beide Strecken bedienen die gleichen Stationen auf unterschiedlichen Ebenen, sind aber betrieblich voneinander unabhängig und verwenden jeweils den Betriebsfunk ihrer Teildivision.

#### IRT

Logo der IRT mit Flügelrad

Die Interborough Rapid Transit Company (IRT) erschloss mit ihrem Streckennetz vorwiegend Manhattan und die Bronx. Es war in zwei Gruppen eingeteilt, die „Subway Division“ und die „Elevated Division“. Nach der Vereinigung wurde daraus die IRT-Division.
Als Subway Division („U-Bahn-Abteilung“) bezeichnete die IRT diejenigen Strecken, die sie unter den ersten beiden Verträgen gebaut hatte, und die zugehörigen Erweiterungen unter den Doppelverträgen. Somit gehörten auch diejenigen aufgeständerten Trassen zur U-Bahn, die von diesen Zügen befahren wurden und in ihre Tunnel mündeten.
Die Subway Division umfasste die beiden Stammstrecken der IRT unter der Seventh Avenue und der Lexington Avenue Manhattans, die IRT Broadway – Seventh Avenue Line und die IRT Lexington Avenue Line. Zusammen mit dem 42nd Street Shuttle bildeten diese beiden Nord-Süd-Strecken das so genannte „H-System“. Der Name rührt von dessen Streckenverlauf auf einer Karte her, der an ein großes H erinnert.
Zur Subway Division gezählt wurden außerdem in Brooklyn die IRT Eastern Parkway Line und die IRT Nostrand Avenue Line, in Harlem die IRT Lenox Avenue Line und in der Bronx die IRT Jerome Avenue Line, die IRT White Plains Road Line und die IRT Pelham Line. Die IRT Dyre Avenue Line kam erst ein Jahr nach der Vereinigung hinzu.
Unter der Elevated Division („Hochbahn-Abteilung“) waren die vier Manhattaner Hochbahnen zusammengefasst, die nach den von ihnen befahrenen Straßenzügen benannt waren (IRT Second Avenue Line, IRT Third Avenue Line, IRT Sixth Avenue Line und IRT Ninth Avenue Line). Die Einteilung geschah unabhängig davon, dass einige Abschnitte schon auf U-Bahn-Standard umgebaut waren. Nach der Vereinigung wurden diese Strecken sukzessive außer Betrieb genommen und abgebrochen. Der letzte Hochbahnabschnitt auf der Insel Manhattan wurde am 31. August 1958 stillgelegt, und am 28. April 1973 endete der Betrieb auf dem nördlichen Teilstück der IRT Third Avenue Line. Damit ging der letzte Streckenabschnitt der einstigen Elevated Division der IRT außer Betrieb, obwohl dort bereits die modernen U-Bahn-Wagen im Einsatz waren.

IRT
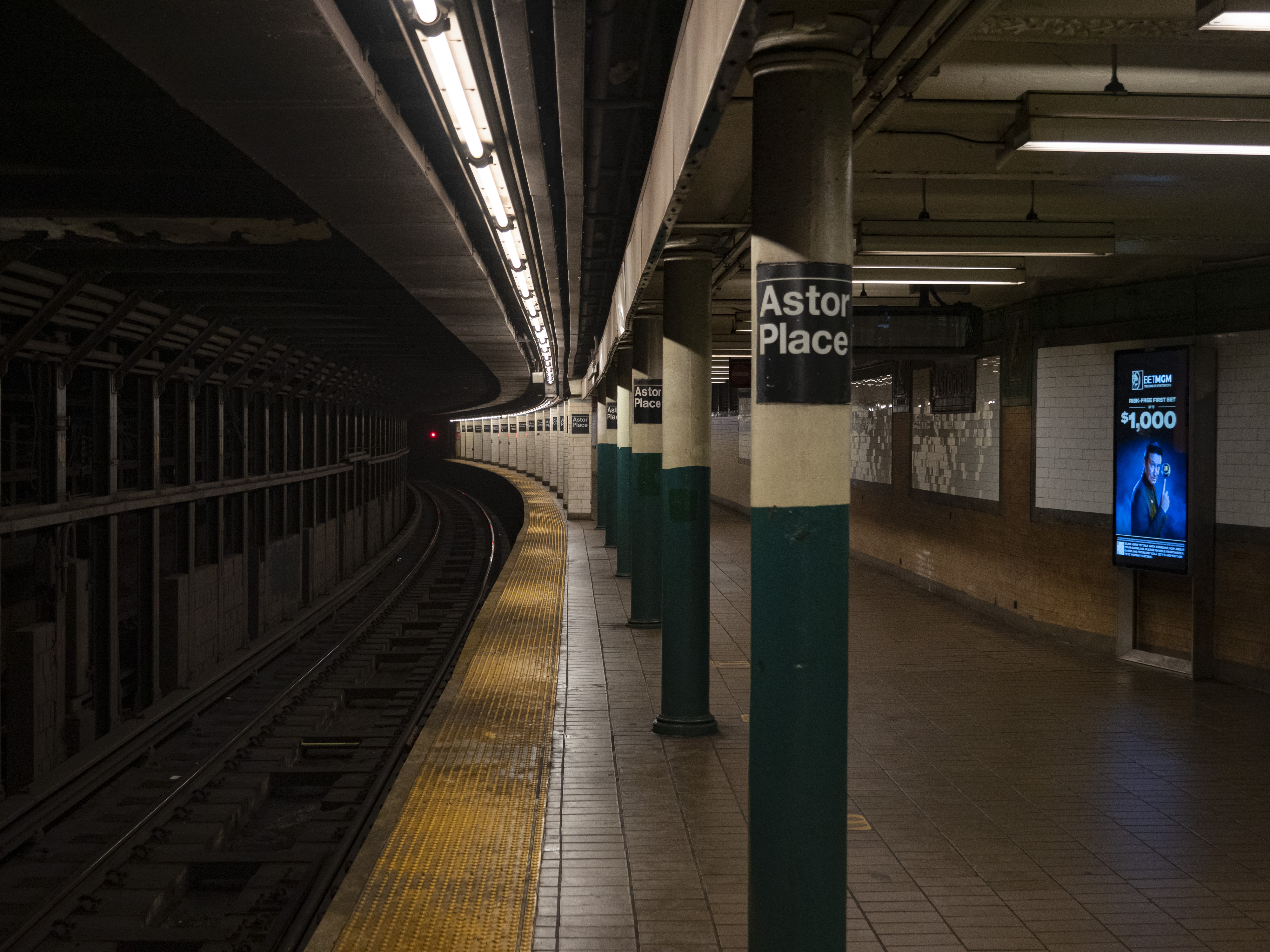
Denkmalgeschützter Bahnhof Astor Place von 1904
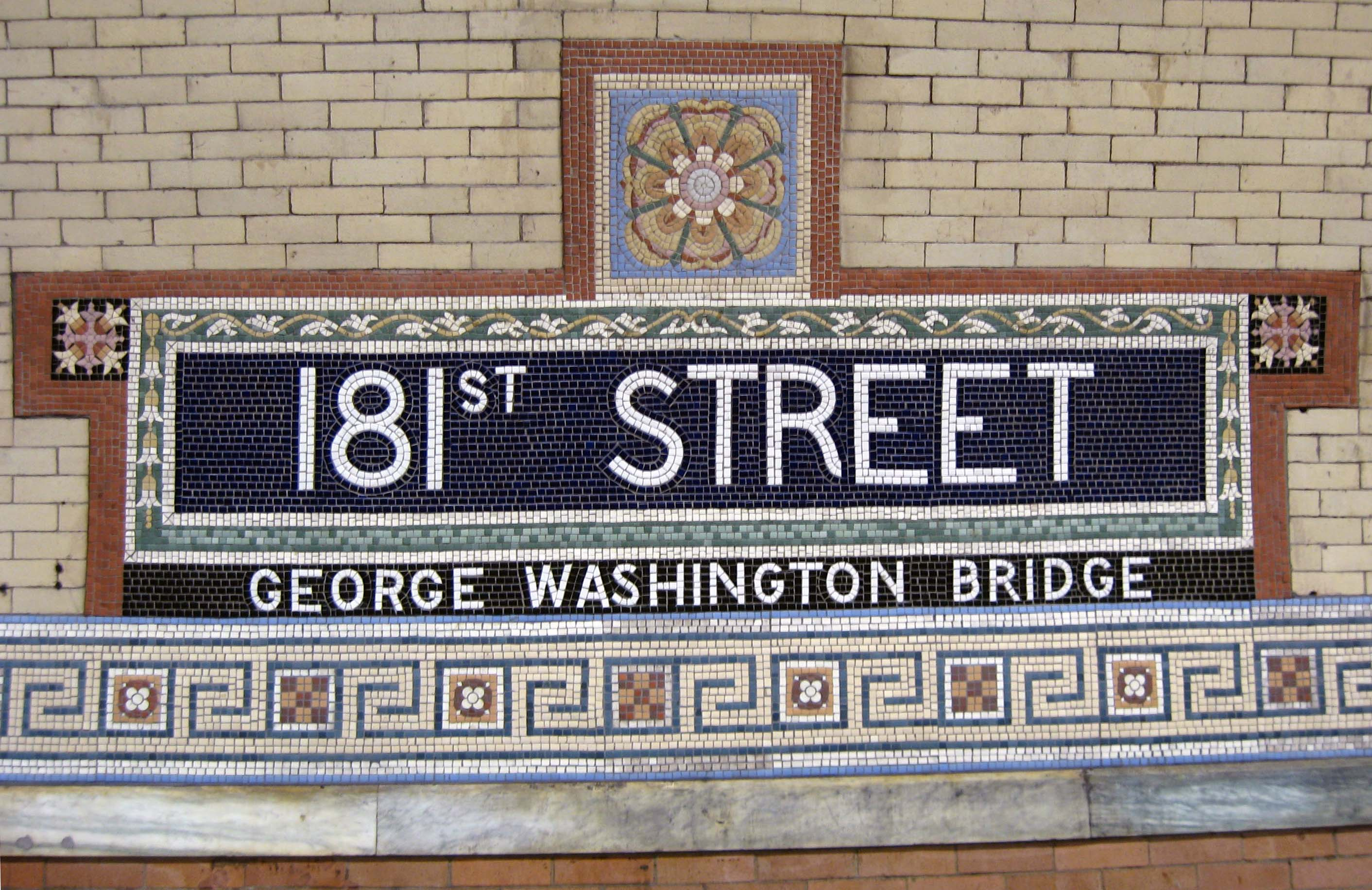
Namensmosaik an der 181st Street
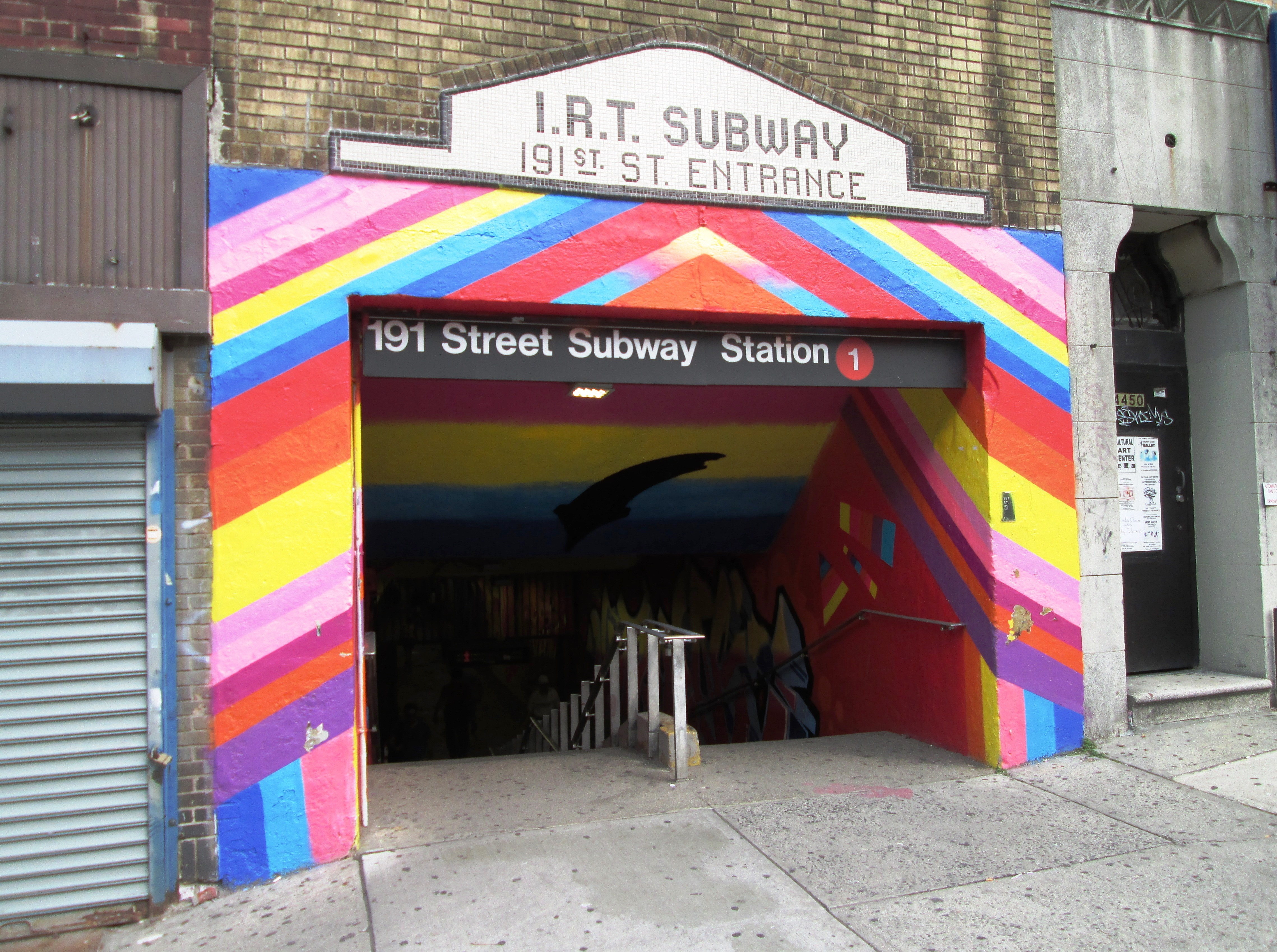
Zugangstunnel 191st Street mit autorisierter Streetart
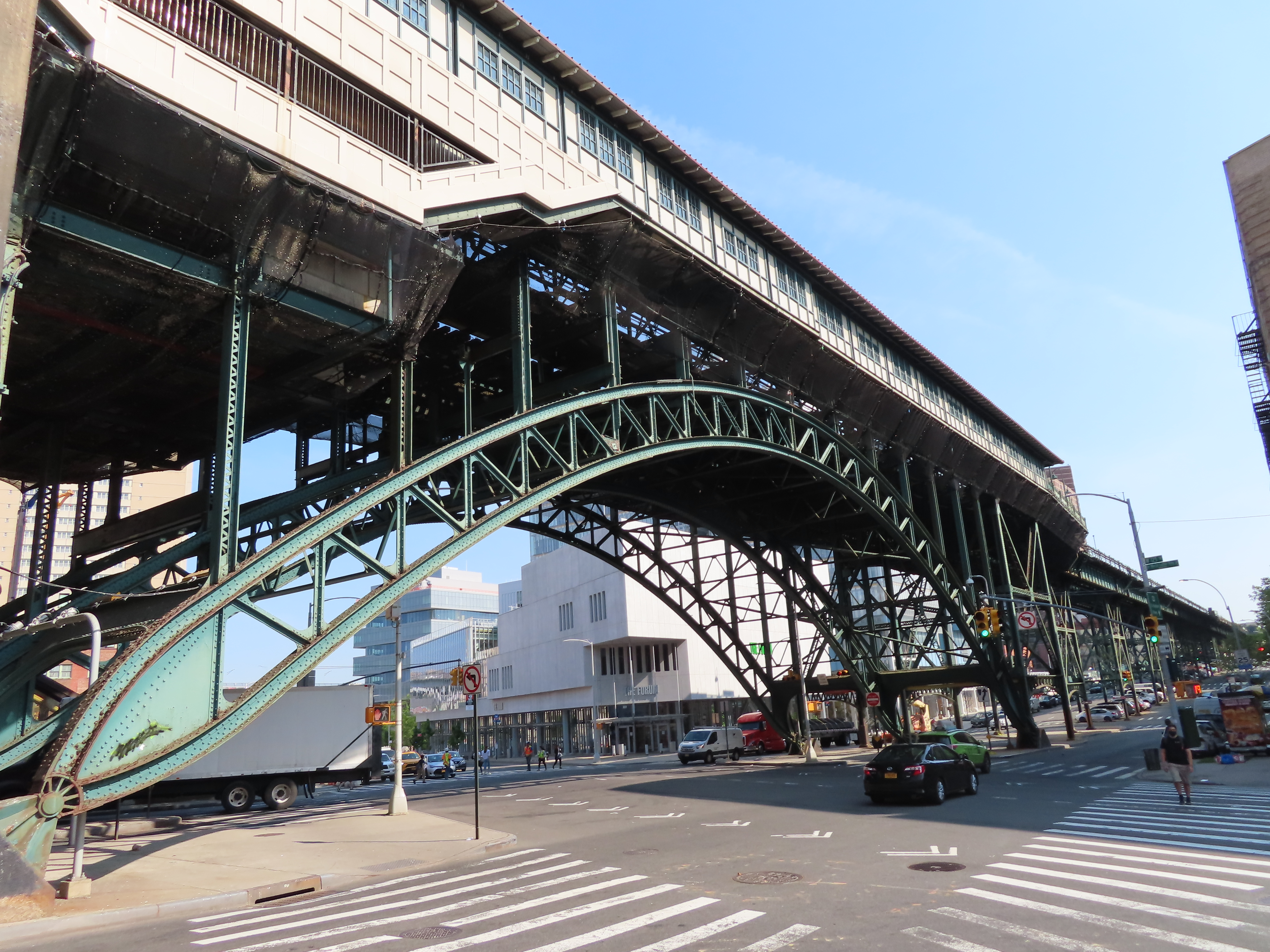
Viadukt am Broadway an der 125. Straße

#### BRT/BMT

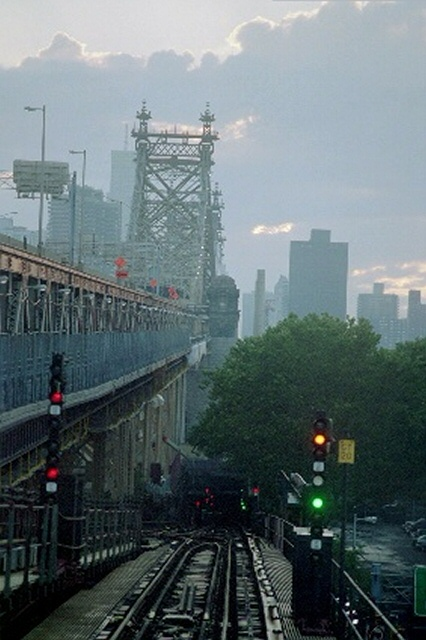
Blick von Queens hinab zum 60th-Street-Tunnel Richtung Manhattan. Die U-Bahn-Gleise führen hier seit 1920 unter dem East River nach Manhattan. Die leichteren Hochbahnwagen nutzten bis 1942 die Queensboro Bridge, links sichtbar.

Das Streckennetz der Brooklyn Rapid Transit Company und späteren Brooklyn-Manhattan Transit Corporation deckte vor allem Brooklyn, Williamsburg, Bushwick und Lower Manhattan ab. Auch hier war das Streckennetz in Gruppen eingeteilt, und zwar in die „Southern Division“, die „Eastern Division“ und die „Queens Division“. Seit Vereinigung der U-Bahn wird in diesem Zusammenhang von Sections (Sektionen) innerhalb der BMT-Division gesprochen.
Die Southern Division („Südstrecken“) der BMT fasste alle Strecken zusammen, die von Manhattan herkommend über die Station DeKalb Avenue in Downtown Brooklyn Richtung Atlantikküste führten. Historisch gesehen handelt es sich dabei um Ausflugsbahnen nach Coney Island und die daran angeschlossenen U-Bahn-Tunnel, die im Zuge der Doppelverträge entstanden. Dies sind die BMT Fourth Avenue Line, die BMT West End Line, die BMT Sea Beach Line, die BMT Brighton Line und die BMT Franklin Avenue Line. Ebenso wurden die BMT Broadway Line und die Manhattan Bridge dieser Gruppe zugeordnet. Auch die BMT Culver Line zählte dazu, bis sie 1954 an die Stammstrecken der Independent angeschlossen wurde.
Zur Eastern Division, den „Oststrecken“, wurden alle anderen Strecken der BMT gezählt. Neben der BMT Canarsie Line, der BMT Jamaica Line, der BMT Myrtle Avenue Line und der BMT Liberty Avenue Line, die heute zumindest größtenteils noch in Betrieb sind, gehörten dazu auch die alten Hochbahnen in Brooklyn. Das waren die BMT Third Avenue Line, die BMT Fifth Avenue Line, die BMT Fulton Street Line, die BMT Lexington Avenue Line sowie die Gleise über die Brooklyn Bridge.
Die dadurch definierten netzinternen Grenzen spiegelten sich sowohl bei Wartung und eingesetztem Wagenpark als auch im Regelbetrieb wider. Trotz einiger Gleisverbindungen gab es kaum Verkehr über beide Divisionen hinweg, was sich bis heute im Grunde nicht geändert hat. Die Linien der Eastern Section, J, L, M und Z, operieren de facto getrennt vom restlichen Netz der Division B.
In Queens gab es noch eine Besonderheit: An der Station Queensboro Plaza trafen aus Richtung Manhattan mehrere Strecken zusammen. Von der IRT die U-Bahn-Strecke aus dem Steinway-Tunnel und die Hochbahn von der Queensboro Bridge, und von der BMT die Broadway Line. Hinter dem Bahnhof gabelte sich die Strecke in einen nördlichen Ast, die Astoria Line, und in einen weiteren Ast Richtung Osten, die Corona Line und spätere IRT Flushing Line. Diese beiden Strecken wurden von der IRT und der BMT gemeinschaftlich betrieben und der Queens Division („Abteilung Queens“) zugeordnet. Nach Ende des Gemeinschaftsbetriebs 1949 wurde die Astoria Line der Southern Section der BMT-Division zugeschlagen, während die Flushing Line an die IRT-Division ging.
Daneben wurden der BMT-Division eine Reihe von Strecken zugeordnet, die erst nach 1940 gebaut wurden. Bei der BMT 63rd Street Line und der BMT 60th Street Tunnel Connection handelt es sich um Verbindungstunnel von der BMT Broadway Line aus zu Strecken der Independent. Und die BMT Archer Avenue Line ersetzt seit 1988 den äußersten Streckenabschnitt der BMT Jamaica Line.

BRT/BMT
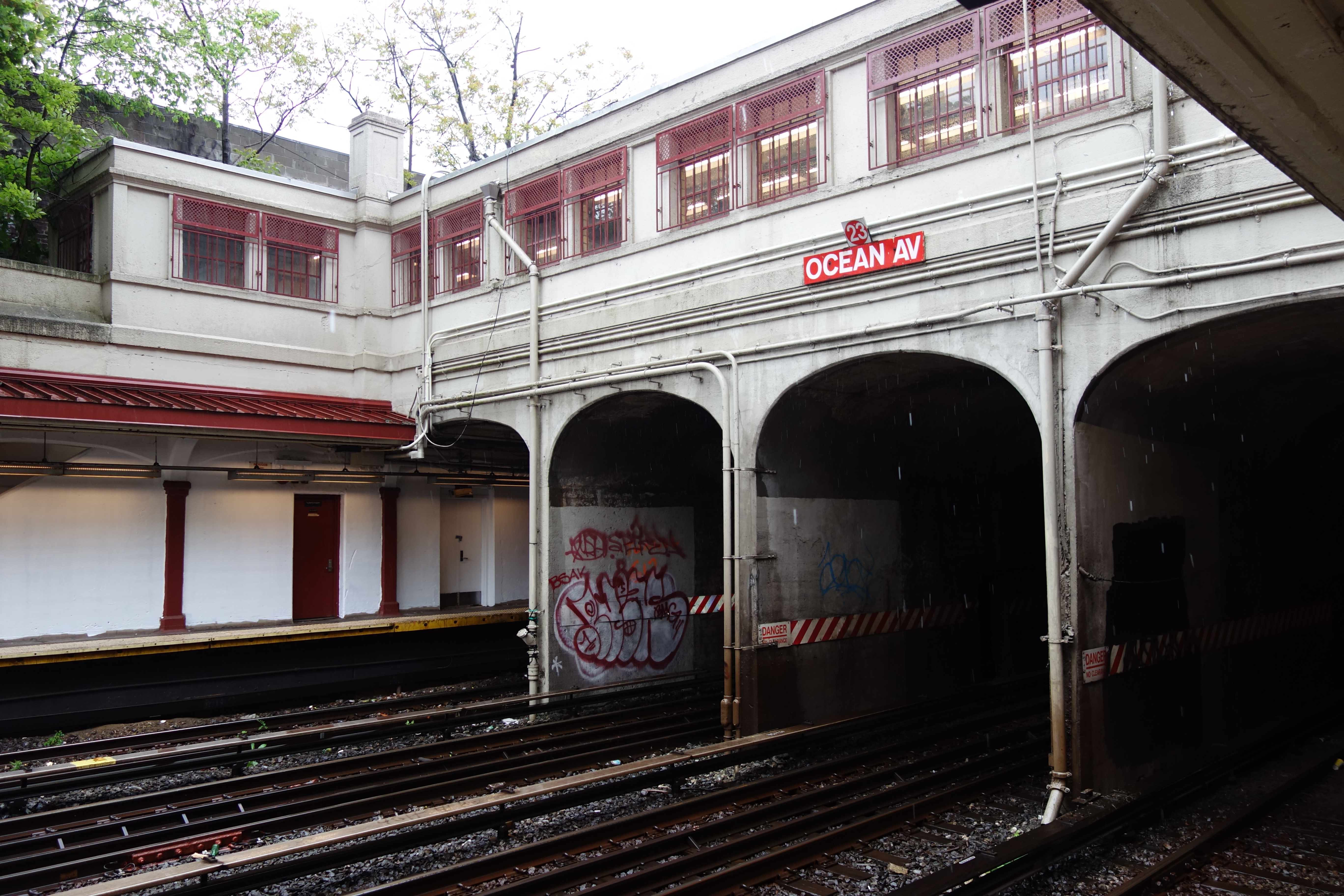
Parkside Avenue, Bahnhof der Brighton Line am Prospect Park
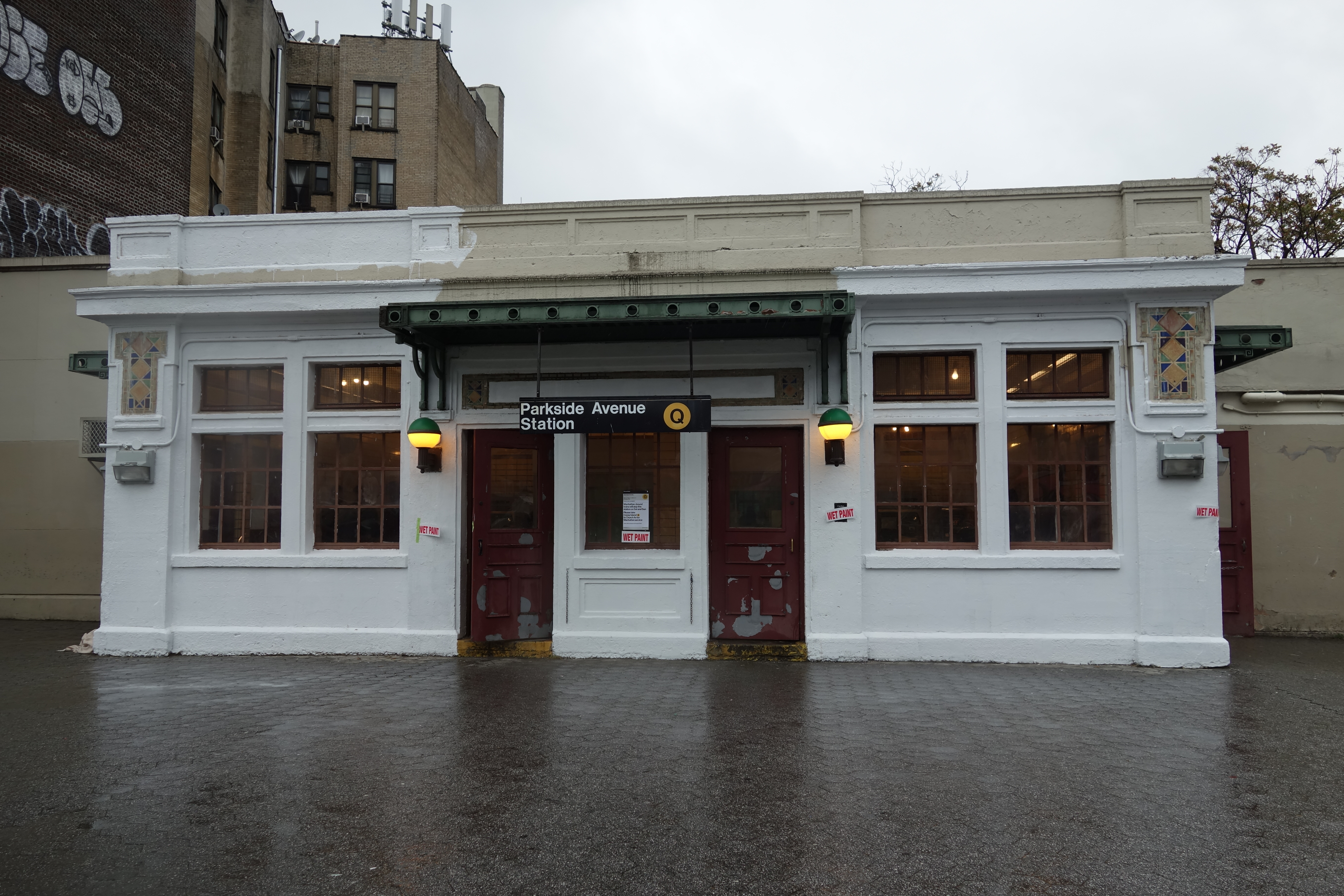
Renoviertes Empfangsgebäude, typisch für Sea Beach und Brighton Lines
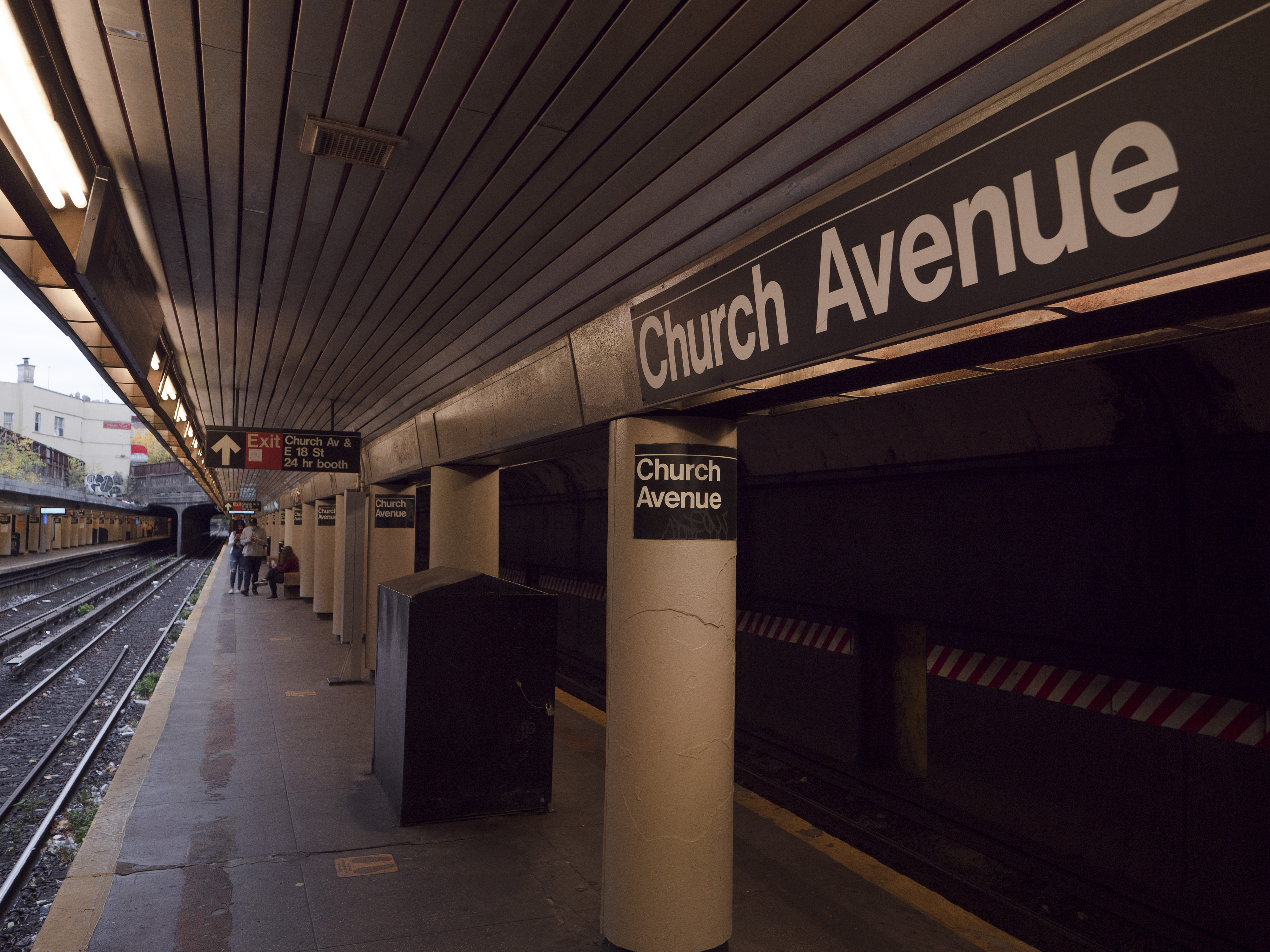
Halboffener Bahnhof im Einschnitt der Brighton Line
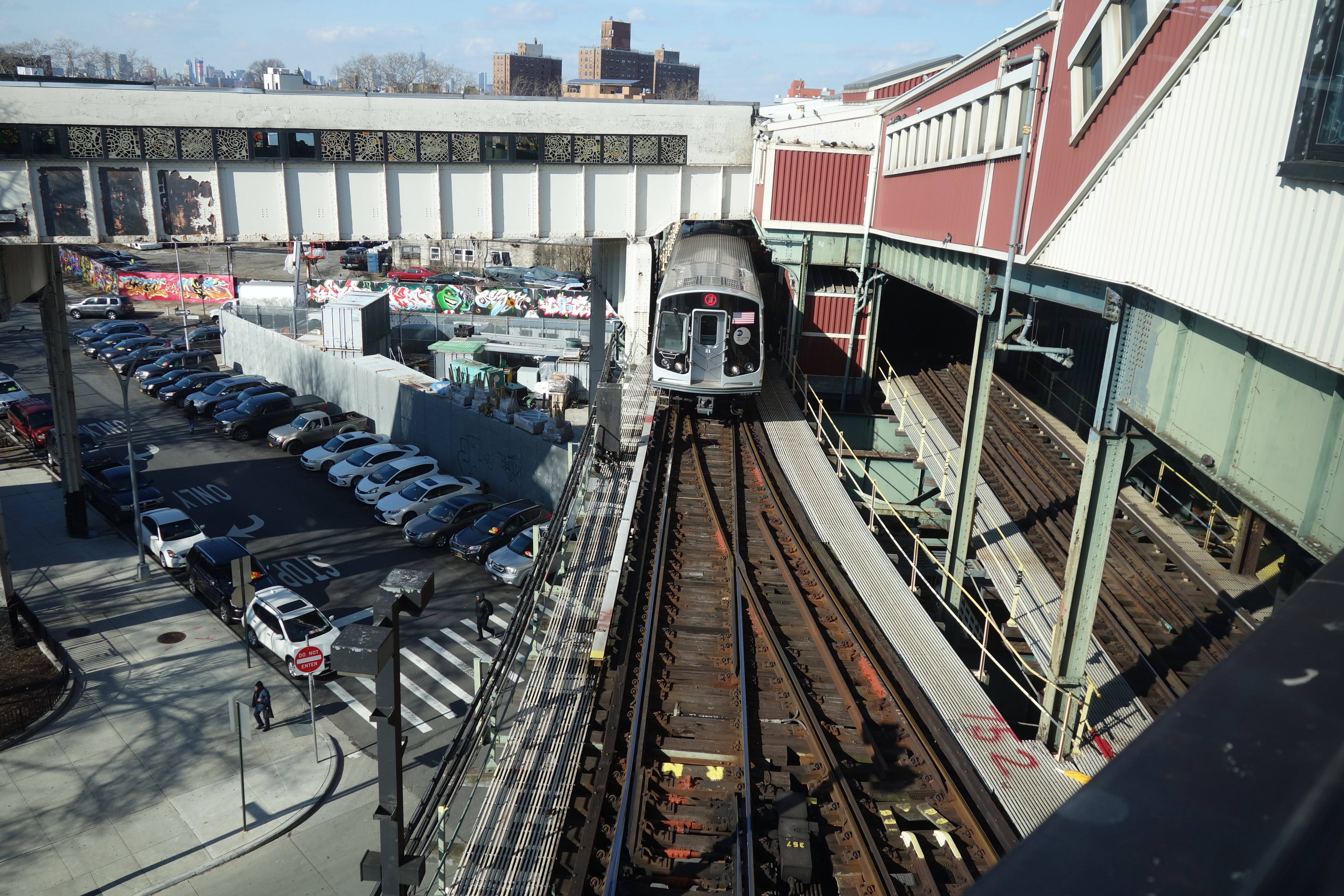
Hochbahnhof Broadway Junction

#### IND

Die Independent wurde vom New York City Board of Transportation geleitet

Das Netz der Independent Subway und späteren IND-Division wurde in den 1920er Jahren als Einheit geplant und gebaut, so dass es hier keine historisch begründeten Streckeneinteilungen gab. Kernstück dieses dritten New Yorker U-Bahn-Netzes waren zwei Stammstrecken unter der Sixth Avenue und Eighth Avenue Manhattans, die IND Sixth Avenue Line und die IND Eighth Avenue Line. Diese kreuzten sich in Höhe 53rd Street, Fourth Street und nochmals in Brooklyn am Bahnhof Jay Street–Boro Hall.
Vom nördlichen Ende dieses doppelten Fischblasennetzes führte die Eighth Avenue Line weiter nach Washington Heights, die IND Concourse Line in die Bronx und die IND Queens Boulevard Line unter der gleichnamigen Straße nach Jamaica. Am südlichen Ende in Brooklyn ging es Richtung Osten auf der IND Fulton Street Line Richtung East New York und Richtung Süden auf der IND Culver Line bis zum Fuße der BMT Culver Line weiter. Die IND Crosstown Line führte vom Brooklyner Zentrum unter Umgehung Manhattans hinüber nach Long Island City, Queens.
Als in den Jahren 1939/1940 im Flushing Meadows Park die Weltausstellung stattfand, errichtete man vom Bahnhof Forest Hills–71st Avenue der IND Queens Boulevard Line aus eigens eine Zweigstrecke dorthin, die IND World’s Fair Line. Sie wurde nach Ende der Veranstaltung im Oktober 1940 wieder abgebaut und ist damit neben dem Bahnhof Court Street der einzige stillgelegte Streckenabschnitt der Independent.
Nach der Vereinigung der U-Bahn kamen noch einige weitere Streckenabschnitte hinzu. Die neu gebaute IND Fulton Street Line ersetzte 1956 das letzte Teilstück der parallel verlaufenden BMT Fulton Street Line. Zur selben Zeit ging dort vom Bahnhof Rockaway Boulevard aus eine Zweigstrecke auf die Halbinsel Rockaway in Betrieb, die (IND) Rockaway Line. Diese bildete bis 1967 eine eigene Abteilung, die Rockaway Division.
Ebenfalls zur IND-Division gerechnet wird die Chrystie Street Connection. Sie erlaubt es Zügen, die von der Southern Division der BMT über die Manhattan Bridge aus Richtung Brooklyn kommen, in die Stammstrecken der Independent in Manhattan einzufahren. Ihre Fertigstellung 1967 gilt als Geburtsstunde der Division B. Darüber hinaus werden einige Neubaustrecken aus der Zeit nach 1940 zu dieser Streckengruppe gezählt. Dazu gehören die IND 63rd Street Line, die IND Archer Avenue Line und die Second Avenue Line.

Bahnhöfe der Independent Subway
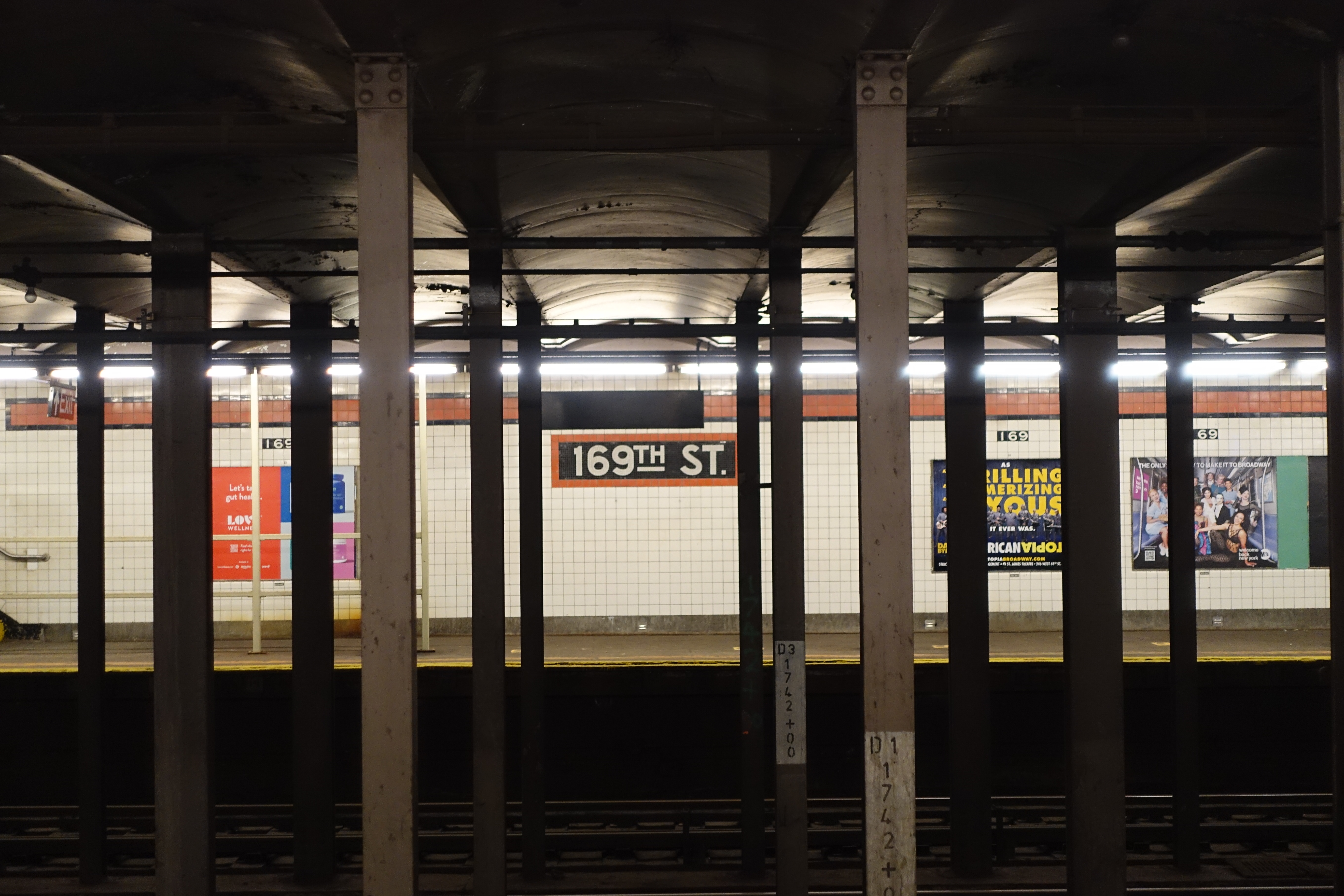
Die Independent baute standardisiert, …
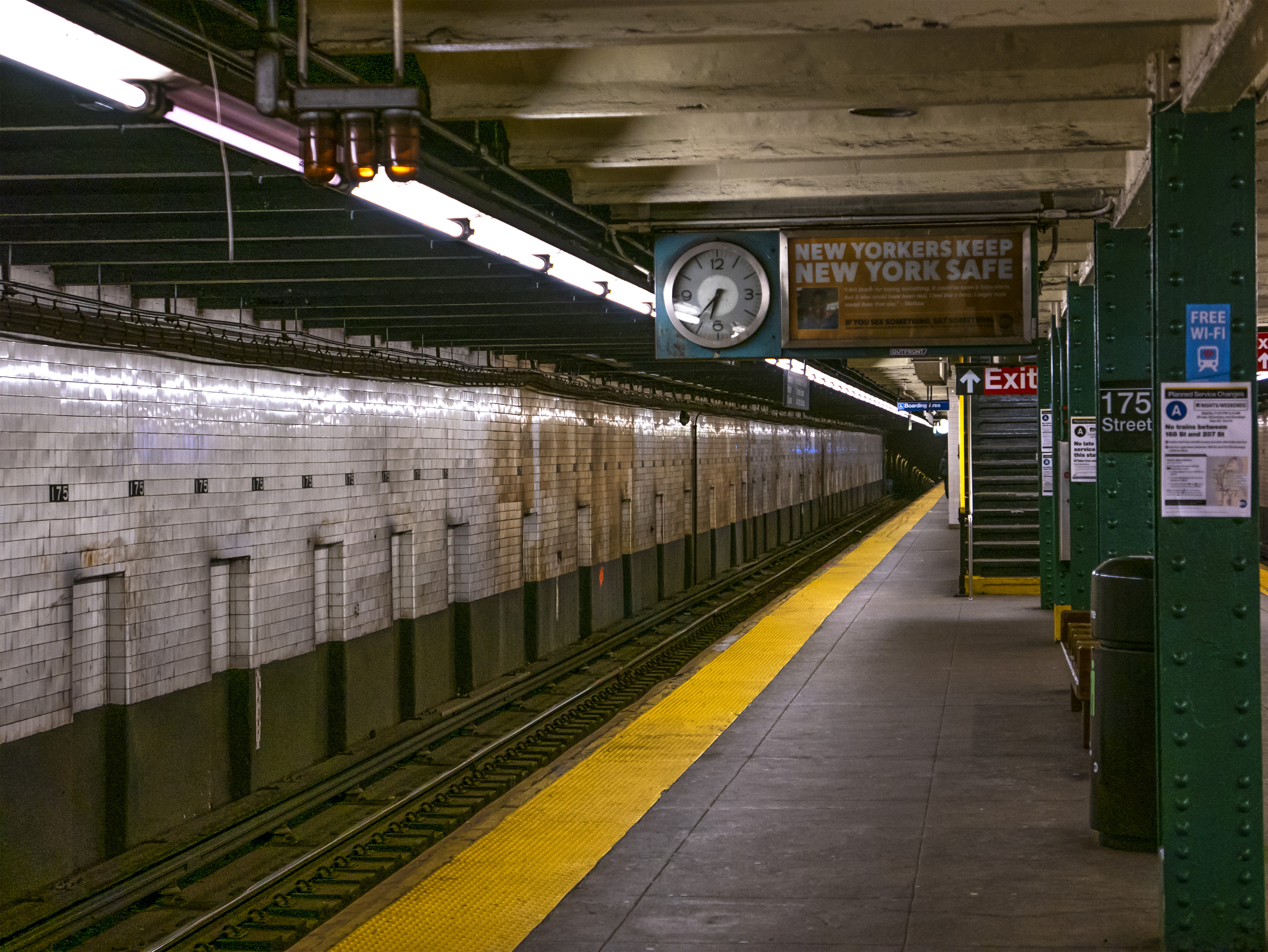
… sachlich und schlicht …
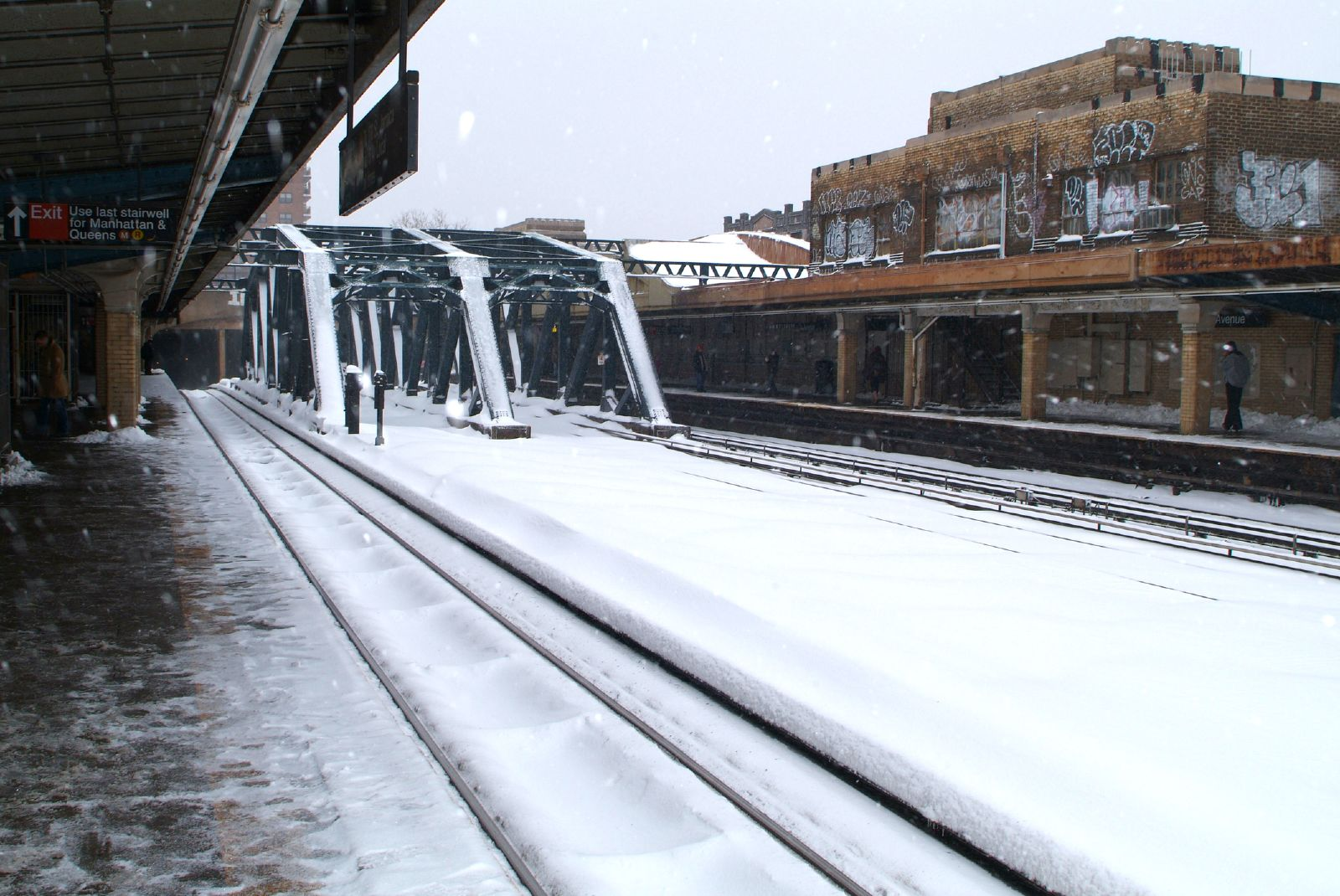
… großzügig, …
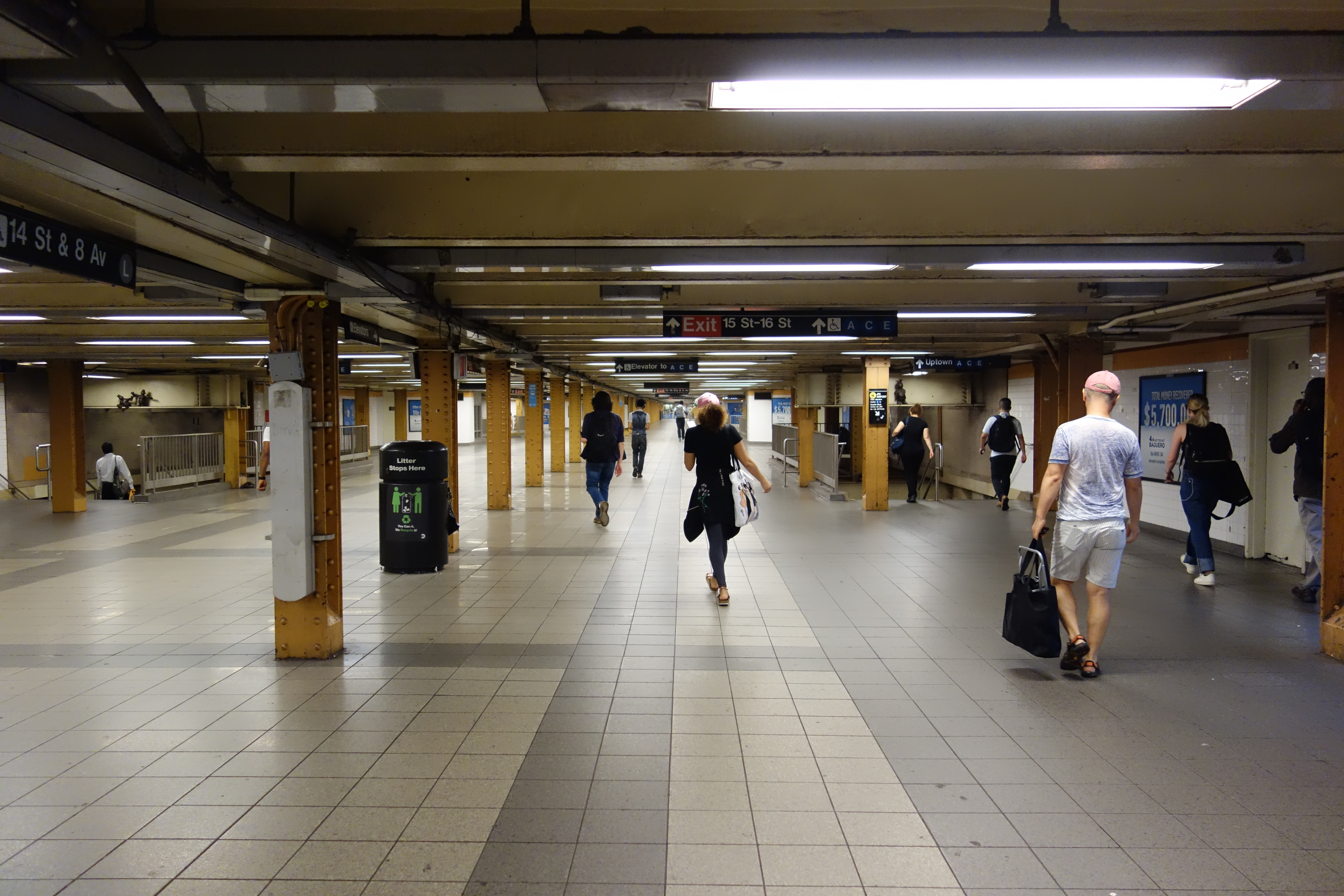
… und mit durchgehenden Zwischengeschossen

### Stillgelegte und ungenutzte Strecken

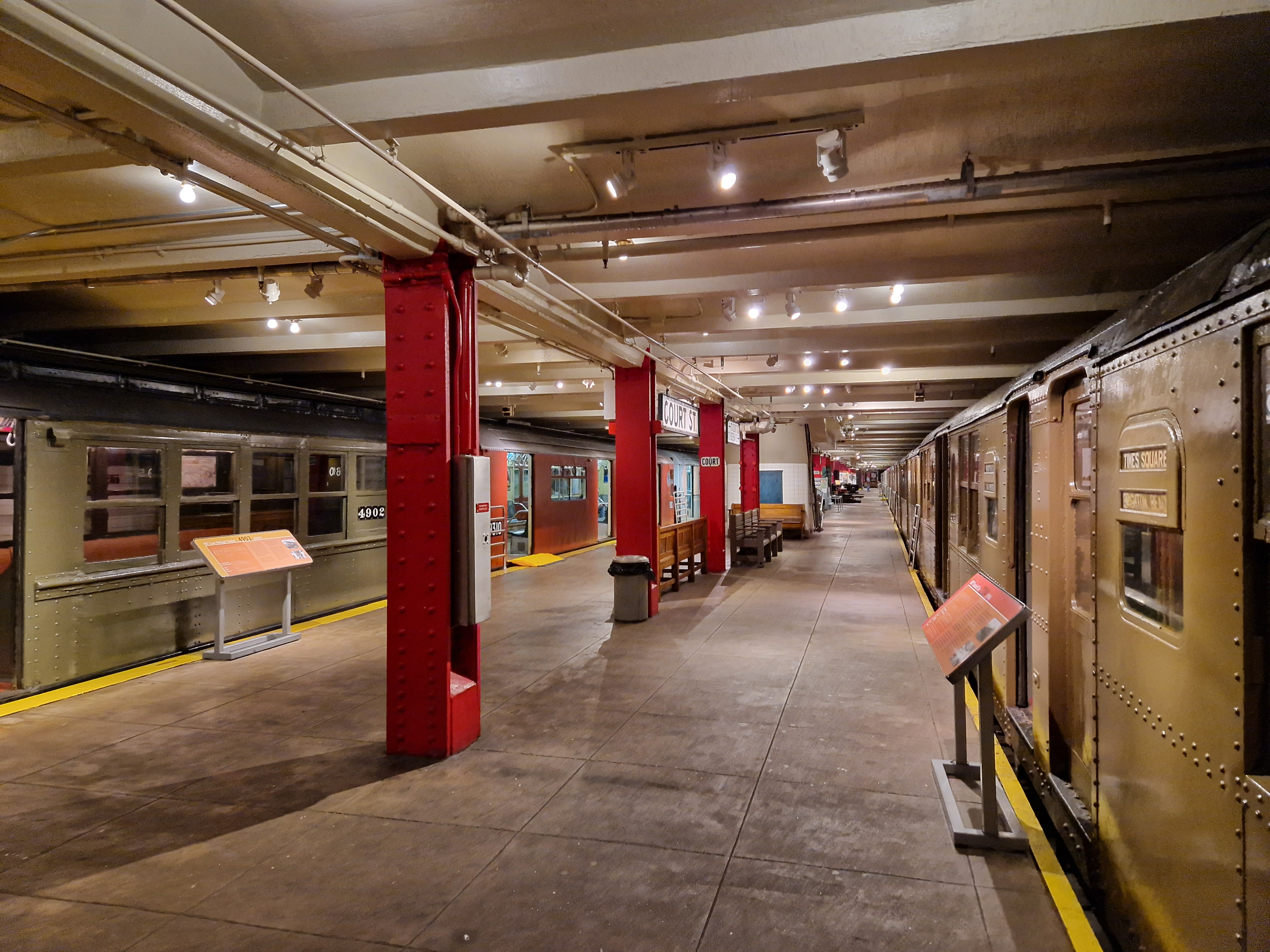
Das New York Transit Museum im ehemaligen IND-Bahnhof Court Street

Die New Yorker Subway gehört zu den wenigen Netzen weltweit, die stillgelegte Strecken aufweisen. Auch das 1976 zunächst als zeitlich begrenzte Ausstellung gedachte, durch die Beliebtheit beim Publikum aber zur Dauereinrichtung gewordene New Yorker Verkehrsmuseum (New York Transit Museum) befindet sich in einem stillgelegten U-Bahnhof.
Die aufgegebenen alten Hochbahnstrecken und deren Bahnhöfe wurden zum größten Teil restlos abgerissen. Reste sind allenfalls noch dort zu finden, wo sie einst mit anderen, noch existierenden Strecken verbunden waren. Beispielsweise hatte der aufgeständerte Bahnhof Gun Hill Road an der IRT White Plains Road Line bis zu einer Renovierung in den 2000er Jahren eine zweite Ebene unter der U-Bahn, die bis 1973 von der IRT Third Avenue Line befahren wurde. Auch an der IRT Jerome Avenue Line ist am Bahnhof 167th Street noch die Ausfädelung der IRT Ninth Avenue Line zu sehen. Hier ist noch der zugehörige Tunnel unter der 162. Straße mitsamt Fundamenten der Stationen Anderson–Jerome Avenues und Sedgwick Avenue erhalten, die bis 1958 vom Polo-Grounds-Shuttle genutzt wurden.
Zu den stillgelegten Elevated Subways gehört beispielsweise der Abschnitt Ninth Avenue bis Ditmas Avenue in Brooklyn, der 1954 durch die Culver-Rampe bedeutungslos und 1975 mit Einstellung des Culver-Shuttle aufgegeben wurde. Die Gleise und Bahnsteige an der Ninth Avenue sind erhalten und werden gelegentlich für Filmaufnahmen verwendet. Am anderen Ende der Strecke an der Ditmas Avenue ist noch der Abzweig der einstigen Trasse zu erkennen.
Der größte Teil der nicht eingelösten Bauvorleistungen geht auf die Planungen für das Second Independent System zurück. Dabei wurden an einigen Stellen Kreuzungs- und Abzweigbahnhöfe gebaut, die heute jedoch nur teilweise in Betrieb sind. Allerdings ist dieser Umstand meist nicht sofort zu erkennen, weil die zusätzlich errichteten Betriebsanlagen entweder nicht zugänglich sind oder anderweitig genutzt werden. So zeigt die Deckenkonstruktion im Bahnhof Utica Avenue an der IND Fulton Street Line in Brooklyn die Gestalt zweier Mittelbahnsteige samt Gleiströgen, die zur geplanten IND Utica Avenue Line gehören. Ein anderes Beispiel ist der Bahnhof 2 Avenue in Manhattan. Dort bilden die beiden mittleren Bahnsteiggleise den Streckenstumpf einer nie gebauten Verbindung hinüber nach Williamsburg. Bis 2010 wendeten dort die Züge der Linie V.
Bei der Aufnahme der Strecken des Triborough-Plans in die Doppelverträge wurden die Baupläne an einigen Stellen im Nachhinein geändert. Unter dem Bahnhof City Hall an der BMT Broadway Line war eine zweite Bahnsteigebene gebaut worden, die dann nie für den Fahrgastbetrieb verwendet wurde und als Abstellanlage dient.
Eine weitere Besonderheit tritt bei den Stammstrecken der IRT in Manhattan auf. Als in den 1950er Jahren die Bahnsteige für Zehn-Wagen-Züge verlängert wurden, sparte man einige Stationen aus, um sie stillzulegen und dadurch die Reisegeschwindigkeit zu erhöhen. Dort sind die Bahnsteige zwar noch erhalten, aber nicht öffentlich zugänglich und werden ohne Halt durchfahren.
Besonders in Manhattan fallen in vielen Stationen zudem ungenutzte und für den Betrieb scheinbar überflüssige Bahnsteige auf. Sie sind Ergebnis der Veränderung von Verkehrsströmen im Laufe der Zeit, die sich beispielsweise durch Verfall oder Aufwertung ganzer Stadtviertel sowie den Aufbau neuer Hauptgeschäftsviertel, vor allem Midtown Manhattan, zusätzlich zu Lower Manhattan ergab. Dadurch gingen die Fahrgastzahlen an bestimmten Bahnhöfen zurück, so dass der Zusatzaufwand nicht mehr gerechtfertigt war. An anderen Stellen wiederum gab es Bahnsteige, die ein Betriebsgleis von beiden Seiten erschlossen, die sich als unpraktisch erwiesen und daher aufgegeben wurden.

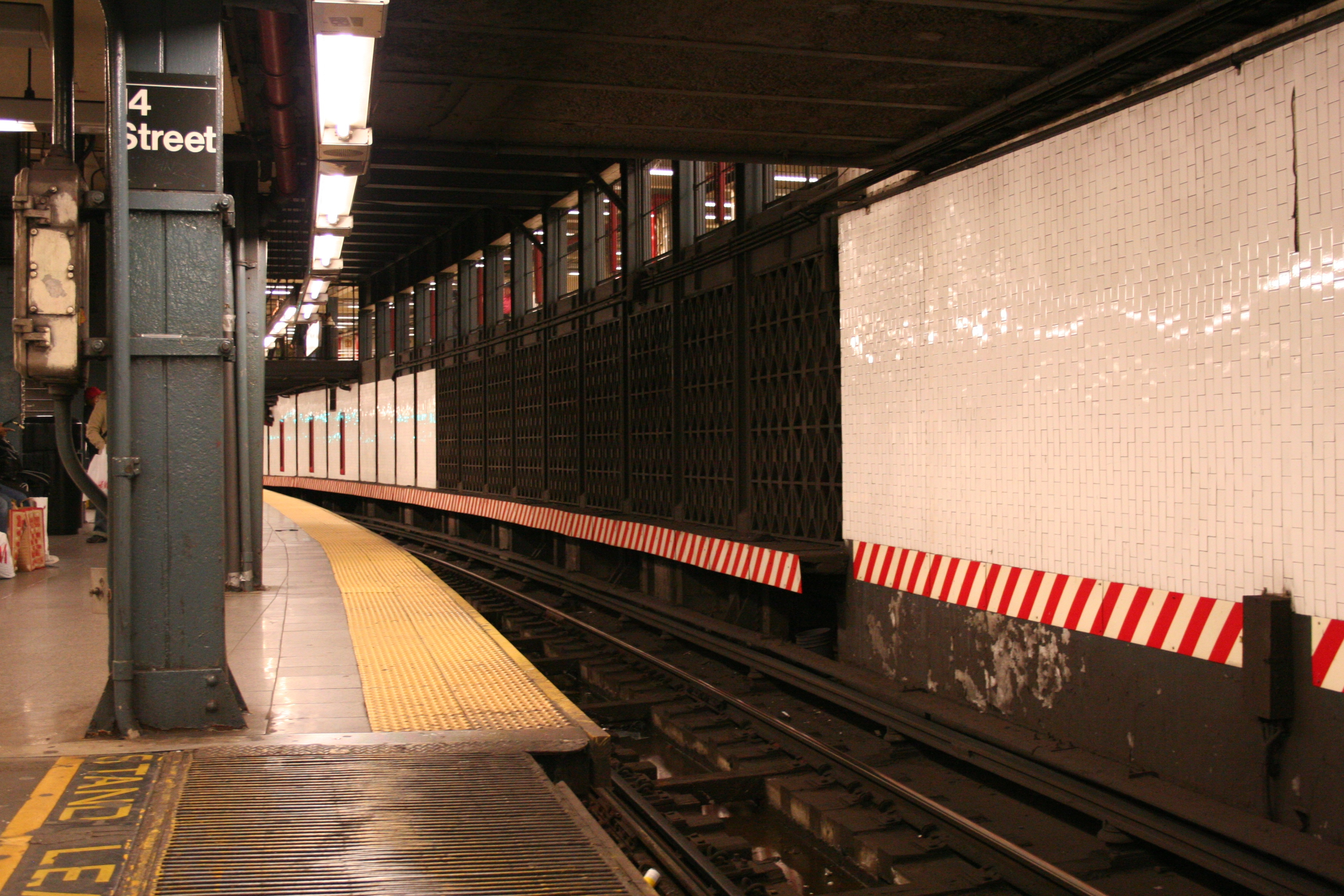
Abgemauerter Seitenbahnsteig 14 Street–Union Square…
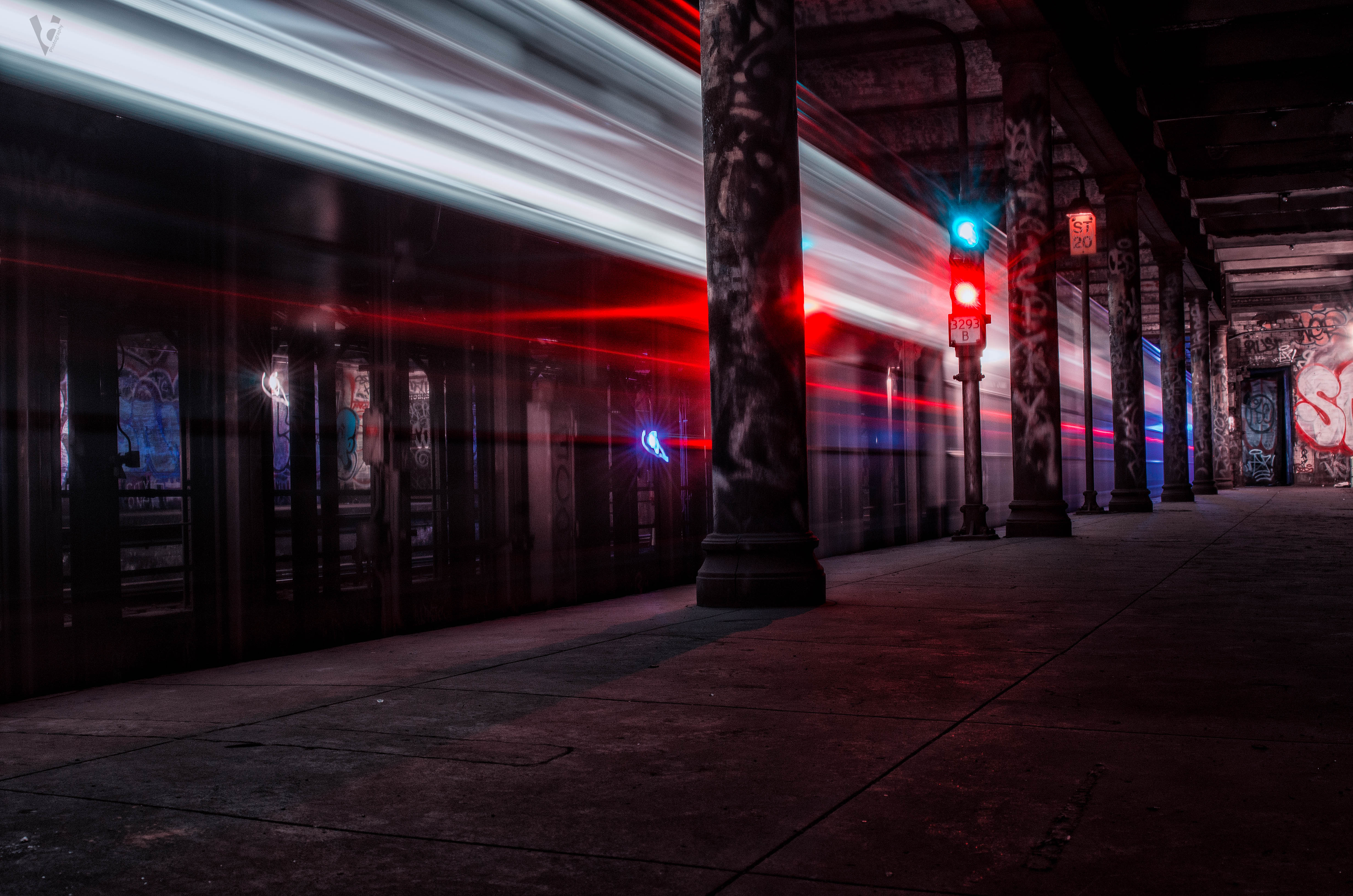
… sowie aufgegebene Bahnhöfe 91st Street…
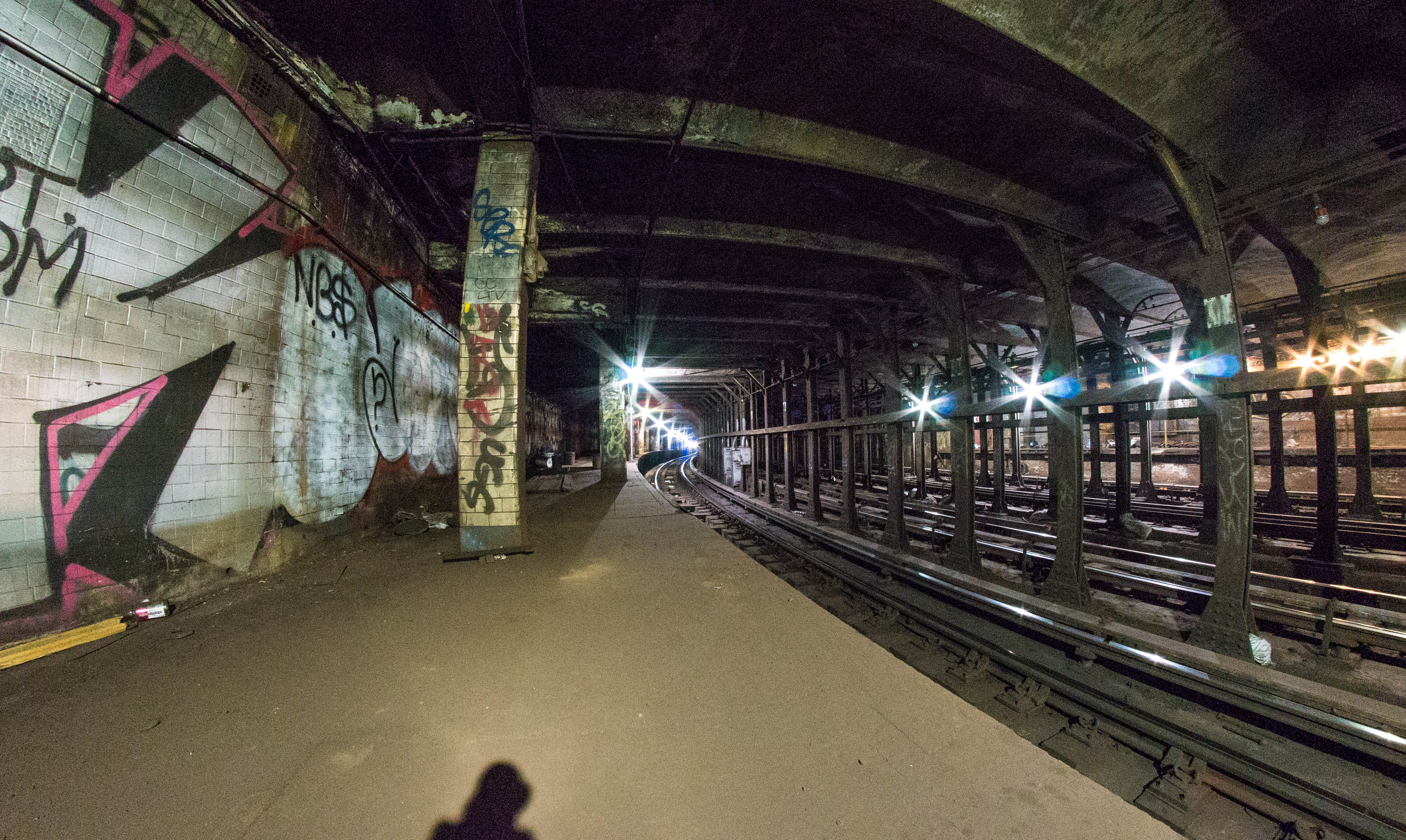
… und Worth Street an der Stammstrecke der IRT
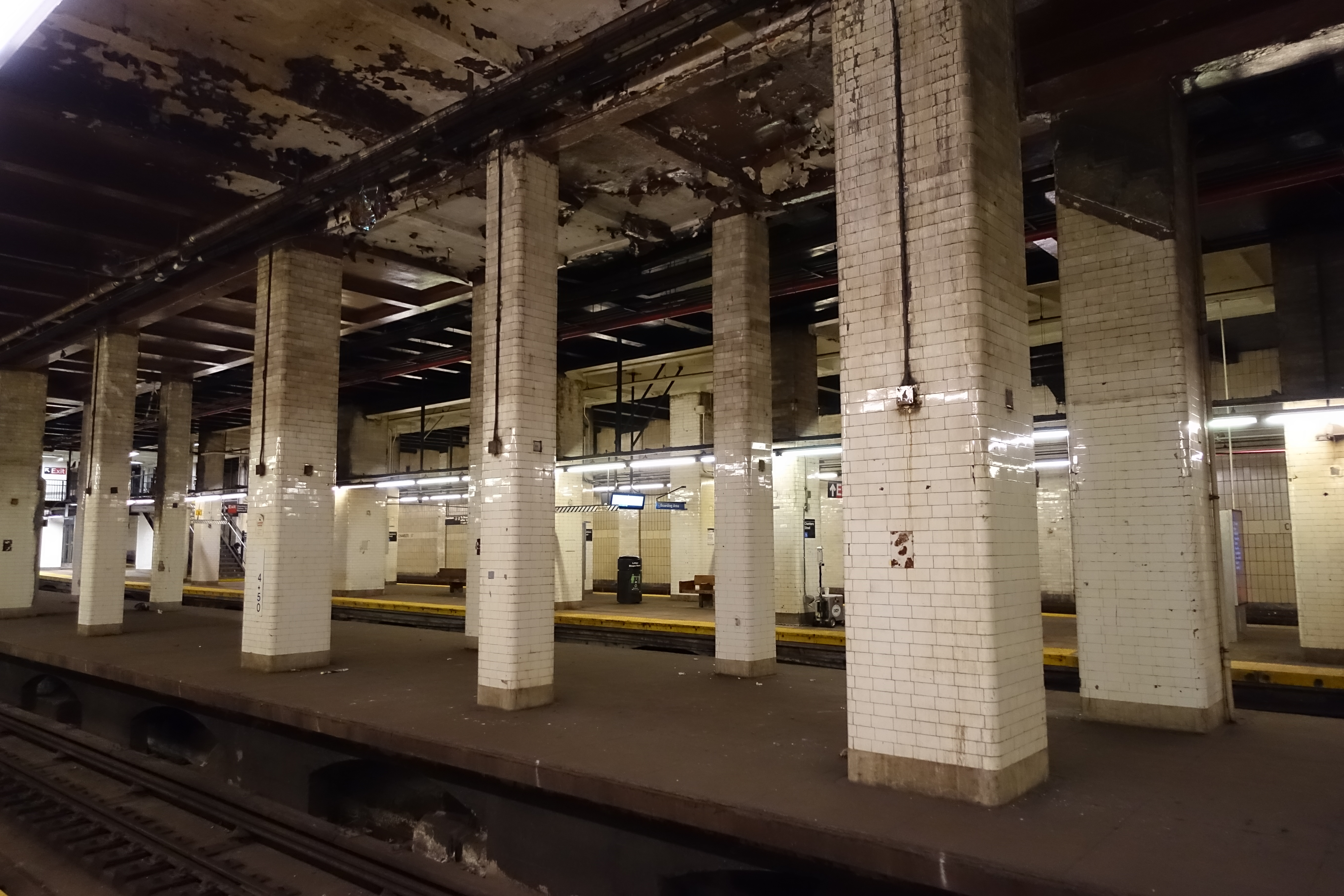
Stillgelegter Bahnsteig Chambers Street mit Stützen des Municipal Building

## Linien

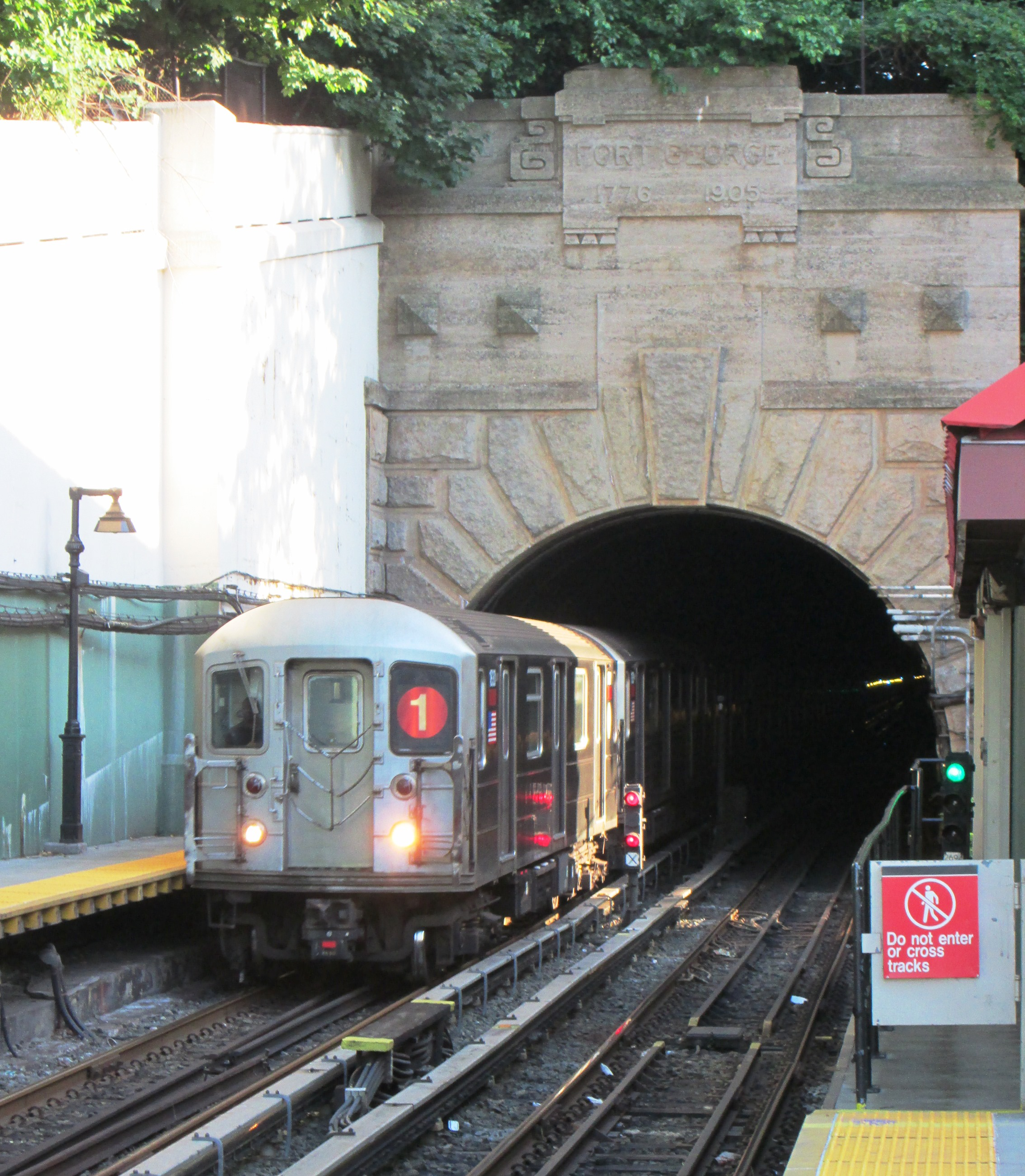
Ein Zug der Linie 1 mit Rollband-Zielschild in der linken Frontscheibe verlässt den Fort-George-Hill-Tunnel

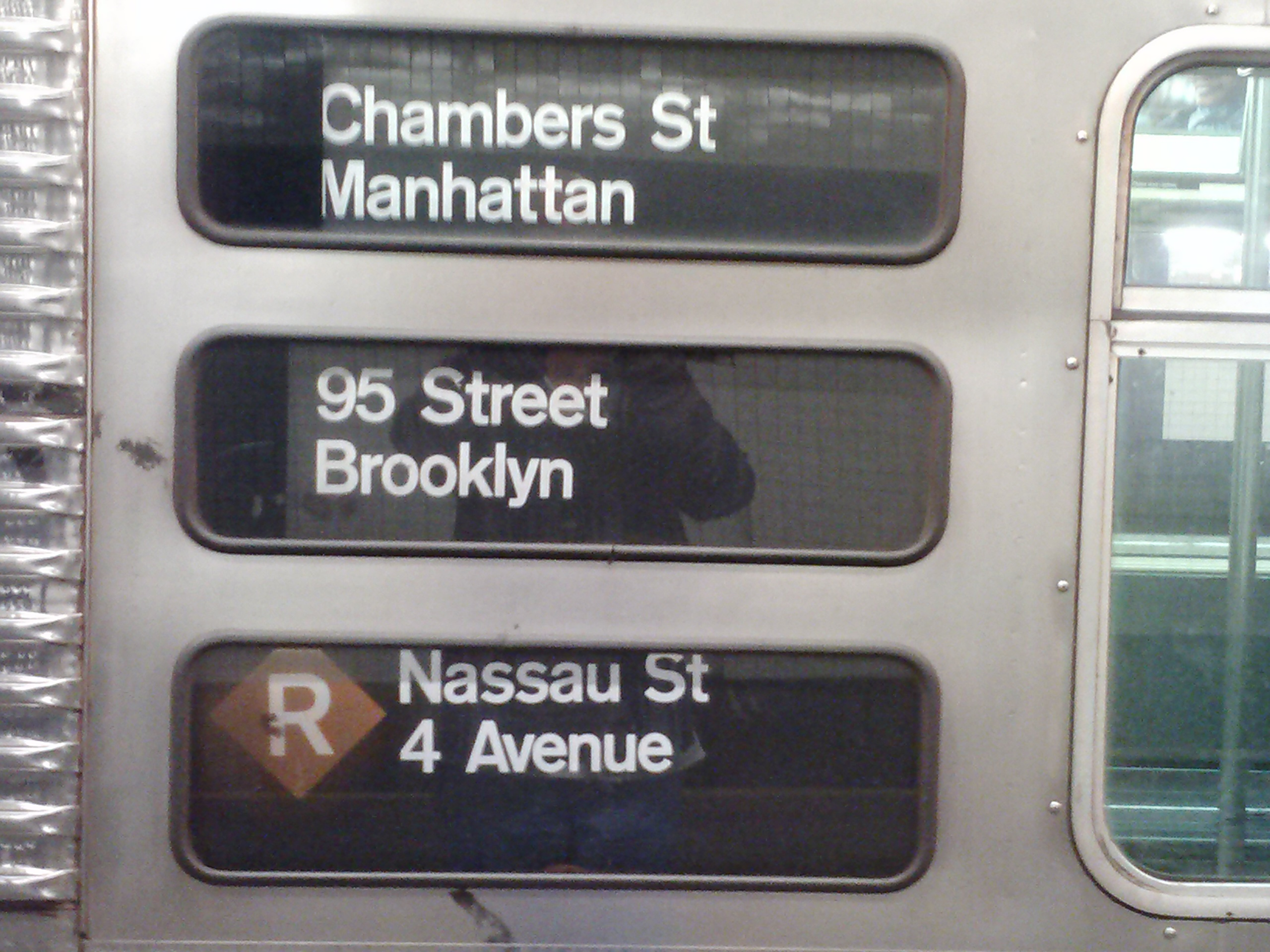
Seitliche Beschilderung zeigt in gedrängter Form Start- und Zielbahnhof, Liniensignet und befahrene Hauptstrecken

Die Linien (routes oder auch services) bezeichnen im Unterschied zu den Strecken den tatsächlich stattfindenden Verkehr als eine Gruppe von Zügen, die eine bestimmte Haltestellenfolge bedienen. Ihre Nummerierung und Verläufe haben sich über die Zeit mehrfach tiefgreifend geändert.
Der Unterschied zu den Strecken wird im Zusammenhang deutlich: Züge der Linie D („the D service“) befahren nacheinander in der Bronx die IND Concourse Line, in Manhattan zuerst die IND Eighth Avenue Line, danach ihre Stammstrecke unter der Avenue of the Americas, die IND Sixth Avenue Line, dann die IND Chrystie Street Connection und in Brooklyn schließlich die BMT Fourth Avenue Line und die BMT West End Line. Gleichermaßen würde etwa ein Anwohner der 86th Street im Süden Brooklyns nicht sagen, er wohne „an der Linie D“, sondern „an der West End Line“. Nachdem er eingestiegen ist, würde er aber sagen: „I am on a D train“ („Ich bin in der D-Bahn“).
Die Nummerierung geschieht nach einem bestimmten Schema. Linien, die die schmalprofiligen Strecken der Division A befahren, sind mit Zahlen von 1 an aufwärts durchnummeriert. Linien der breitprofiligen Division B sind dagegen mit einem Buchstaben gekennzeichnet, wobei die ehemalige IND-Division aus historischen Gründen im Alphabet weiter vorne zu finden ist. Shuttlelinien der New York City Subway sind immer mit „S“ gekennzeichnet. Die heutige Systematik gilt prinzipiell seit dem 5. Mai 1986. Die Farbe gibt dagegen schon seit Juni 1979 die Stammstrecke einer Linie wieder.

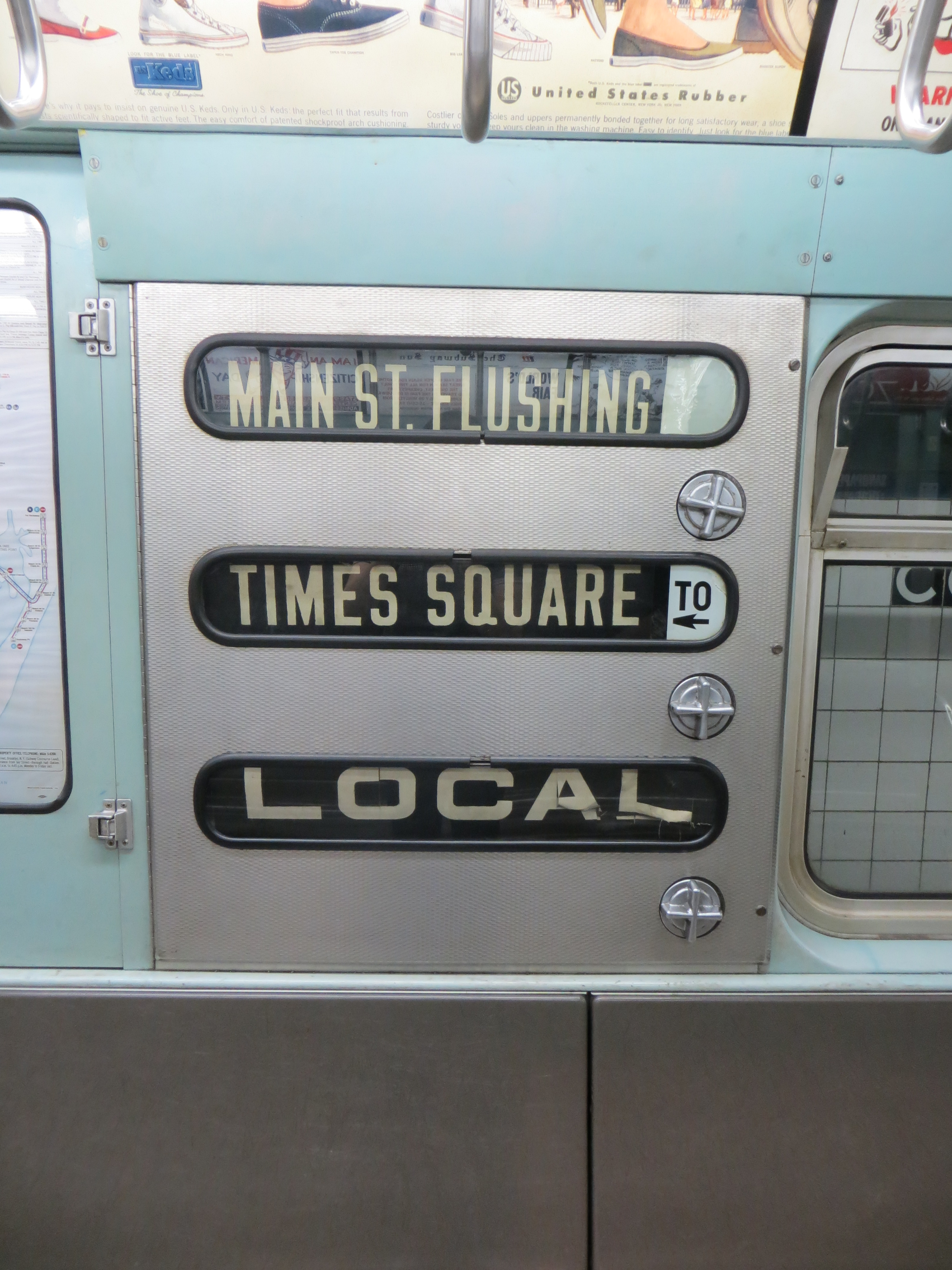
Inneres Zuglaufschild eines Museumswagens

Weiterhin werden Linien in Locals und Expresses eingeteilt. Der Unterschied liegt darin, ob ein Zug auf einer bestimmten Strecke die local tracks benutzt und entsprechend an jeder Station hält, oder auf den Express tracks fährt und nicht überall hält. Die Bezeichnung einer Linie als „Local“ oder „Express“ leitet sich aber jeweils nur vom Bedienkonzept auf der von ihr befahrenen Stammstrecke ab. Die Linien heißen dann mit vollem Namen beispielsweise „A Eighth Avenue Express“ oder „6 Lexington Avenue Local“.
Unabhängig davon können Züge auf einem Außenast ganz anders verkehren als auf ihrer Stammstrecke. Beispielsweise ist die Linie F ein Sixth Avenue Local, aber auf der IND Queens Boulevard Line fahren die Züge als Express. Umgekehrt sind die Linien B und D Sixth Avenue Expresse, doch weiter nördlich, auf der IND Eighth Avenue Line zwischen 59th Street–Columbus Circle und der 145th Street, ist Linie B ein Local und Linie D ein Express. Solche „Mutationen“ waren in der Vergangenheit immer wieder Ursache für Änderungen an Linienführung und Bezeichnungen. Mittlerweile scheint sich die Lage jedoch stabilisiert zu haben; es gab seit der Eröffnung der Archer Avenue Lines 1988 und der 63rd Street Lines 2001 keine tiefgreifenden Änderungen mehr.
Die drei Linien 6, 7 und F fahren auf den Außenästen je nach Tageszeit in Hauptlastrichtung gleichzeitig sowohl als Local als auch als Express. Das abweichende Verhalten lässt sich hier anhand der Form des Liniensymbols erkennen: Locals fahren mit rundem, Expresse mit rautenförmigem Signet als so genannter diamond service. Ab 1979 wurden jegliche, auch kleinere, Abweichungen von der Stammlinie mit dem Rautensymbol gekennzeichnet, was zu einer Vielzahl von Linien mit Rautensymbol führte. In jüngerer Zeit dient das Rautensymbol nurmehr dazu, zwei gleichzeitig in die gleiche Richtung fahrende Varianten der gleichen Linie zu unterscheiden. Die Verwendung von Rautensymbolen ist dadurch drastisch reduziert worden. Die letzten Änderungen waren der Entfall der besonderen Kennzeichnung der Linie <A>, die sich von 1992 bis 2015 nur auf einem Außenast auf der Halbinsel Rockaway von der Linie A Eighth Avenue Express unterschied, und die Einführung der Linie <F> im Jahr 2019.
Zur Verkürzung der Fahrtzeit werden einige weniger frequentierte Halte von zwei dort verkehrenden Linien zur Stoßzeit nur jeweils alternierend bedient (skip-stop operation). Dabei halten die Züge auf bestimmten Streckenabschnitten abwechselnd an jeder zweiten Station. Dies ist derzeit (2023) nur auf dem inneren Teilabschnitt der BMT Jamaica Line bei der Linie J der Fall, wobei sie dort seit 1988 durch die Linie Z verstärkt wird. Ähnlich verfuhr man auf der IRT Broadway – Seventh Avenue Line, wo zwischen dem 21. August 1989 und dem 27. Mai 2005 die Linie 9 als Verstärker der Linie 1 verkehrte.

### Linienübersicht
Die folgende Tabelle gibt den Zustand von Ende 2019 an Werktagen tagsüber wieder.
| Kärtchen | Linie                                   | Name                                                      | Strecke | befahrene Strecken |
| --- | --------------------------------------- | --------------------------------------------------------- | --- | --- |
| Division A (IRT) |                                         |                                                           | | |
| via IRT Broadway – Seventh Avenue Line |                                         |                                                           | | |
| |                                         | Broadway – Seventh Avenue Local                           | Van Cortlandt Park-242nd Street – South Ferry                                                                                 | IRT Broadway – Seventh Avenue Line |
| |                                         | Broadway – Seventh Avenue Express                         | Wakefield-241st Street – Flatbush Avenue-Brooklyn College                                                                     | IRT White Plains Road Line, IRT Lenox Avenue Line, IRT Broadway – Seventh Avenue Line, IRT Eastern Parkway Line, IRT Nostrand Avenue Line               |
| |                                         | Broadway – Seventh Avenue Express                         | Harlem-148th Street – New Lots Avenue                                                                                         | IRT Lenox Avenue Line, IRT Broadway – Seventh Avenue Line, IRT Eastern Parkway Line                                                                     |
| via IRT Lexington Avenue Line |                                         |                                                           | | |
| |                                         | Lexington Avenue Express                                  | Woodlawn – Crown Heights-Utica Avenue                                                                                         | IRT Jerome Avenue Line, IRT Lexington Avenue Line, IRT Eastern Parkway Line                                                                             |
| |                                         | Lexington Avenue Express                                  | Eastchester-Dyre Avenue – bzw. (Nereid Avenue –) Bowling Green – Flatbush Avenue-Brooklyn College                             | IRT Dyre Avenue Line, IRT White Plains Road Line, IRT Jerome Avenue Line, IRT Lexington Avenue Line, IRT Eastern Parkway Line, IRT Nostrand Avenue Line |
| |                                         | Lexington Avenue Local (Pelham Local)                     | (Pelham Bay Park –) Parkchester – Brooklyn Bridge-City Hall                                                                   | IRT Pelham Line, IRT Lexington Avenue Line |
| | Lexington Avenue Local (Pelham Express) | Pelham Bay Park – Parkchester – Brooklyn Bridge-City Hall | | IRT Pelham Line, IRT Lexington Avenue Line |
| via IRT Flushing Line |                                         |                                                           | | |
| |                                         | Flushing Local                                            | Flushing-Main Street – 34th Street-Hudson Yards                                                                               | IRT Flushing Line |
| | Flushing Express                        |                                                           | Flushing-Main Street – 34th Street-Hudson Yards                                                                               | IRT Flushing Line |
| Kurzlinie |                                         |                                                           | | |
| |                                         | 42nd Street Shuttle                                       | Times Square-42nd Street – Grand Central-42nd Street                                                                          | IRT 42nd Street Line |
| Division B (BMT/IND) |                                         |                                                           | | |
| via IND Eighth Avenue Line |                                         |                                                           | | |
| |                                         | Eighth Avenue Express                                     | Inwood-207th Street – Ozone Park-Lefferts Boulevard bzw. – Far Rockaway–Mott Avenue bzw. (– Rockaway Park-Beach 116th Street) | IND Eighth Avenue Line, IND Fulton Street Line, IND Rockaway Line                                                                                       |
| |                                         | Eighth Avenue Local                                       | 168th Street – Euclid Avenue                                                                                                  | IND Eighth Avenue Line, IND Fulton Street Line |
| |                                         | Eighth Avenue Local                                       | Jamaica Center–Parsons/Archer – World Trade Center                                                                            | IND Archer Avenue Line, IND Queens Boulevard Line, IND Eighth Avenue Line                                                                               |
| via IND Sixth Avenue Line |                                         |                                                           | | |
| |                                         | Sixth Avenue Express                                      | (Bedford Park Boulevard –) 145th Street – Brighton Beach                                                                      | (IND Concourse Line,) IND Eighth Avenue Line, IND Sixth Avenue Line, IND Chrystie Street Connection, BMT Brighton Line                                  |
| |                                         | Sixth Avenue Express                                      | Norwood-205th Street – Coney Island-Stillwell Avenue                                                                          | IND Concourse Line, IND Eighth Avenue Line, IND Sixth Avenue Line, IND Chrystie Street Connection, BMT Fourth Avenue Line, BMT West End Line            |
| |                                         | Sixth Avenue Local (Culver Local)                         | Jamaica-179th Street – Coney Island-Stillwell Avenue                                                                          | IND Archer Avenue Line, IND Queens Boulevard Line, IND 63rd Street Line, IND Sixth Avenue Line, IND Culver Line, BMT Culver Line                        |
| | Sixth Avenue Local (Culver Express)     | Jamaica-179th Street – Coney Island-Stillwell Avenue      | | IND Archer Avenue Line, IND Queens Boulevard Line, IND 63rd Street Line, IND Sixth Avenue Line, IND Culver Line, BMT Culver Line                        |
| |                                         | Sixth Avenue Local                                        | Middle Village-Metropolitan Avenue – Forest Hills-71st Avenue                                                                 | BMT Myrtle Avenue Line, BMT Jamaica Line, IND Sixth Avenue Line, IND Queens Boulevard Line                                                              |
| via IND Crosstown Line |                                         |                                                           | | |
| |                                         | Brooklyn-Queens Crosstown Local                           | Long Island City-Court Square – Church Avenue                                                                                 | IND Crosstown Line, IND Culver Line |
| via BMT Nassau Street Line |                                         |                                                           | | |
| |                                         | Nassau Street Local/Express                               | Jamaica Center-Parsons/Archer – Broad Street                                                                                  | BMT Archer Avenue Line, BMT Jamaica Line, BMT Nassau Street Line                                                                                        |
| | Nassau Street Express                   | (Verstärker der Linie J zur Hauptverkehrszeit)            | (Verstärker der Linie J zur Hauptverkehrszeit)                                                                                | |
| via BMT Canarsie Line |                                         |                                                           | | |
| |                                         | 14th Street-Canarsie Local                                | Eighth Avenue – Canarsie-Rockaway Parkway                                                                                     | BMT Canarsie Line |
| via BMT Broadway Line |                                         |                                                           | | |
| |                                         | Broadway Express                                          | Astoria-Ditmars Boulevard – Coney Island-Stillwell Avenue                                                                     | BMT Astoria Line, BMT Broadway Line, BMT Fourth Avenue Line, BMT Sea Beach Line                                                                         |
| |                                         | Broadway Express                                          | 96th Street-Second Avenue – Coney Island-Stillwell Avenue                                                                     | IND Second Avenue Line, BMT Broadway Line, BMT Brighton Line                                                                                            |
| |                                         | Broadway Local                                            | Forest Hills-71st Avenue – Bay Ridge-95th Street                                                                              | IND Queens Boulevard Line, BMT 60th Street Tunnel Connection, BMT Broadway Line, BMT Fourth Avenue Line                                                 |
| |                                         | Broadway Local                                            | Astoria-Ditmars Boulevard – Whitehall Street-South Ferry                                                                      | BMT Astoria Line, BMT Broadway Line |
| Kurzlinien |                                         |                                                           | | |
| |                                         | Rockaway Park Shuttle                                     | Broad Channel – Rockaway Park-Beach 116th Street                                                                              | IND Rockaway Line |
| |                                         | Franklin Avenue Shuttle                                   | Franklin Avenue – Prospect Park                                                                                               | BMT Franklin Avenue Line |
| Der 42nd-Street-Shuttle wird intern als Linie 0 bezeichnet, der Rockaway-Park-Shuttle als Linie H und der Franklin-Avenue-Shuttle als Linie S. Seit 2018 wird bei der Fahrplanauskunft stellenweise zwischen den Linien S, SR und SF unterschieden. Linie Z fährt in der HVZ mit der J im skip-stop. |                                         |                                                           | | |

Linienänderungen zu anderen Verkehrszeiten (laut offiziellem Netzplan)
- Wochenende
  -  verkehrt nicht

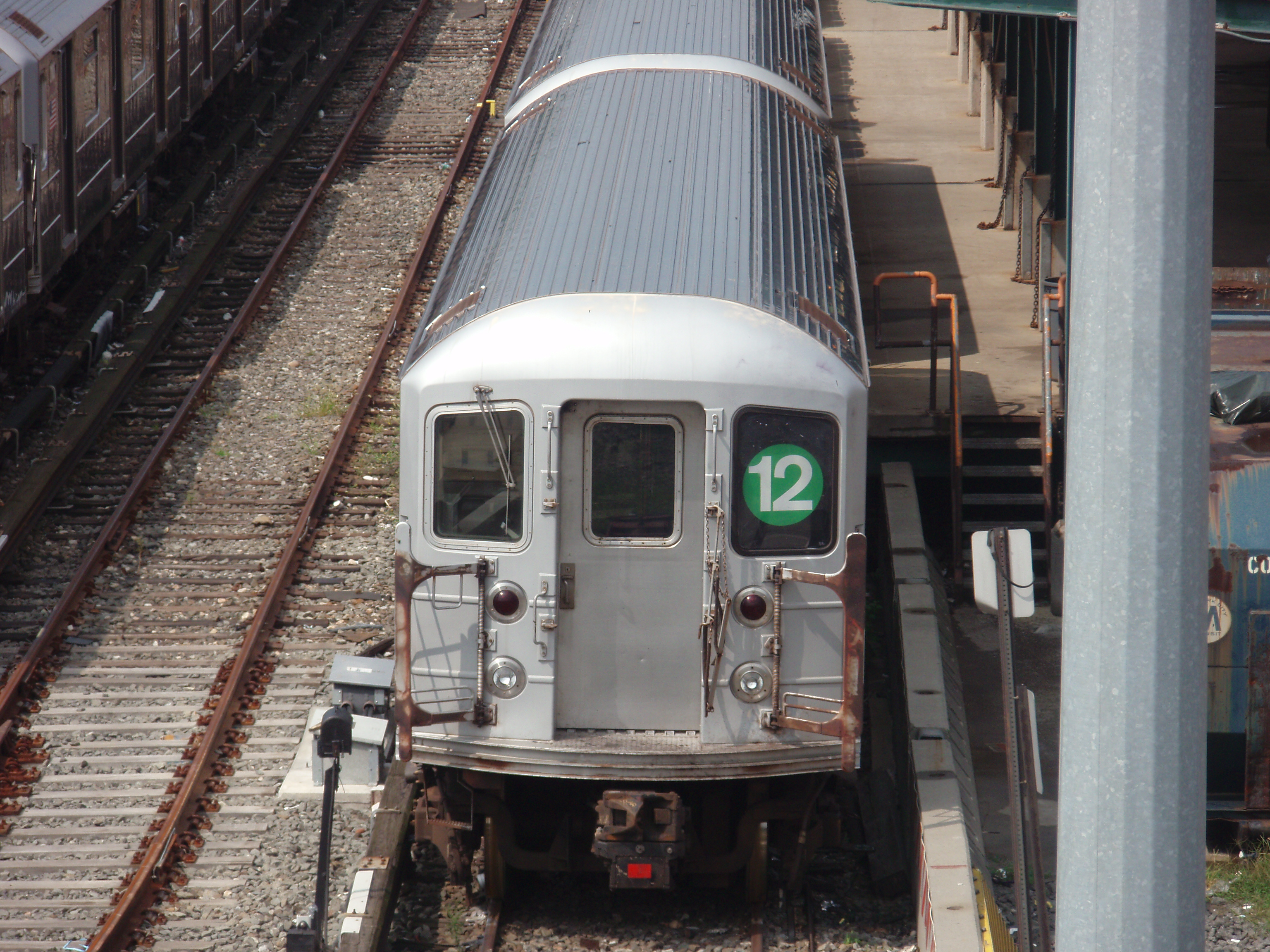
Manche Rollbandanzeigen enthielten auch Liniensignets, die regulär nie verwendet wurden, etwa eine grüne Linie 12, die auf der IRT Lexington Avenue Line zu finden gewesen wäre

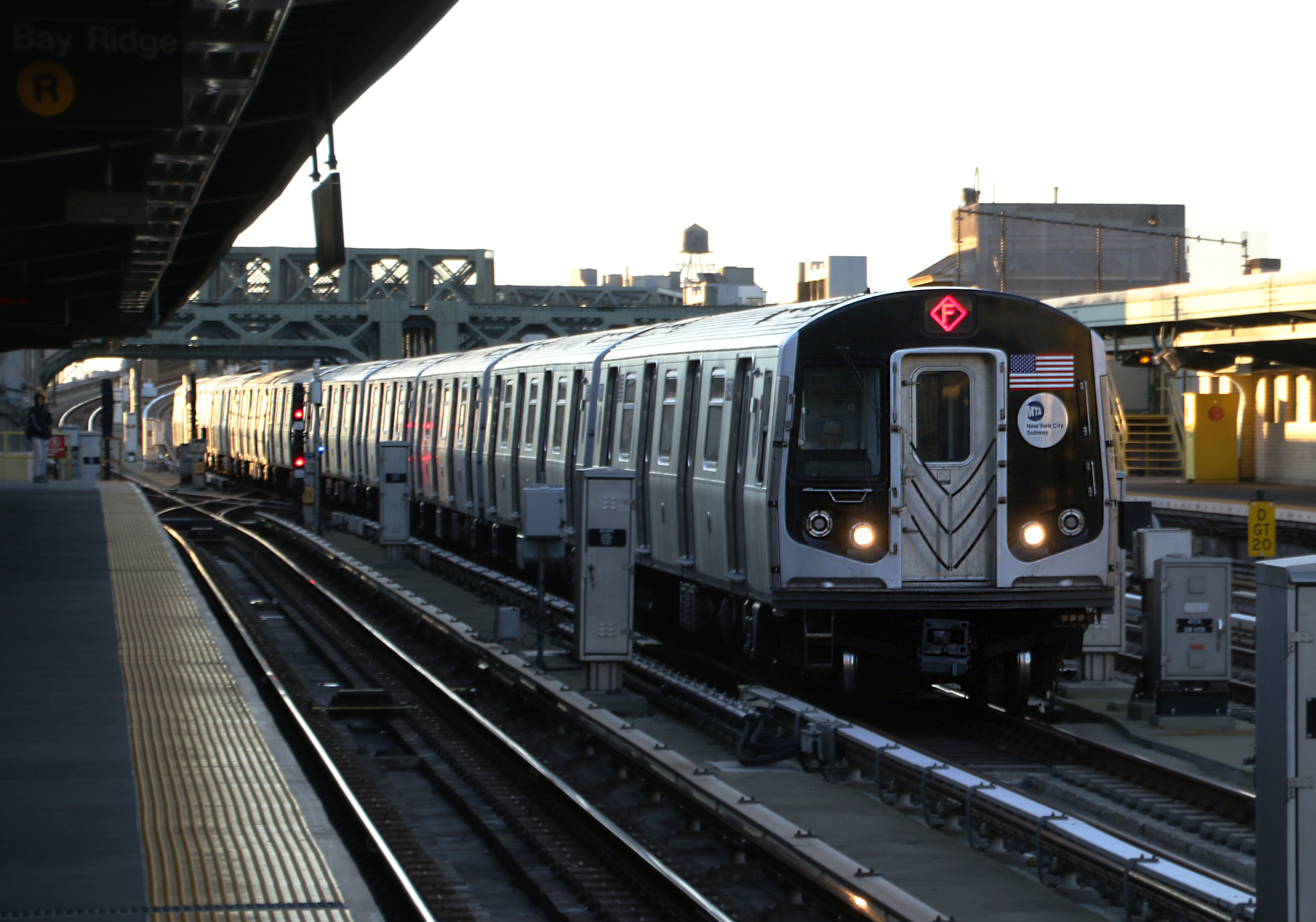
Die Expresslinie <F> fährt seit 2019 je zweimal morgens und nachmittags in Lastrichtung. Wegen der verwendeten LED-Technik kann die Linienkennfarbe an diesem Zugtyp nicht angezeigt werden.

  -  verkehrt nur zwischen Delancey Street und Metropolitan Avenue
  -  verkehrt local in Manhattan
  -  verkehrt nicht
  -  verkehrt nur zwischen Dyre Avenue und Bowling Green
- spät nachts (täglich von Mitternacht bis sechs Uhr morgens)
  -  verkehrt local von 207th Street nach Far Rockaway. Der Ast nach Ozone Park–Lefferts Boulevard verkehrt als Lefferts-Boulevard-Shuttle
  -  verkehrt nicht
  -  verkehrt local
  -  verkehrt nicht
  -  verkehrt local in Brooklyn
  -  verkehrt als Myrtle-Avenue-Shuttle nur von Metropolitan Avenue bis Myrtle Avenue
  -  42nd-Street-Shuttle verkehrt nicht
  -  verkehrt local und über die Strecke der  nach Brooklyn
  -  verkehrt local
  -  verkehrt nur von Whitehall Street bis 95th Street
  -  verkehrt nicht
  -  verkehrt local
  -  verkehrt nur von 148th Street bis Times Square
  -  verkehrt local (hält nicht an der Hoyt St) und wird bis New Lots Avenue über die Strecke der  verlängert
  -  verkehrt als Dyre-Avenue-Shuttle nur von Dyre Avenue bis East 180th Street

Bei Personalmangel und Störungen entfallen die Linien  als erste, weil sie auf ganzer Länge von anderen Linien ergänzt werden.

### Ansagen

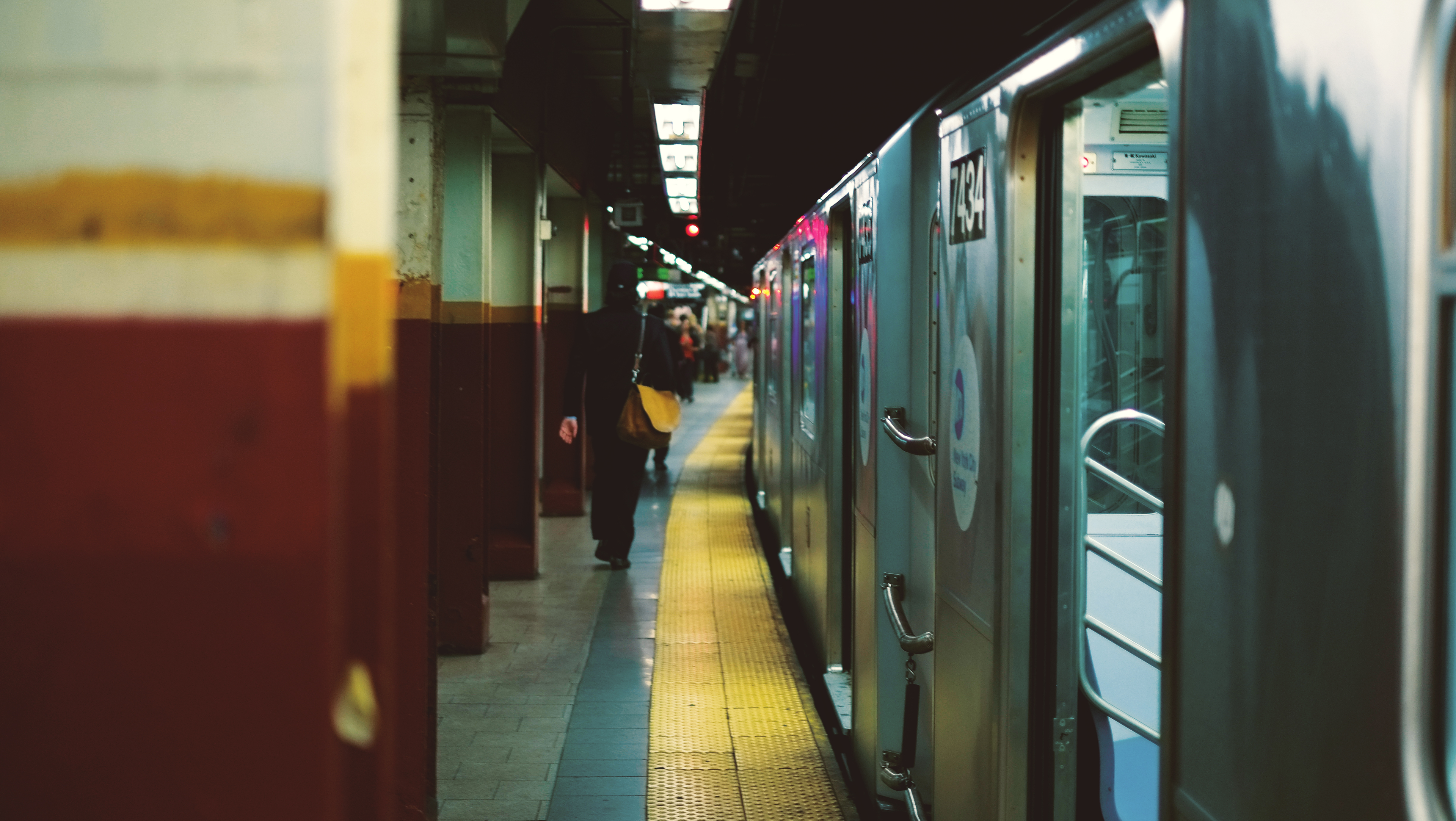
Der Fahrgastwechsel wird von Ansagen begleitet

Die Ansagen (announcements) in New York bestehen meist aus zwei Teilen:
- Während des Haltes wird die Fahrtrichtung und die nächste Station (ohne Umsteigemöglichkeiten) angesagt: This is an 8th Avenue-bound L train, the next stop is 14th Street–Union Square. (Dies ist ein Zug der Linie L Richtung 8th Avenue, nächster Halt ist 14th Street–Union Square.)
- Kurz vor Ankunft im Bahnhof werden dann die Umsteigemöglichkeiten angesagt: This is 14th Street–Union Square. Transfer is available to the 4, 5, 6, N, Q, R, and W trains. (Dies ist 14th Street–Union Square. Umsteigemöglichkeit zu den Linien 4, 5, 6, N, Q, R und W.)

Normalerweise werden bei auf gleicher Strecke fahrenden Linien die Umsteigemöglichkeiten zu diesen Linien nur angesagt, wenn auch Anschluss zu anderen, nicht auf gleicher Strecke fahrenden Linien besteht.
Ansagen an den Endstationen:
- Bei den Ansagen während der Fahrt: The next and last stop is … (Die nächste und letzte Station ist…)
- Nach den eventuellen Umstiegsansagen: This is the last stop on this train. Everyone please leave the train. Thank you for riding with MTA New York City Transit. (Dies ist der letzte Halt dieses Zuges. Bitte alle aussteigen. Vielen Dank, dass Sie mit „MTA New York City Transit“ gefahren sind.)
  - Da das Sitzenbleiben im Zug in der Schleife der Linie 6 (z. B. um die stillgelegte Station City Hall zu sehen) erlaubt ist, ertönt an der Endstation, Brooklyn Bridge – City Hall, folgende, abweichende Ansage: Ladies and gentlemen, this is the last downtown stop on this train. The next stop on this train will be Brooklyn Bridge – City Hall on the uptown platform. (Sehr geehrte Damen und Herren, dies ist der letzte Downtown-Halt dieses Zuges, der nächste Halt dieses Zuges wird Brooklyn Bridge – City Hall auf dem Uptown-Bahnsteig.)

Des Weiteren werden folgende, besondere Ansagen angesagt:
- Die Ansagen der Expresslinie <6> lauten: This is a Pelham Bay Park-bound 6 train making express stops in the Bronx. (Dies ist ein Zug der Linie 6 nach Pelham Bay Park, der in der Bronx (nur) an Expressbahnhöfen hält)
- Bei Umleitungen: This is a Queens-bound M train via the E line. (Dies ist ein Zug der Linie M Richtung Queens über die Strecke der Linie E)
- Besondere Umsteigemöglichkeiten:
  - A free transfer is also available to the F train by walking to the Lexington Avenue-63rd Street station and using your Metrocard. (Umsteigemöglichkeit mit Fußweg und Metrocard)
  - Transfer is available to the M34 Select Bus Service. (Übergang zu einer SBS-Linie; ähnlich den deutschen Metrobussen, das M steht hier allerdings für Manhattan)
  - Transfer is available to the M60 Bus to LaGuardia Airport. (Übergang zum Bus M60 zum Flughafen LaGuardia)
  - Connection is available to Metro-North, Long Island Rail Road, Staten Island Ferry, New Jersey Transit, PATH and Amtrak. (Umsteigemöglichkeit zu verschiedenen S-Bahnen, Fähren, Regional-U-Bahnen und zur Fernbahn)

Seit Oktober 2022 wird in haltenden Zügen ein Hinweis auf im jeweiligen Bahnhof anwesende Polizisten durchgesagt.

## Tarif und Fahrplan

### Fahrpreise

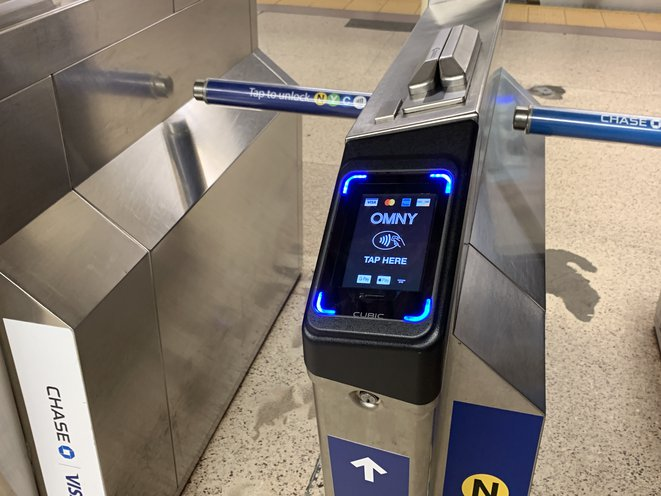
Niedriges Drehkreuz mit Antennenfeld für OMNY und Magnetstreifenleser für die MetroCard

Die derzeitigen Zahlungsmittel der New Yorker U-Bahn sind MetroCard und OMNY.
Bei der MetroCard handelt sich um eine elektronische Geldbörse in Form einer dünnen Plastikkarte mit Magnetstreifen. Sie gilt zugleich in allen Bussen der Stadt New York, dem AirTrain JFK, der Seilbahn nach Roosevelt Island, der Port Authority Trans-Hudson (nur Guthabenkarten, keine Zeitkarten) und bei einigen regionalen Busgesellschaften. Allerdings ist nicht zu allen diesen Verkehrsmitteln ein kostenloser Übergang möglich, teilweise wird beim Umsteigen zwischen zwei Verkehrsmitteln eine neue Fahrt zum jeweiligen Tarif abgerechnet. Es gibt sie als Einzel- und Mehrfahrtenkarte sowie als Zeitkarte. Schüler, Behinderte und Angestellte der MTA erhalten Rabatt, einen geringen Rabatt gibt es auch bei der Aufladung der MetroCard mit mehr als 5,50 $.
OMNY ist ein kontaktloses Bezahlsystem, das mit Kredit- und Debitkarten sowie entsprechend ausgestatteten mobilen Endgeräten benutzt werden kann. Der Fahrpreis ist pro Sieben-Tage-Zeitraum bei 12 Fahrten, die mit dem gleichen OMNY-Zahlungsmedium bezahlt werden, gedeckelt, so dass man nie mehr bezahlt, als man es mit einem vorab gekauften Wochenticket täte. Allerdings gibt es über die Sieben-Tage-Deckelung hinaus keine Obergrenze wie bei bisherigen Monats- oder Jahreskarten, so dass Stammfahrgäste eine Preiserhöhung erleben.
Seit 20. August 2023 kostet die Einzelfahrt 2,90 $ und das Wochenticket für sieben Tage 34 $.
Neben weiteren Ticket-Varianten für verschiedene Fahrgastgruppen gibt es Versuche mit CityTicket und Peak CityTicket, die täglich pauschal Fahrten außerhalb bzw. während des Berufsverkehrs für 5 $ bzw. 7 $ erlauben. Für 2025 ist die nächste turnusgemäße Preiserhöhung angekündigt.:14

### Historische Fahrpreisentwicklung
In den ersten Jahrzehnten des Bestehens der U-Bahn war der Fahrpreis einheitlich auf fünf Cent festgesetzt, was Gegenstand vieler politischer Auseinandersetzungen war. Der gleiche Preis hatte Ende des 19. Jahrhunderts bereits bei den Hochbahnen gegolten und war zu der Zeit kauftkraftbereinigt für die Arbeiterklasse kaum zu leisten, so dass die Hochbahnen vor allem von der Mittelschicht genutzt wurden.
Aufgrund der Inflation sank der reale Erlös zwischen 1904 und 1948, auf das Jahr 2020 umgerechnet, von 1,50 $ auf 0,54 $. Nachdem die Preise nominell erhöht werden konnten, zahlte man im Jahr 1966 zwanzig Cent, was 2020 1,59 $ entsprach, 1980 fünfzig Cent entsprechend 1,57 $, sowie 2003 zwei Dollar und damit 2,81 $.
Bis Ende Juni 2009 lag der Normalpreis bei 2,00 $. Zum 28. Juni 2009 erhöhte die MTA die Fahrpreise: Eine Einzelfahrt kostete 2,25 $, bei Einzelkauf zahlte man jedoch 2,50 $. Zum 3. März 2013 erfolgte eine erneute Preiserhöhung, sodass nun eine Einzelfahrt 2,50 $ und bei Einzelkauf 2,75 $ kostete. Ebenso wurde am 3. März 2013 eine „New Card Fee“ von 1,00 $ eingeführt, die für den Kauf einer Metrocard anfällt. Das Aufladen der Metrocard ist weiterhin kostenlos. Von 2015 bis 2023 betrug der Normalpreis für eine Einzelfahrt 2,75 $, das Wochenticket für sieben Tage kostete 33 $.
Unter der Bezeichnung „Pizza-Prinzip“ wurde humoristisch ein Zusammenhang zwischen dem U-Bahn-Fahrpreis und dem Preis eines Stücks Pizza in New York postuliert.

### Tokens, MetroCard, OMNY
Bis 1920 wurden bei den U-Bahnen Fahrscheine aus Papier zum damaligen Einheitstarif von fünf Cent verkauft. Im Zuge der Rationalisierungsbemühungen nach dem Ersten Weltkrieg wurde deren Verkauf am 10. Mai 1920 eingestellt, und die Fahrgäste warfen die Fünf-Cent-Münzen von diesem Zeitpunkt an direkt in die neuen, automatischen Drehkreuze ein. Die New York Subway war damit zu einem so genannten geschlossenen System geworden.

Alle Token-Generationen von 1953 bis 2003

Als der Einheitsfahrpreis ab 1948 zehn Cent betrug, wurden die Drehkreuze auf Zehn-Cent-Münzen umgestellt. Bei der nächsten Fahrpreiserhöhung auf nunmehr 15 Cent direkt nach Gründung der Transit Authority 1953 stellte man die Apparate mangels passender Kursmünzen schließlich auf Blechmünzen, die so genannten Tokens, um, die der Fahrgast wiederum im Voraus erwerben musste. Dieses System überstand so jahrzehntelang alle weiteren Tariferhöhungen, bei denen dann entweder neue Tokens ausgegeben oder nur die Verkaufspreise geändert wurden.
Ab 1994 wurde schrittweise die MetroCard eingeführt. Sie sollte einerseits das mühselige Entleeren der über 31.000 Drehkreuze einsparen und andererseits Rabatte für bestimmte Kundengruppen nach zeitgemäßen Gesichtspunkten ermöglichen. Außerdem wurde damit die Bezahlung über Kredit- und Debitkarten am Automaten möglich. Die Drehkreuze akzeptierten zunächst weiterhin die alten Tokens. Seit dem 14. April 2003 konnte man in der Subway nur noch mit der MetroCard fahren.
Das kontaktlose Bezahlsystem auf Basis von Near Field Communication mit dem Markennamen OMNY (ein Akronym für „One Metro New York“) wurde in den Jahren 2018 bis 2020 in allen U-Bahn-Stationen und Bussen installiert. Die MTA vertreibt über den Einzelhandel OMNY-Karten zum Preis von 5 $ und will Verkaufsautomaten aufstellen, so dass auch das Bezahlen mit Bargeld weiterhin möglich bleiben soll. Mit Stand 2024 ist die Integration von OMNY ins Stocken geraten, so dass die Metrocard vorerst beibehalten wird. Die Port Authority führt stattdessen ein eigenes kontaktloses Bezahlsystem für PATH und die AirTrains JFK und Newark ein, Busse fremder Anbieter und die Vorortzüge von New Jersey Transit bleiben bei OMNY außen vor, und die Nutzbarkeit für Roosevelt Island Tramway, Long Island Rail Road und Metro-North Railroad verzögert sich mit Stand 2023 bis auf Weiteres. Erste Betriebsversuche mit einem kontaktlosen Bezahlsystem waren ab Juli 2006 entlang der IRT Lexington Avenue Line durchgeführt worden.

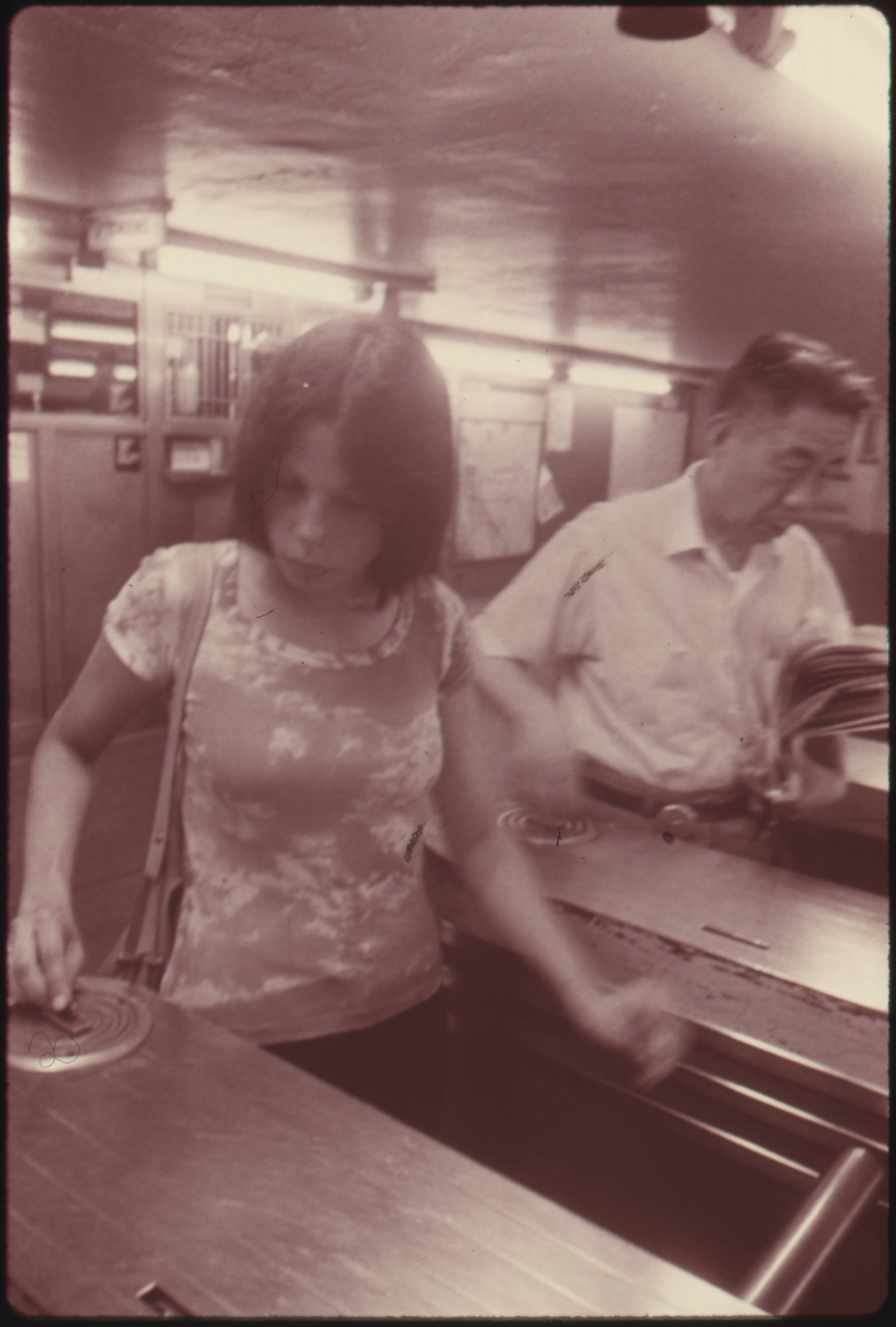
Token-Einwurf an niedrigen Drehkreuzen im Jahr 1974
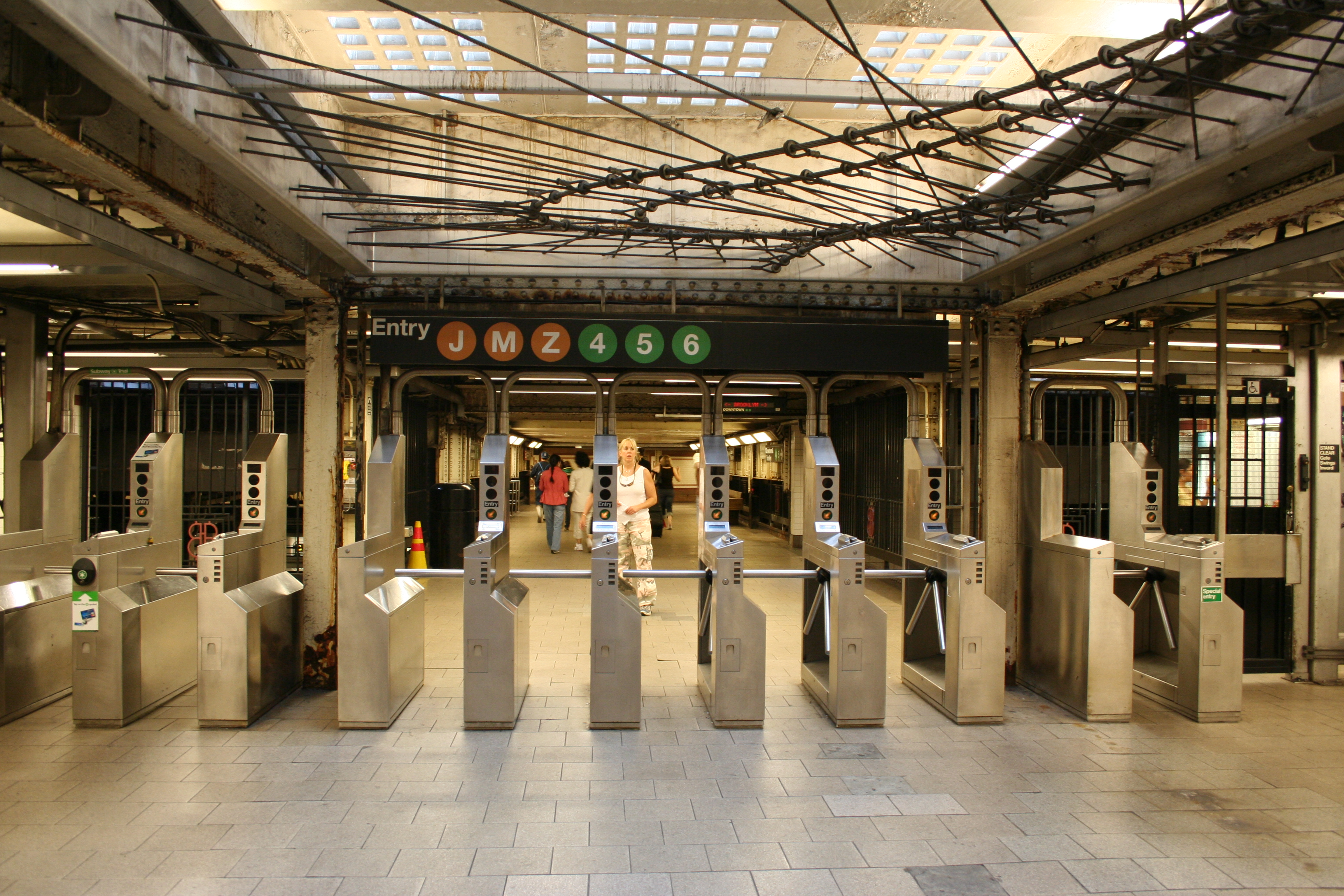
Sperre mit niedrigen Drehkreuzen
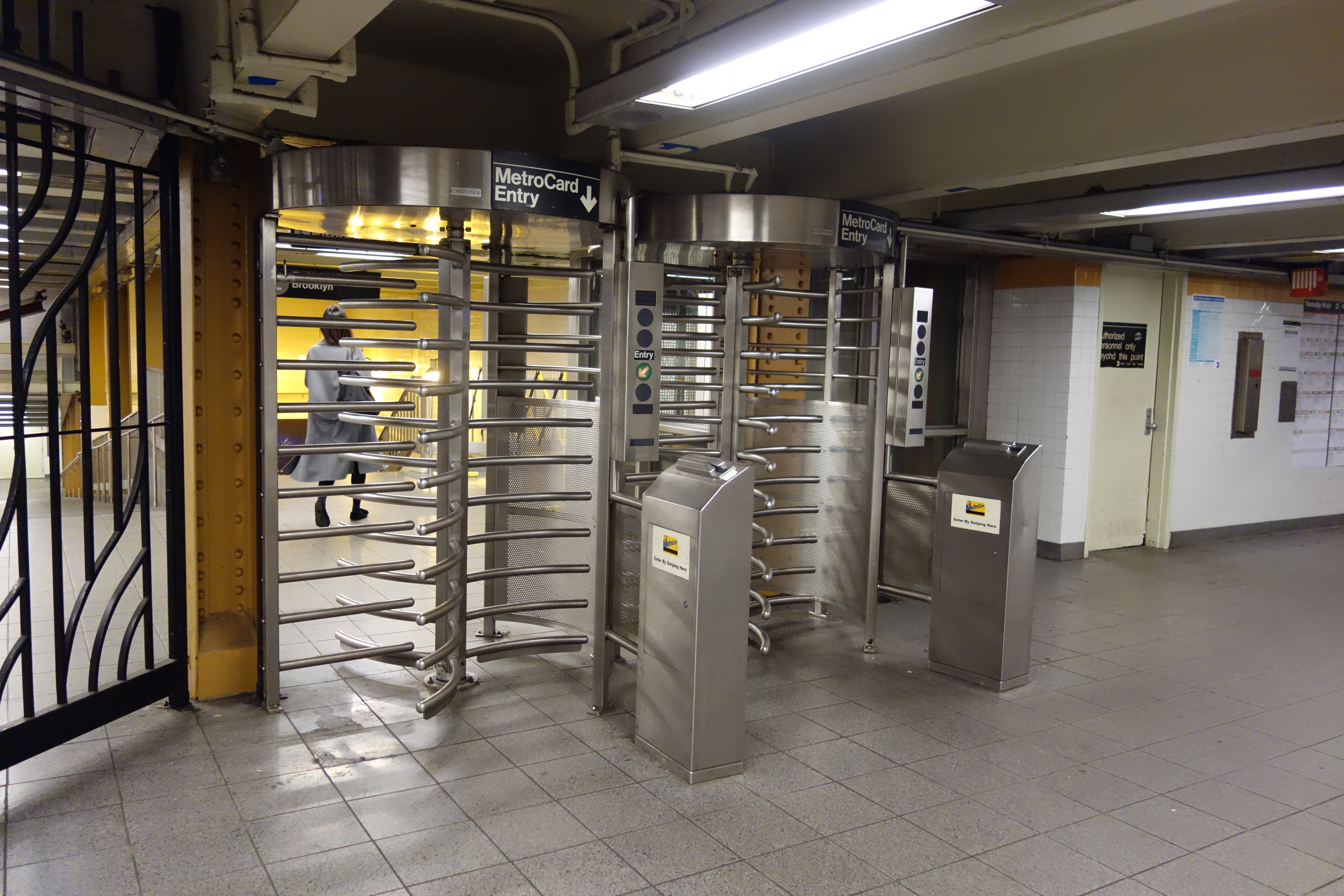
Sperre mit hohen Drehkreuzen
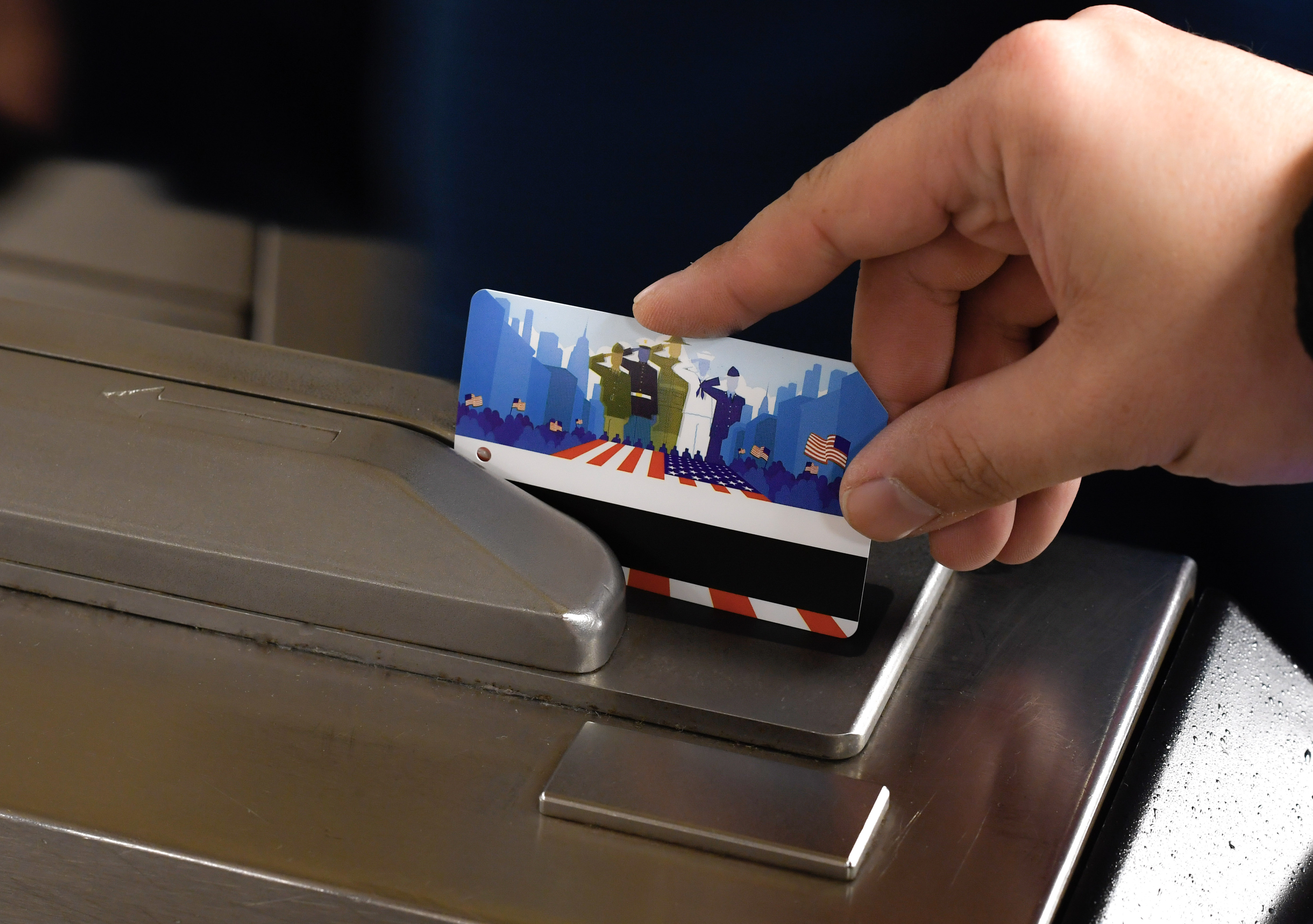
MetroCard bei Anwendung im Magnetstreifenleser

### Fahrplan

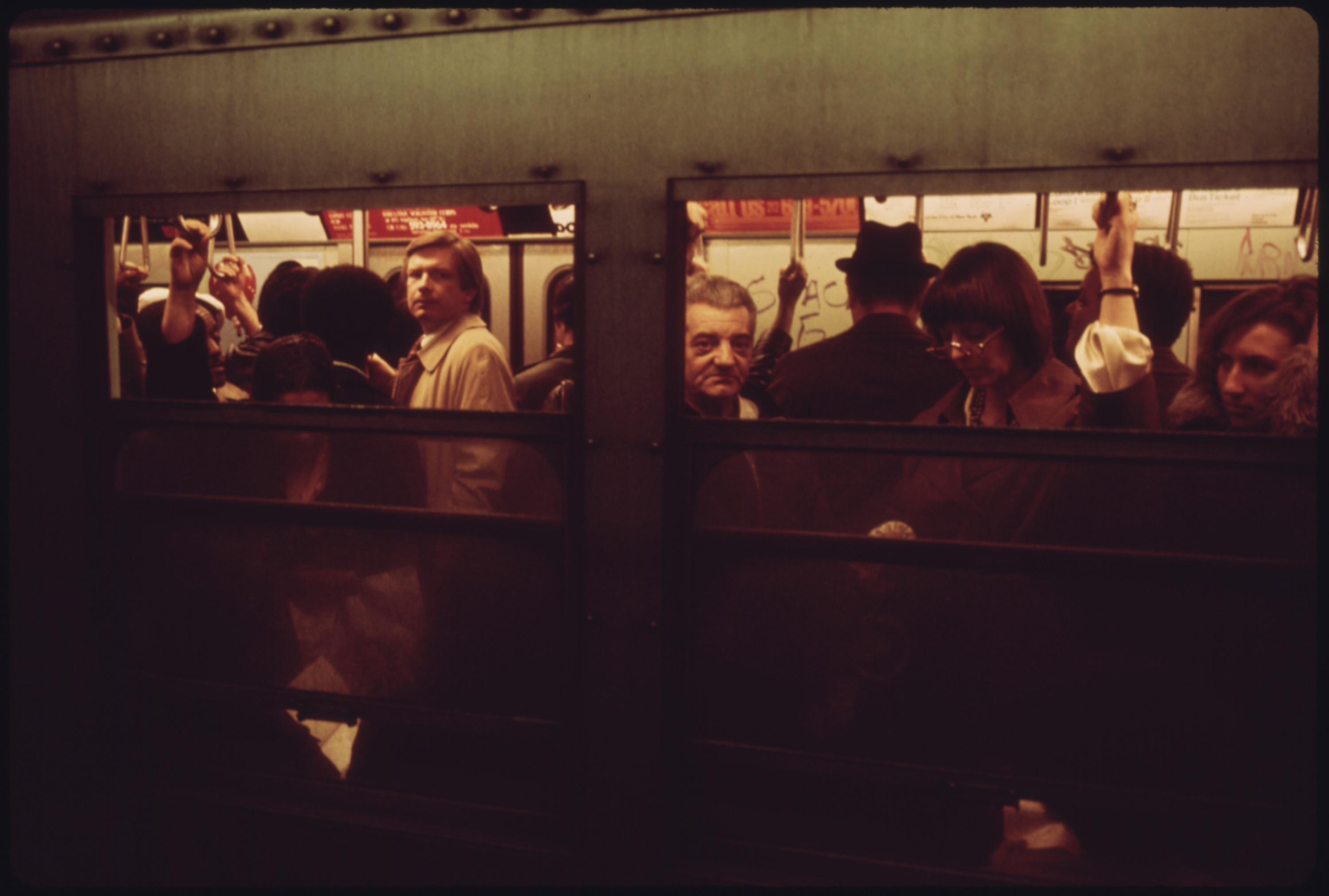
Stoßzeit auf der IRT Lexington Avenue Line im Jahr 1974

Die New York City Subway gehört seit ihrer Gründung zu den wenigen U-Bahnen weltweit, die sieben Tage die Woche rund um die Uhr in Betrieb sind. Ausnahme sind zeitlich begrenzte Vorkommnisse wie Streiks, Stromausfälle oder Unwetter.
Der Fahrplan ist, abgesehen von den Wochenenden, für die tageszeitlichen Schwankungen der Verkehrsnachfrage grob in vier Zeiträume eingeteilt, in denen jeweils andere Taktfolgen herrschen. Die Rush Hours bezeichnen dabei die Hauptverkehrszeiten und gehen von 06.30 bis 09.30 Uhr sowie von 15.30 bis 20.00 Uhr. Die dazwischen liegende Tageszeit heißt Midday. Nach 20 Uhr bis Mitternacht wird vom Evening gesprochen und in den restlichen Nachtstunden von den Late Nights. Einige Linien weichen von dieser Einteilung jedoch ab.

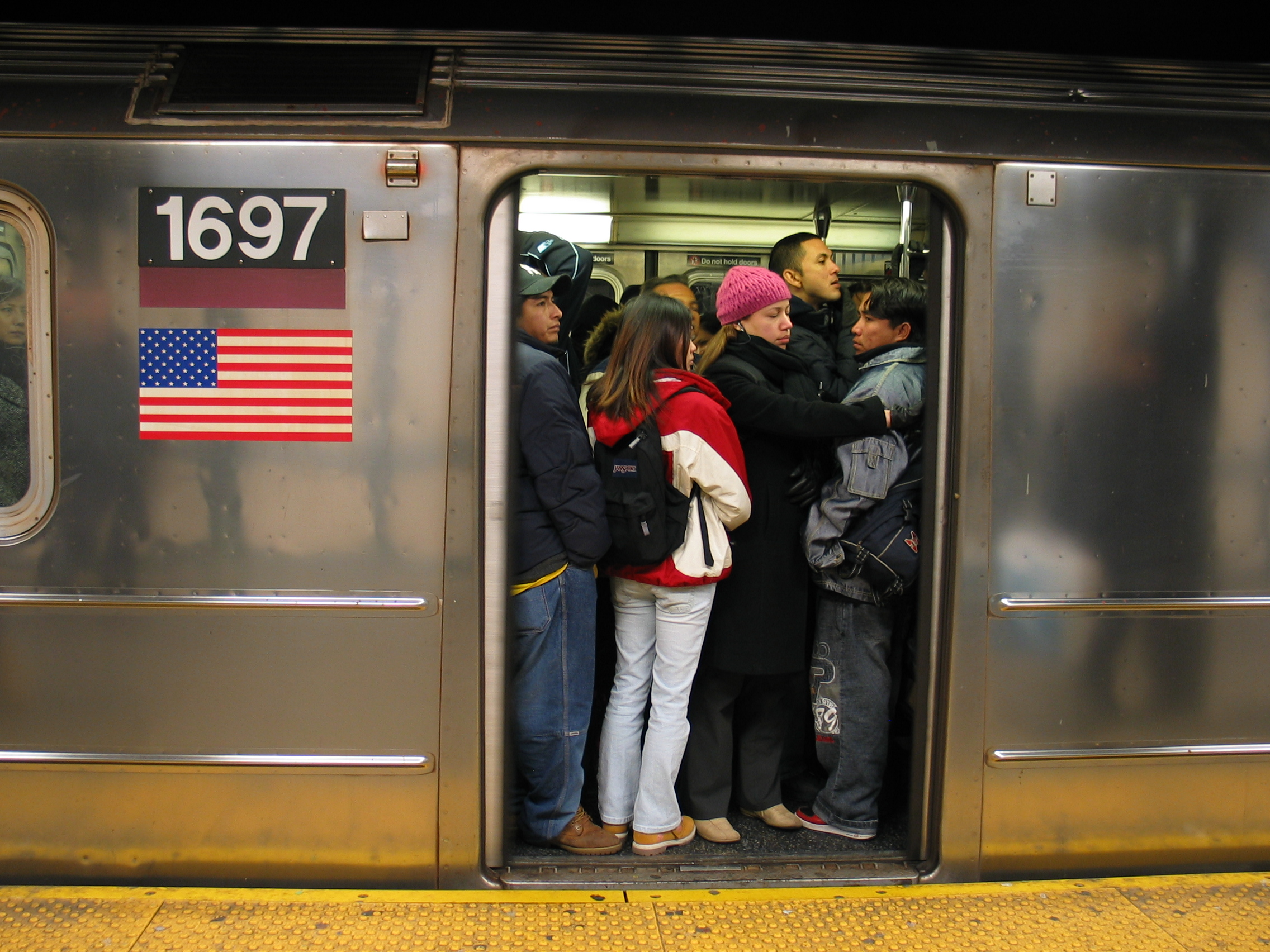
Stoßzeit auf der IRT Flushing Line im Jahr 2005

Der Fahrplan ist so ausgelegt, dass zur Hauptverkehrszeit auf den am stärksten befahrenen Strecken pro Richtung etwa alle drei bis fünf Minuten ein Zug kommt. Gibt es dort auch Expressbetrieb, so fahren diese Züge meist ebenso oft. Diese Taktzeiten ergeben sich aus der Überschneidung der dort verkehrenden Linien, deren einzelne Taktfolgen zum Teil erheblich variieren, und zwar in Abhängigkeit von der Verkehrsnachfrage an ihren Außenästen. So fahren beispielsweise die Züge die Linie E Eighth Avenue Local zur Hauptverkehrszeit alle vier bis sieben, die der Linie C Eighth Avenue Local dagegen nur alle acht bis zehn Minuten. Bei der Division A sind die Taktzeiten wegen der geringeren Verkehrsleistung in der Regel spürbar kürzer als bei der Division B.
Zu den übrigen Tageszeiten reichen die Taktfolgen von vier bis zwölf Minuten und an den Wochenenden je nach Tageszeit zwischen sechs und 15 Minuten, wobei die Übergänge jeweils gleitend sind. Nachts wird der Expressbetrieb in den meisten Fällen eingestellt, und nur die Locals verkehren noch alle 20 Minuten. Auf einigen Streckenabschnitten verhält es sich jedoch genau umgekehrt, so dass die Expresslinien stattdessen an jeder Station halten. Dies geschieht vor dem Hintergrund, möglichst keine Linien nachts auf andere Strecken als tagsüber leiten zu müssen (siehe auch im Abschnitt „Linien“). Nur die Bahnsteige der Stationen der 42nd-Street-Shuttles, die nachts nicht fahren, werden nicht rund um die Uhr bedient.
Auch als im Zusammenhang mit der COVID-19-Pandemie auf Anordnung des Gouverneurs des Staates New York vom 6. Mai 2020 bis zum 16. Mai 2021 für mehrere Stunden pro Nacht keine Fahrgäste mehr befördert wurden, fanden jeden Tag rund um die Uhr Zugfahrten statt. Nicht zuletzt fehlt es an Abstellkapazität, um eine echte Betriebspause zu verwirklichen.
Besonders zur Hauptverkehrszeit verkehren einzelne Linien abwechselnd als „Express“ und als „Local“, und zwar nur in Lastrichtung; solche Expresszüge werden als peak express bezeichnet und tragen seit 1989 ein rautenförmiges statt eines kreisförmigen Liniensymbols, behalten ihre Liniennummer aber bei.

## Erscheinungsbild
Fast das gesamte heute befahrene Netz der New Yorker U-Bahn wurde zwischen 1904 und 1940 in Betrieb genommen. Oberirdische Abschnitte sind zum Teil noch älter, und das älteste noch betriebene Hochbahnviadukt stammt von 1885. Bauten und Technik blieben seither beinahe unverändert. Daher repräsentiert fast das gesamte Netz den Stand jener Zeit, so dass die Subway bisweilen als altertümlich und marode angesehen wird. Trotz umfassender Renovierung zahlreicher Bahnhöfe und Betriebsanlagen innerhalb der letzten 25 Jahre ist ihr hohes Alter überall offensichtlich.
Nur wenige Strecken und Bahnhöfe wurden nach 1940 fertiggestellt. Es handelt sich hierbei zumeist um kurze Verbindungsstücke zwischen bestehenden Strecken, um Verlängerungen im Bereich der Endstationen oder um frühere Eisenbahnstrecken wie die Rockaway Line (nach Umbau eröffnet 1956). Die bedeutendsten unterirdischen Neubauten waren der 3,2 Kilometer lange erste Bauabschnitt der Second Avenue Line (eröffnet 2016) und die 3,0 Kilometer lange Archer Avenue Line (eröffnet 1988).
Eine notwendige Restauration des gesamten New Yorker Netzes würde nach Schätzungen der New York Times mindestens 100 Milliarden US-Dollar kosten.

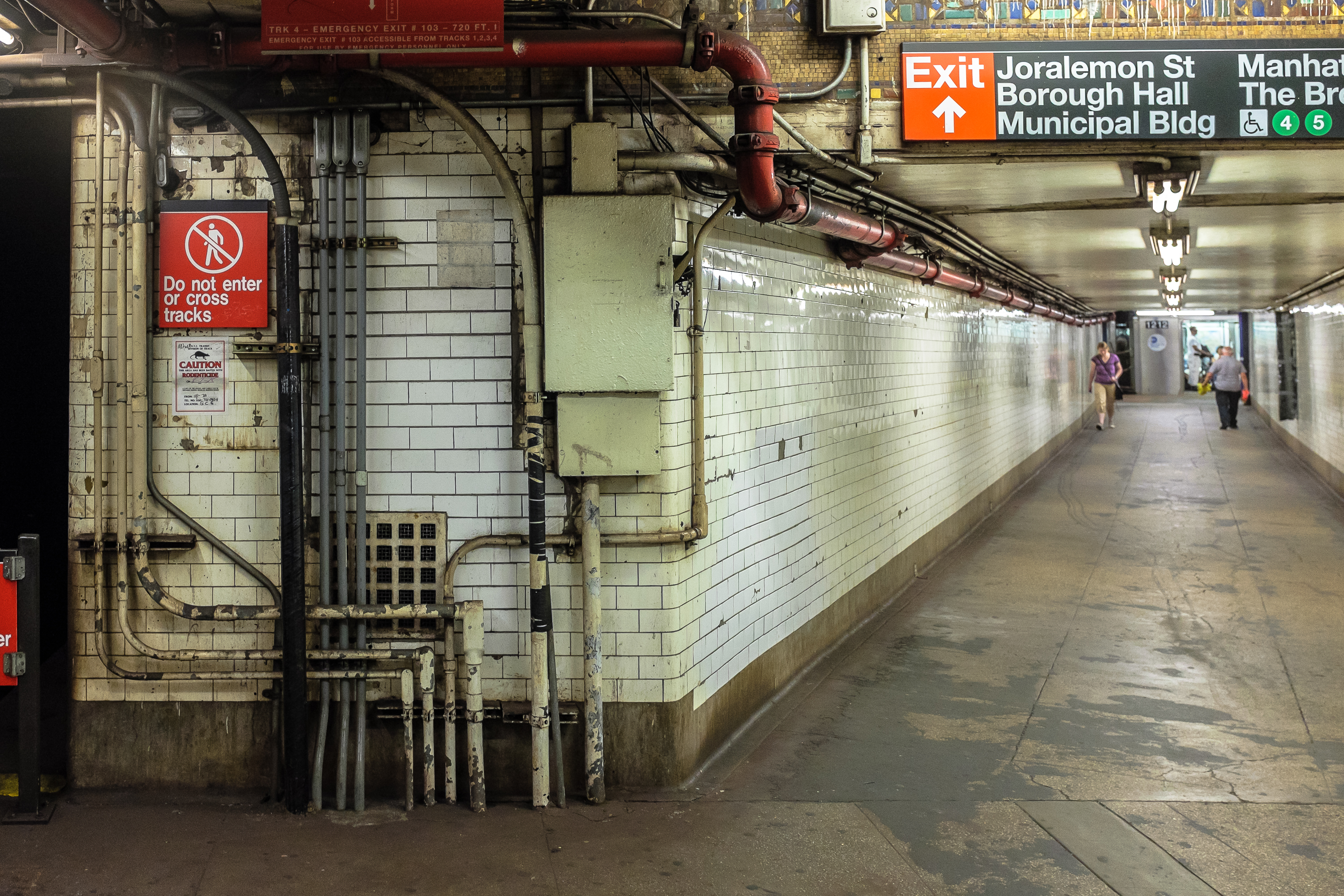
Technische Anlagen werden nicht verborgen
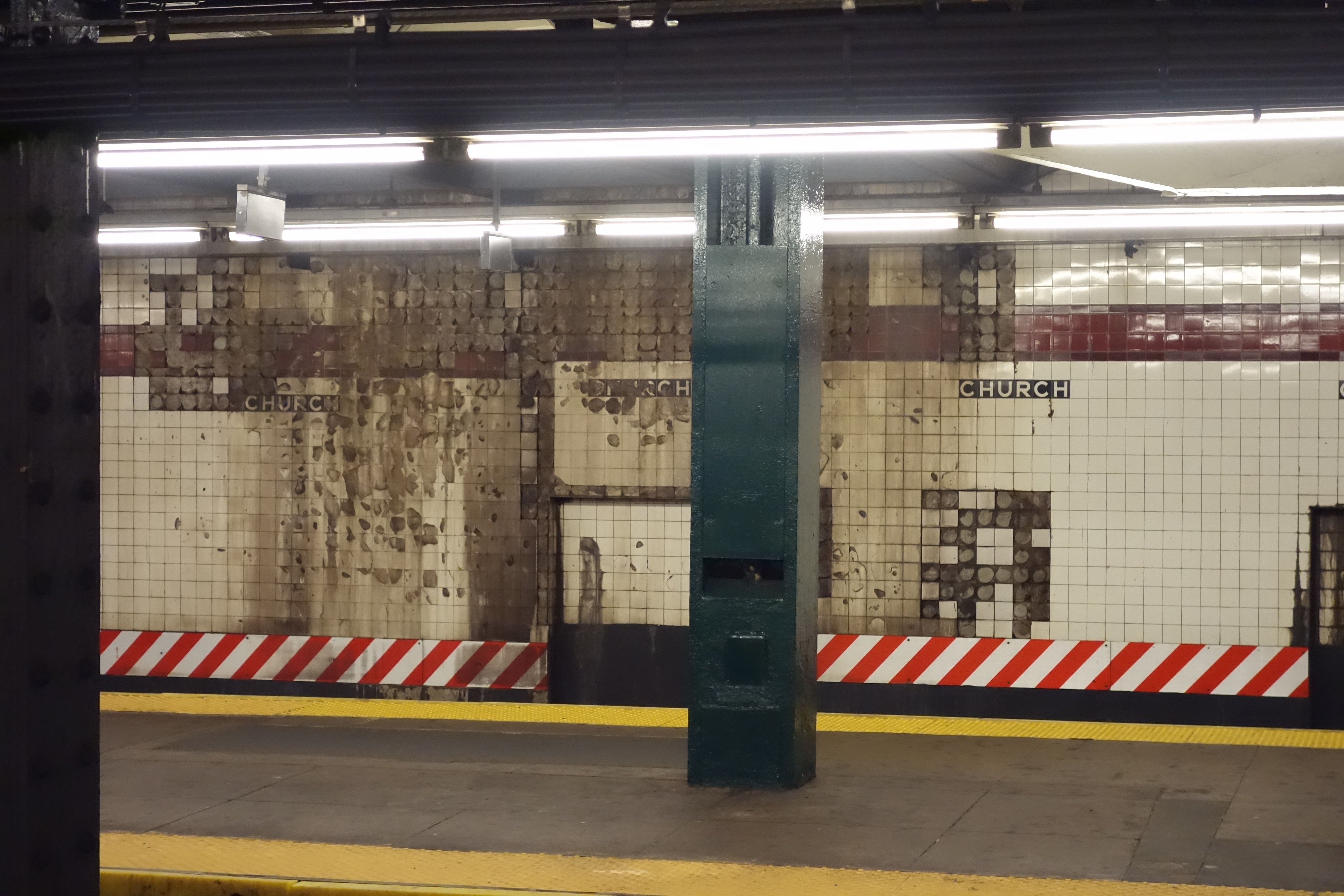
Trotz aller Renovierungen bleiben Wassereinbrüche ein sichtbares Problem…
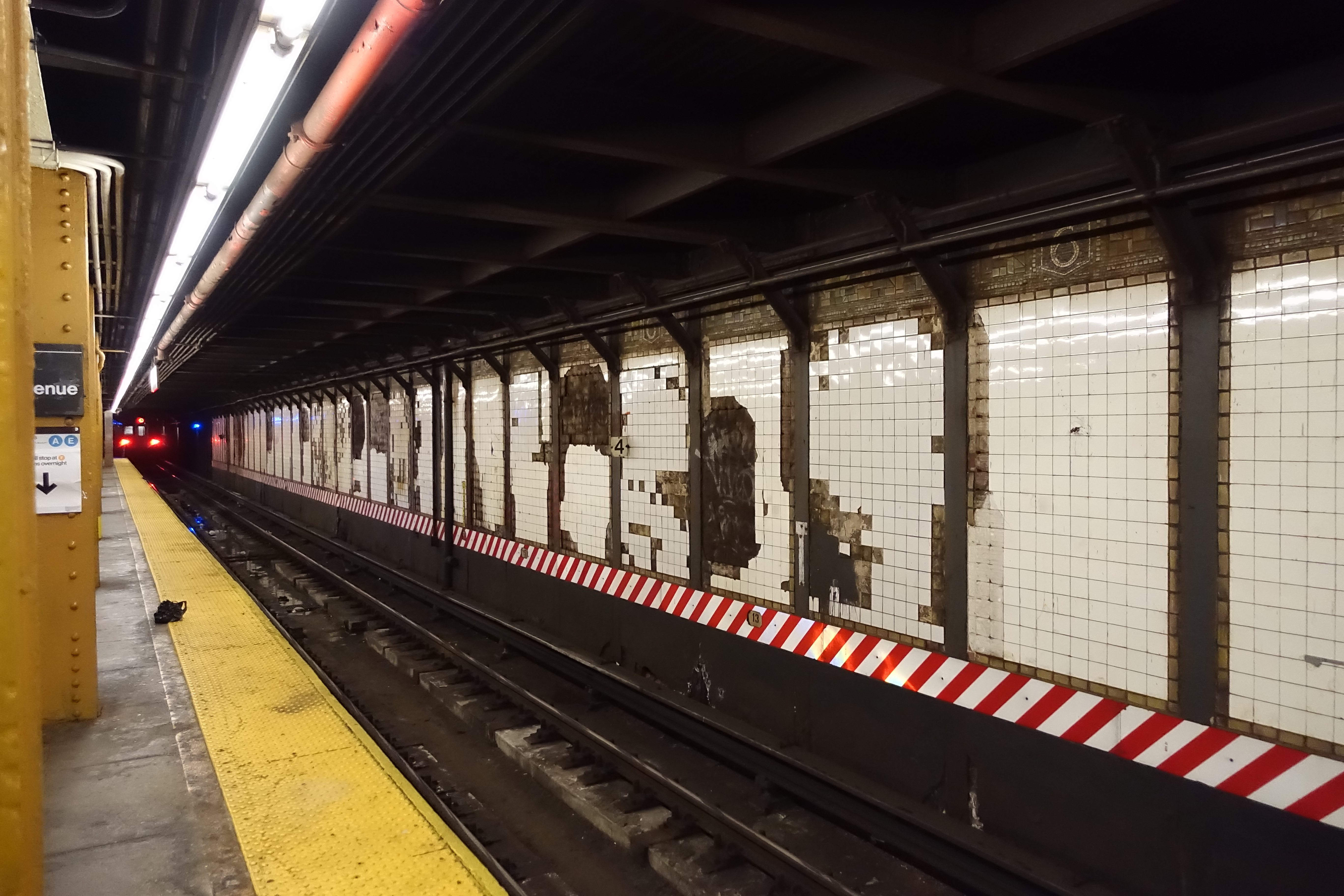
… und Fliesen fallen von den Wänden
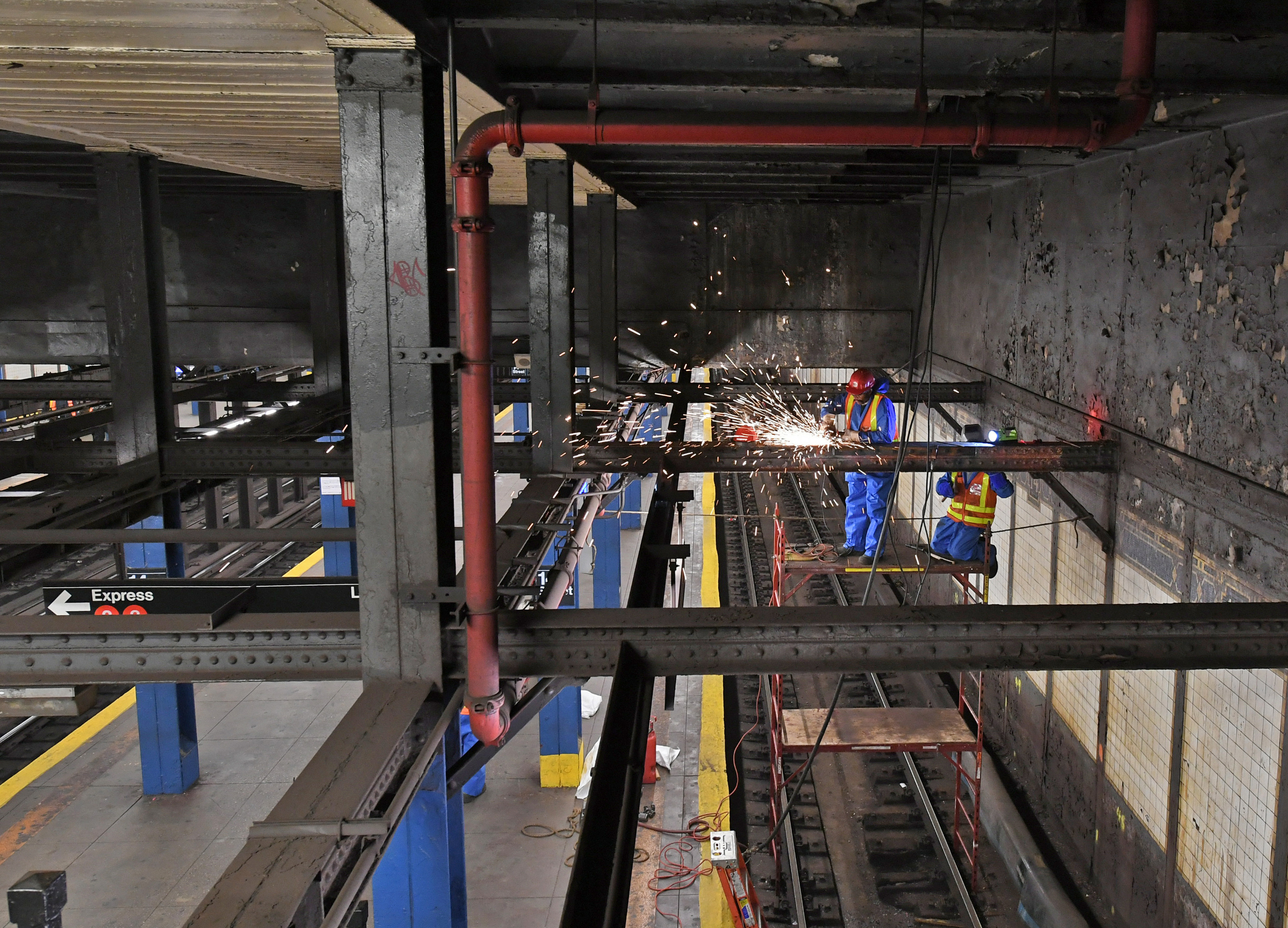
Stahlkonstruktion eines U-Bahnhofs

### Tunnel

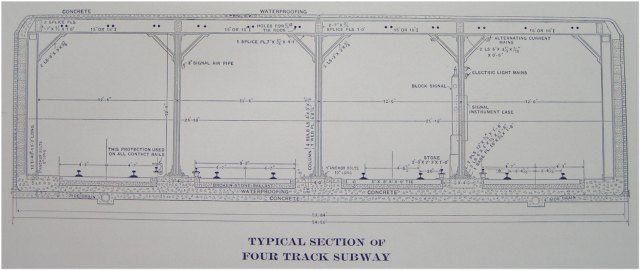
Tunnelquerschnitt

Besonders deutlich zeigt sich das Alter bei den ersten Tunneln, die überwiegend als Stahlskelett in Deckelbauweise errichtet wurden und direkt unterhalb der Straßen verlaufen. Dabei sind auf den Rändern des Betonfundaments im Abstand von je fünf Fuß (1,524 Meter) Stahlstützen verankert. Deren obere Enden verbinden Querträger, die wiederum zwischen den einzelnen Gleisen abgestützt sind. Wände und Decken wurden anschließend mit Segmentgewölben aus Beton verschlossen. Erst später kam es zur Verwendung von Mauerwerk aus Stahlbeton, was die notwendige Anzahl der Pfeiler stark reduzierte.

### Aufgeständerte Strecken

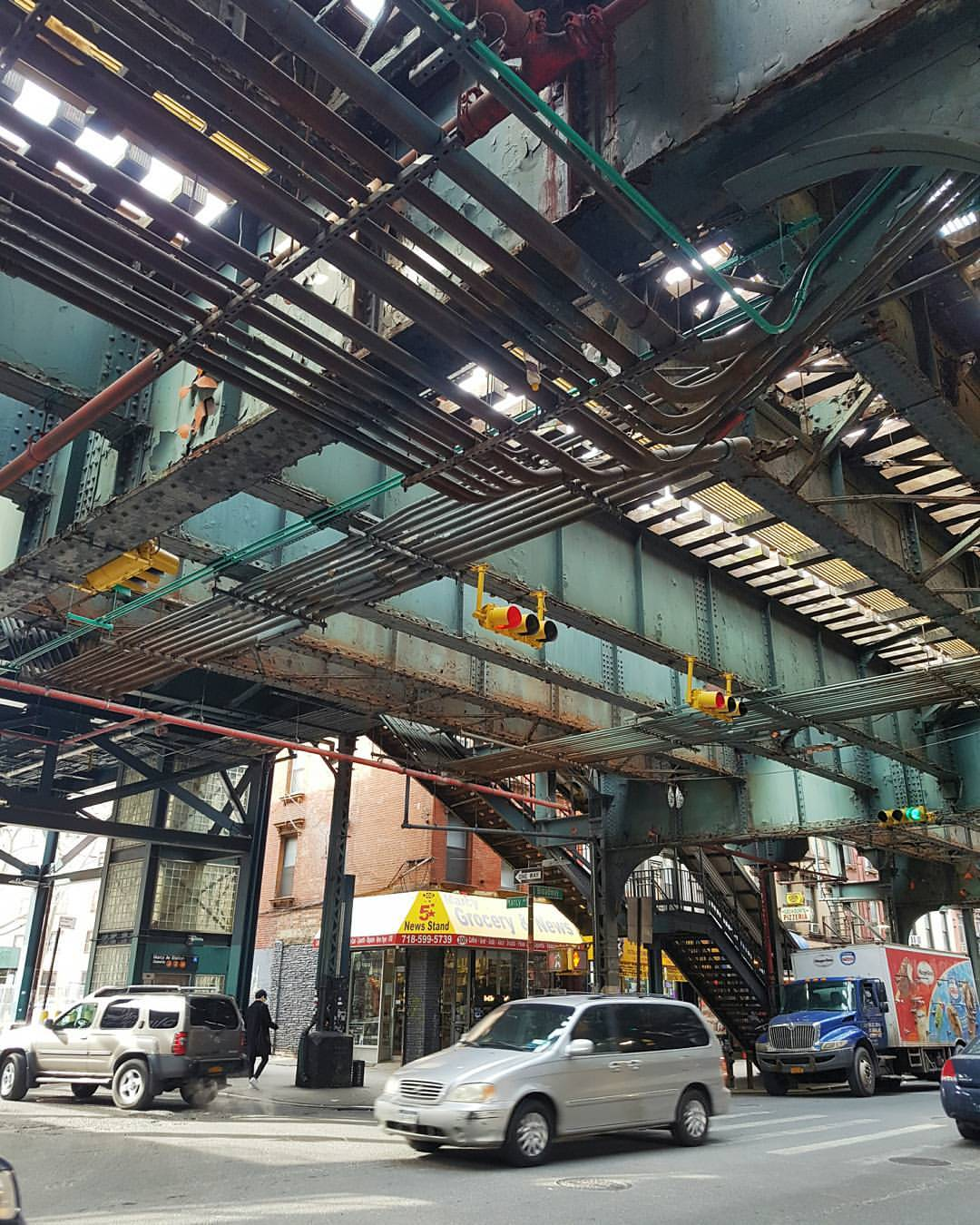
Unter dem Bahnhof Marcy Avenue an der BMT Jamaica Line. Solche aufgeständerte Trassen gelten in New York als hässlich und laut.

Die aufgeständerten Streckenabschnitte stammen mehrheitlich aus der Zeit der Doppelverträge und sind meist als vollwandige Stahl-Tragwerkskonstruktionen ausgeführt und überwiegend blaugrün gestrichen. Dabei ist entlang der Trasse alle 50 Fuß (15,24 Meter) links und rechts je eine Stütze im Boden verankert, deren lichte Weite ein gut sechs Fuß (1,83 Meter) hoher, massiver Querträger überspannt. Zwischen diesen Stützen mit einer lichten Höhe von mindestens 14 Fuß (4,27 Meter) sind meist drei ebenso dimensionierte Längsträgerpaare eingehängt, auf denen je eine Gleisfahrbahn Platz findet. Die Schienen sind auf Holzschwellen montiert, die im Grunde direkt auf dieser Tragwerkskonstruktion ruhen. Dies ist neben einigen engen Kurven Hauptursache für das zum Teil als unerträglich empfundene Geräuschniveau einer solchen Strecke.
Eine Besonderheit bei diesen aufgeständerten Strecken in New York ist deren Bezeichnung. Es wird dabei je nach Ausbauzustand zwischen „Old Els“ und „Elevated Subways“ unterschieden. Erstere bezeichnen die „alten Hochbahnen“ aus der Zeit vor dem U-Bahn-Bau. Sie haben die Eigenschaft, dass sie nicht ohne weiteres von U-Bahn-Wagen befahren werden können. Dies liegt neben den engen Kurven und den geringeren Gleismittenabständen insbesondere an ihrer Tragwerkkonstruktion, die für die schweren U-Bahn-Wagen aus Stahl zu schwach ausgelegt ist. Das rührt daher, dass die damals privaten Bauherren und Betreiber mangels staatlicher Beteiligung an diesen Projekten Geld sparen mussten. Außerdem waren leichtere Fahrzeugaufbauten aus Holz vor 1900 ohnehin Standard.
Im Gegensatz dazu bezeichnen „Elevated Subways“, also „aufgeständerte U-Bahnen“, einerseits bereits als U-Bahn gebaute, aufgeständerte Streckenabschnitte, und andererseits diejenige Teilmenge der alten Hochbahnen, deren Tragwerke nachträglich auf U-Bahn-Standard gebracht worden sind. Damit konnten Züge, die die neu gebauten Tunnelstrecken in der Innenstadt befuhren, in den Außenbezirken auf die bereits existierenden Hochbahnen auffahren, ohne dass die Fahrgäste hätten umsteigen müssen. Solche Umbauten geschahen meist im Zuge der Doppelverträge und erwiesen sich gegenüber dem Neubau einer Tunnelstrecke um rund 80 Prozent billiger.
Von den Old Els, also den alten Hochbahnen ohne verstärktes Tragwerk, sind heute keine mehr in Betrieb. Sie waren wegen ihrer geringen Verkehrsleistung unwirtschaftlich geworden und wurden nach der Vereinigung von der Stadt sukzessive stillgelegt. An vielen Stellen trat eine der damals neu gebauten U-Bahn-Strecken der Independent ihre Nachfolge an. An einigen Stellen waren andere politische Gründe für den Abbruch der Hochbahnen ausschlaggebend. Nachdem mit dem unteren Teil der BMT Myrtle Avenue Line die letzte Old El am 4. Oktober 1969 außer Betrieb ging, sind heute nur noch die Subways übrig, deren Bezeichnung angesichts der Lage oberhalb der Straße bisweilen für Verwirrung sorgt.

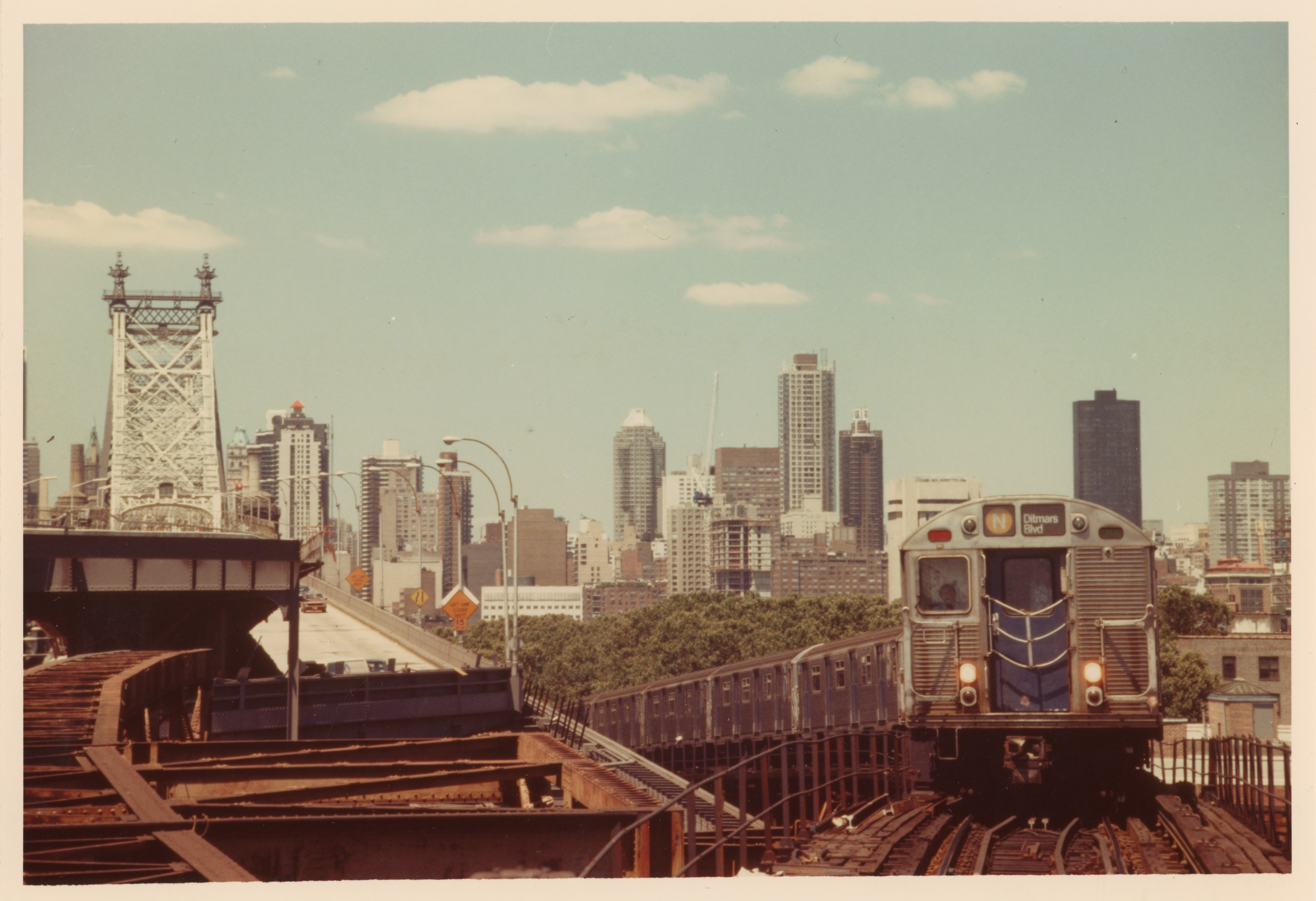
Queensboro Plaza, U-Bahn-Zug aus dem 60th-Street-Tunnel kommend. Hochbahnzüge befuhren bis 1942 die Queensboro Bridge, links sichtbar Reste des Tragwerks.
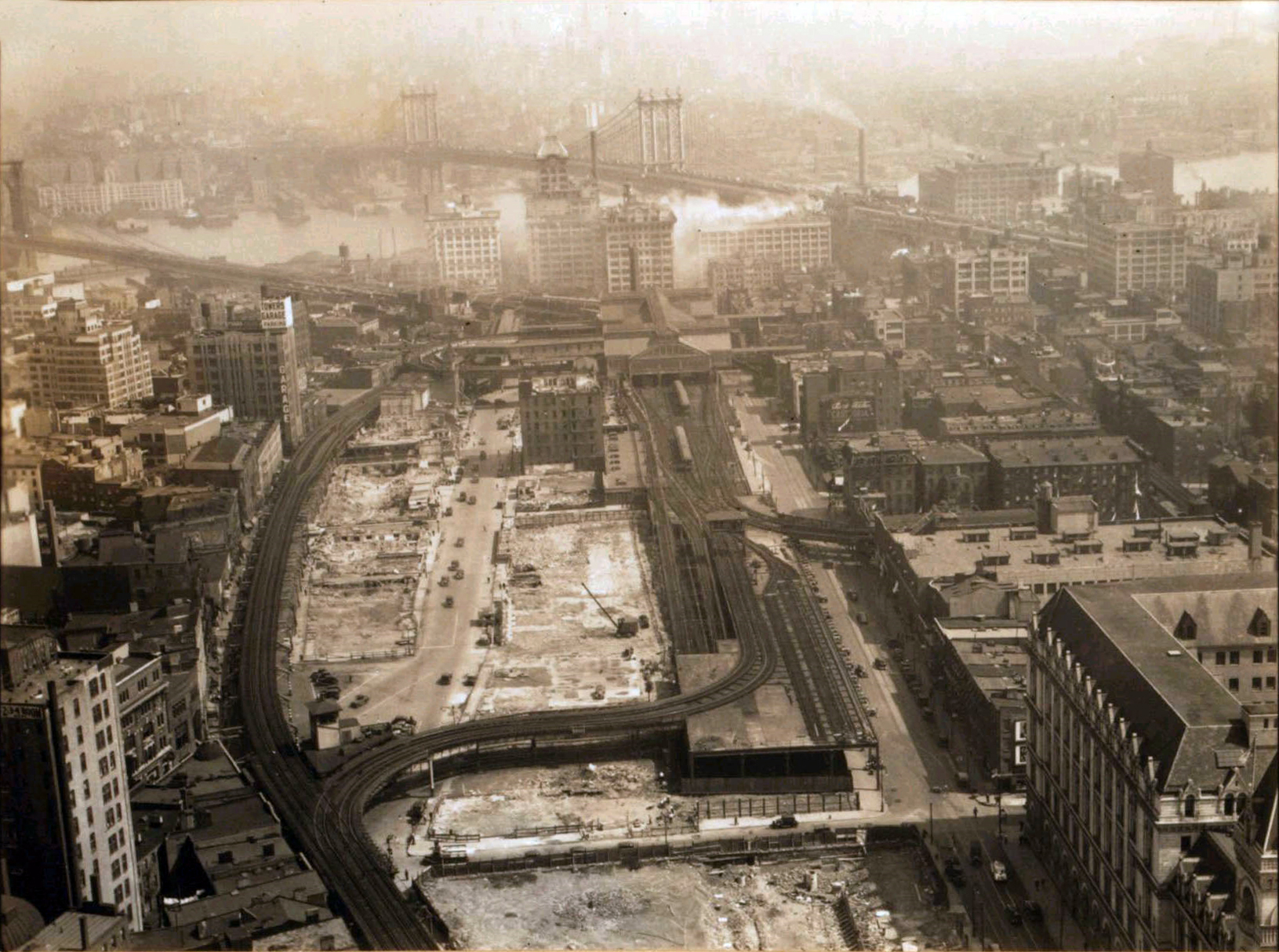
In Brooklyns Innenstadt wurden 1935 am 1944 stillgelegten Hochbahnhof Sands Street Häuserblöcke abgerissen, um Cadman Plaza anzulegen
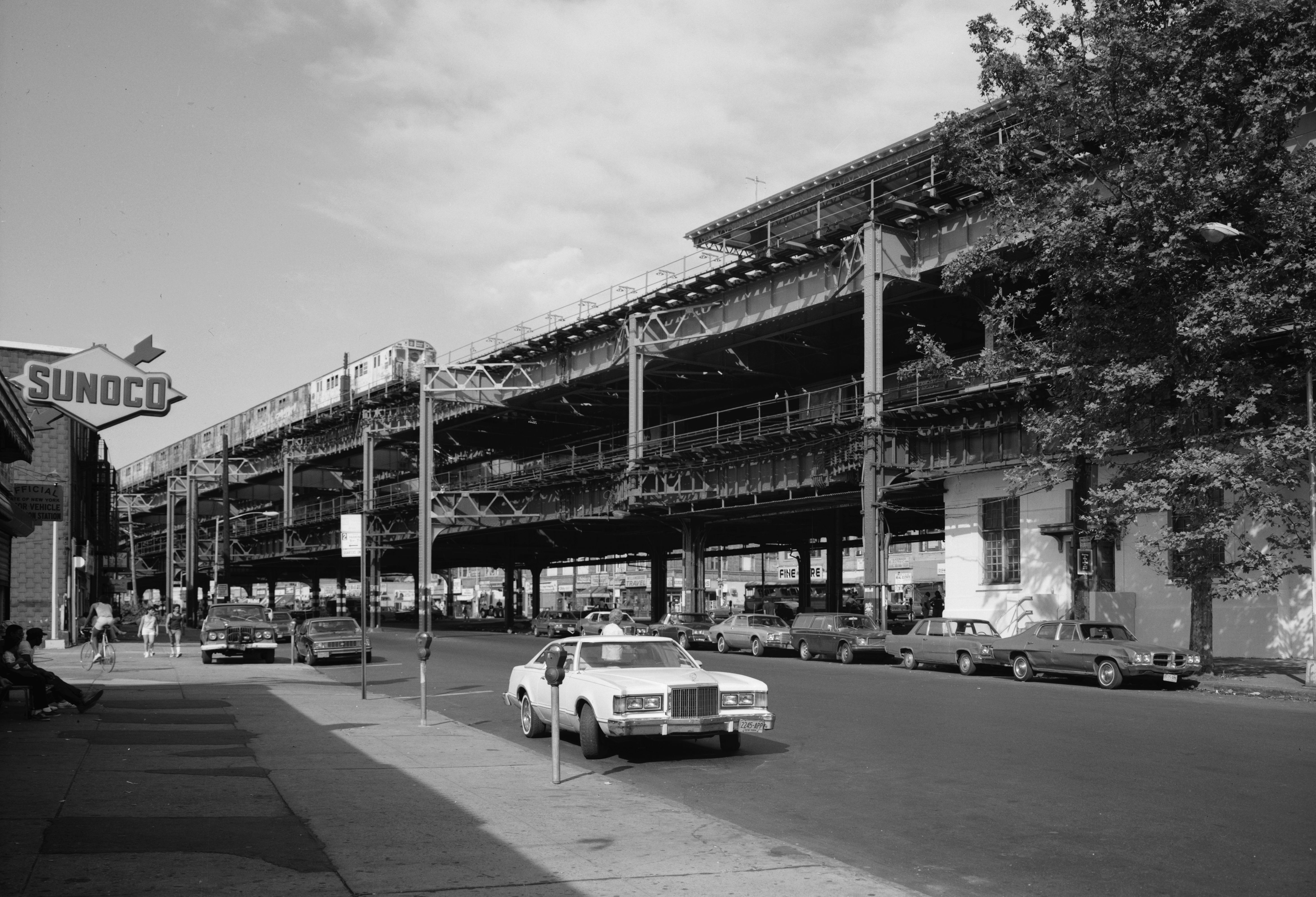
Bahnhof Gun Hill Road 1984 mit Elevated Subway (oben) und einer, seitdem restlos entfernten, Ebene für die Old El (unten)
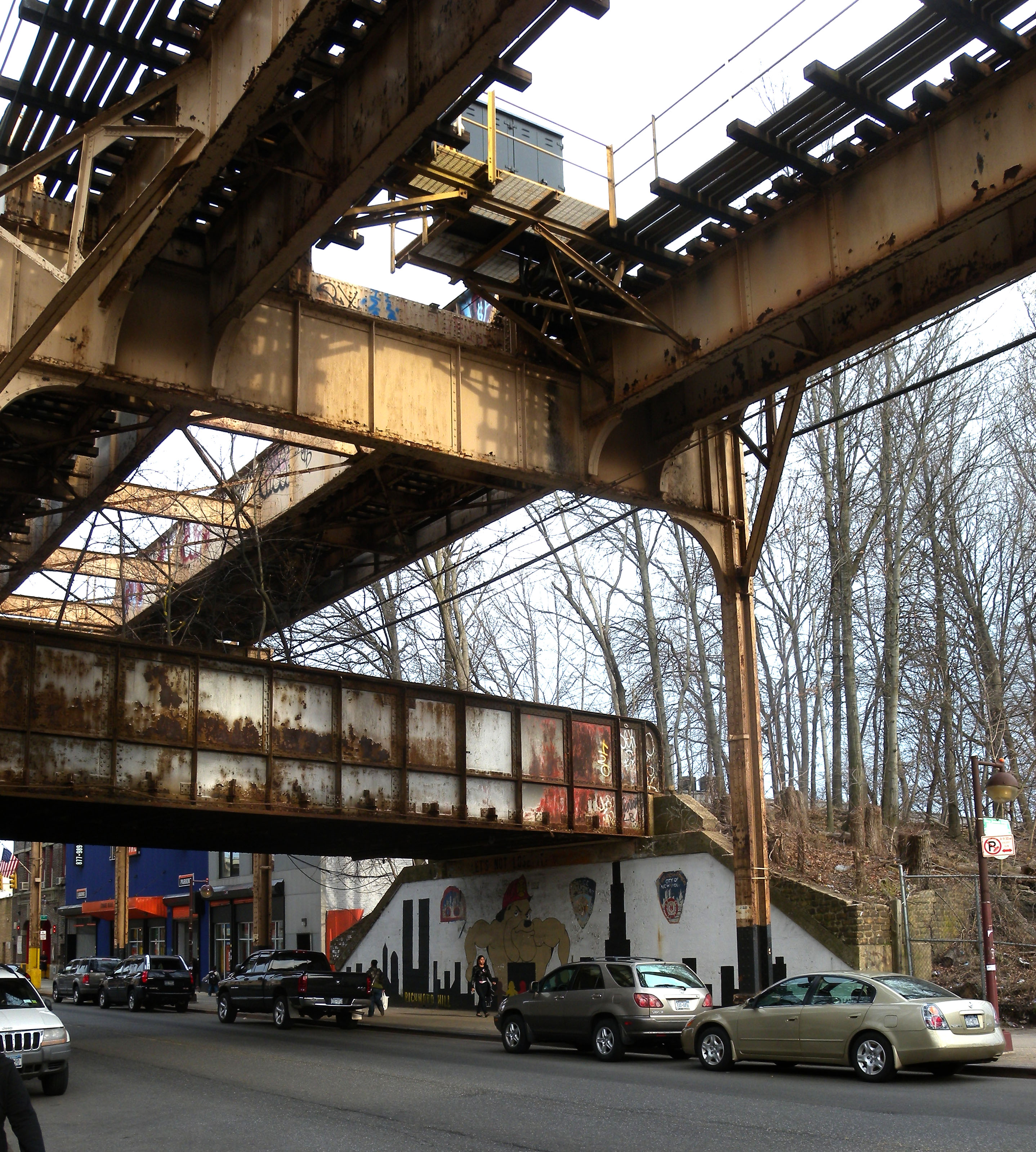
Platz für mittleres Gleis bei BMT Jamaica Line über Straße und stillgelegter Eisenbahnbrücke

### Sonstige Strecken

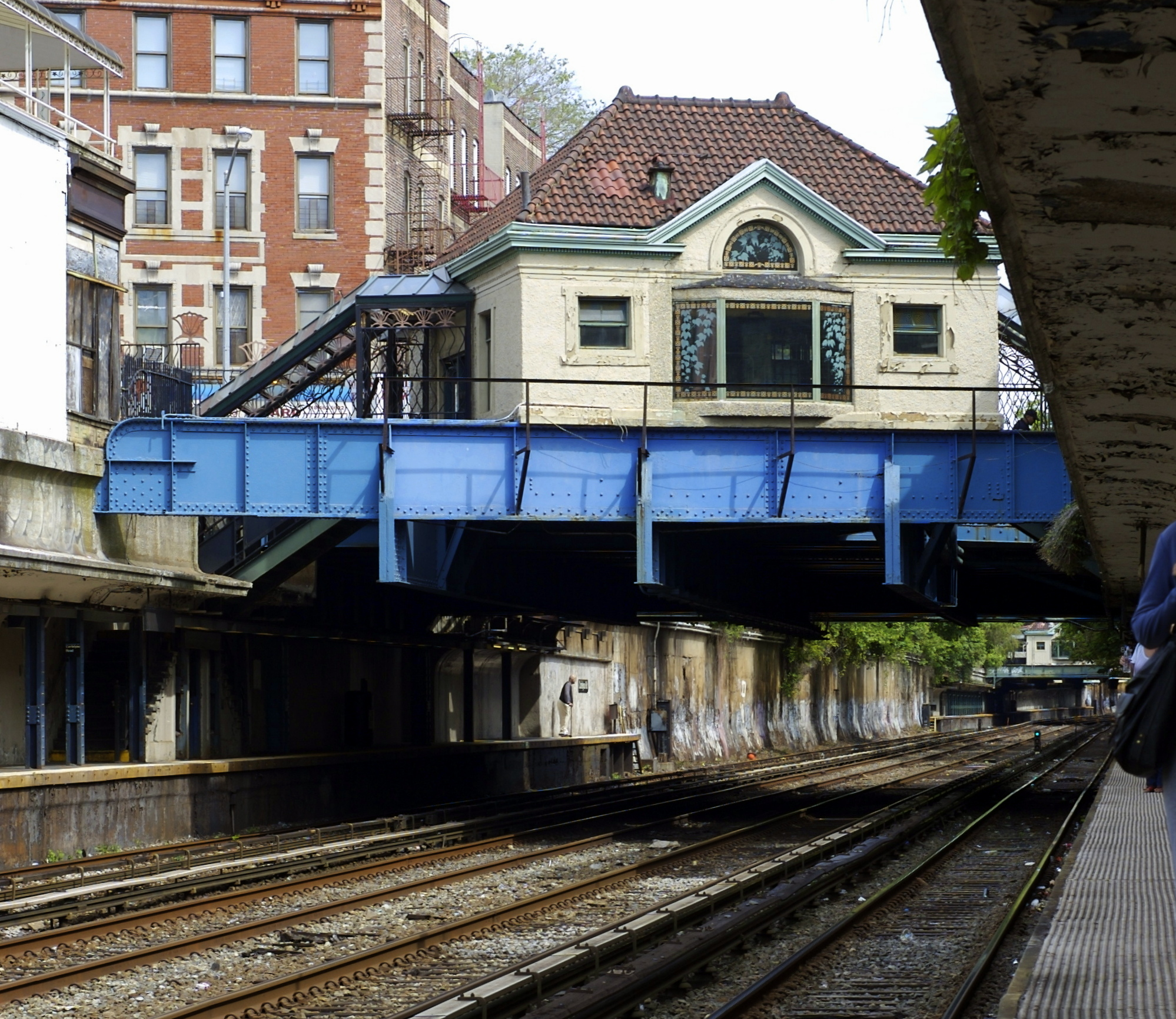
In Sichtweite zueinander liegen zwei Bahnhöfe im Einschnitt der Brighton Line

Ein kleinerer Teil der Strecken verläuft ebenerdig, auf einem Bahndamm oder im Einschnitt. Die Trassen ähneln durch ihren Oberbau aus eingeschotterten Schwellengleisen denen konventioneller Eisenbahnstrecken und sind meist aus solchen hervorgegangen. Mancherorts ragt üppiger baumartiger Bewuchs bis tief in die Trasse hinein.

### Mehrgleisigkeit

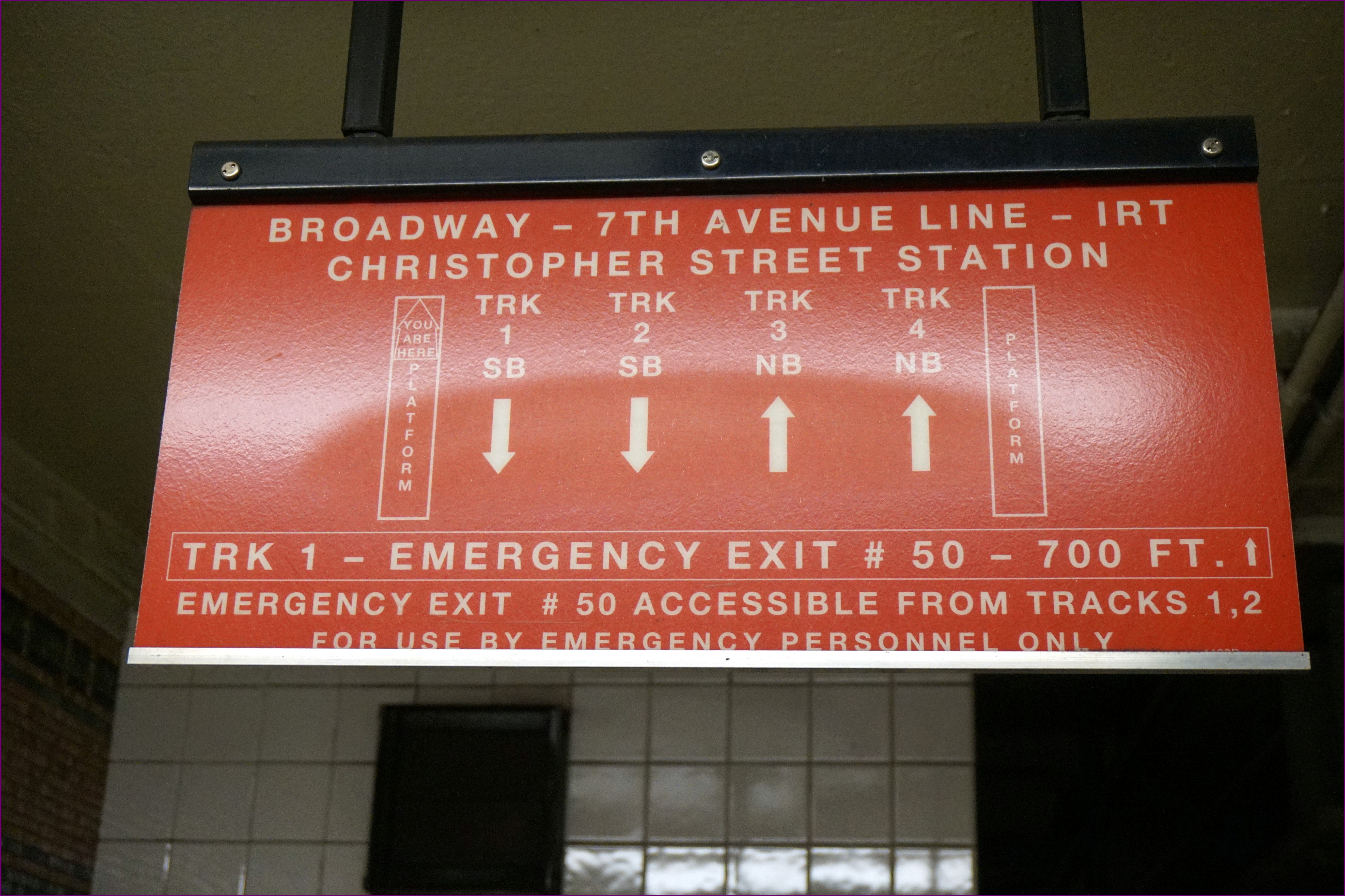
Gleisschema im Bahnhof Christopher Street–Stonewall, einer local station, mit Hinweis auf Notausgang

Eine New Yorker Innovation und Eigenheit stellen Strecken mit mehr als zwei Betriebsgleisen dar, die sich vor allem auf den stark befahrenen Strecken im Stadtzentrum finden. Bei viergleisigen Abschnitten dient neben einem äußeren Gleispaar für Züge, die an jeder Station halten, den local tracks, ein innen liegendes Express-Gleispaar, die express tracks, zum jeweils richtungsgleichen Überholen. Bei dreigleisigen Abschnitten wird das mittlere Gleis, das center track, je nach Tageszeit nur in der jeweiligen Hauptlastrichtung für diesen Zweck verwendet. Ähnliche Konfigurationen existieren sonst nur noch auf der Broad Street Subway in Philadelphia und auf der Northern Mainline der Chicago Elevated in Chicago. Viergleisige Strecken sind teilweise in zwei Stockwerken mit je zwei Gleisen übereinander angelegt, teilweise mit vier Gleisen nebeneinander.

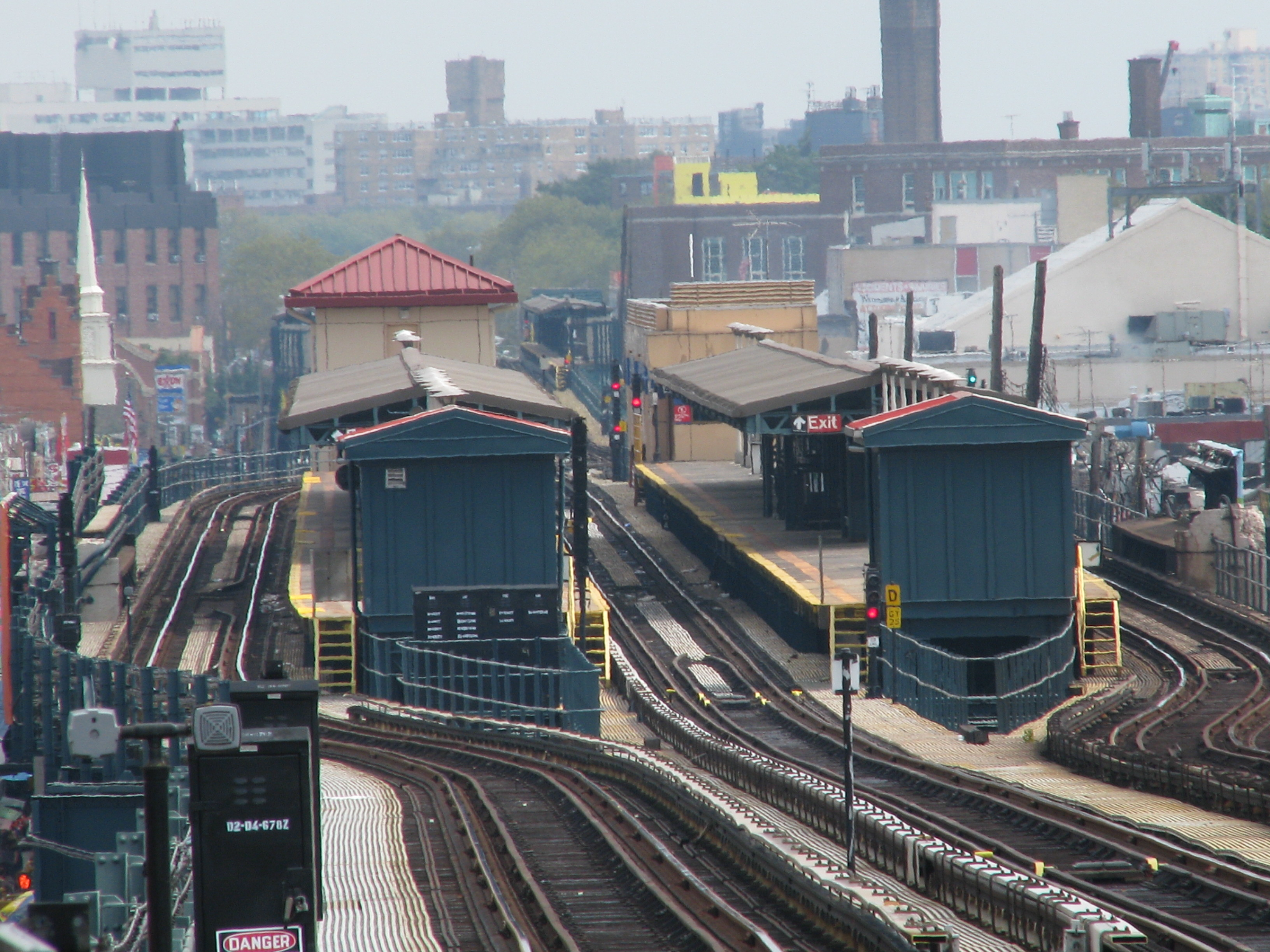
Dreigleisiger Express-Bahnhof Bay Parkway an der BMT West End Line

Auch die Bahnhöfe sind auf dieses Betriebsmuster ausgerichtet. Während die local tracks an jeder Station Bahnsteige haben, verfügen die Expressgleise nur an ausgewählten Bahnhöfen, den Expressbahnhöfen (express stations), über eine Zustiegsmöglichkeit. Meist ist etwa jede vierte bis sechste Station entlang einer mehrgleisigen Strecke ein solcher Expressbahnhof, im Bereich von Midtown Manhattan (etwa 31. bis 59. Straße) gibt es wegen des dort sehr hohen Fahrgastaufkommens und der dort gelegenen wichtigen Knotenpunkte oft mehrere aufeinanderfolgende Expressbahnhöfe.
Alle Stationen, die nicht von Expresszügen bedient werden, sind entsprechend local stations.
Verkehren auf einer Linie gemäß Fahrplan die Expresszüge nur in Lastrichtung, so nutzen sie das mittige Überholgleis der dreigleisigen Strecken. Stationen mit dreigleisigem Expresshalt weisen je einen Mittelbahnsteig zwischen dem Expressgleis und dem jeweiligen Lokalgleis der zugehörigen Fahrtrichtung auf.

### Bahnhöfe

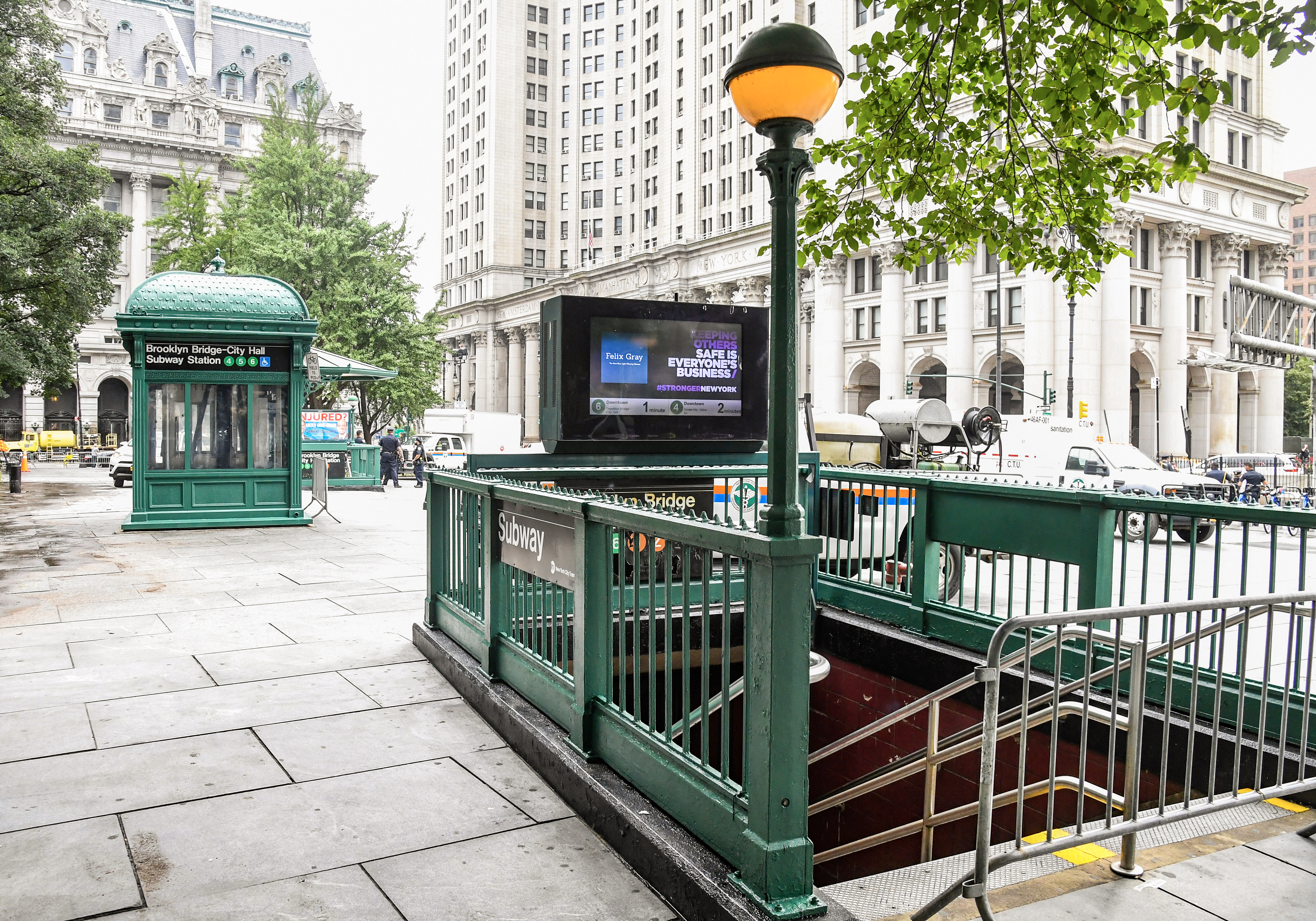
Typischer Zugang an der IRT-Station City Hall. Eingangstreppe nebst grüner Kugelleuchte („Globe“, vorne), moderner Personenaufzug in nachgebautem Pavillon (hinten).

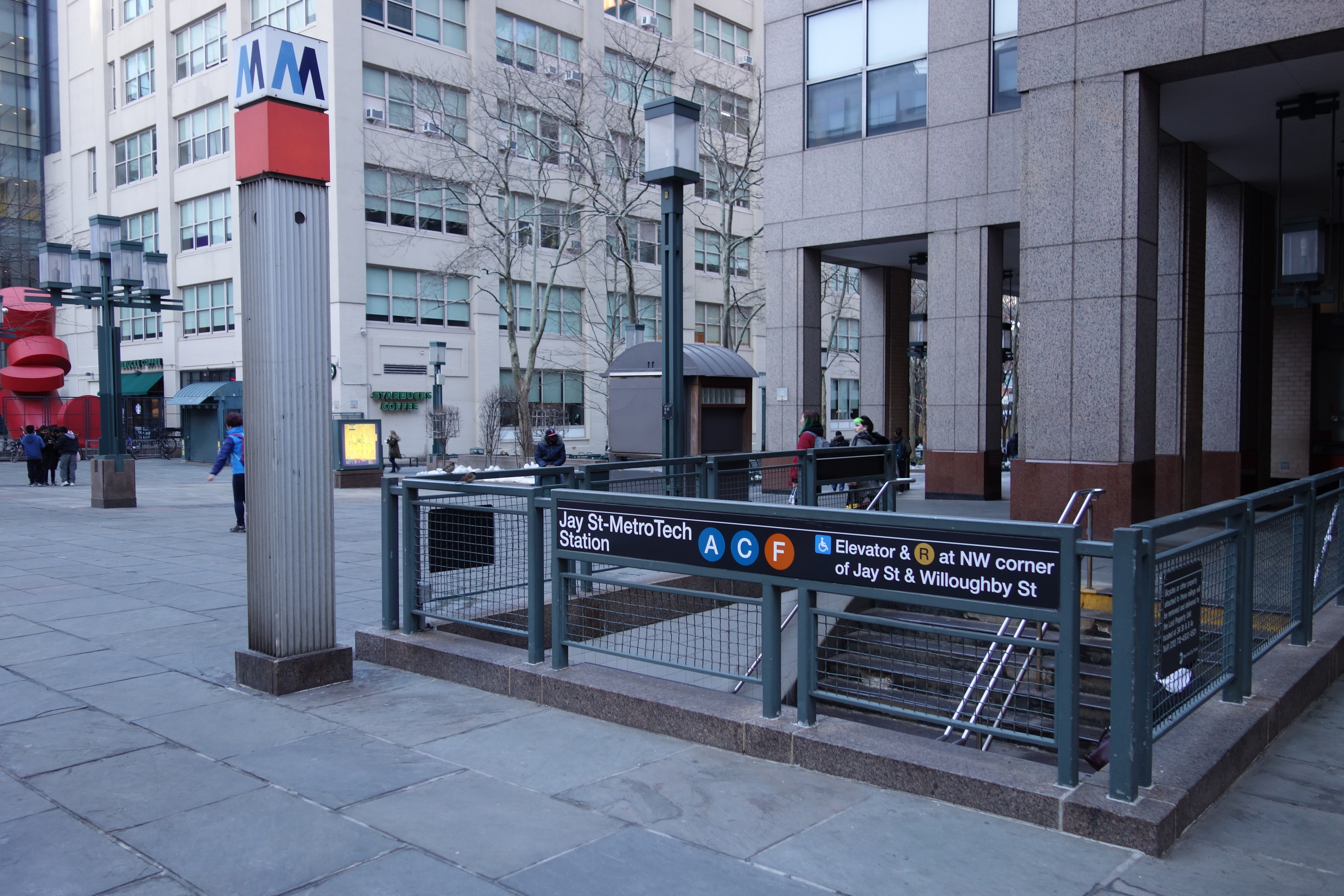
Stele mit roter Leuchte und dem bis 1994 verwendeten MTA-Logo

Die 400 Bahnhöfe des New Yorker U-Bahn-Netzes sind in hohem Maße standardisiert gebaut und nach bestimmten architektonischen und künstlerischen Leitbildern ausgestaltet worden. Die meisten Strecken in der ganzen Stadt wurden infolge des nicht stetigen, sondern in klar unterscheidbaren Investitionsphasen gebündelten Netzausbaus jeweils im Zeitraum weniger Jahre aus einem Guss errichtet. Serielles Bauen, betriebliche Notwendigkeit und der einheitliche Entwurf durch die U-Bahn-Architekten führen dazu, dass sich gleichzeitig entstandene Stationen oft allein anhand der Namen, Kennfarben und künstlerischen Details voneinander unterscheiden. Nur örtliche Besonderheiten bei der Zuwegung, spätere Umbauten und nicht denkmalgerechte Sanierungen verwischen die Gestaltungsepochen.
Es kann zwischen Tunnellage, aufgeständerten und ebenerdigen Anlagen unterschieden werden. Ein typischer New Yorker U-Bahnhof besitzt zunächst unabhängig von seiner Lage und der Zahl der Gleise zwei Außenbahnsteige. Bei Strecken mit mehr als zwei Gleisen bedienen diese immer nur das Locals-Gleispaar. Expressbahnhöfe besitzen dagegen in der Regel zwei Mittelbahnsteige, die richtungsgleiches Umsteigen ermöglichen. Bei dreigleisigen Abschnitten wird das mittlere Gleis von beiden Bahnsteigen bedient, wobei die Zugtüren dort immer nur in Fahrtrichtung rechts geöffnet werden.
Zugänge zu Bahnhöfen sind durch Laternen mit Kugelleuchte („Globe“) oder Stelen mit eckiger Leuchte gekennzeichnet. Die Farben Grün oder Rot zeigen dabei an, ob es sich um einen vollwertigen Zugang handelt oder einen mit begrenzten Öffnungszeiten. Zugänge, die in Bauwerke integriert sind, können durch an Außenwänden montierte Leuchten markiert sein. Bei den unterirdischen Stationen führen von der Straße aus vergleichsweise schmale Treppenabgänge mit typischem grünen Geländer in eine Verteilerebene, in dem sich die Fahrscheinautomaten und die Sperren befinden. Die Größe der Verteilerebene hängt von der Bedeutung des jeweiligen Bahnhofs und der Zahl der Bahnsteige ab. Kleinere Stationen besitzen meist gar keine eingezogene Fußgängerebene, so dass sich die Sperren direkt am unteren Treppenabsatz befinden, nach deren Passieren man unmittelbar auf dem Bahnsteig steht. Solche Eingänge sind mit einem Zusatz wie „Uptown & The Bronx“ gekennzeichnet, der die Fahrtrichtung am jeweiligen Bahnsteig erklärt. An manchen dieser Abgänge ist nicht einmal ein Fahrkartenautomat vorhanden, eine Einschränkung, die in der Vergangenheit auf Straßenniveau ebenfalls mit einer rot statt grün beleuchteten „Globe“ kenntlich gemacht wurde.

Sonnenlicht fällt durch Gitter in den Unterpflaster-Bahnhof 96th Street

Speziell bei älteren Bahnhöfen setzt sich die Architektur der Tunnel nahtlos fort. Weil die Stabilität von Stahl in dieser Zeit keine großen lichten Weiten zwischen den Stützen zuließ, befinden sich häufig viele Säulenreihen entlang der Bahnsteige und Gleise, die zum Teil direkt vor der Bahnsteigkante verlaufen. Die Raumhöhe geht zudem in vielen Fällen nicht über die der angrenzenden Tunnel hinaus. Über den Bahnsteigen ist es wegen abgehängter Lampen und Versorgungsleitungen mitunter noch etwas niedriger. Der so entstehenden Enge und Gedrungenheit versucht die MTA seit einiger Zeit mit verbesserter Beleuchtung entgegenzuwirken. Die älteren Bahnhöfe waren nach Möglichkeit mit Gitterrosten und Lichtschächten in der Decke gebaut worden, um Tageslicht von der Straße in den Untergrund zu leiten.

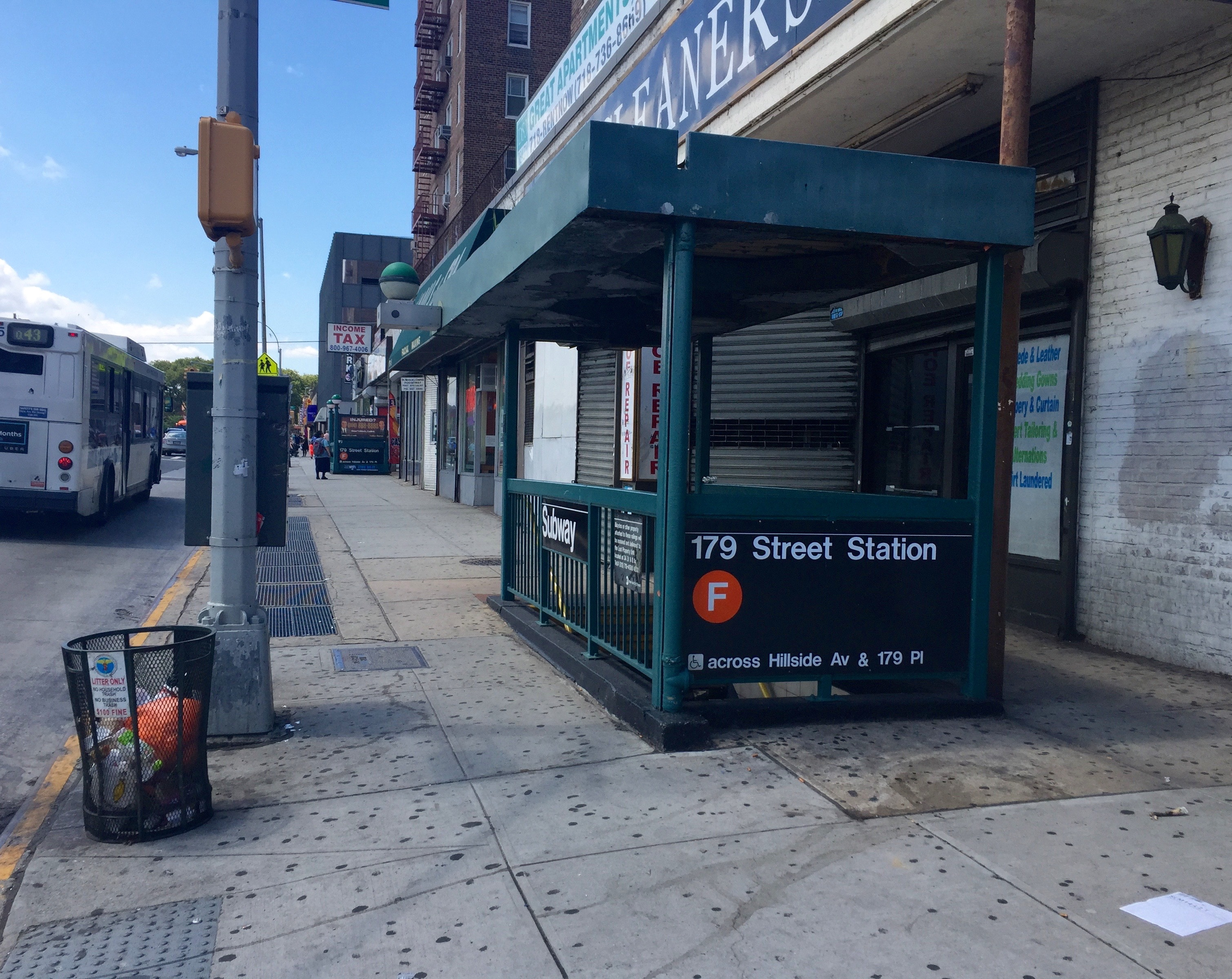
Seit Abriss der Anfang des 20. Jahrhunderts gebauten Kiosks sind Straßenzugänge nur noch selten überdacht, hier an der Endstation Jamaica–179th Street

Die Gestaltung der unterirdischen Bahnhöfe zeigt auch signifikante Unterschiede zwischen den zumeist zwischen 1904 und 1918 eröffneten Bahnhöfen der IRT und den zumeist zwischen 1932 und 1940 eröffneten Bahnhöfen der IND. So verfügen die Bahnhöfe der IRT oft über kein Zwischengeschoss, selbst wenn es sich um stark frequentierte, zentral gelegene Bahnhöfe wie 50th Street an der Linie 1 handelt. Ferner liegen die Bahnhöfe der IRT aufgrund der zu Beginn des 20. Jahrhunderts noch begrenzten technischen Möglichkeiten meist direkt unter dem Straßenniveau und erscheinen durch die niedrige Raumhöhe insgesamt sehr eng. Die IND, deren Ziel es war, die IRT durch Wettbewerb aus dem Geschäft zu drängen, wollte die Fahrgäste von Anfang an mit komfortableren Zügen und Bahnhöfen für sich begeistern. So wurden fast alle Bahnhöfe der IND mit großzügigen Zwischengeschossen angelegt, die sich über die gesamte Bahnsteiglänge erstreckten. Durch den Fortschritt der Technik war es auch möglich, die Raumhöhe auf dem Bahnsteigniveau etwas höher und damit freundlicher zu gestalten und die Stützen auf den Bahnsteigen schlanker auszuführen. Die Stützen zwischen den einzelnen Gleisen konnten zum Teil entfallen, so dass die Bahnhöfe insgesamt einen lichteren und großzügigeren Eindruck erweckten. Außerdem wurde das System für hohe Fahrgastzahlen ausgelegt, so besaßen die Bahnsteige selbst im Außenbereich der Strecken häufig sechs bis acht Treppenaufgänge zum Zwischengeschoss und nicht weniger Aufgänge vom Zwischengeschoss zur Straße.
Die extrem großzügige Bauweise der IND erwies sich im Laufe der Zeit selbst für New York als überdimensioniert. Nach und nach wurden zahllose Treppenaufgänge und Zwischengeschosse ganz oder teilweise geschlossen, besonders in den 1980er Jahren, um Kriminalität in den weitläufigen und oft menschenleeren Zwischengeschossen vorzubeugen. Heute finden sich an zahllosen ehemaligen IND-Bahnhöfen – auch in Manhattan – mit Gittern versperrte Treppenaufgänge. Teilweise wurden diese auf Straßenniveau abgebaut und mit den für die New Yorker Fußgängerwege üblichen Betonplatten überbaut, so dass auf Straßenniveau keine Überreste mehr zu erkennen sind. In den Zwischengeschossen ist häufig durch unterschiedliche Wandfliesen zu erkennen, dass ursprünglich durchgehende Zwischengeschosse auf die Eingangsbereiche an den Bahnsteigenden zurückgebaut wurden. Die dazwischen liegenden Bereiche werden als Lagerräume genutzt.

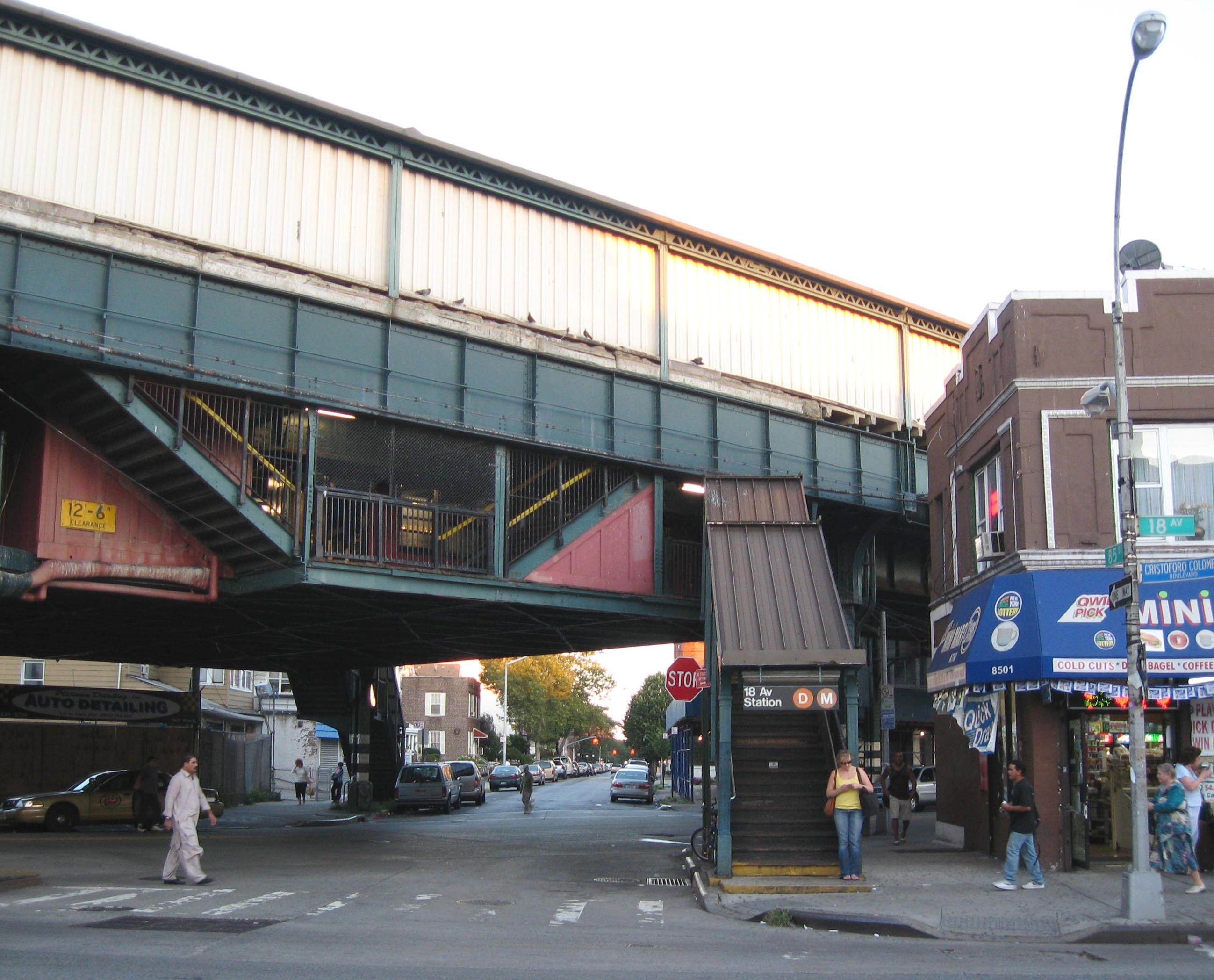
Hochbahnhof 18th Avenue an der BMT West End Line

Bei den Elevated Subways führen von den Bürgersteigen meist eingehauste, schmale Festtreppen entweder über eine Verteilerebene oberhalb der Straße oder seltener direkt auf die Bahnsteige. Nur relativ hoch gelegene Stationen wie etwa 125th Street in Manhattan oder Smith–9 Streets in Brooklyn sind zusätzlich mit Rolltreppen ausgestattet. Die Bahnsteige sind normalerweise mit Holzplatten beplankt und auf zwei stählernen Längsträgern montiert. Dazu kommt in der Regel auf mindestens halber Länge eine Überdachung aus Blech. Statt eines Geländers dient häufig ein Windfang aus weiß lackiertem Profilblech als rückwärtige Begrenzung. Denn während viele unterirdische Bahnhöfe beim Bau kunstvoll ausgestaltet wurden, unterblieb dies bei den Hochbahnhöfen aus Kostengründen.
Die Namen der Bahnhöfe sind nicht immer eindeutig. Einerseits kann die Bezeichnung eines Kreuzungsbahnhofs je nach Strecke unterschiedlich sein, andererseits kann es an einer Straße mehrere Bahnhöfe mit zwar gleichem Namen, aber erheblichem Abstand zueinander geben. So gibt es beispielsweise 23rd Street fünfmal an der gleichnamigen Straße in Manhattan oder Church Avenue dreimal in Brooklyn. Auch kann es Bahnhöfe mit gleichem Namen in mehreren Stadtbezirken geben, beispielsweise Grand Street in Brooklyn und Manhattan oder Prospect Avenue in Brooklyn und der Bronx.
Die meisten Bahnhöfe sind nicht behindertengerecht. Dies liegt nicht nur daran, dass zu Zeiten des U-Bahn-Baus kein Augenmerk darauf gerichtet wurde. Auch ist der nachträgliche Einbau von Rolltreppen und Aufzügen aufgrund der vielfach beengten Platzverhältnisse nur schwer möglich und daher teuer, so dass bisher nur stark frequentierte oder günstig gelegene Stationen damit ausgerüstet wurden. Jedoch werden neue Stationen wie das 2014 eröffnete Fulton Center gemäß den gesetzlichen Anforderungen des Americans with Disabilities Act mit Rolltreppen und Aufzügen versehen.

### Kunst am Bau

#### Die erste U-Bahn
Die Interborough Rapid Transit Company erkannte als Erbauerin der ersten U-Bahn-Strecke New Yorks die Bedeutung dieses Bauwerks als Prestigeobjekt. Während die Rohbauten unter Leitung des Ingenieurs William Barclay Parsons seit dem Jahr 1900 erstellt wurden, beauftragte die Gesellschaft im Jahr 1901 die Architekten und Künstler George Lewis Heins (1860–1907) und Christopher Grant LaFarge (1862–1938, Sohn des Künstlers John La Farge) mit der Ausgestaltung.
Heins & LaFarge hatten eine Ausbildung in der Beaux-Arts-Architektur erhalten, waren aber nicht an die Lehre der École nationale supérieure des beaux-arts de Paris gebunden. Sie entwarfen 27 der 28 ursprünglichen U-Bahnhöfe grundsätzlich gleich und gaben dann jedem einzelnen durch farbige, dekorative und dabei plastische Elemente eine eigene Identität. Für Ornamente bedienten sie sich einer eklektischen Mischung aus klassizistischen Elementen wie Mäandern im Stil des Greek Revival, Festons, Kränzen, Rankenwerk und Gitterwerk.:6
Die Wände wurden weiß mit glasierten Keramikfliesen oder Glasplättchen verkleidet. In der Sockelzone weist eine Lambris aus Marmor oder römischem Mauerwerk Verschmutzungen ab. Die gefliesten Wände sind anhand der Stahlkonstruktion der Tunnel und Bahnhöfe mit einem Rastermaß von 15 Fuß (4,57 Meter), das dem der Stützen auf den Bahnsteigen entspricht, zu Paneelen gegliedert durch senkrechte Marmor-, Ziegel- oder Flachrelief-Verkleidungen. Den oberen Wandabschluss bilden durchgängige Gesimse aus Terrakotta oder Fayence, bzw. Friese als Flachrelief oder bunte Mosaike. Diese Gesimse und Friese sind zur Kennzeichnung des jeweiligen Bahnhofs ebenfalls im Abstand von 15 Fuß mit Kartuschen oder Medaillons versehen, die stilisierte Wappen, Symbole oder Monogramme als Sinnbilder für den Stationsnamen präsentieren.:4–5 In der Mitte der Wandpaneele sind große Namenstableaus als Fayencen oder Mosaike eingelassen. Die Mosaike wurden im Geist der American Arts and Crafts Movement gestaltet und ausgeführt.
An der Straßenoberfläche zeigten sich die Einflüsse des Art nouveau. So entstanden Eingänge nach direktem Vorbild der Zugangsgebäude der Budapester Metró als verglaste Kiosks und erhielten besonders wichtige und damit repräsentative Stationen gemauerte Häuschen nach Art eines Gartenpavillons.
Höhepunkt war der U-Bahnhof City Hall, den Rafael Guastavino im neuromanischen Stil mit Flachziegelgewölben aus Terrakotta, mit Oberlichten und stilisierten Kronleuchtern zur Geltung brachte. Diese Opulenz stand in Kontrast zur geringen verkehrlichen Bedeutung des Bahnhofs. Er wurde nachts nicht angefahren, nicht für längere Züge umgebaut, ist seit 1945 geschlossen und bei Museumsführungen zugänglich. Dagegen wurden an den im Zusammenhang mit der neuen U-Bahn gebauten Hochbahnabschnitten die von wesentlich mehr Fahrgästen frequentierten Bahnhöfe aus Kostengründen simpel gestaltet. Heins & LaFarge konnten dennoch an sechs Hochbahnhöfen Akzente im Stile des Gothic Revival setzen. Sie knüpften an ihre Kirchenbauerfahrung etwa an der Cathedral of St. Matthew the Apostle und der Cathedral of Saint John the Divine an. Infolge nicht denkmalgerechter Renovierungen ist nur Van Cortlandt Park–242nd Street mit neugotischen Elementen erhalten.

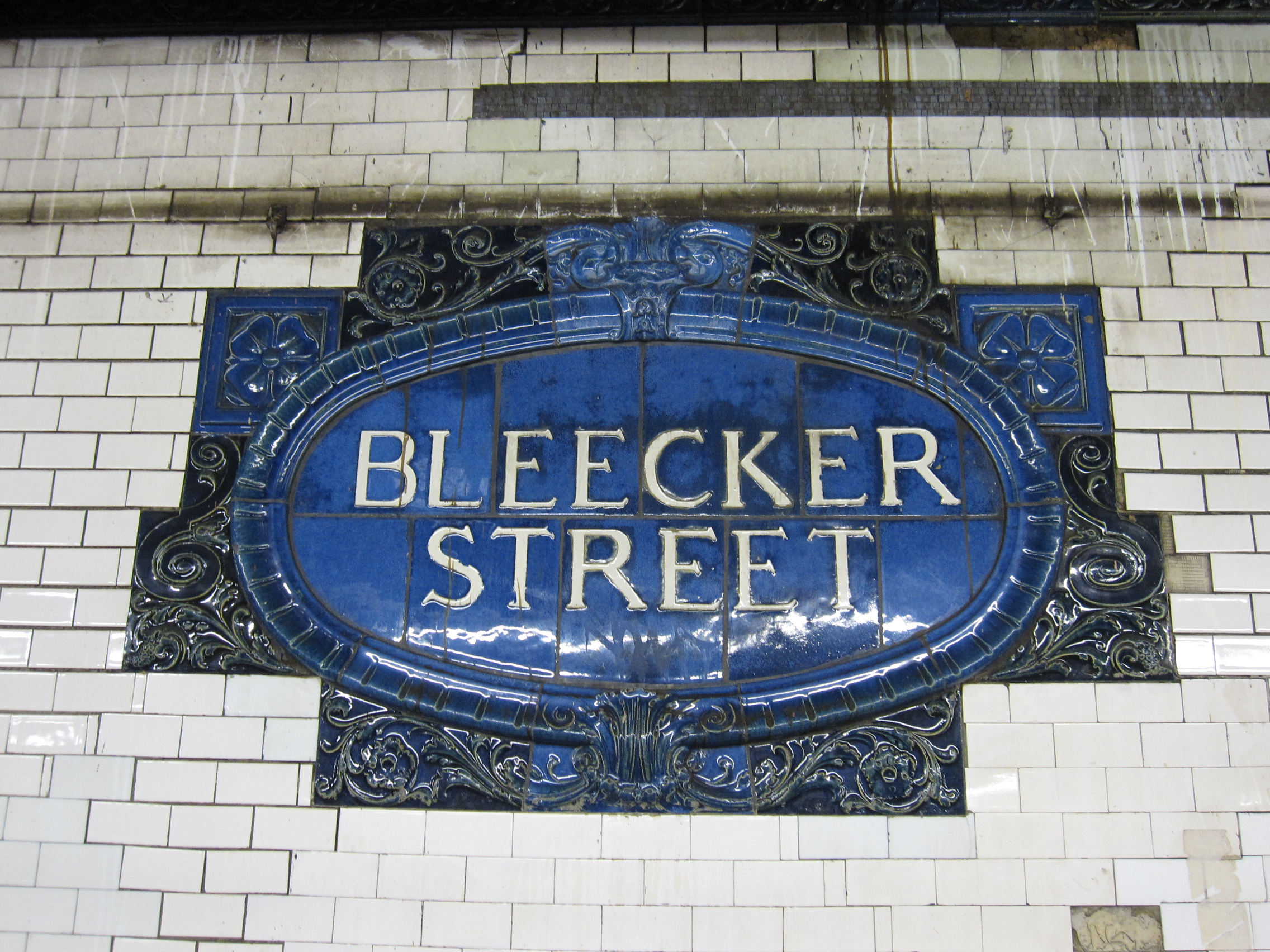
Fayence-Relief im U-Bahnhof Bleecker Street
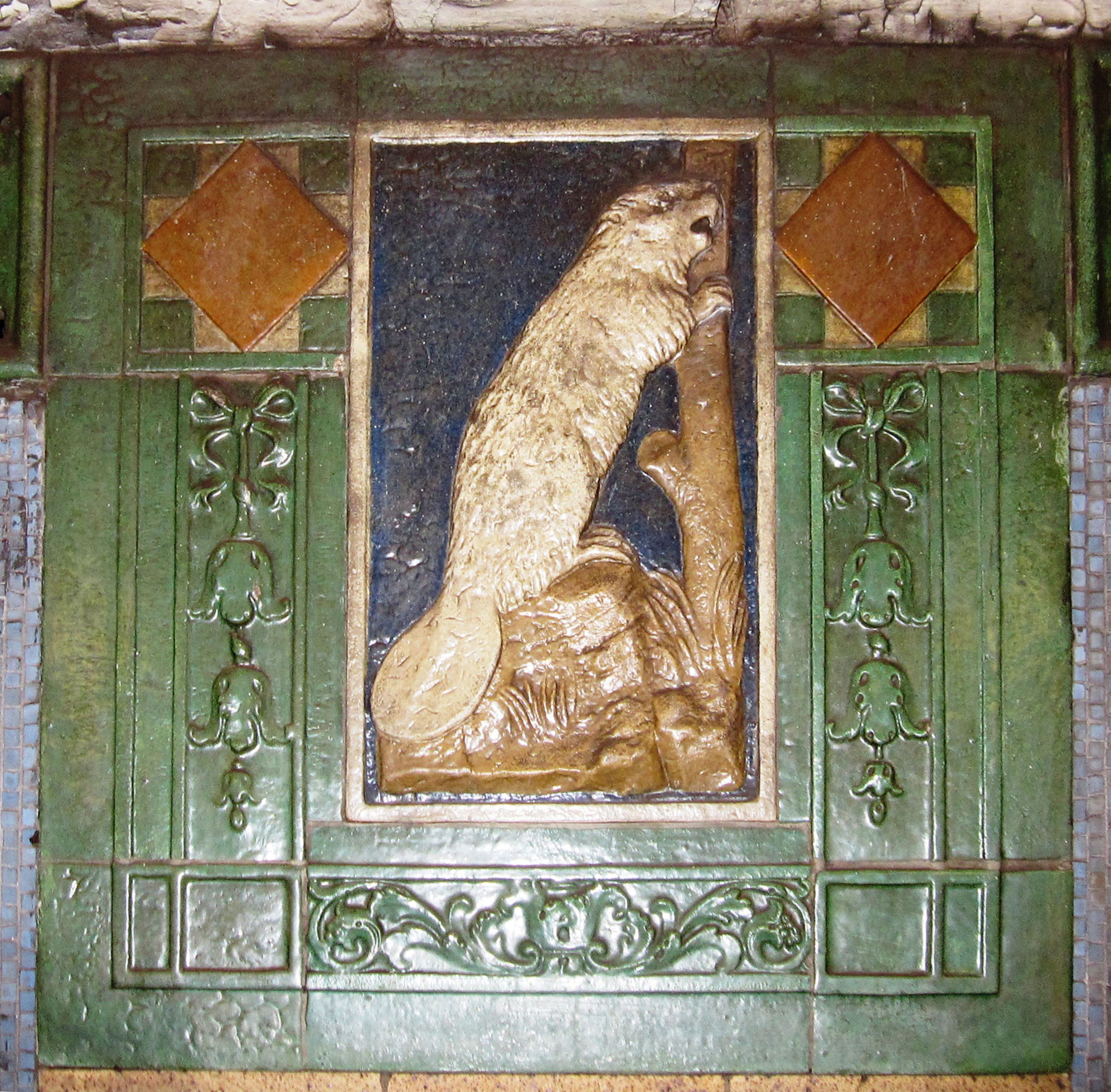
Biber als Symbol für Pelzhandel Astors,  Astor Place[92]:8
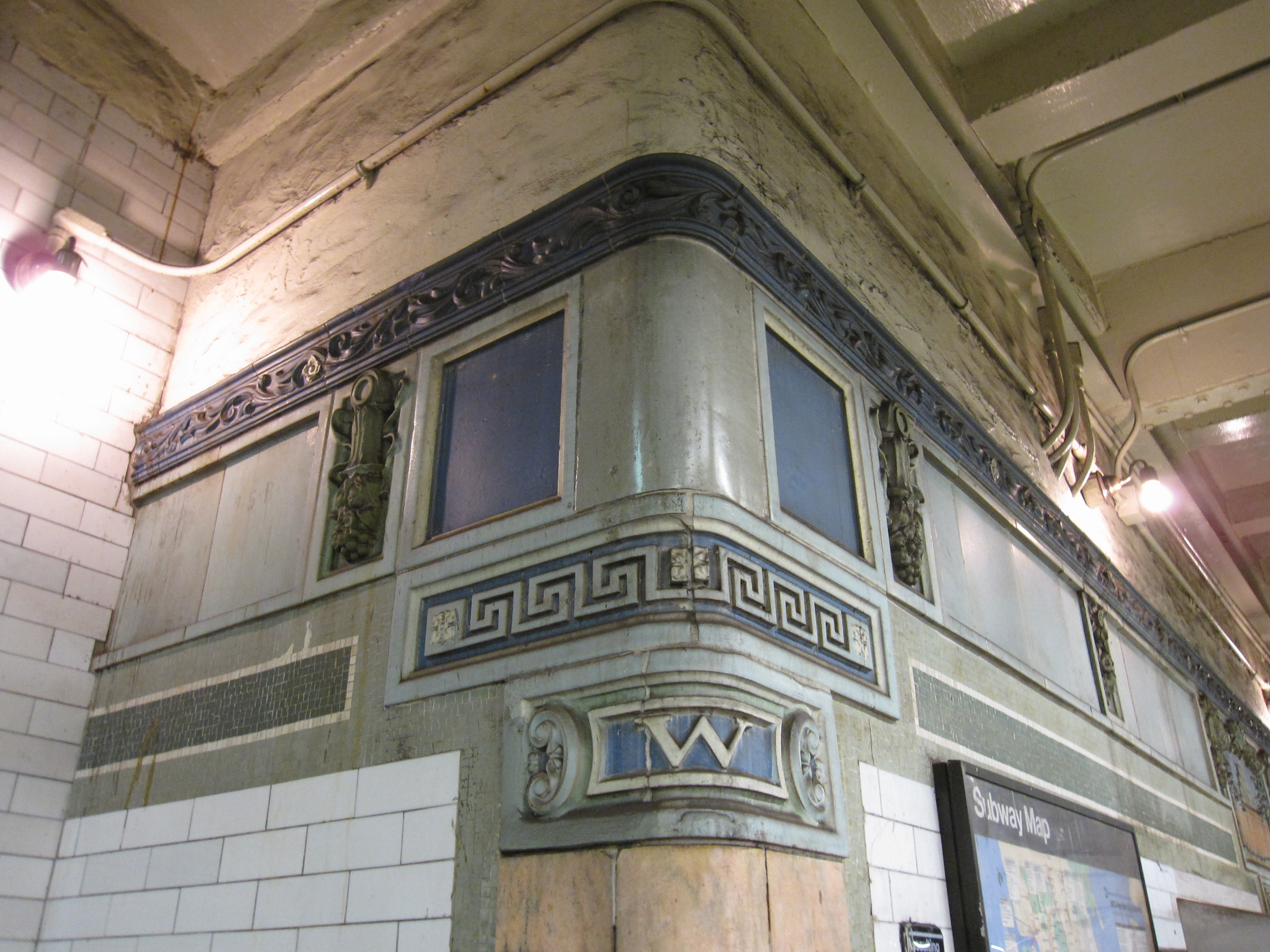
Plastische Ornamente, Wall Street[92]:7
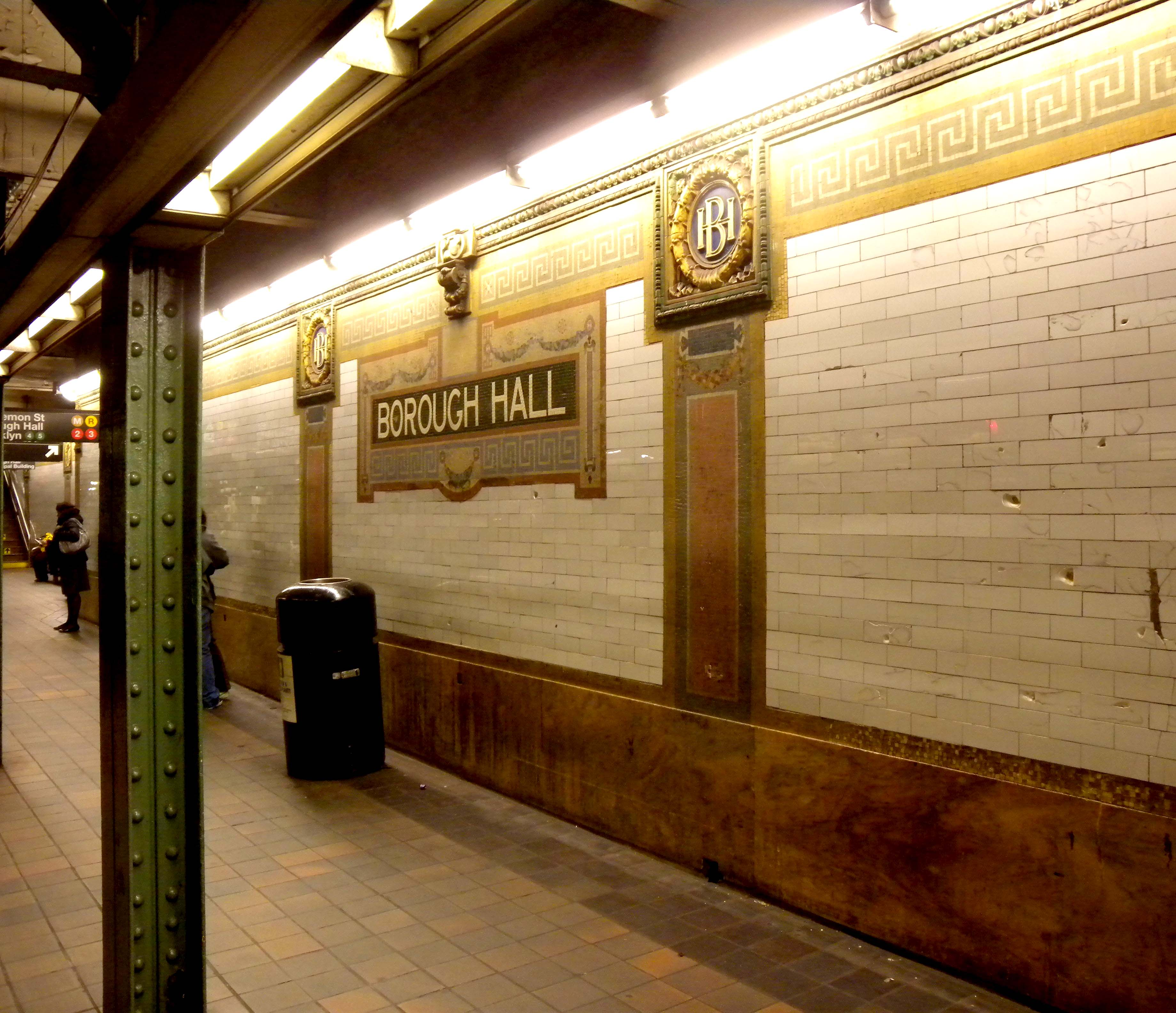
Terrakotta-Medaillons, geflieste Mäander, Borough Hall–Court Street[92]:6
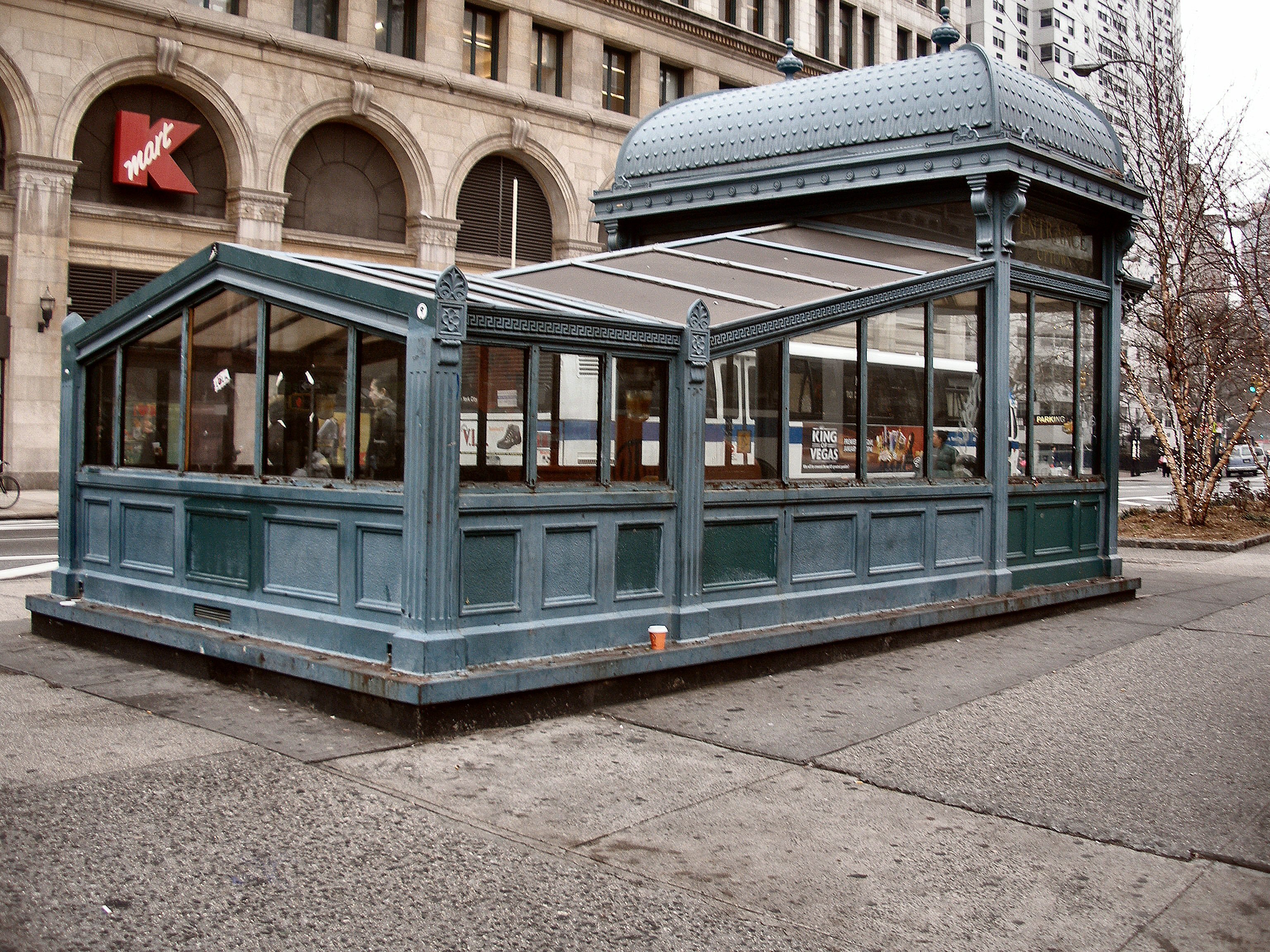
Nachbau eines Eingangskiosks am Astor Place
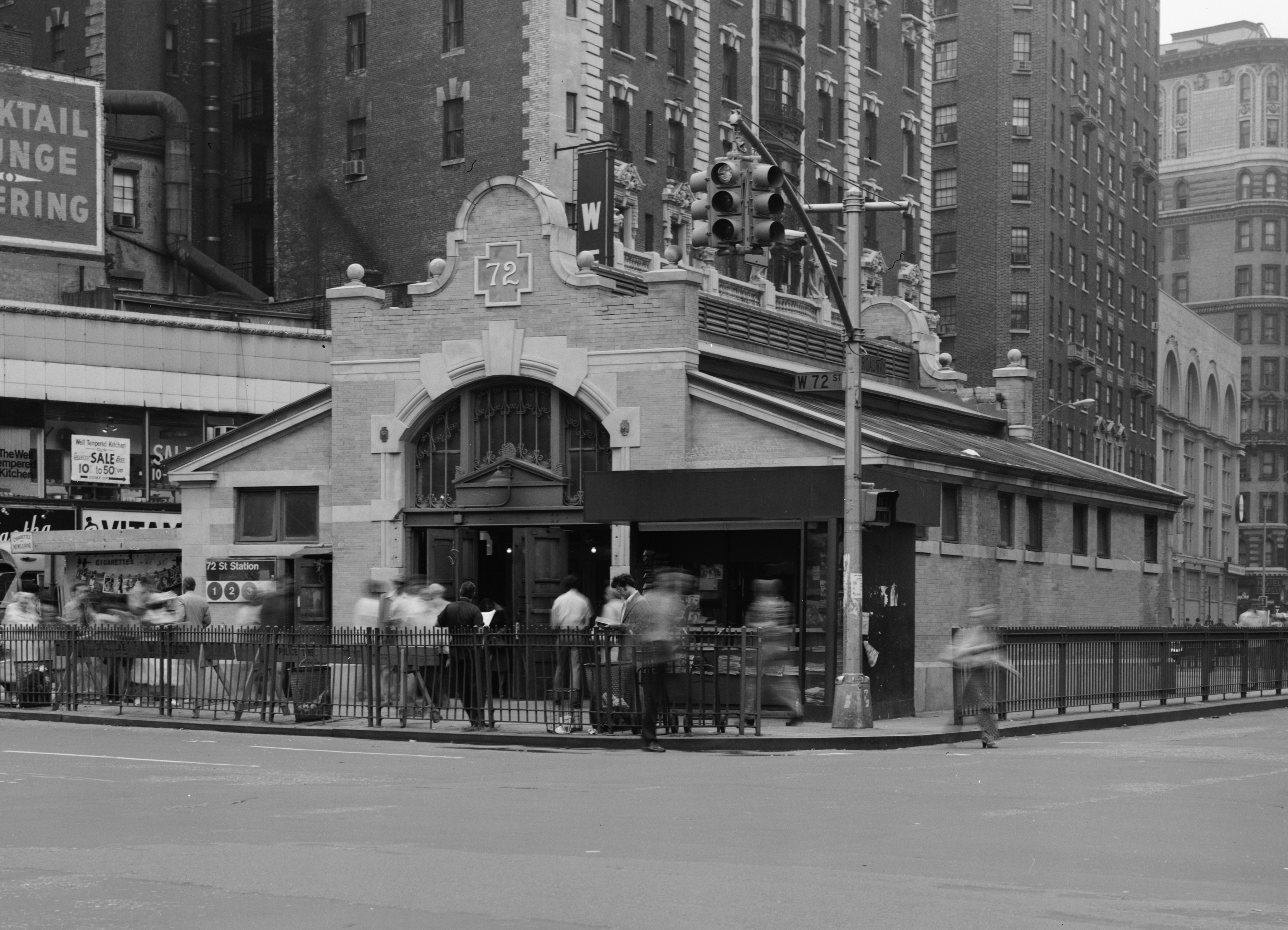
Eingang 72nd Street im Stil eines Gartenpavillons
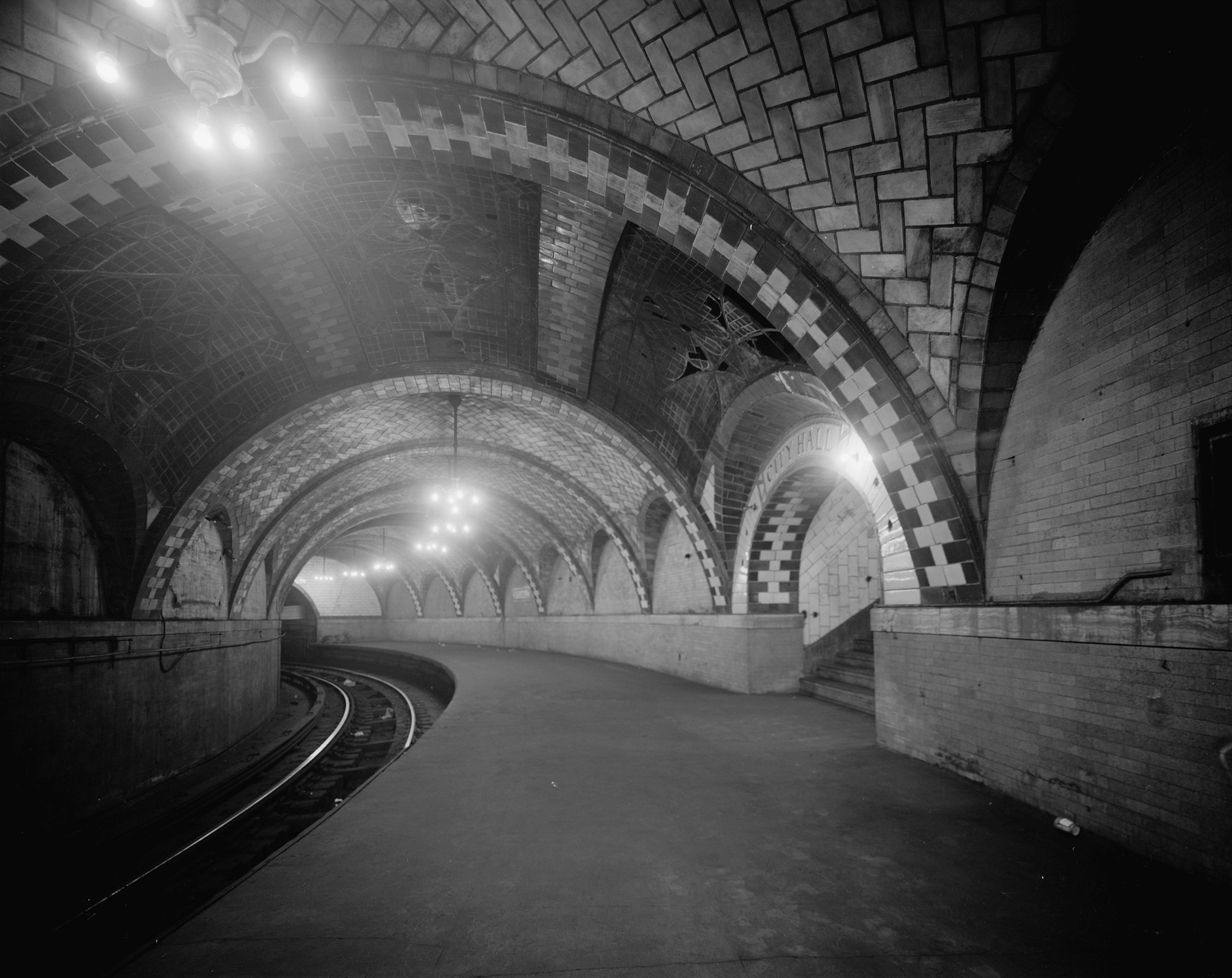
Guastavino-Flachziegelgewölbe im U-Bahnhof City Hall
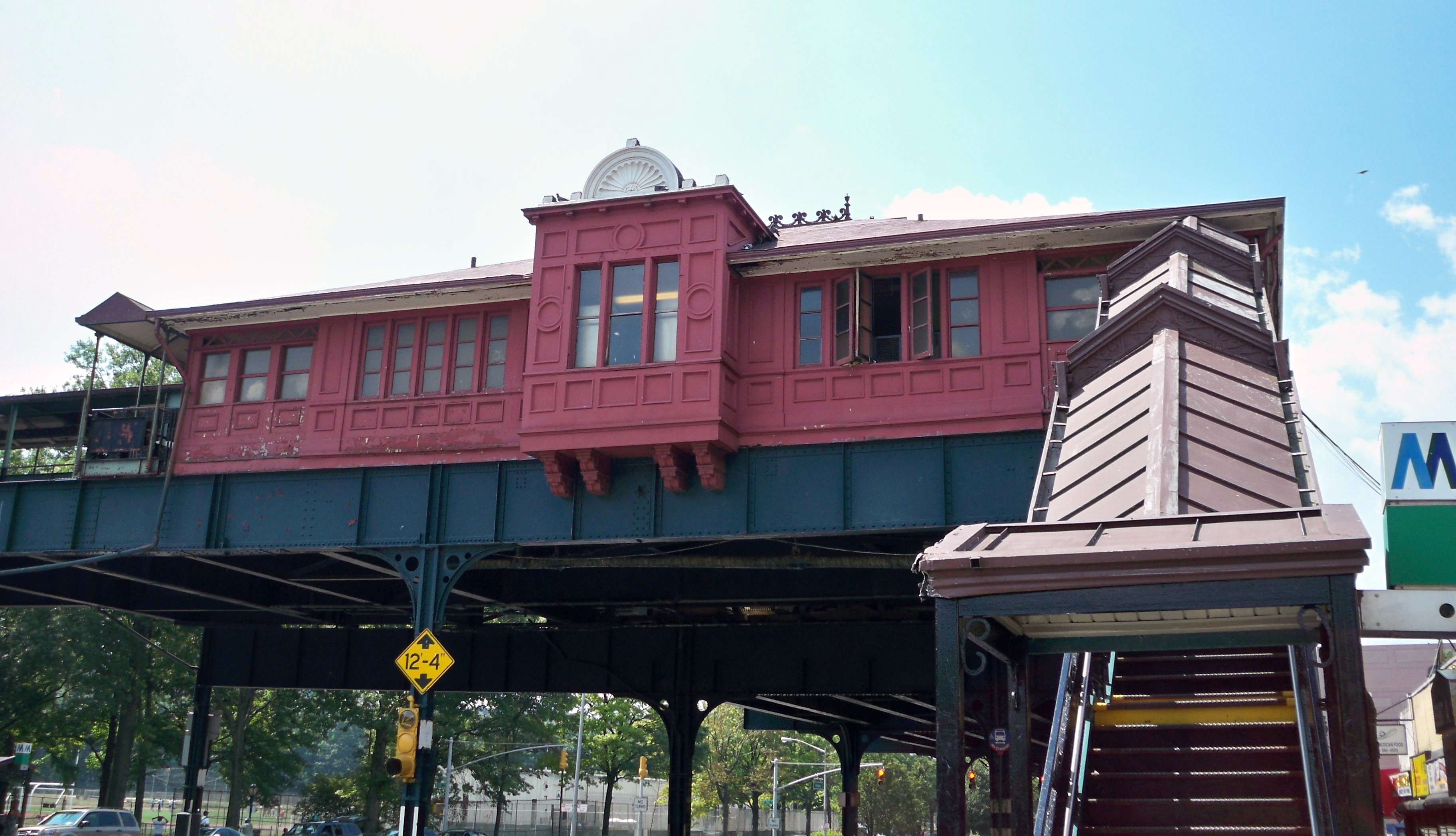
Hochbahn-Stationsgebäude Van Cortlandt Park–242nd Street

#### Zeit der Doppelverträge
Nach dem Tod Heins’ im Jahr 1907 zog sich die Firma Heins & LaFarge von der Arbeit für die Subway zurück. Ab 1908 war Squire Joseph Vickers (1872–1947) der U-Bahn-Chefarchitekt. Bei den Bahnhöfen der IRT und BRT in der Zeit der Doppelverträge setzte er den Architekturstil seiner Vorgänger grundsätzlich fort, doch vereinfachte die Umrandungen der Namenstableaus, beließ es bei flachen Elementen und verzichtete auf die verschmutzungsanfälligen Reliefs und Gesimse. Typisch sind die ausdrucksstarken und farbenfrohen Wandmosaike des bildenden Künstlers Vickers.
Bei Renovierungen werden Mosaike nach Originalzeichnungen Vickers’ erneuert und zum Teil freier interpretiert, etwa im U-Bahnhof Canal Street, wo sinngemäß der Zusatz Chinatown in chinesischen Schriftzeichen (華埠,  huábù) ergänzt wurde.
Stationsgebäude der Hochbahnabschnitte dieser Periode baute Vickers im Arts-and-Crafts-Stil.

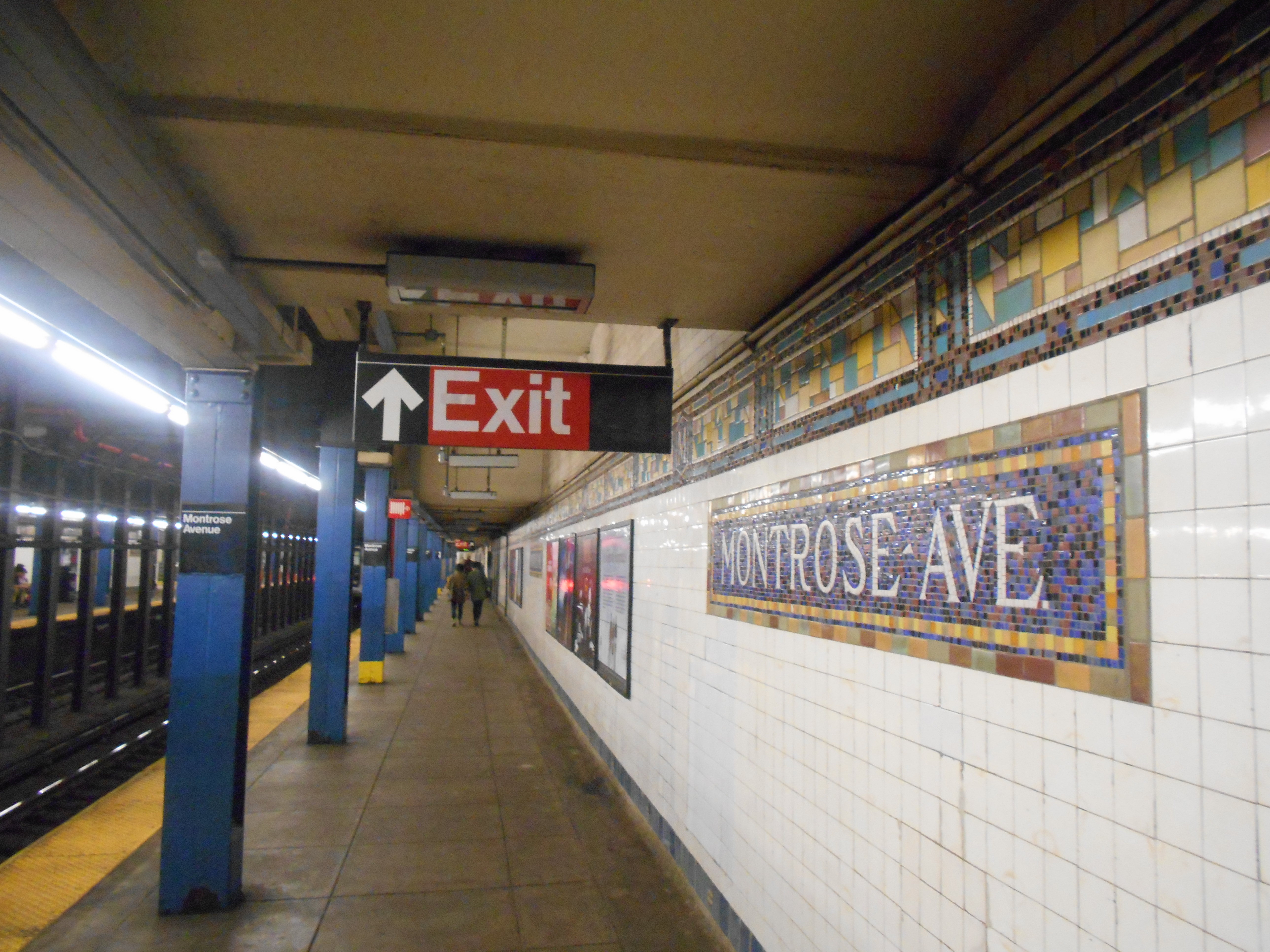
Montrose Avenue, BMT Canarsie Line
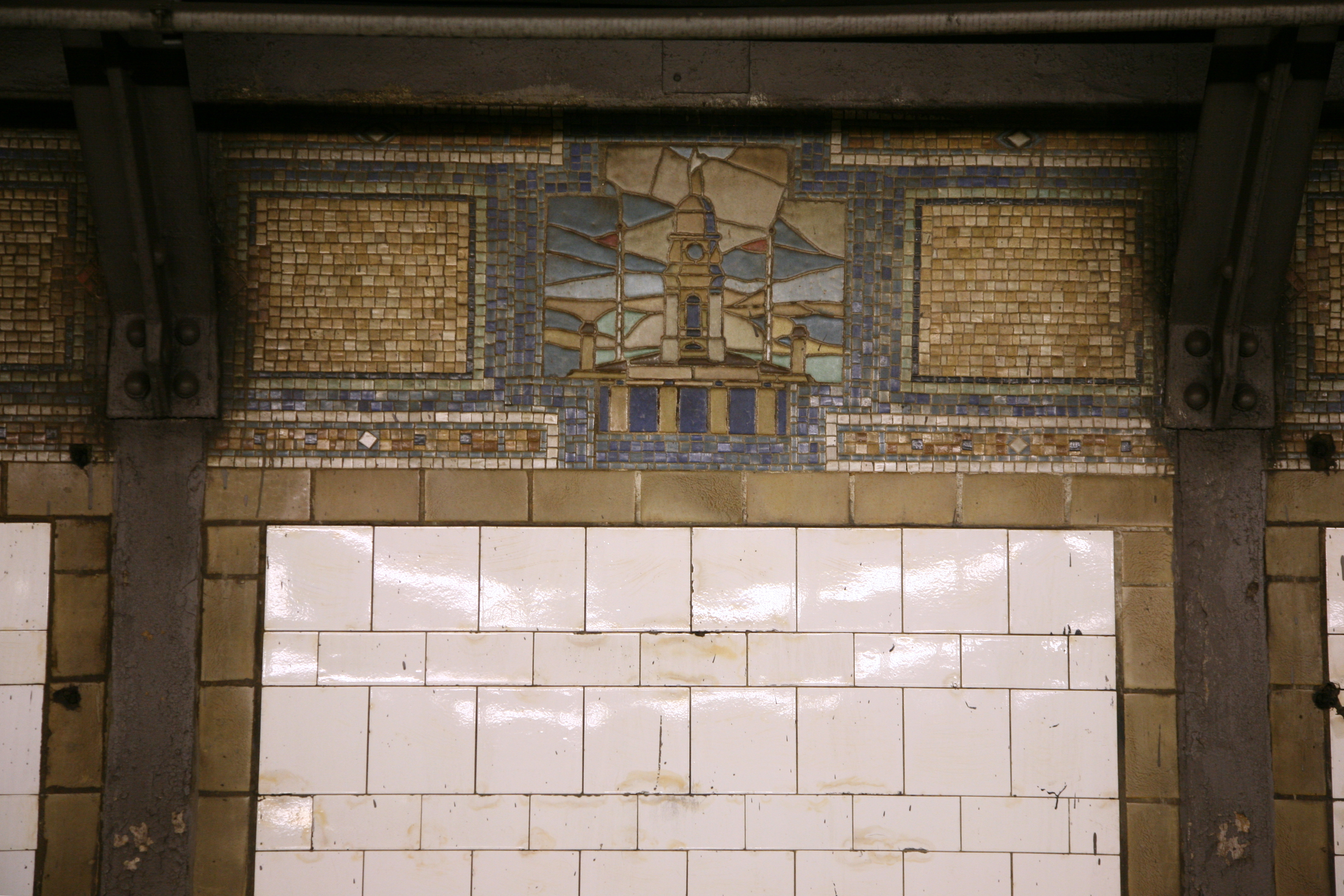
Mosaikfries mit Darstellung des Rathauses. City Hall, BMT Broadway Line
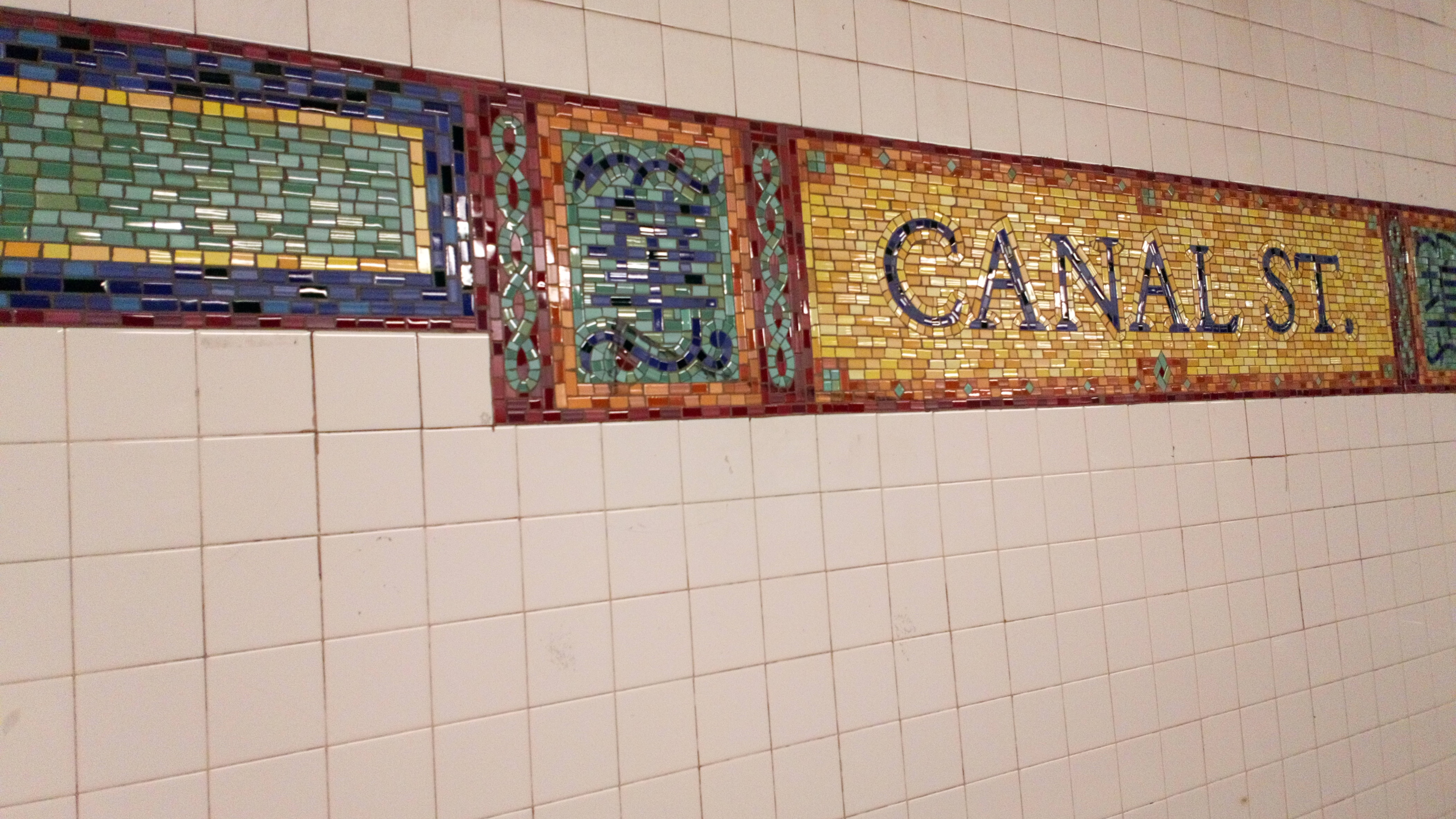
Canal Street unter Chinatown, BMT Broadway Line
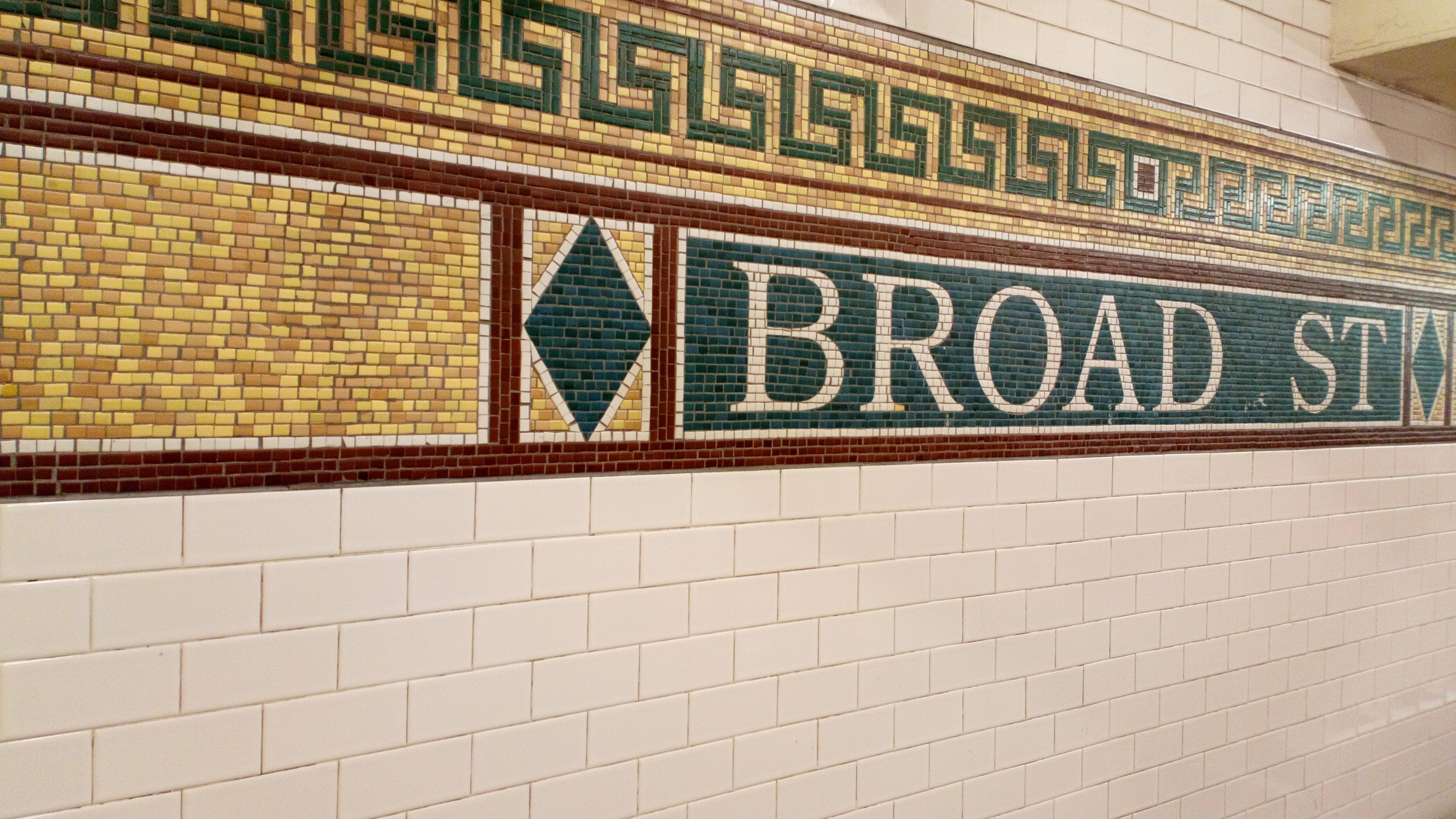
Mäander im Stil des Greek Revival. Nach Originalvorgaben erneuert. Broad Street, BMT Nassau Street Line
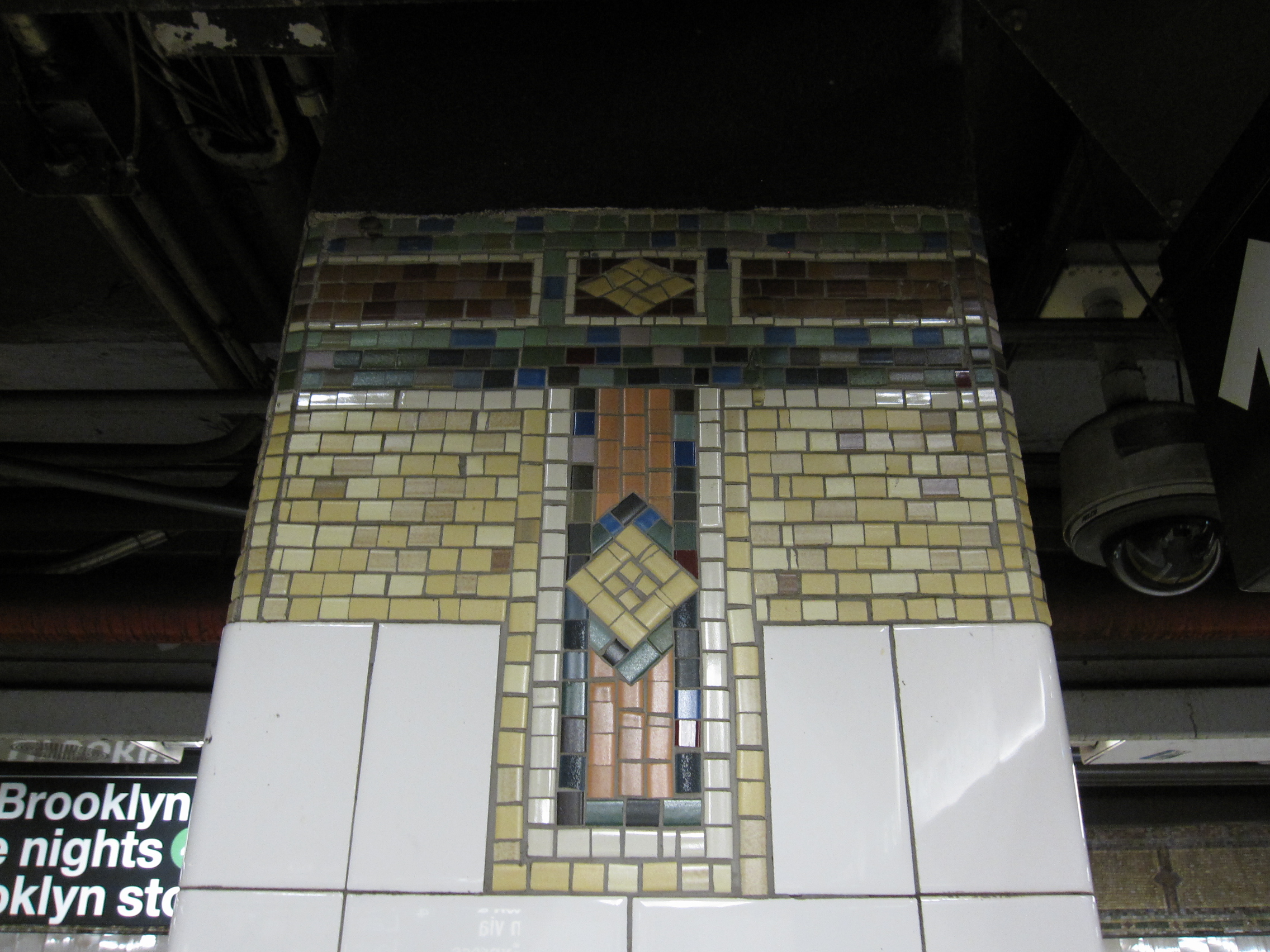
Stütze mit Mosaikfries. Grand Central–42nd Street, IRT Lexington Avenue Line
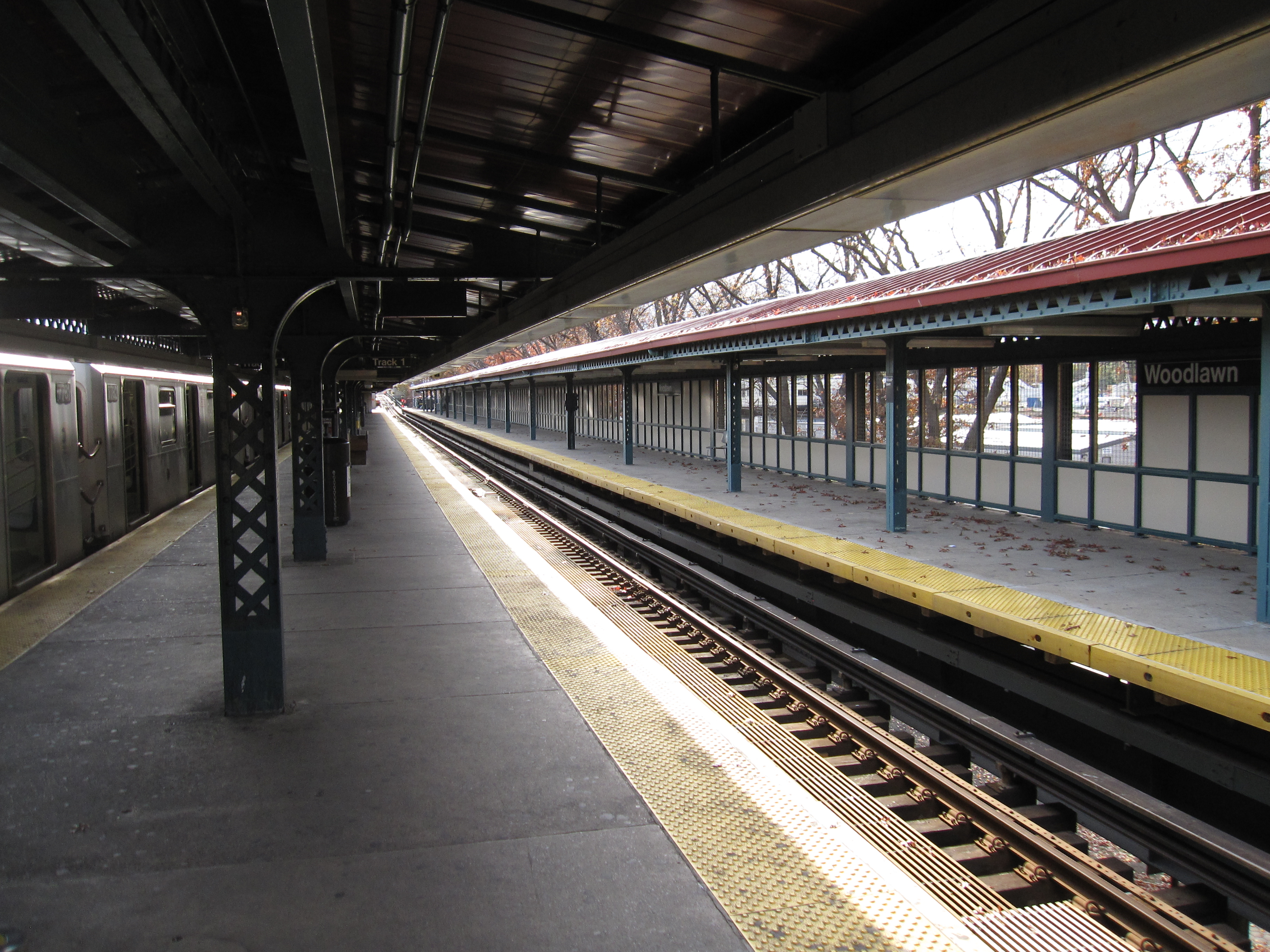
Hochbahn-Endstation Woodlawn im Arts-and-Crafts-Stil

#### Klassische Moderne der Independent Subway
Für die ab Mitte der 1920er Jahre gebaute Independent Subway erarbeitete Squire J. Vickers einen modernen Stil, der dem Zeitgeist entsprach und die Elemente der Übergangszeit – Arts and Crafts und Art nouveau – abgelegt hatte. Bestimmte Wandschilder ließ er zwar weiterhin als kleinteilige Mosaike fertigen, jedoch an allen Wänden bis zur Decke überwiegend weiße, quadratische, glasierte Keramikfliesen anbringen. Da die Finanzierung des U-Bahn-Betriebs allein aus Fahrgeldeinnahmen zu der Zeit nicht mehr möglich war, wurden erstmals von Anfang an Bereiche für Werbeplakate vorgesehen.
Zur Unterscheidung der ansonsten einheitlichen U-Bahnhöfe sind horizontal verlaufende, farbige Fliesenbänder kontrastierend umrahmt und folgen, gemeinsam mit den Stützen und Mosaiken, einem durchgängigen Farbkonzept: Aus einer Familie von fünf seriellen Kennfarben wird eine Beziehung von Local-Bahnhöfen zu ihren jeweils nächstgelegenen Express-Bahnhöfen markiert, die das zeitsparende Umsteigen erleichtern sollte. Diese Farbsystematik hat keinerlei Bezug zu den Jahrzehnte später eingeführten grafischen Kennzeichnungen der U-Bahn-Linien. Die farbigen Fliesenbänder sind an Express-Bahnhöfen in der Regel drei Fliesenreihen hoch, an Local-Bahnhöfen zwei Reihen. Nur an der ersten Strecke der Independent, der IND Eighth Avenue Line westlich des Central Parks, werden Fliesenbänder erst in jüngerer Zeit bei Renovierungen hinzugefügt.
Um den jeweiligen Stationsnamen vom Zugfenster aus leicht erkennbar zu machen und die Wegweisung zu vereinheitlichen, schuf Vickers für „Namenszeilen“ („tile captions“) genannte Elemente eigens ein modulares System aus glasierten Keramikfliesen mit Einzelbuchstaben in Weiß auf Schwarz.
Die Independent Subway wurde fast vollständig unterirdisch angelegt. Vickers entwarf eine überschaubare Anzahl an Betriebsgebäuden und Zugangsbauwerken. Bei einem Gesamtwerk von über 300 Bahnhöfen ist sein Einfluss als fest angestellter U-Bahn-Architekt mit dem seines Zeitgenossen Alfred Grenander in Berlin vergleichbar, der im Laufe seiner Karriere einen vergleichbaren Stilwandel vom Historismus zur Neuen Sachlichkeit vollzog. Es wurden in New York nie wieder so viele aus einem Guss geplante unterirdische Stationen zur gleichen Zeit eröffnet wie unter Vickers, der 1942 in den Ruhestand ging.

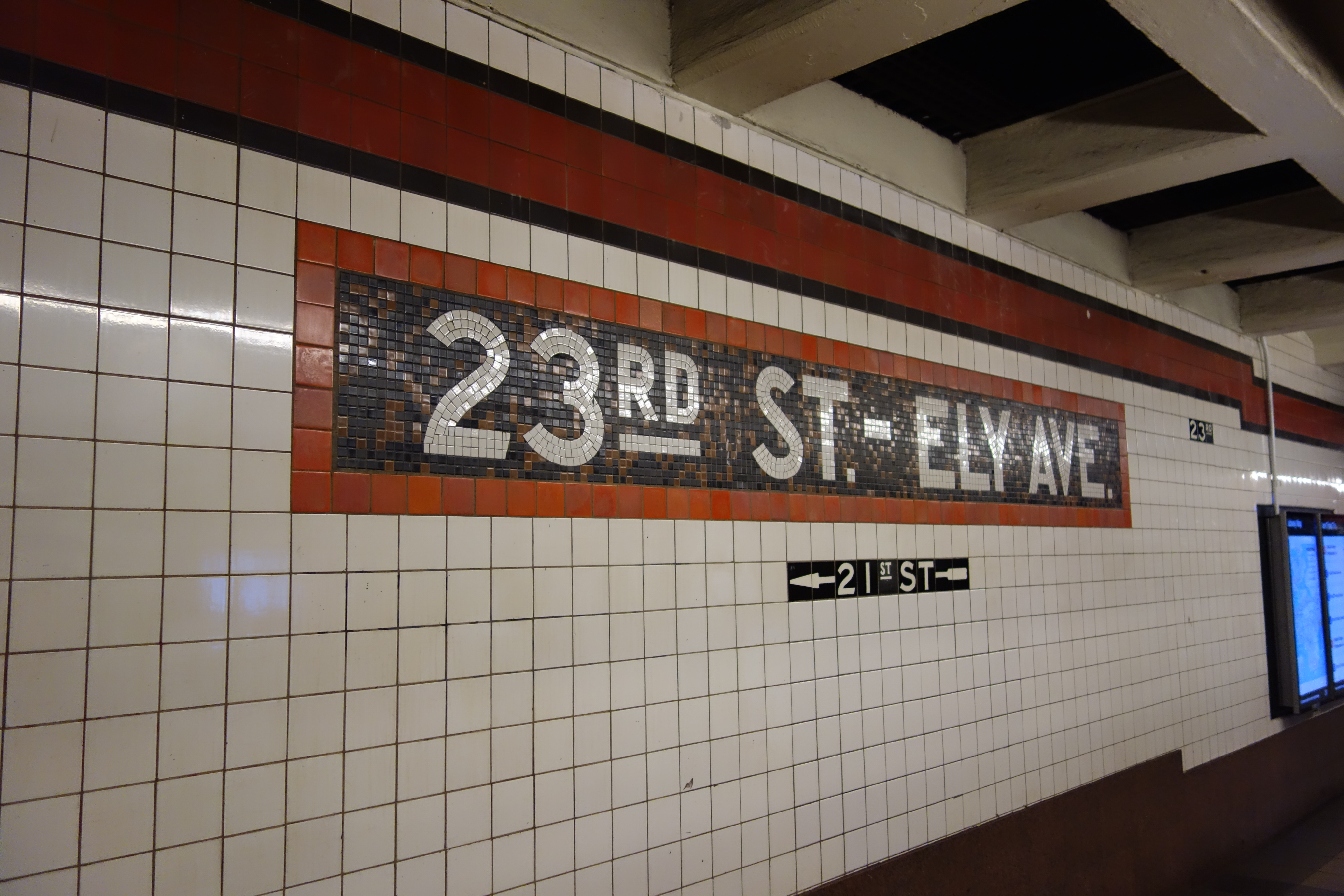
Zwei Fliesen hohes Band und Namensmosaik der roten Farbfamilie, Namenszeile als Wegweiser
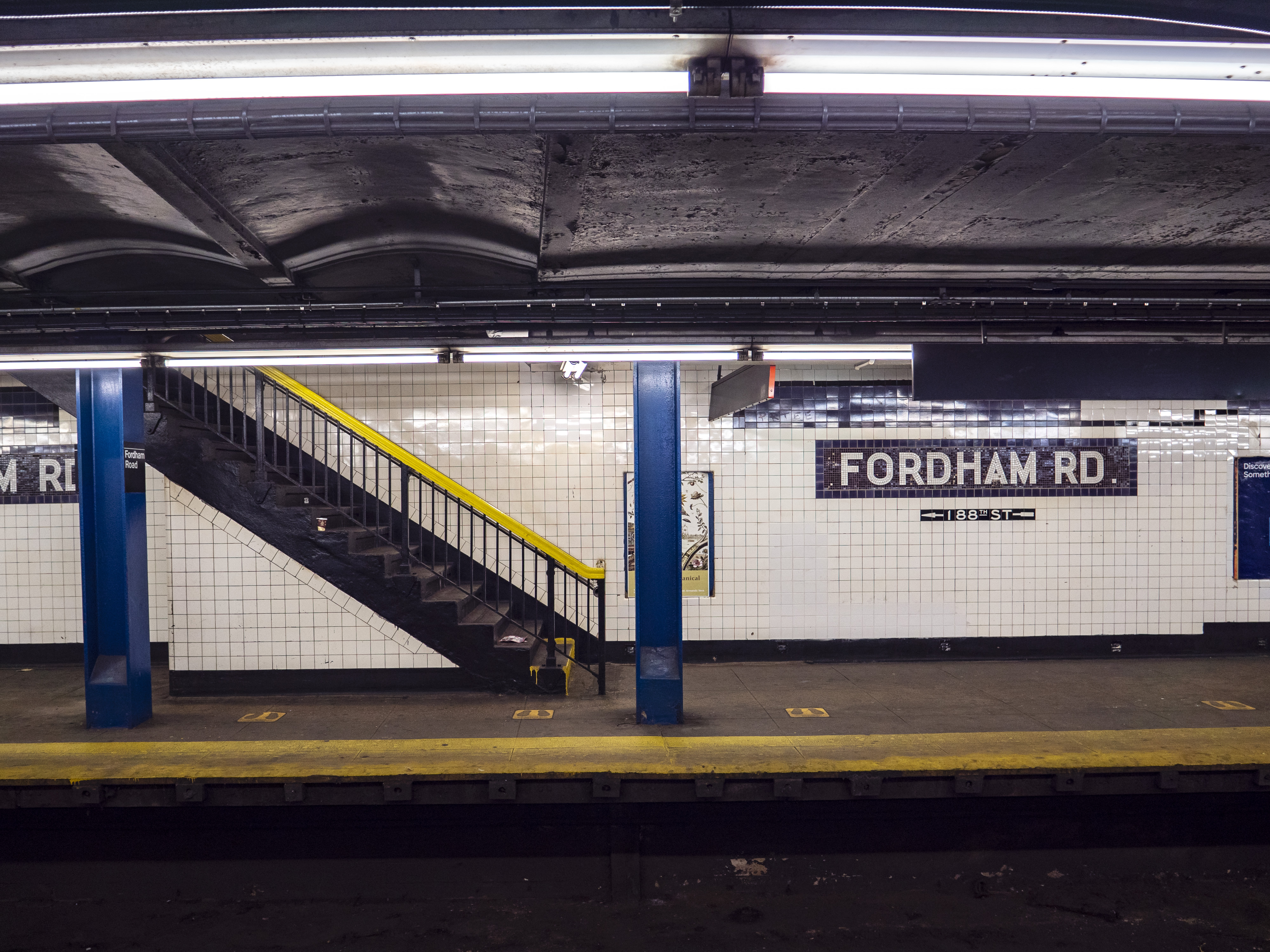
Typischer Expressbahnhof, blaue Farbfamilie, IND Concourse Line
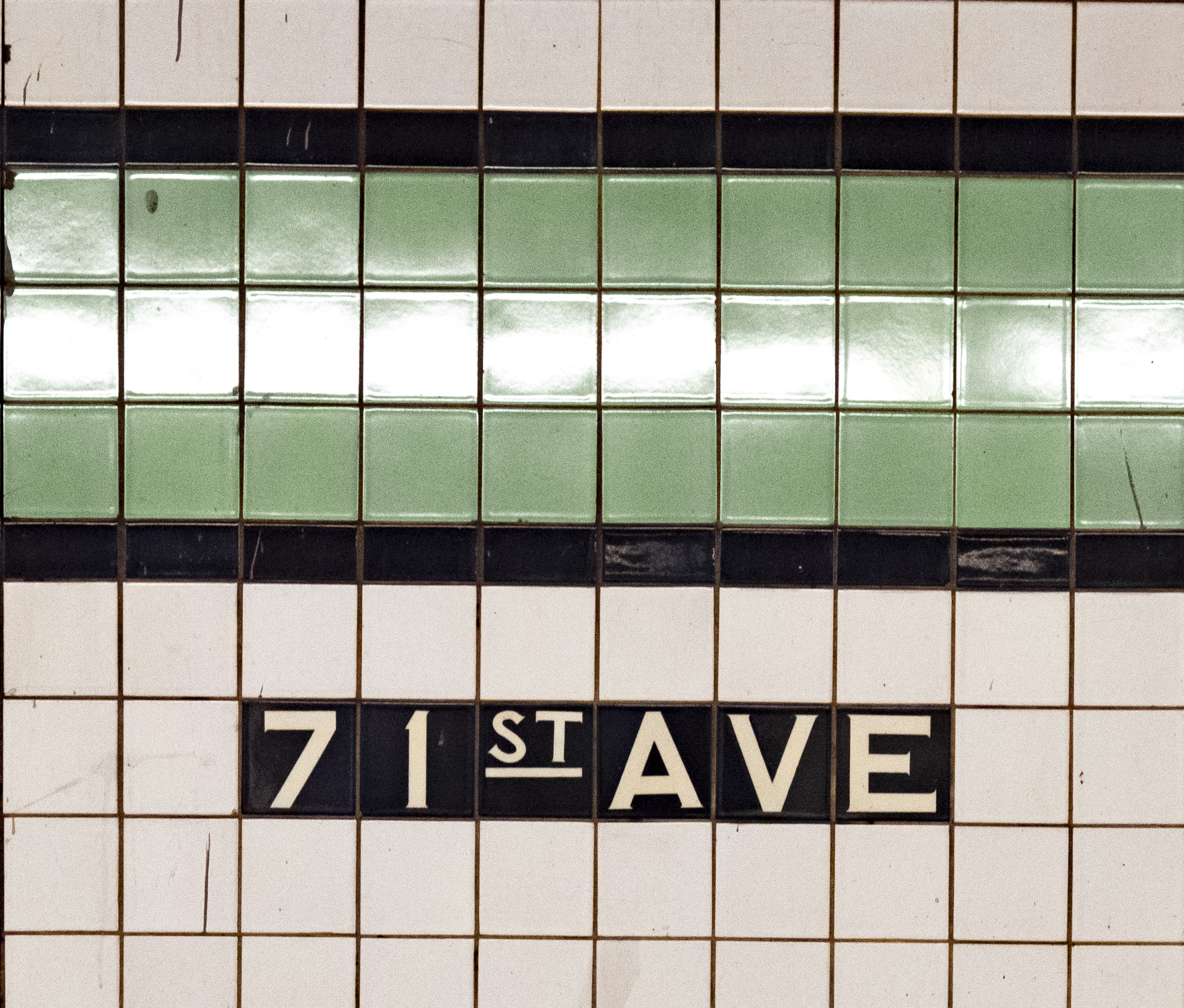
Drei Fliesen hohes Band der grünen Farbfamilie
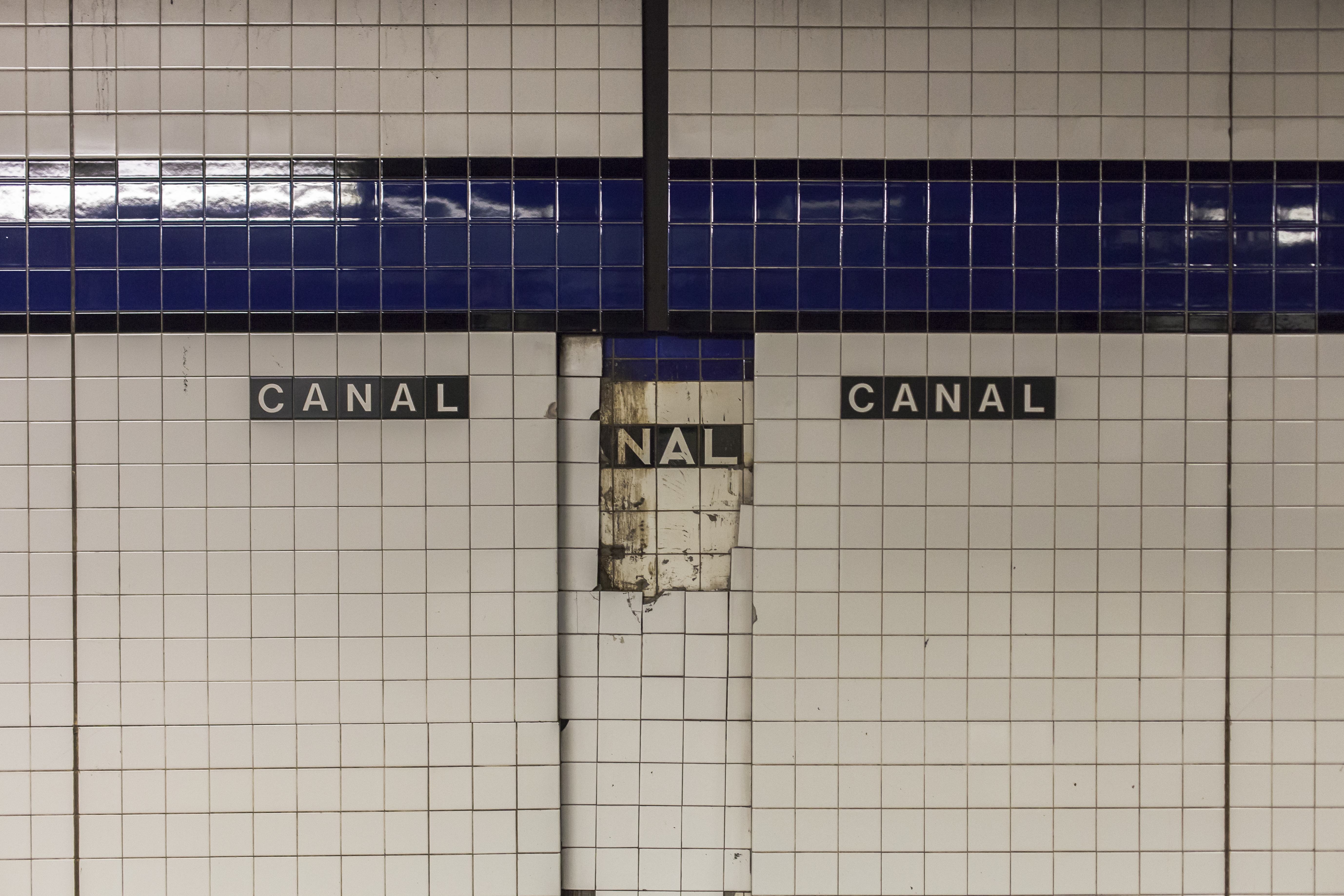
Renovierung durch Überkleben ursprünglicher Fliesen, Namenszeilen in der Helvetica statt Vickers’ Schrift
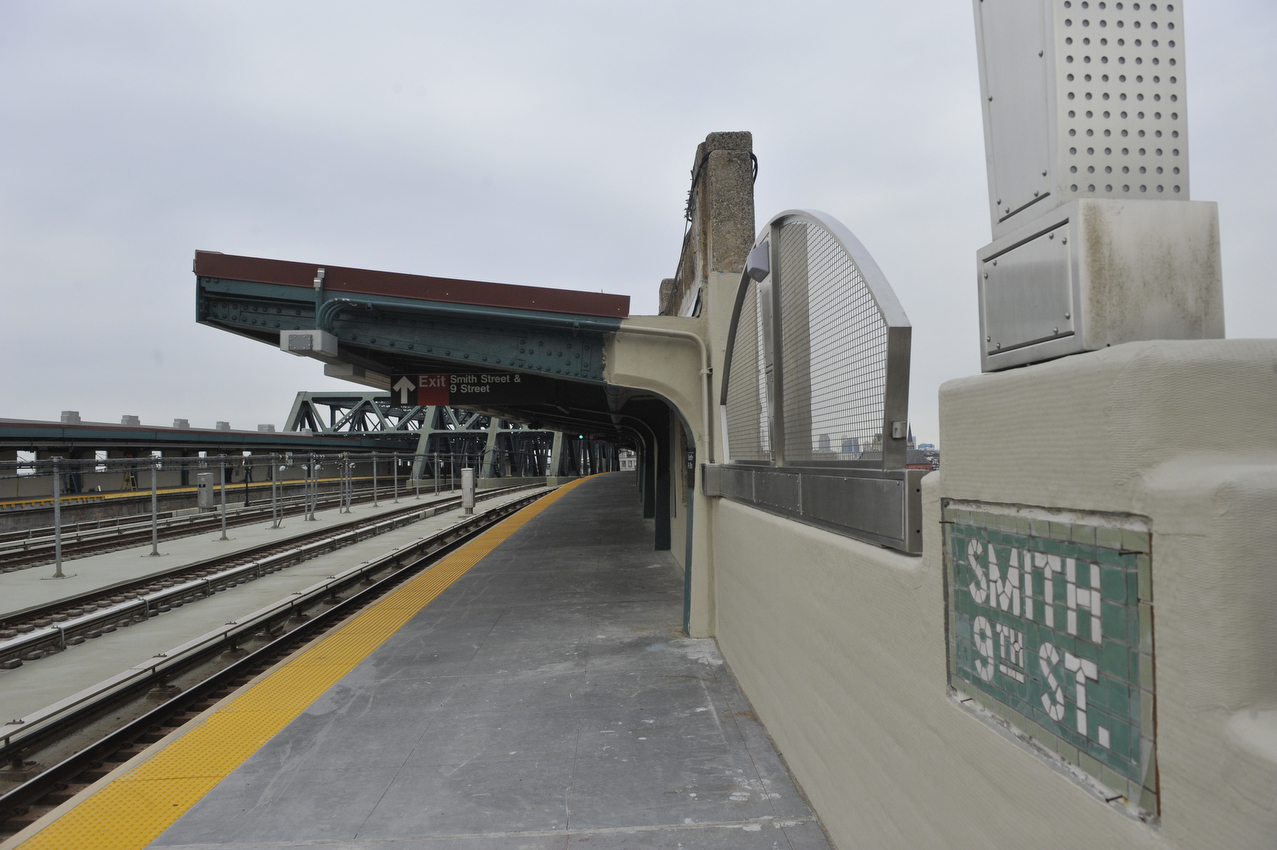
Dachstützen mit Schwung, Mosaik nach Restaurierung 2013, Smith–9th Streets
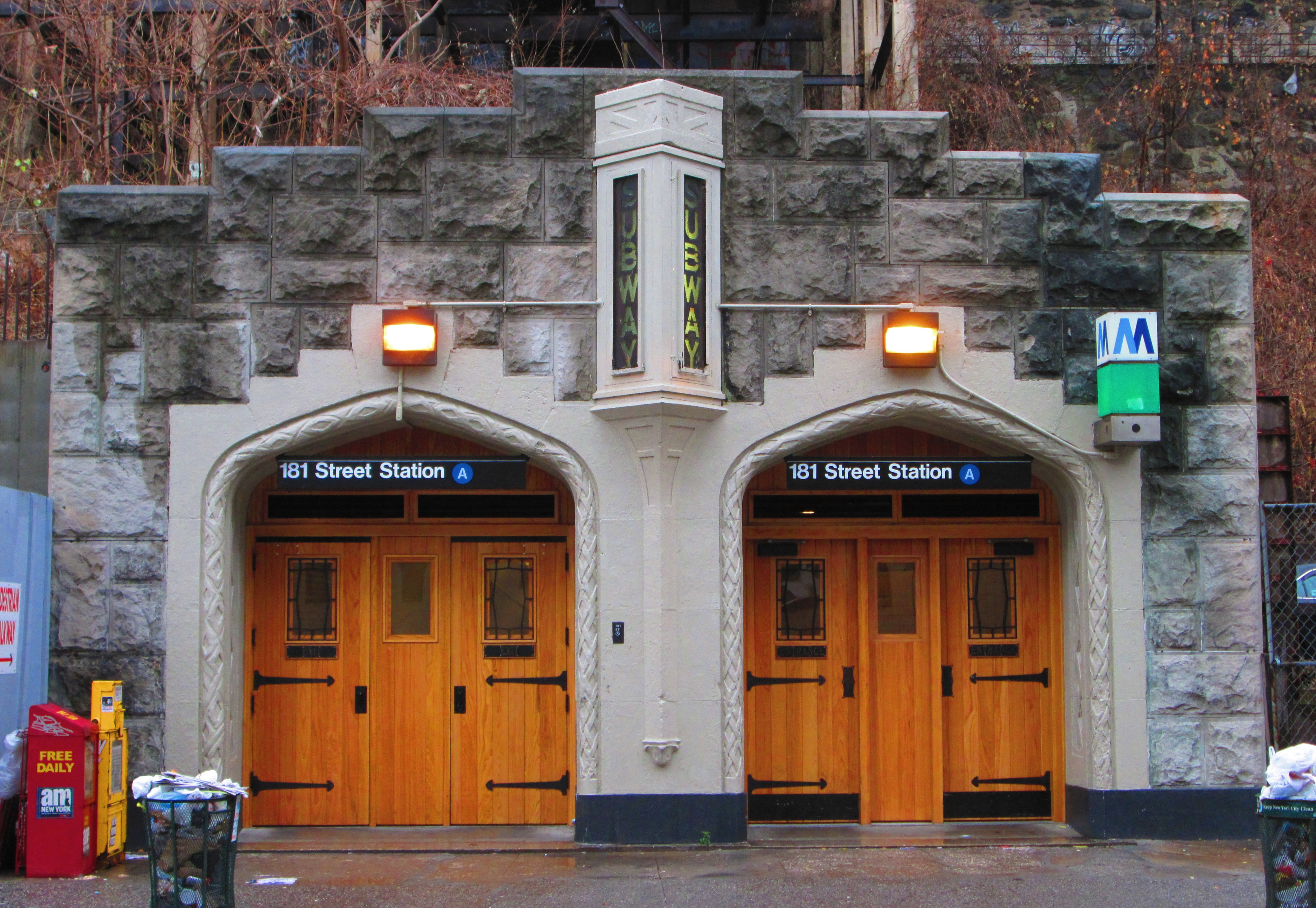
Zugang 181st Street mit Art-Déco-Elementen

#### Nachkriegszeit und Ära der Transit Authority
Mit dem Ende des Zweiten Weltkriegs stand das städtische Board of Transportation vor der Aufgabe, mit verschleppter Instandhaltung und dem Fahrgastrückgang durch Massenmotorisierung und Suburbanisierung umzugehen. In der Folge wurde aus Kostengründen der Stil der Independent weiter reduziert und versachlicht. Oberirdisch wurde das Mid-century modern erkennbar.
1948 verlängerte die Stadt in East New York die IND Fulton Street Line. Die Station Grant Avenue wurde noch unter dem Board of Transportation geplant, aber von der 1953 gegründeten New York City Transit Authority eröffnet. Die 1950 eröffnete Endstation Jamaica–179th Street der IND Queens Boulevard Line war der bis 2015 letzte von der Stadt selbst finanzierte Neubau.
Bei den Bahnsteigverlängerungen der 1950er und den wenigen unterirdischen Neubauten der 1960er Jahre waren Hohlblocksteine und rechteckige, senkrecht orientierte glasierte Betonfliesen typisch. Darüber hinaus gab es sparsame Farbakzente in Anlehnung an die Zierstreifen der Independent. Die Beschriftungen in einer Groteskschrift waren im Siebdruckverfahren aufgebracht.

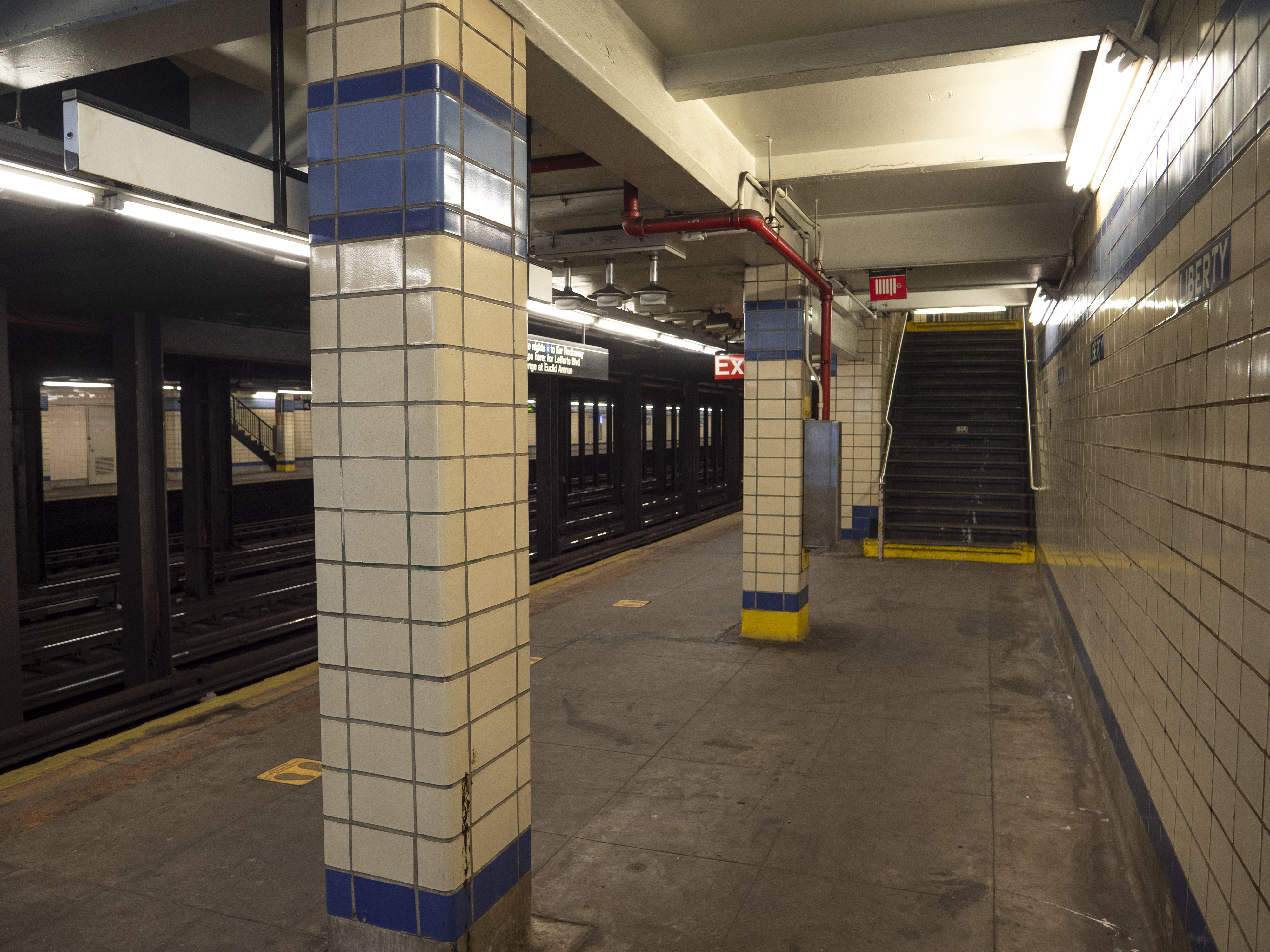
Nachkriegsstil an der Fulton Street Line
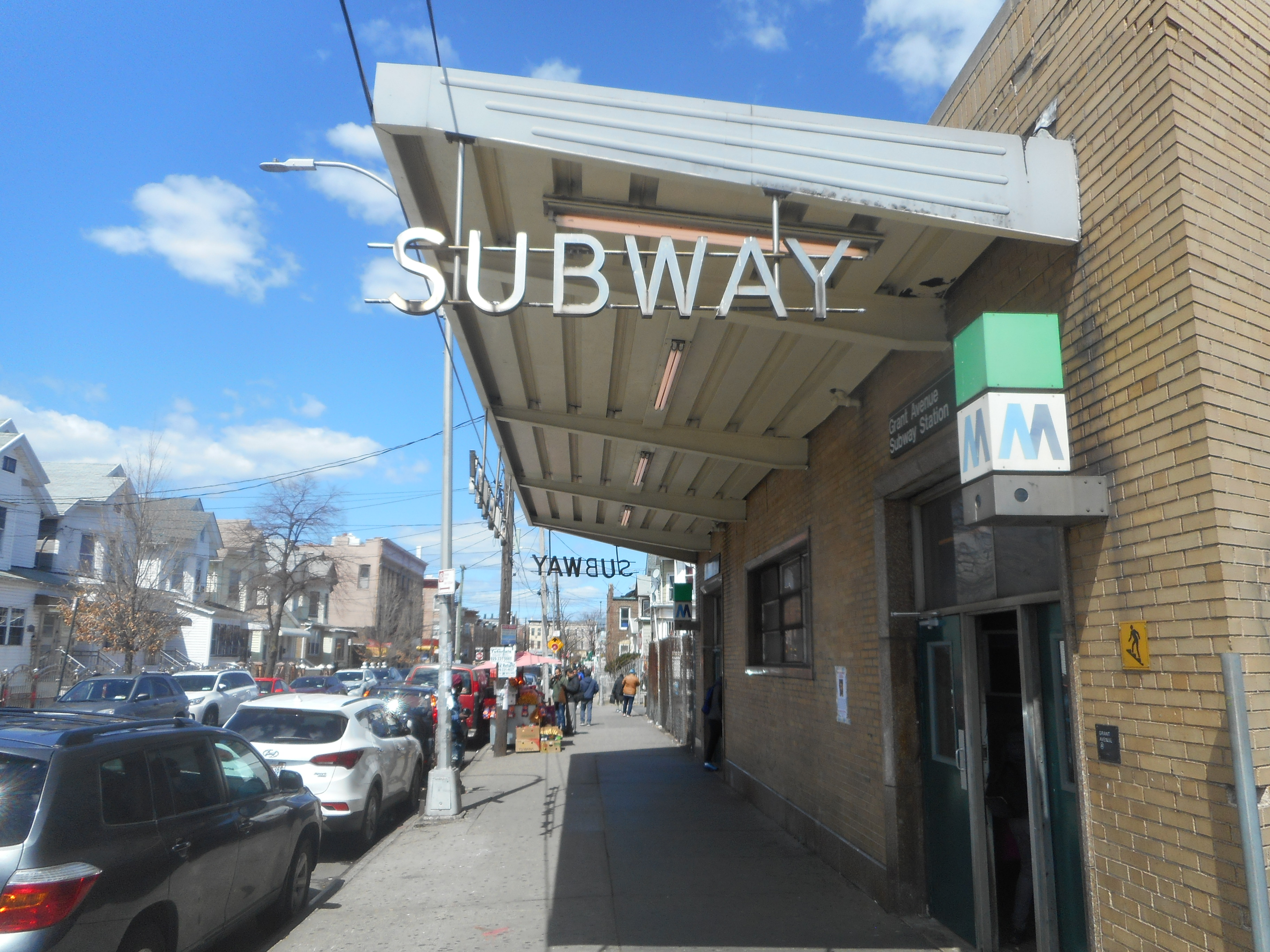
Empfangsgebäude Grant Avenue
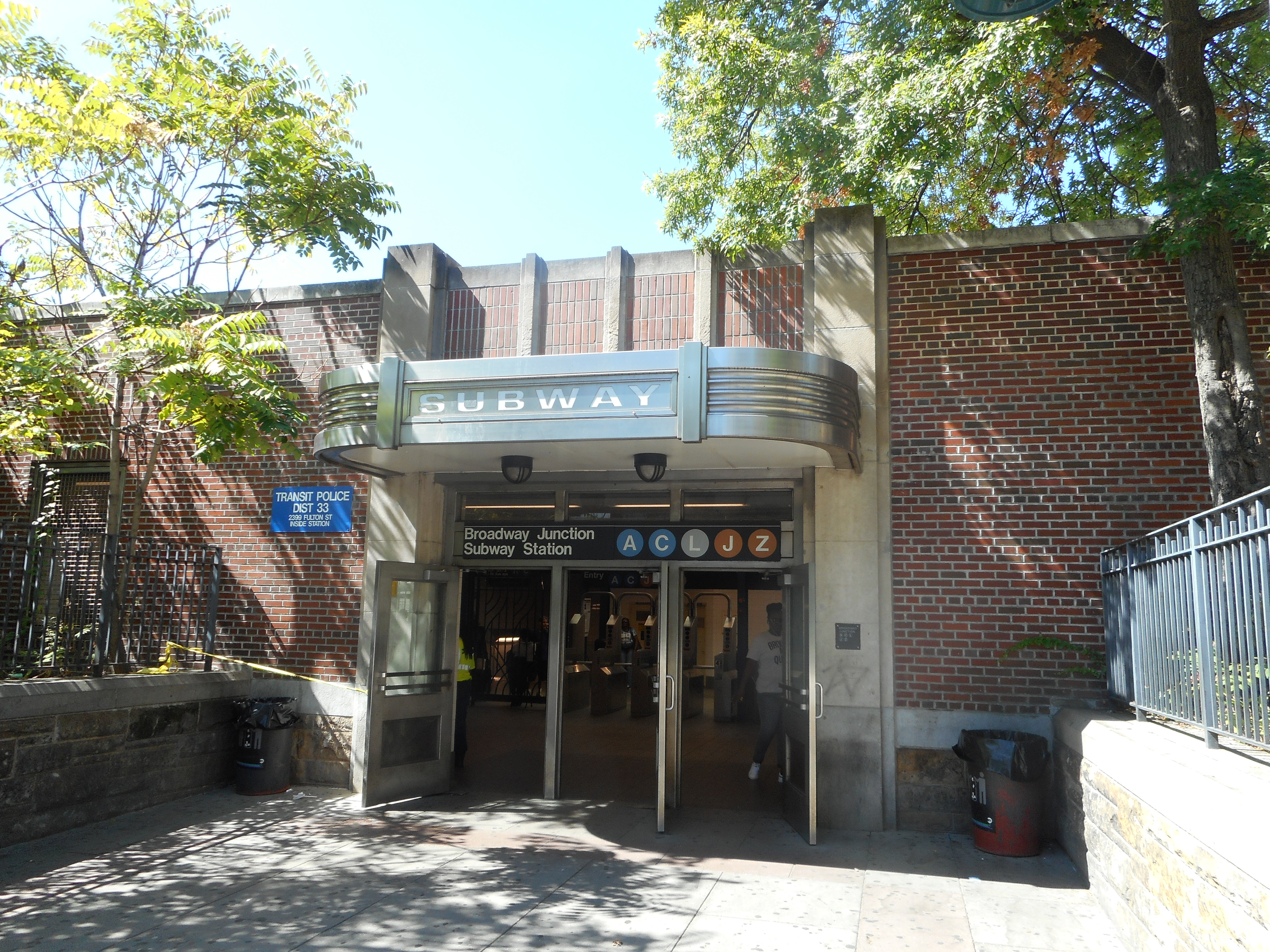
Broadway Junction, Art Déco wird zu Mid-century modern
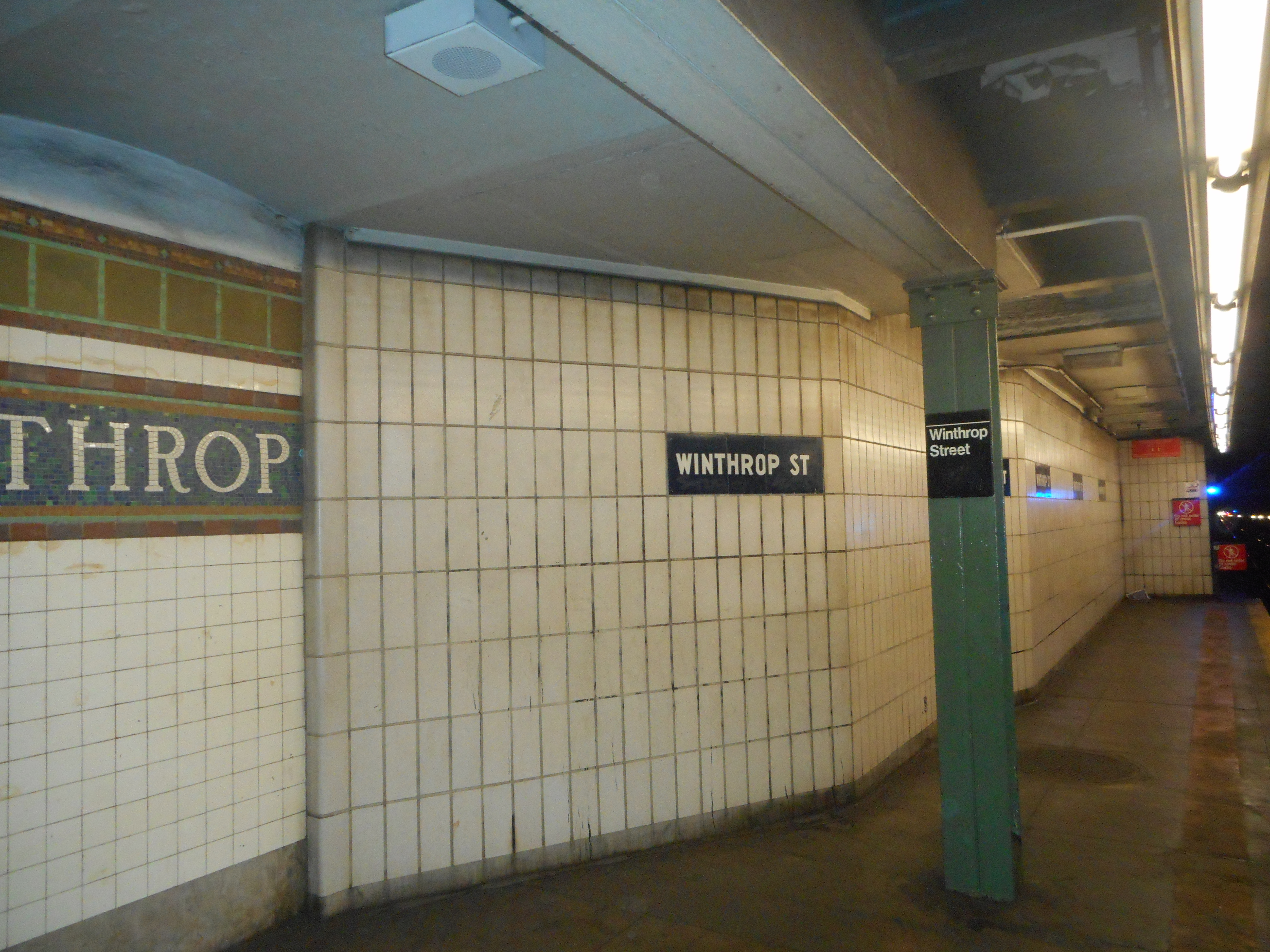
Bahnsteigverlängerung der 1950er Jahre in Bahnhof der Doppelverträge
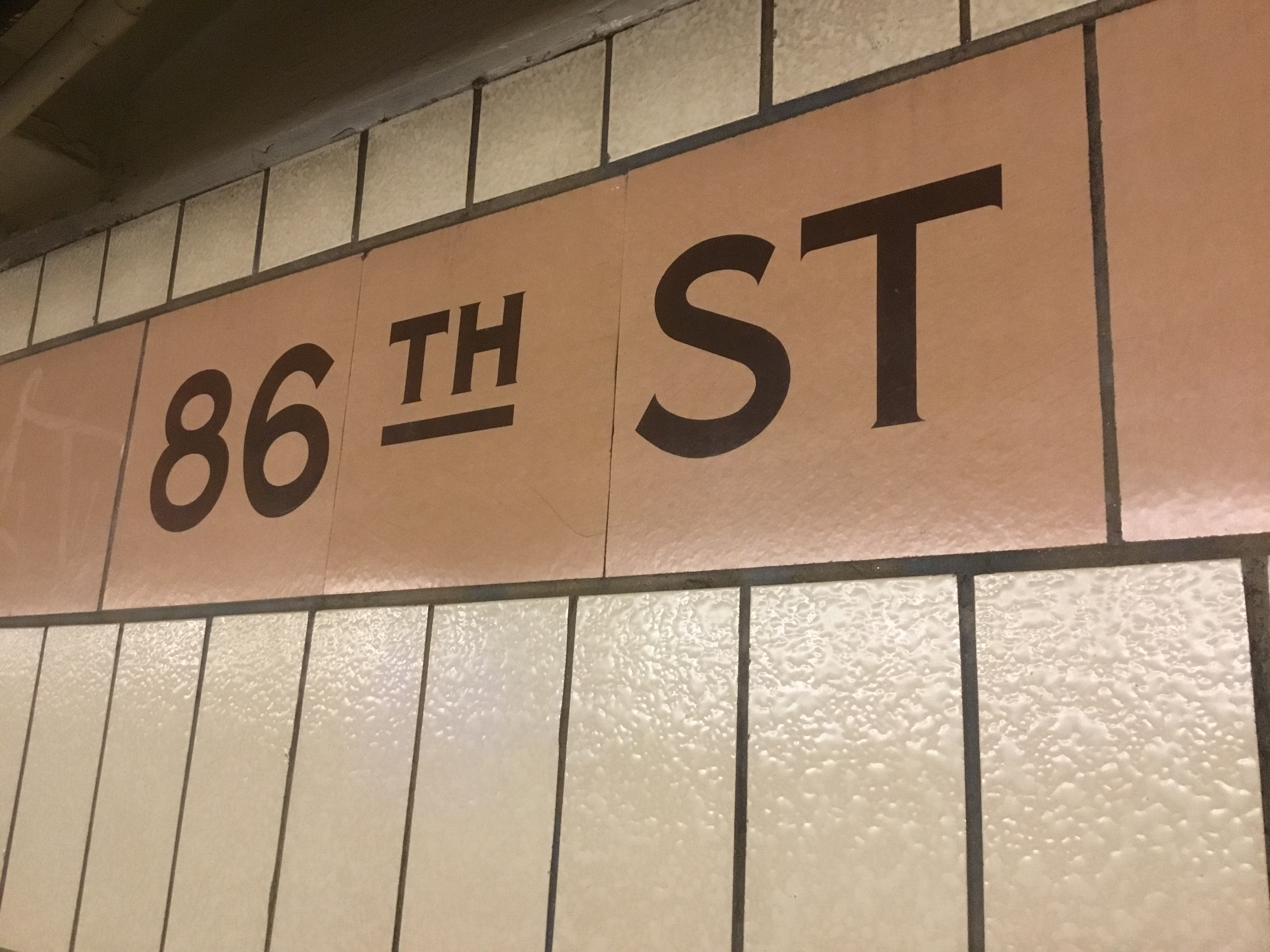
Betonziegel, siebgedruckte Beschriftungen, glasierte Betonfliesen
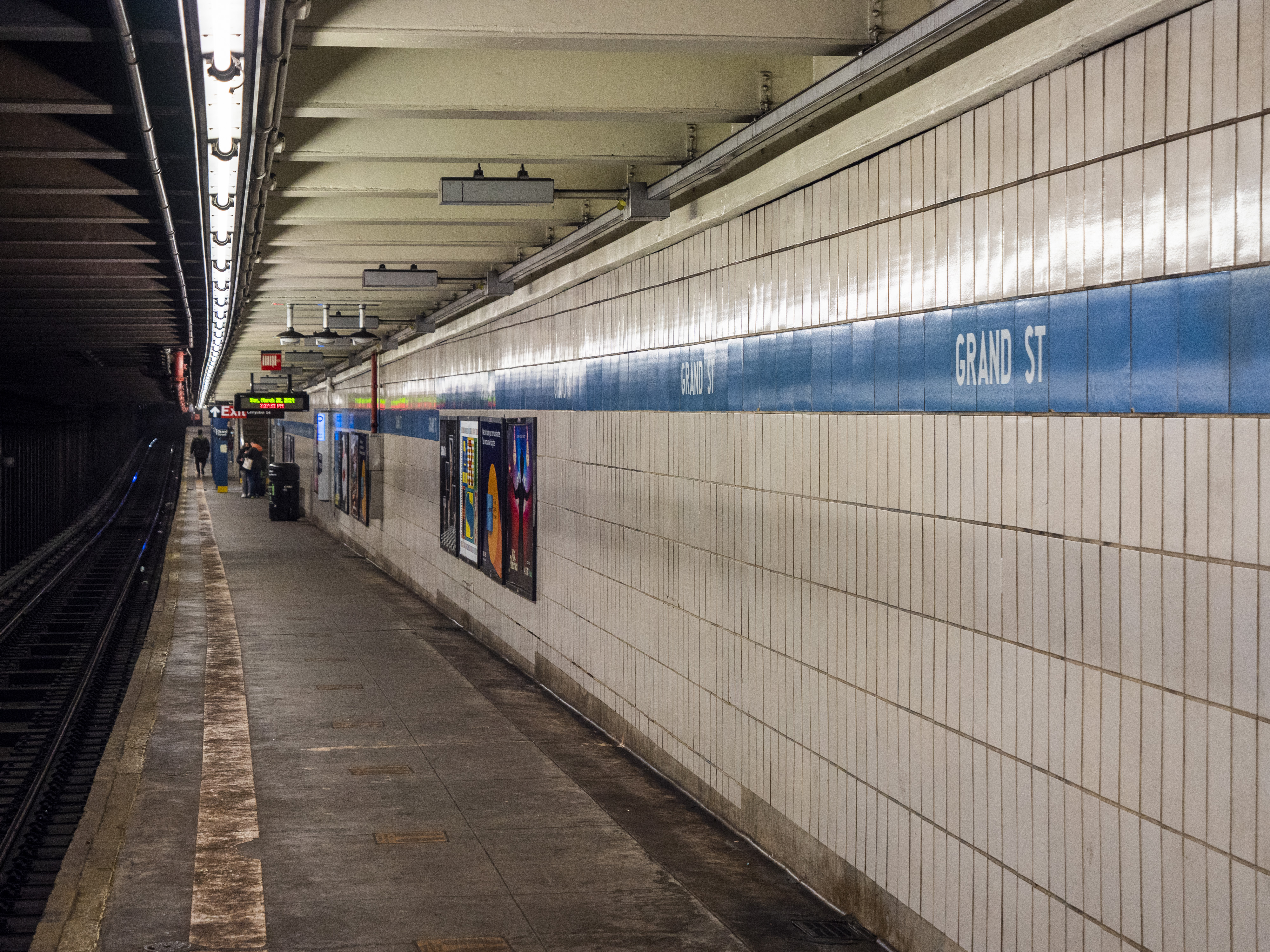
Neubau 1967: Bahnhof Grand Street in Manhattan

Die Erfordernisse des U-Bahn-Alltags unter schwierigen finanziellen Umständen führten bei der Vielzahl von Stationen zu einem Nebeneinander verschiedener, ungepflegt und beliebig wirkender Stilrichtungen mit nachträglichen Umbauten und fragmentierter Wegweisung. Die Ende der 1960er Jahre aufkommenden Graffiti strapazierten die Materialien zusätzlich. Eine originalgetreue Instandsetzung der dann 50 Jahre alten Stationen der Doppelverträge war nicht leistbar und ein gestalterischer Wert der abgenutzten Ornamentik wurde von Zuständigen der Transit Authority verneint.
In den 1970er Jahren verlängerte die Transit Authority in 32 Bahnhöfen der BMT Broadway und BMT Fourth Avenue Lines die Bahnsteige. Dabei ließ sie in 16 Bahnhöfen die meisten der ursprünglichen Wände durch solche aus großformatigen Flachverblendern bzw. Hohlblocksteinen ersetzen. Weiße Wände sind durch flache Nischen gegliedert, in denen farbige Flächen und einheitliche Stationsschilder die Bahnhöfe voneinander zu unterscheiden helfen. An der Fourth Avenue Line wird dieses Erscheinungsbild bei jüngeren Renovierungen bewahrt. Philip Johnson gestaltete mit Fördermitteln des Bundes sechs U-Bahnhöfe unter dem Leitbild „Cheer ‚gute Laune‘“ neu.

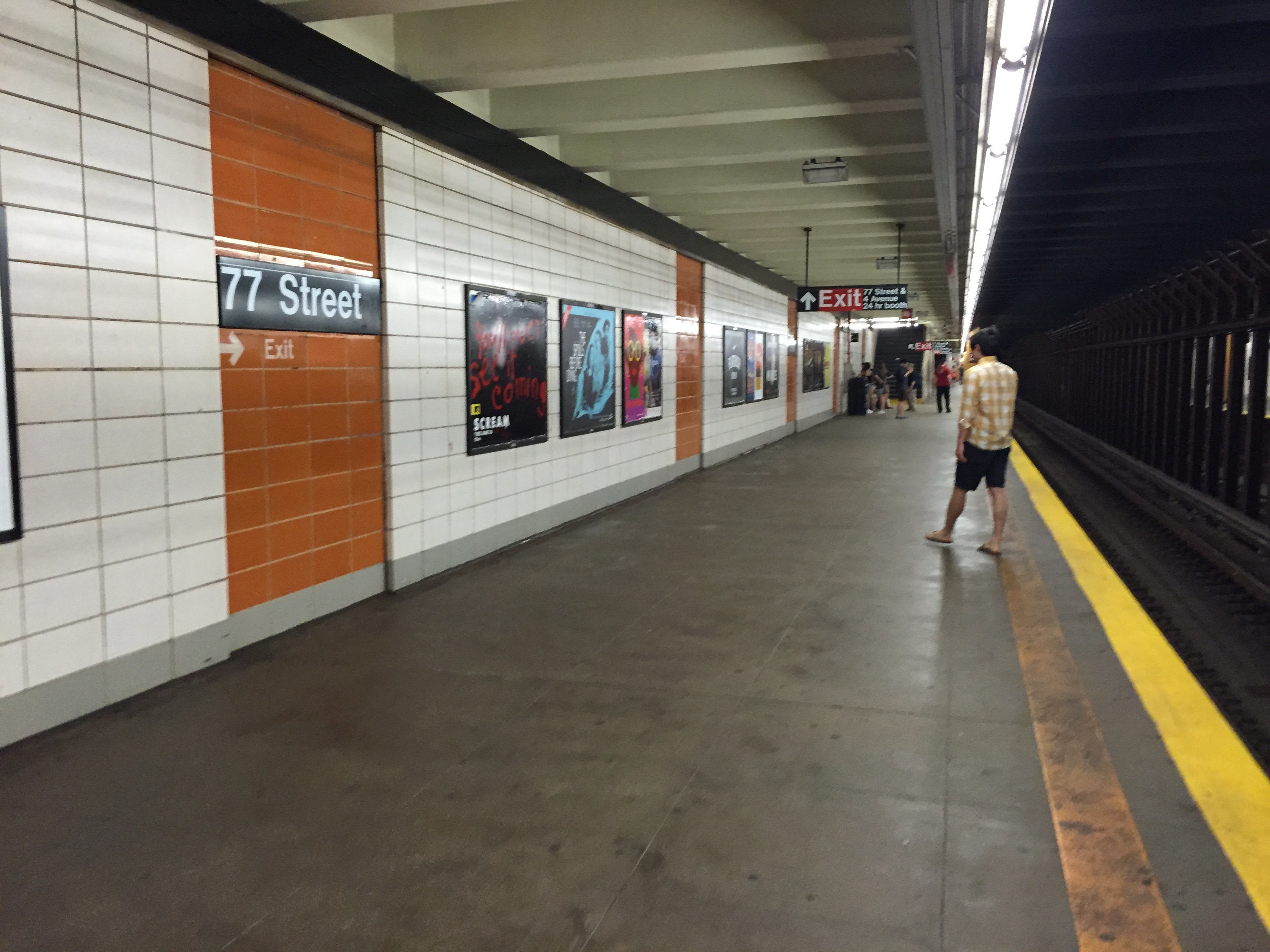
Großformatige Verkleidungen der 1970er Jahre
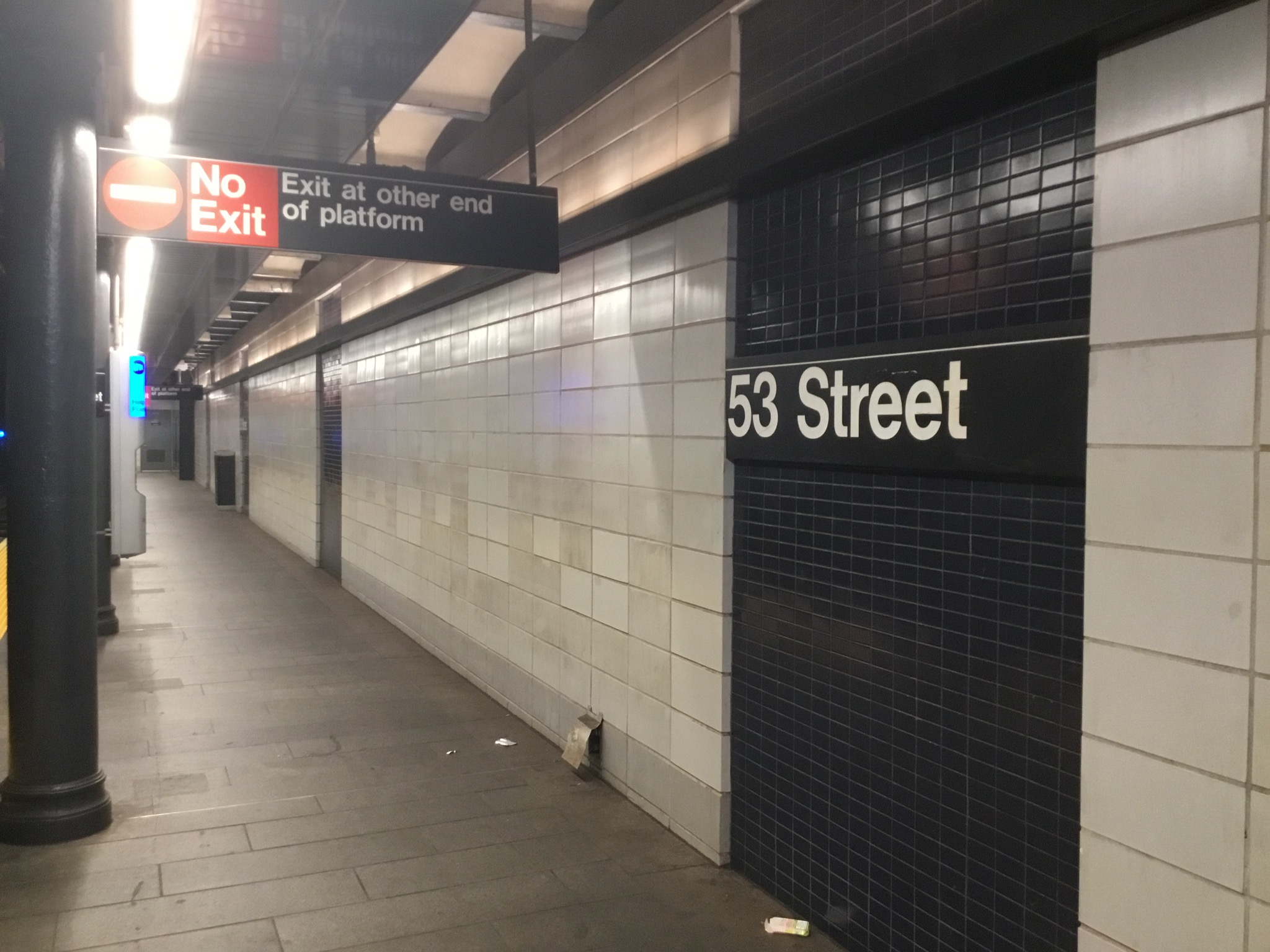
Großformat-Stil renoviert ab 2017, BMT Fourth Avenue Line
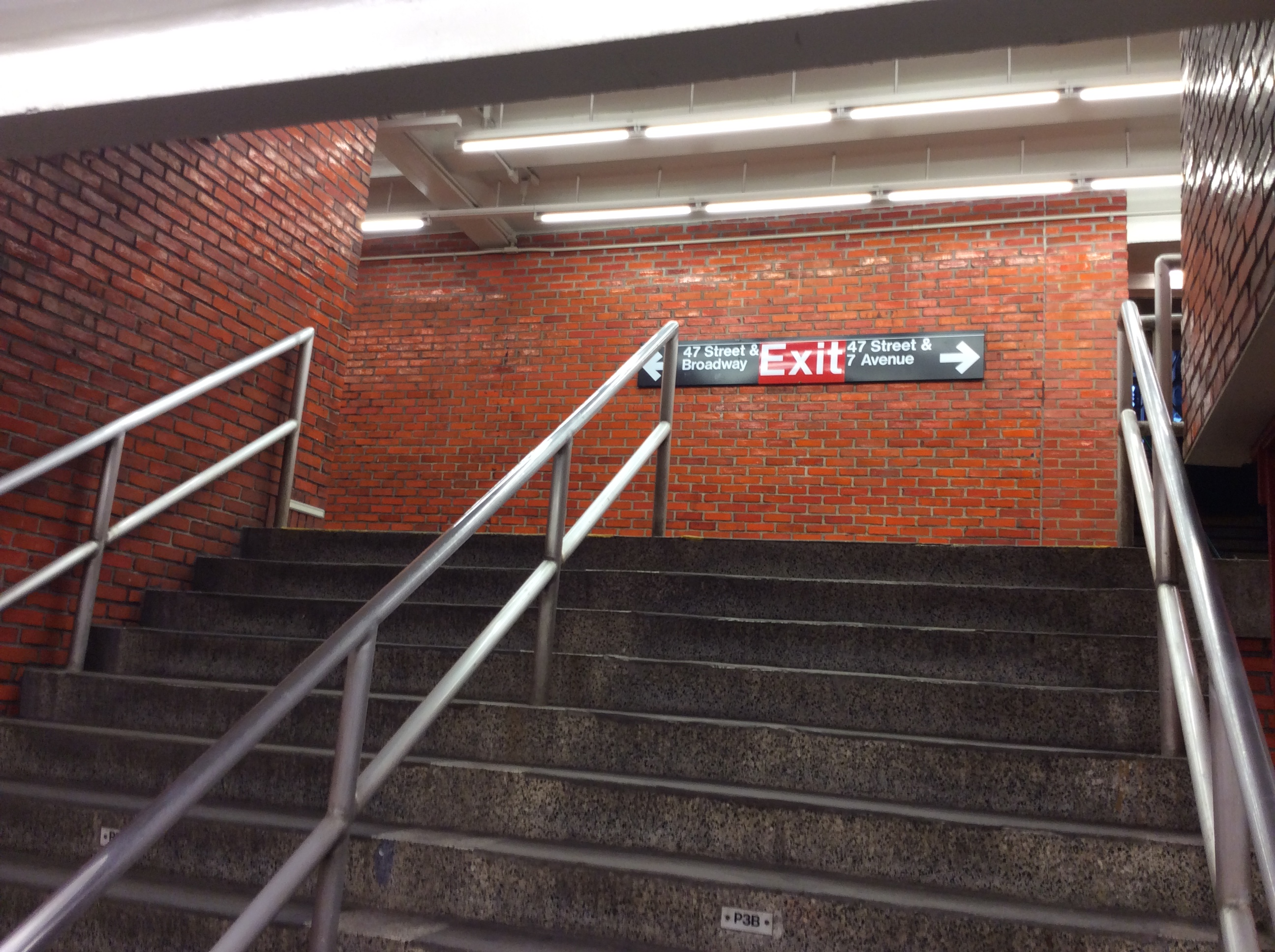
Renoviert in 1970er Jahren: 49th Street durch Philip Johnson
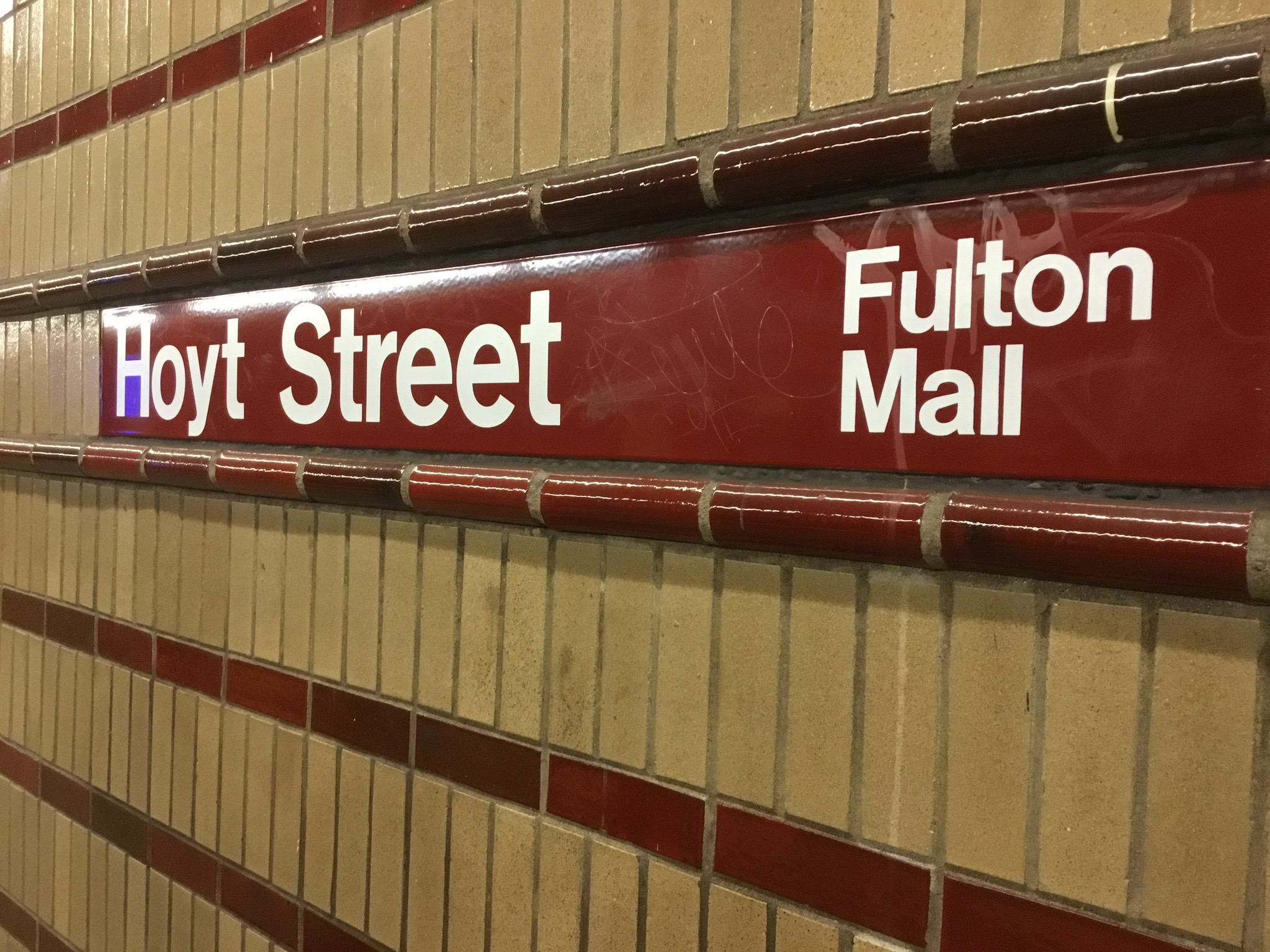
Renoviert in 1980er Jahren: Hoyt Street, IRT Eastern Parkway Line
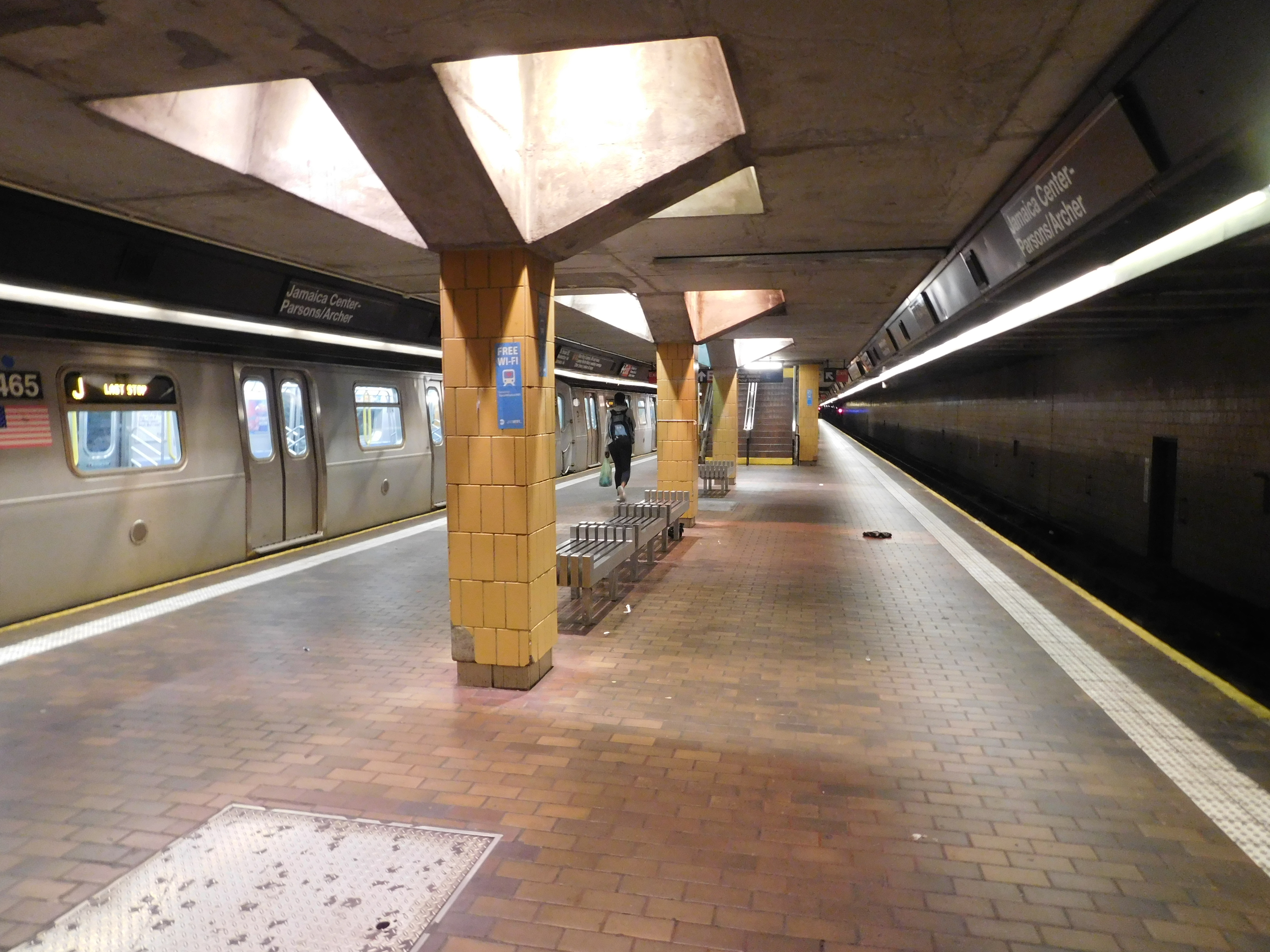
Neubau 1988: Bahnhof Jamaica Center–Parsons/Archer
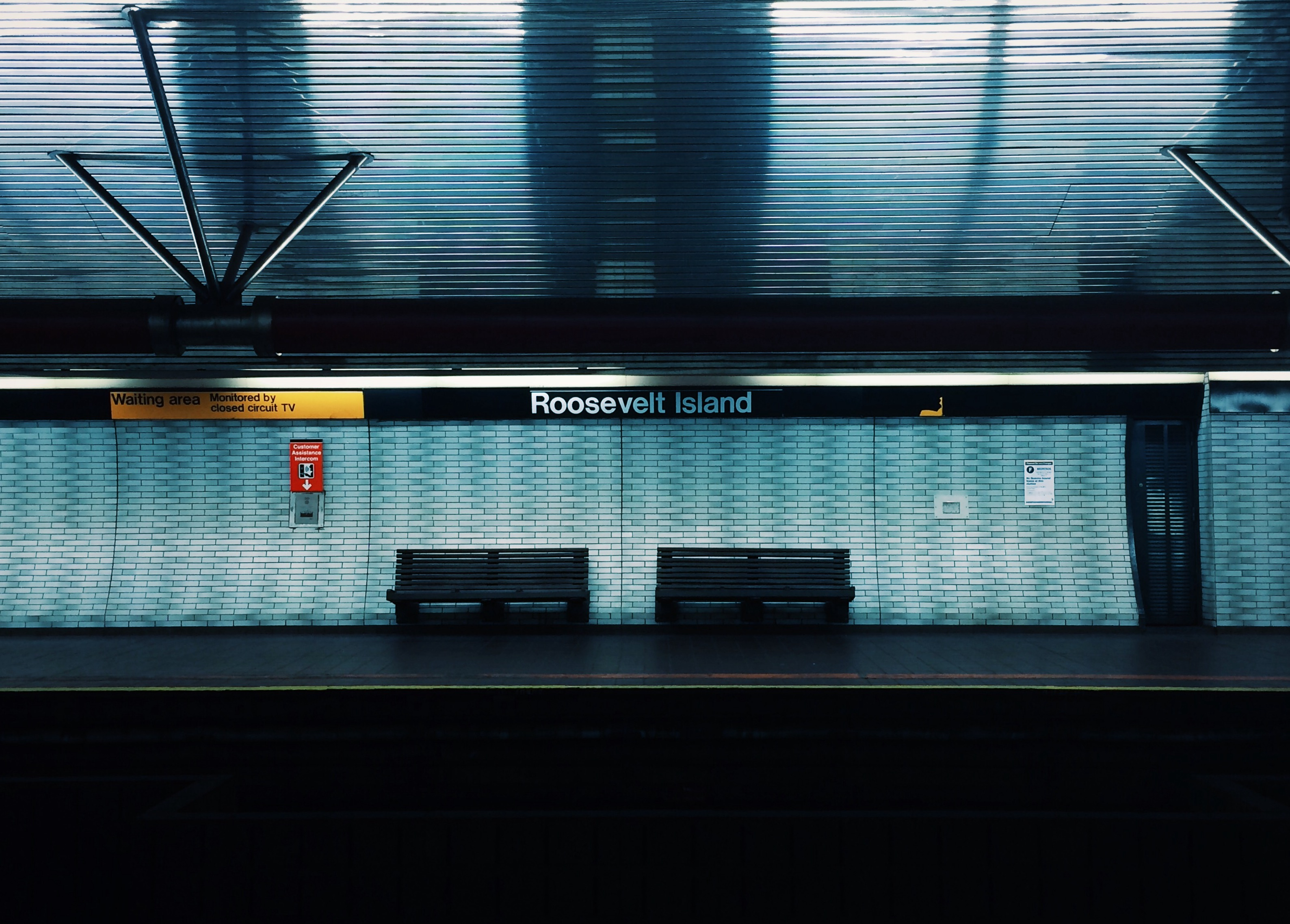
Neubau 1989: Bahnhof Roosevelt Island

Bei der kleinen Zahl neuer oder renovierter Stationen besonders in den bevorzugten Stadtteilen wurde Wert auf direkte Wege, mehr Rolltreppen, weniger störende Stützen, auf Schallschutz und bessere Belüftung gelegt. Böden wurden mit Betonwerkstein (Terrazzo), Flächen in zeittypischen Farben, später auch als Sichtbeton, präsentiert. Stationsrenovierungen in den 1980er Jahren wurden aus Bundesmitteln kofinanziert. Diese Epoche fand ihren Abschluss in den sechs neuen Bahnhöfen der Archer-Avenue- und 63rd-Street-Lines. Dort trugen Akustikbauelemente wie abgehängte Aluminiumpaneele zu einem zeitgemäßen Erscheinungsbild bei.
Auf den ab 1948 eröffneten Streckenabschnitten der IND-Division wurden erstmals ausschließlich Leuchtstofflampen anstelle der bisherigen Glühlampen verwendet. Diese in den 1930er Jahren zur Marktreife entwickelte und auf der Weltausstellung 1939/40 präsentierte Technik mit besserer Lichtausbeute und längerer Lebensdauer wurde im Lauf der folgenden Jahrzehnte auf allen älteren Bahnhöfen nachgerüstet. Noch in den 2000er Jahren wurden große Mengen Glühlampen verwendet, zuletzt in Zwischengeschossen einzelner Hoch- und U-Bahnhöfe sowie als Notbeleuchtung in den Tunneln. Eine vollständige Umstellung von 150.000 Leuchtstofflampen auf LED will die MTA bis 2026 vollzogen haben.

#### Seit den 2000er Jahren
Die Neueröffnungen und Renovierungen ab den 2000er Jahren präsentieren sich mit hochwertigen Materialien, mit Porzellanfliesen und integrierten Beschriftungen. Im Gegensatz zu den 1950er und 1960er Jahren wird dabei Wert auf ansprechende Gestaltung des Inventars gelegt. So stammte die Innenausstattung der in den 1990er Jahren erprobten Prototypfahrzeuge des Vertrags R110A von Massimo Vignelli, und der von 2001 bis 2004 neu aufgebaute Bahnhof Coney Island–Stillwell Avenue entstand unter Federführung der Architekten Kiss + Cathcart.

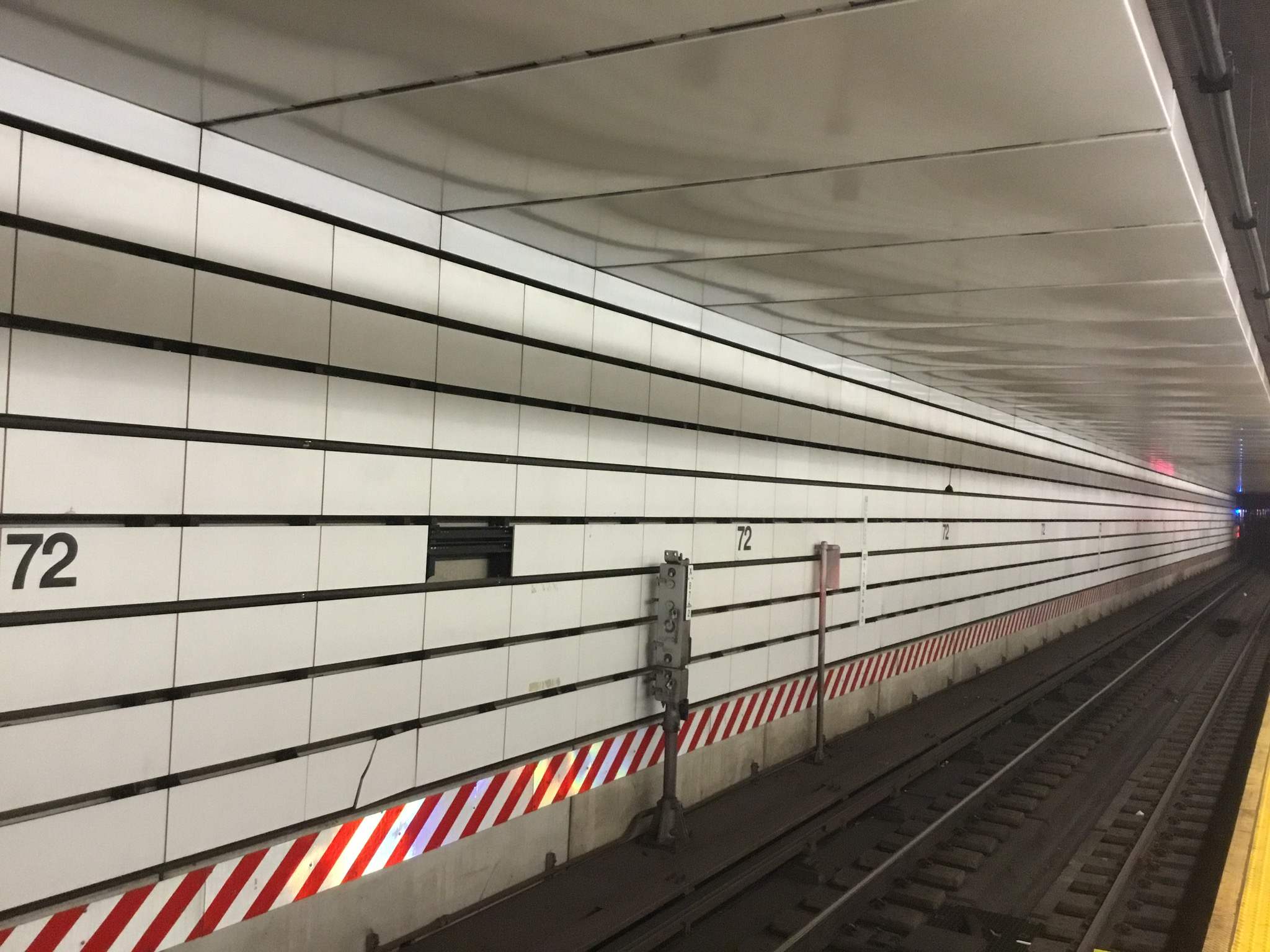
Beschädigte Porzellanfliesen, Second Avenue Line
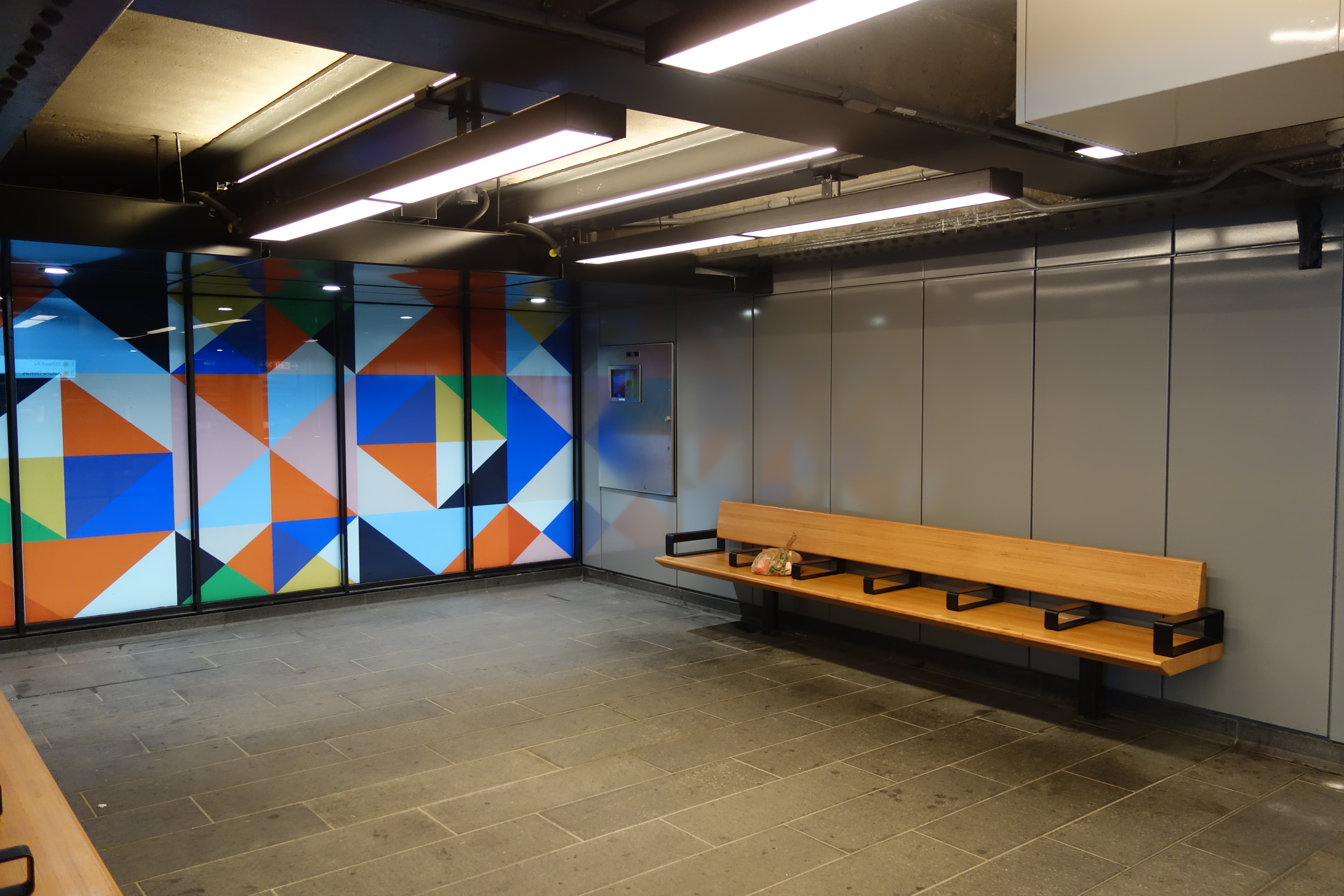
Renovierter Wartebereich 30th Avenue in Queens
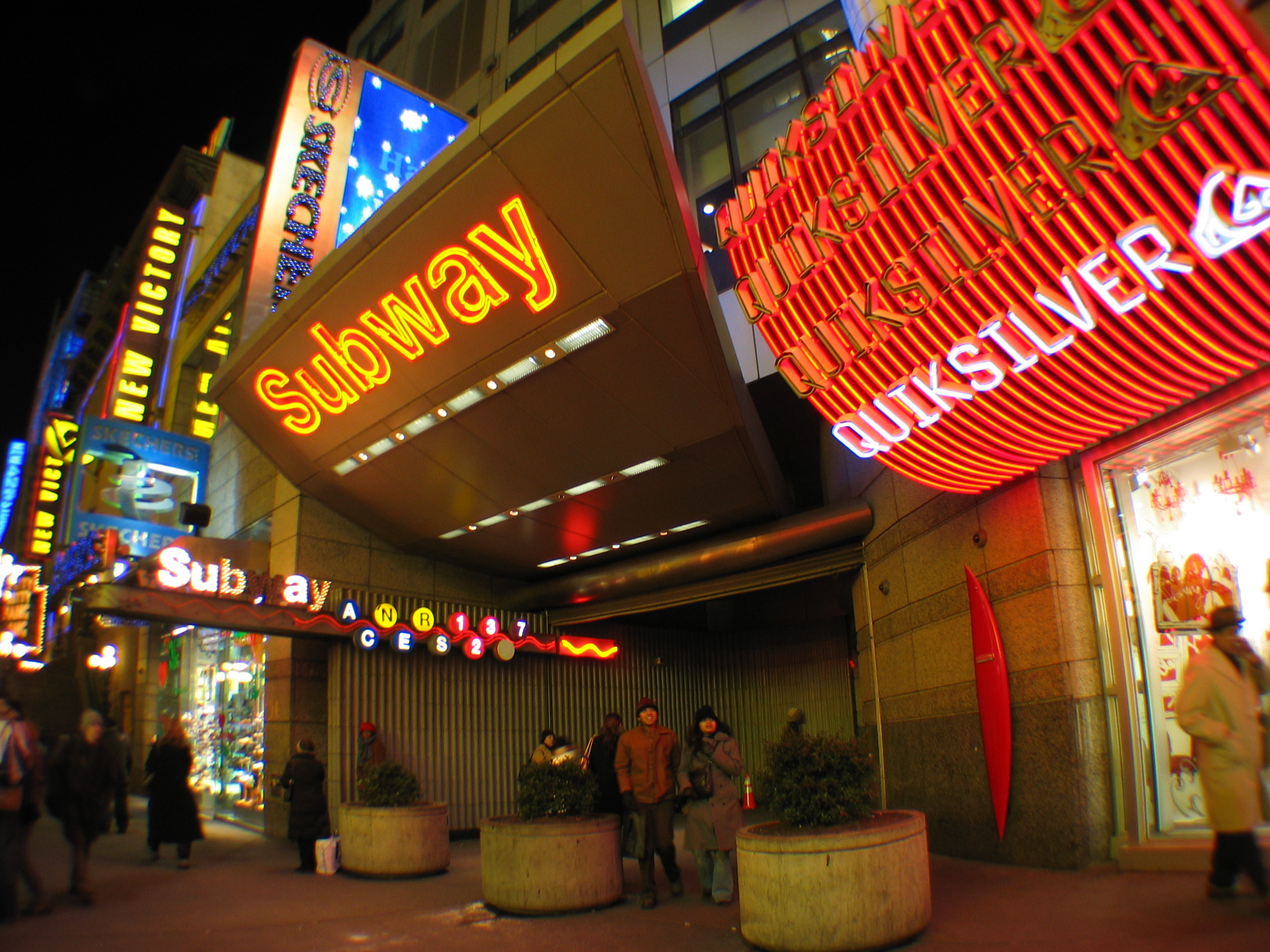
Leuchtreklame am Times Square
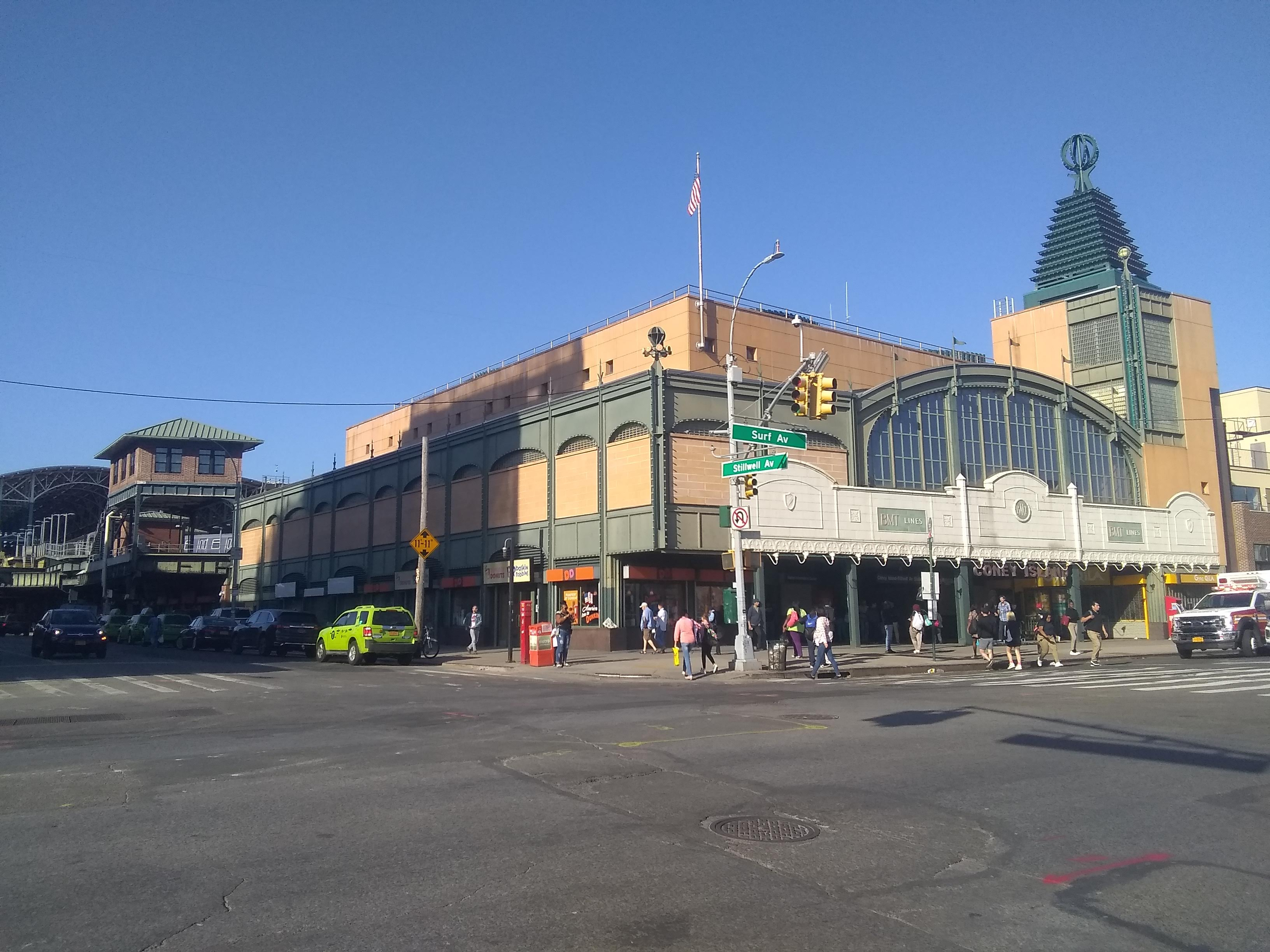
Bahnhof Coney Island–Stillwell Avenue
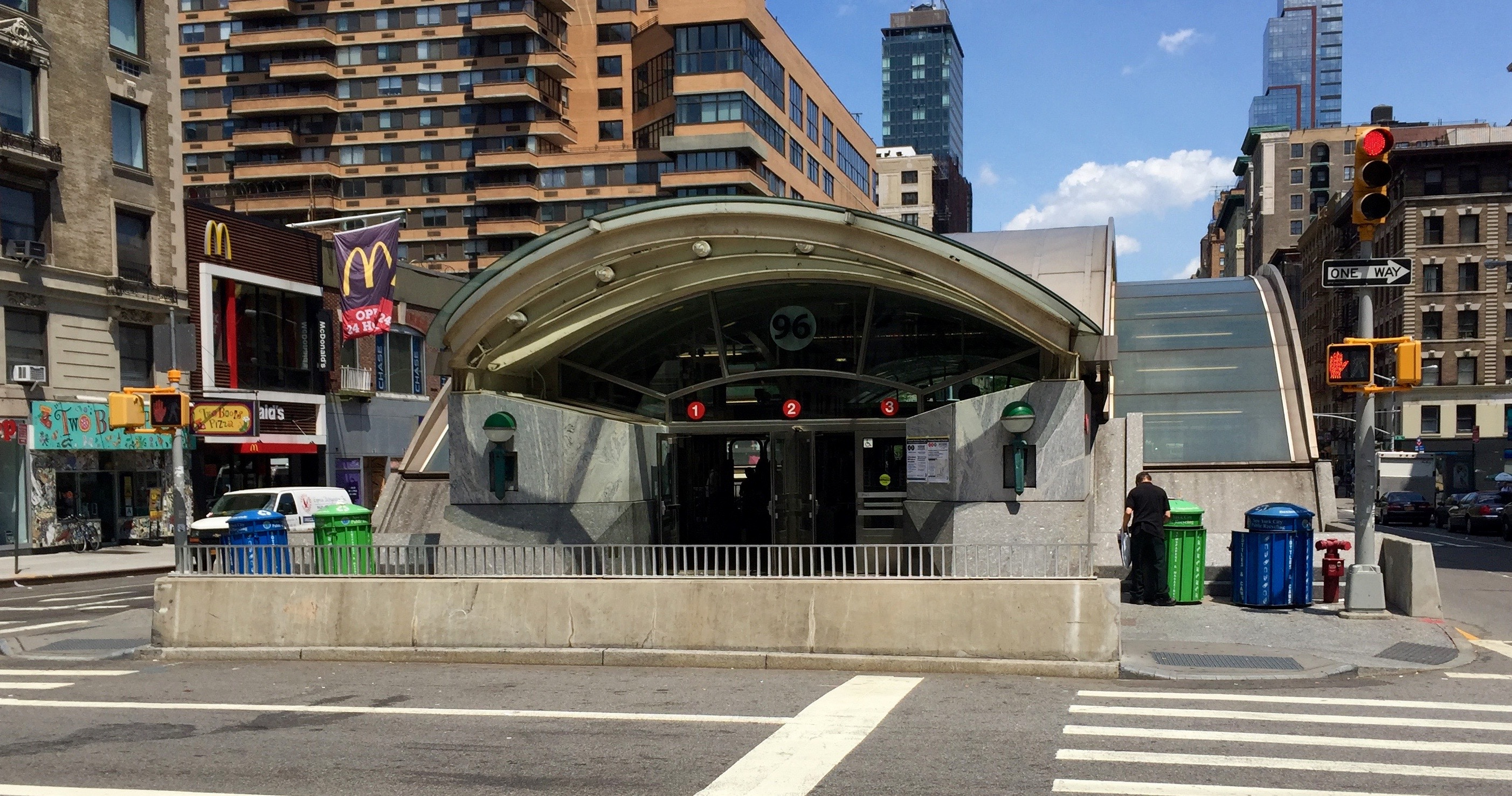
Zugang 96th Street der 2010er Jahre
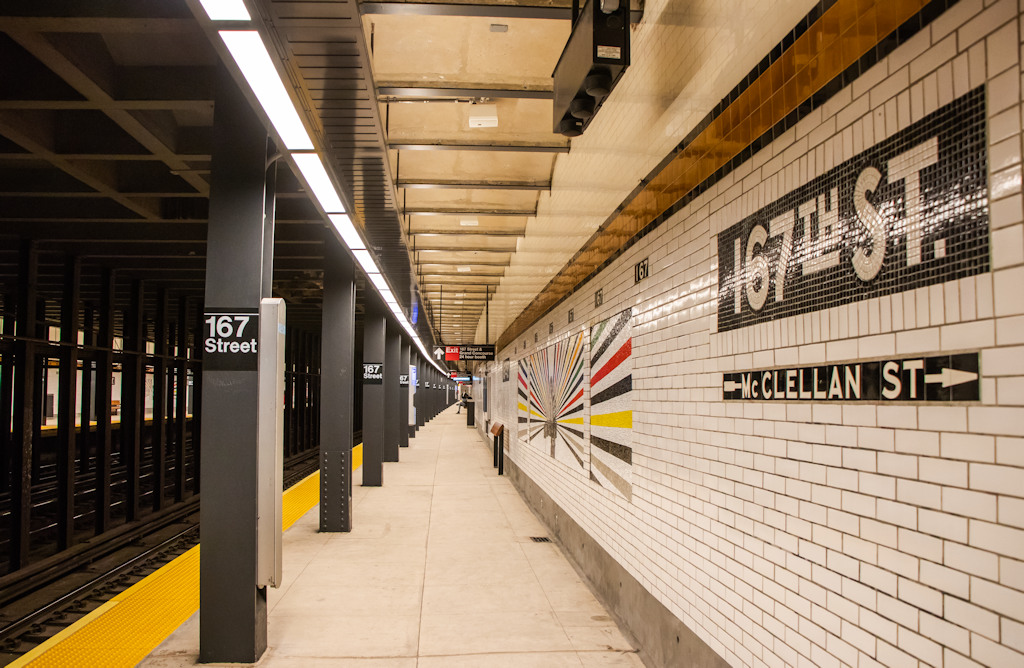
167th Street nach Renovierung, IND Concourse Line

Im MTA-Haushaltsplan 2015–2019 begann das Renovierungsprogramm Enhanced Station Initiative (ESI) für 31 Bahnhöfe. Sie wurden für die Dauer der Arbeiten geschlossen und mit Elementen wie Informationsbildschirmen und USB-Ladeports versehen, jedoch etwa die Hintergleiswände nicht erneuert, weil der Zugbetrieb aufrechterhalten wurde. Entstehungsgeschichtlich bedeutsame Elemente der Bahnhöfe werden insoweit erhalten, wie sie unter Denkmalschutz stehen. Im Haushaltsplan 2020–2024 gab es das Programm Re-NEW-vate, bei dem baubedingt angesetzte Wochenend-Sperrpausen für Auffrischungen mitgenutzt wurden.

### Grafische Gestaltung
Nach Kritik am optischen Umfeld der U-Bahn anlässlich der Weltausstellung in Flushing 1964/65 strebte die Transit Authority ein einheitliches Erscheinungsbild an. Die internationalen Gäste der Stadt sollten fortan eine leicht verständliche, zuverlässige Wegweisung vorfinden. Die frühere Dreiteilung und die Vernachlässigung der U-Bahn sollte mithilfe der neuen Werkzeuge des Grafikdesigns überwunden werden.
Die Designfirma Unimark International konzipierte ein bis heute weiterentwickeltes Corporate-Design-Handbuch, das seit 1970 maßgeblich ist. Es beschreibt ein modernes Leitsystem geprägt von italienischem Industriedesign und Schweizer Typografie. Bob Noorda hatte zuvor die Metro Mailand mitgestaltet und dafür den Industriedesignpreis Compasso d’Oro erhalten. Darauf aufbauend schrieb er mit Massimo Vignelli zugunsten von kontrastreich dargestelltem Klartext, anfangs in Schwarz auf Weiß, bewusst einen äußerst sparsamen Einsatz von Symbolen vor. Zunächst verwendete die Schilderwerkstatt der Transit Authority die Schriftart Akzidenz-Grotesk (unter deren internationalem Handelsnamen „Standard“); seit 1979 zunehmend und seit 1989 verbindlich wird die von Noorda und Vignelli ursprünglich vorgeschlagene Helvetica verwendet.
Die Subway besitzt kein prägnantes eigenes Logo. Das 1994 vorgestellte runde blaue MTA-Signet findet sich nicht nur bei der U-Bahn, sondern im Rahmen eines von Siegel+Gale entworfenen Markenkonzepts bei allen Betriebszweigen. Davor verwendete die MTA einen stilisierten Großbuchstaben M, wie er bei Metrosystemen in aller Welt vorkommt. Insofern wird die Gesamtheit der Wahrnehmung in New York bestimmt von den poppig bunt in Kennfarben gefüllten Kreisen mit den Linienbezeichnungen sowie den schwarzen Schildern mit weißer Schrift und einer dünnen Zierlinie am oberen Rand.

Grafische Identität der Subway
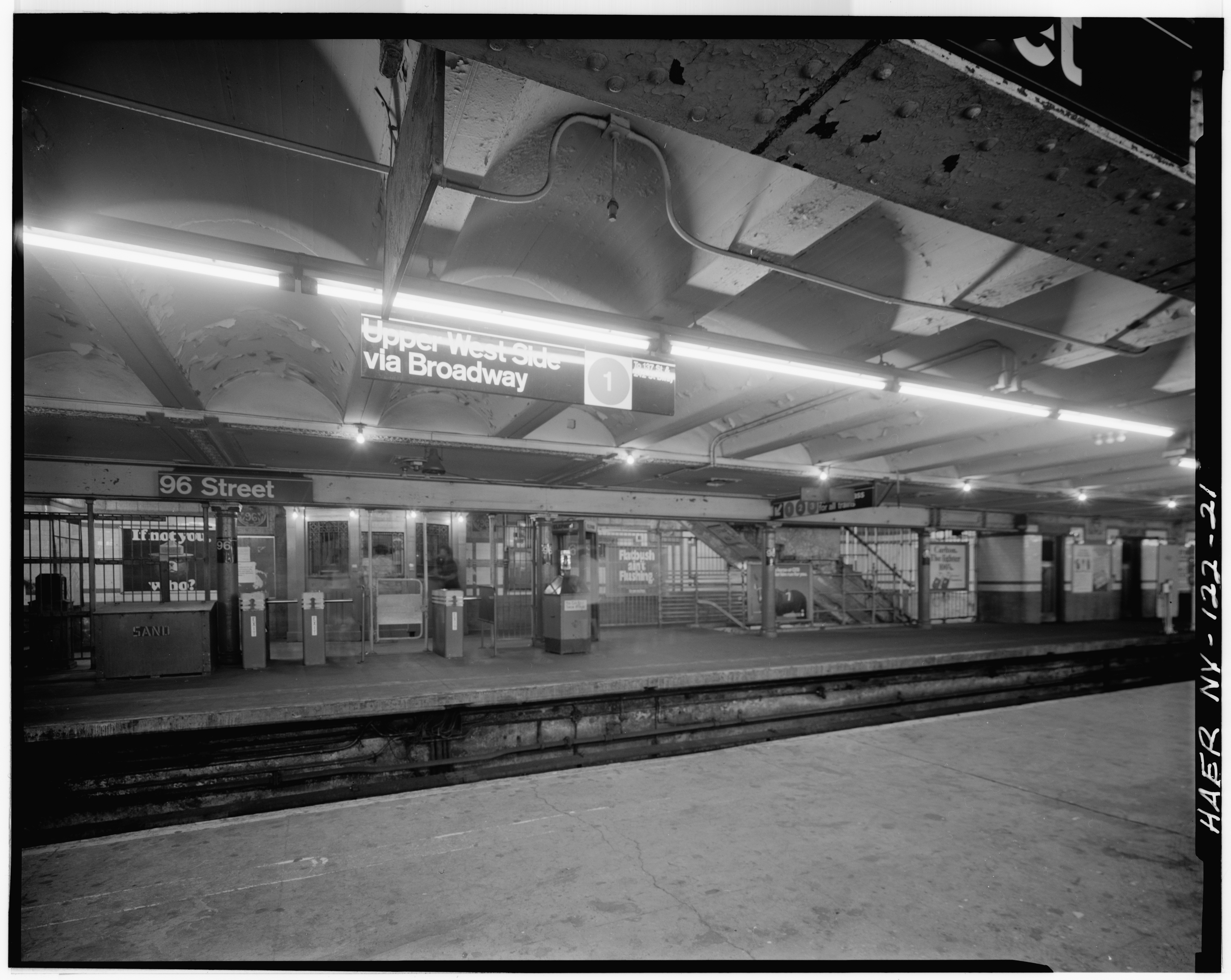
Weiß hinterlegtes Unimark-Signet auf schwarzem Stationsschild um 1970
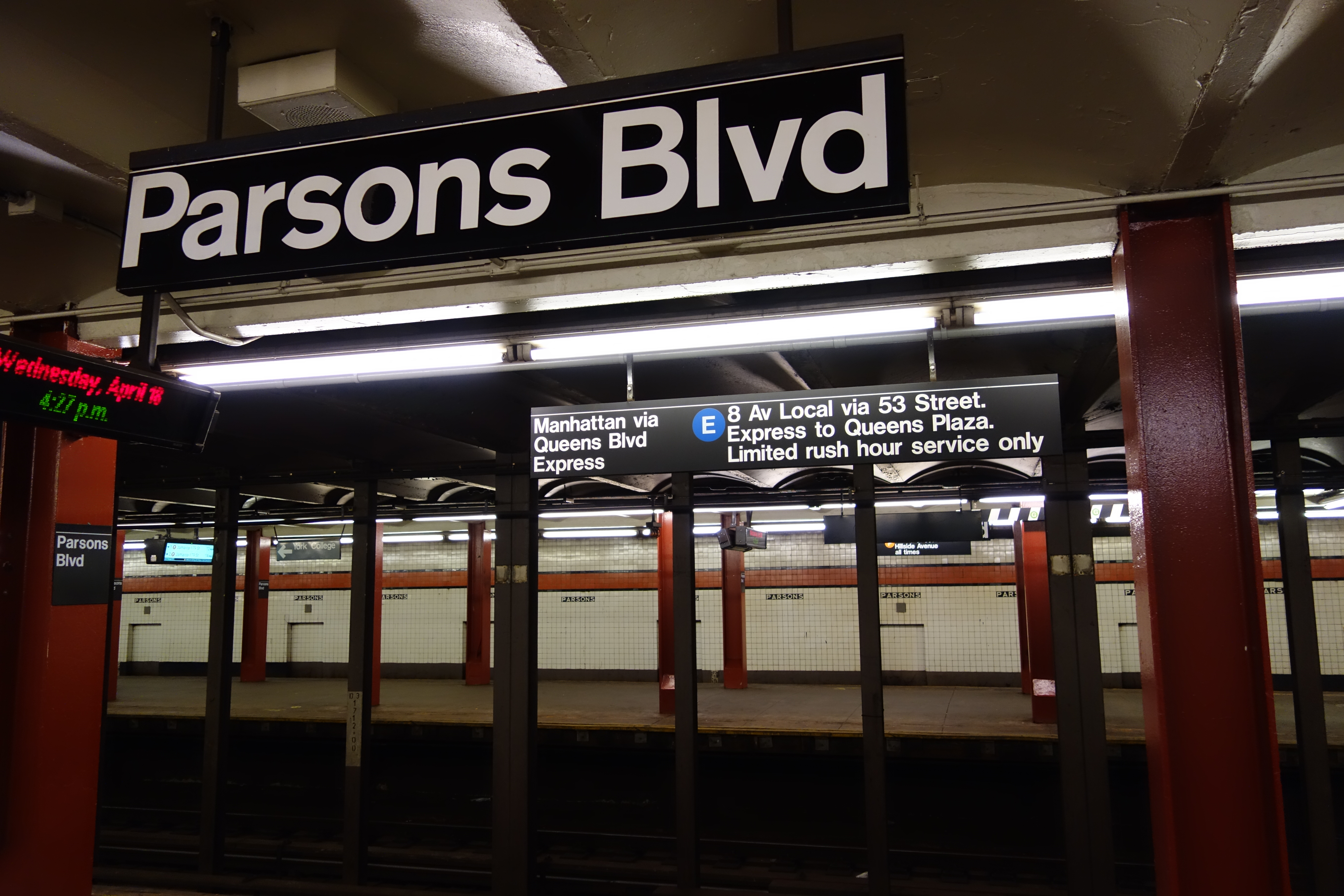
Beschilderung in Helvetica und Akzidenz-Grotesk, an der Wand Vickers’ modulare Schrift
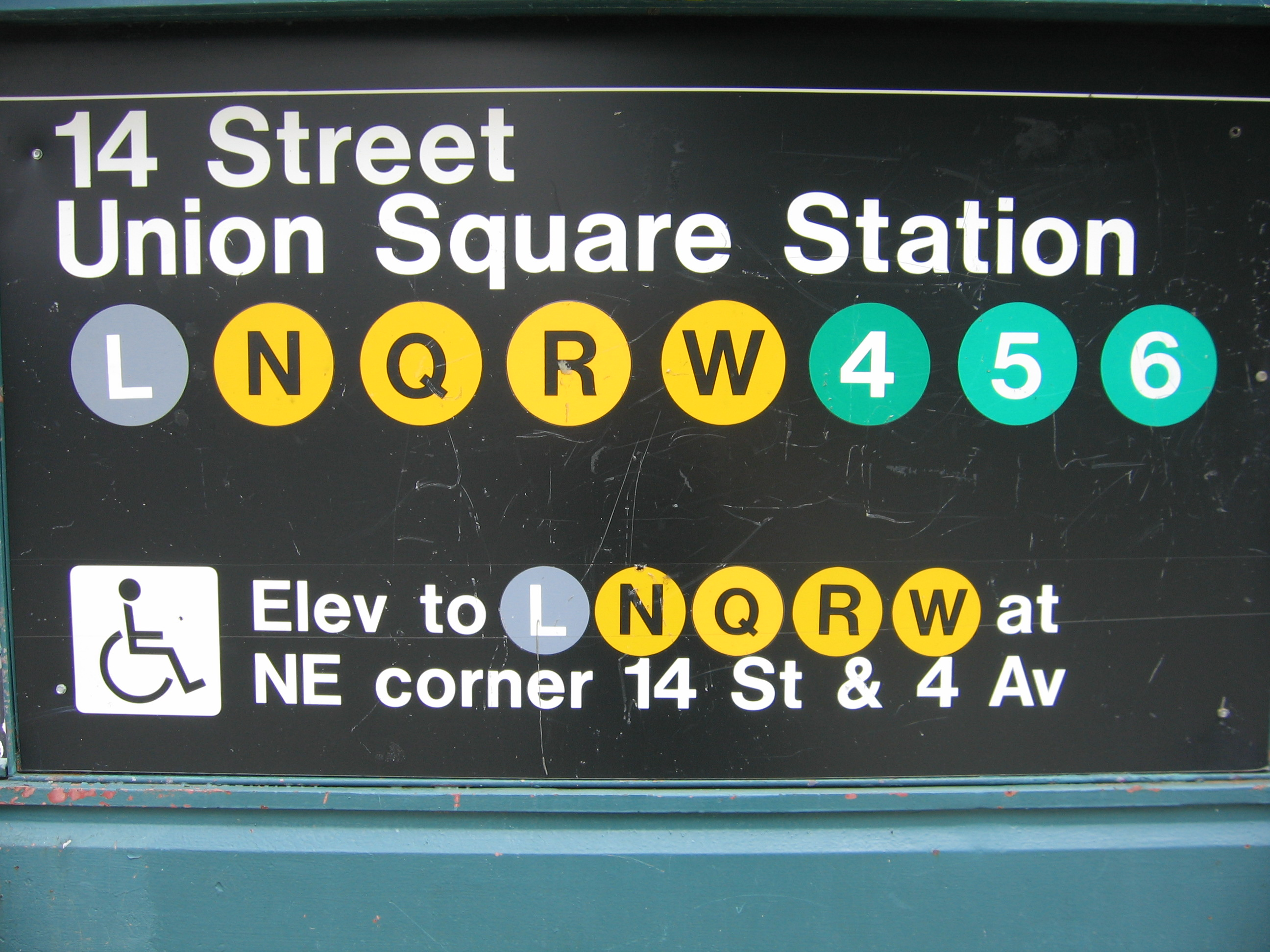
Bahnhofszugang mit Linienübersicht und Hinweis auf einen Aufzug
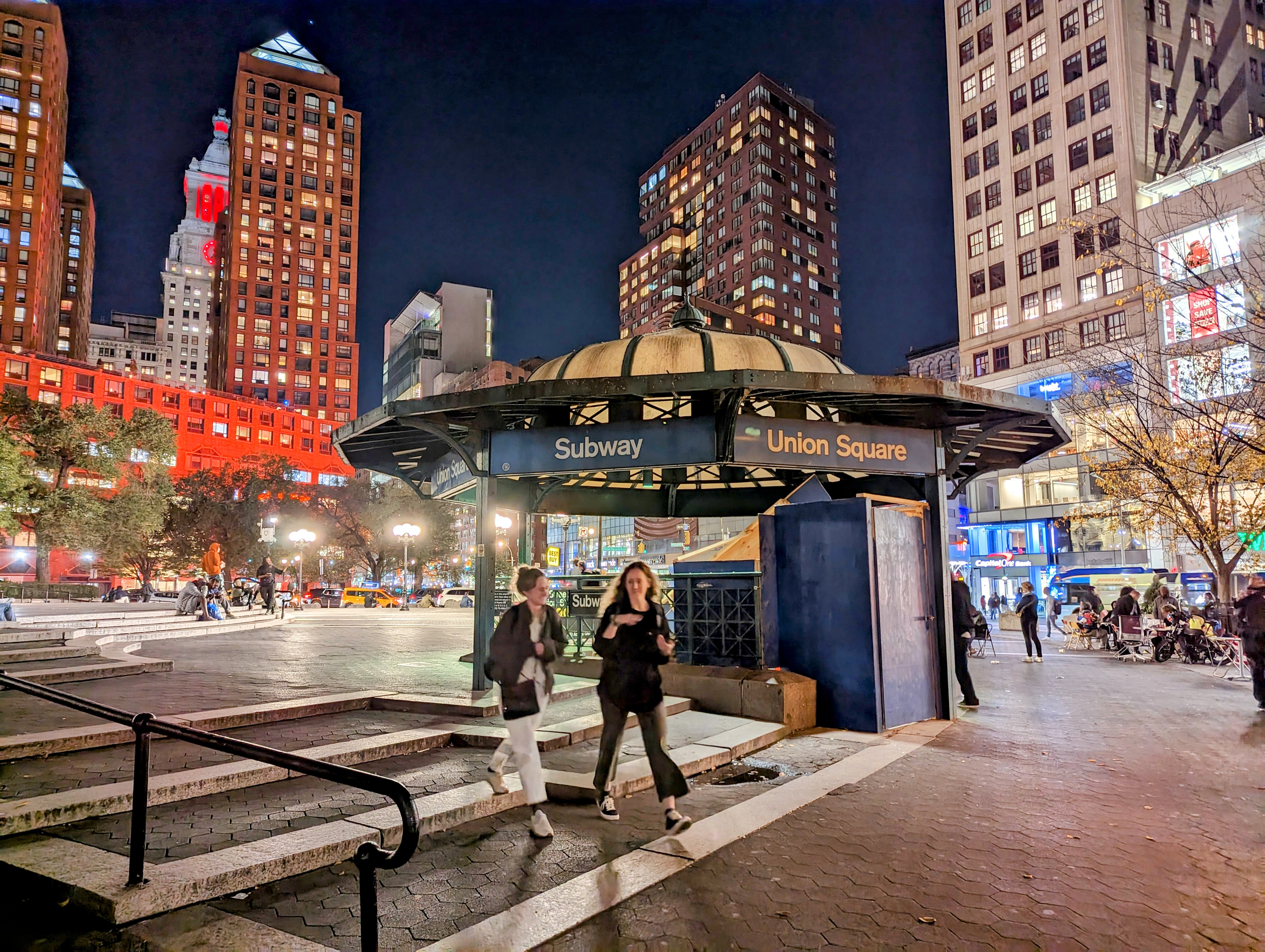
Untypischer Zugang am Union Square (2022)

### Streckenpläne

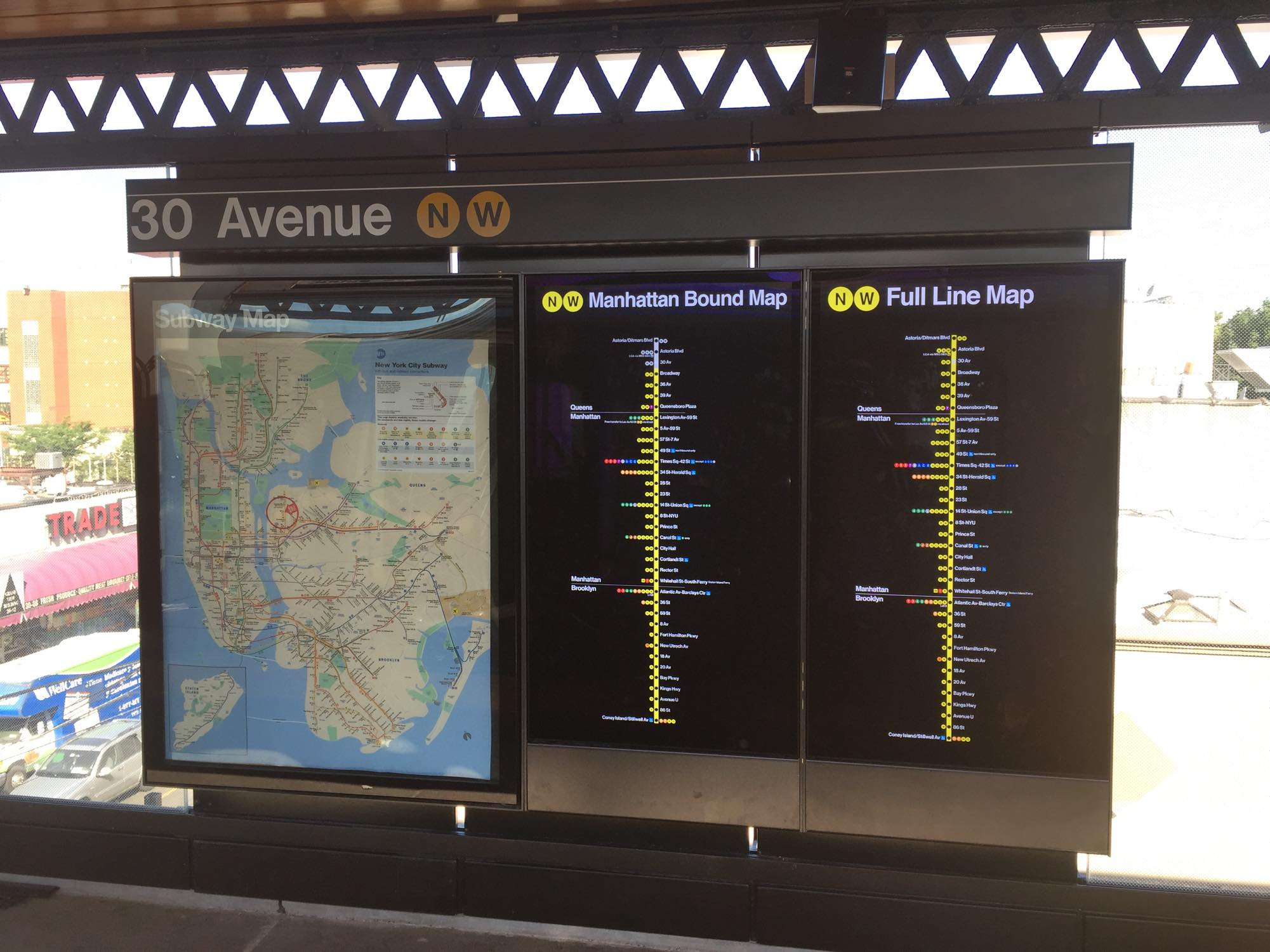
Streckenplan und Perlschnüre zur Fahrgastinformation am Bahnsteig

Bis zur Vereinigung der Netze veröffentlichten die drei U-Bahn-Gesellschaften Liniennetzpläne, die jeweils nur ihre eigenen Strecken abbildeten. Erst 1942 gab das Board of Transportation eine gemeinsame Streckenkarte heraus, die allerdings von privaten Verlagen zugekauft war.
Unter der Transit Authority wurde 1958 bis 1967 ein von George Salomon in der Tradition Harry Becks entworfenes Liniendiagramm ausgehängt. Die Inbetriebnahme der Chrystie Street Connection 1967 machte es unabdingbar, die Linien nicht länger anhand der drei früheren Betreibergesellschaften voneinander zu unterscheiden. In einem Ideenwettbewerb punktete Raleigh D’Adamo mit der Idee einer Kennfarbe für jede einzelne Linie, die danach ausgearbeitet wurde. Die 1967 umgesetzte Karte blieb eine Zwischenlösung, definierte aber bis 1979 die Palette der Kennfarben aus dem Pantone Matching System. Sie wurden im Auftrag der gerade gegründeten MTA auf die von Unimark entworfenen neuen Liniensignets und das Leitsystem in den Stationen ausgeweitet.
Joan Charysyn und Massimo Vignelli verwendeten diese Farben 1972 für ein radikal modernistisches Liniendiagramm mit geraden Strichen und fixen Winkeln. Dabei geriet der geografische Bezug zur Stadt zugunsten einer funktionalen Sicht auf das U-Bahn-Netz in den Hintergrund. Dieses Diagramm ist heute ein Exponat im Museum of Modern Art, wurde aber, nachdem es bei der Transit Authority zu personellen Veränderungen gekommen war, nur wenige Jahre im Alltag verwendet. Seit Anfang der 2020er Jahre Zeit wird die Vignelli-Karte in erneuerter Gestalt an einzelnen Stellen wieder benutzt.
Anschließend erhielt die Firma des Grafikers Michael Hertz den Auftrag für einen Streckenplan, der seit 1979 maßgeblich für die Gestaltung ist. Erstmals wurden in der Entwicklungsphase psychologische Aspekte berücksichtigt und Fahrgastbefragungen durchgeführt. Der Künstler Nobu Siraisi erarbeitete eine Darstellungsweise, in der die Abmessungen der einzelnen Stadtteile nicht proportional, sondern zweckmäßig gestaucht oder gestreckt dargestellt sind. Zur besseren Einordnung sind auch einige wichtige Landmarken, wie größere Straßen, der Central Park etc. mit eingezeichnet. Bis heute gültig ist das Prinzip der anhand der Stammstrecken in Manhattan gruppierten Kennfarben. Diese Farben wurden in die Linienbezeichnungen und Wegweisung übernommen, womit sie 1979 die linienspezifischen Farben von 1967 ablösten. Der Plan wurde nach dem ersten Erscheinen wegen seiner Klarheit und Übersichtlichkeit gepriesen. Aufgrund seiner Eingängigkeit und Verständlichkeit erlangte der Hertz-Plan einen ikonischen Status.

Generationen der Liniennetzpläne
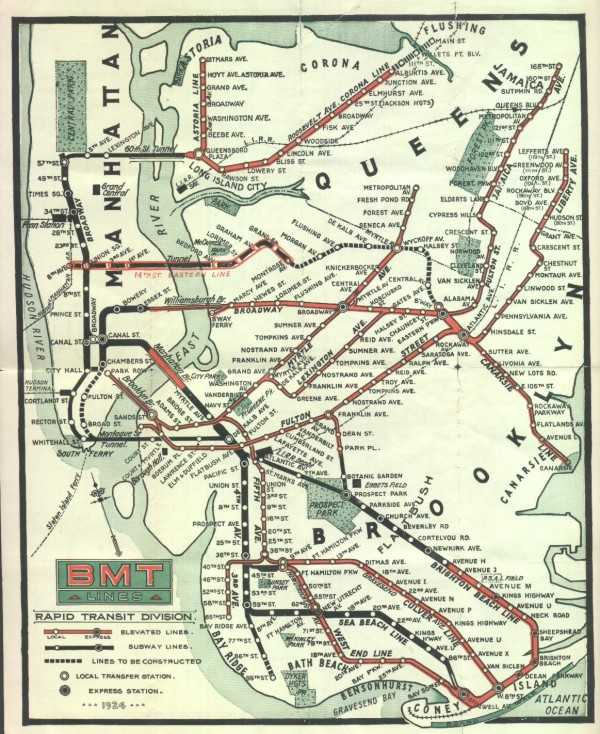
Typische Karte der BMT, 1924
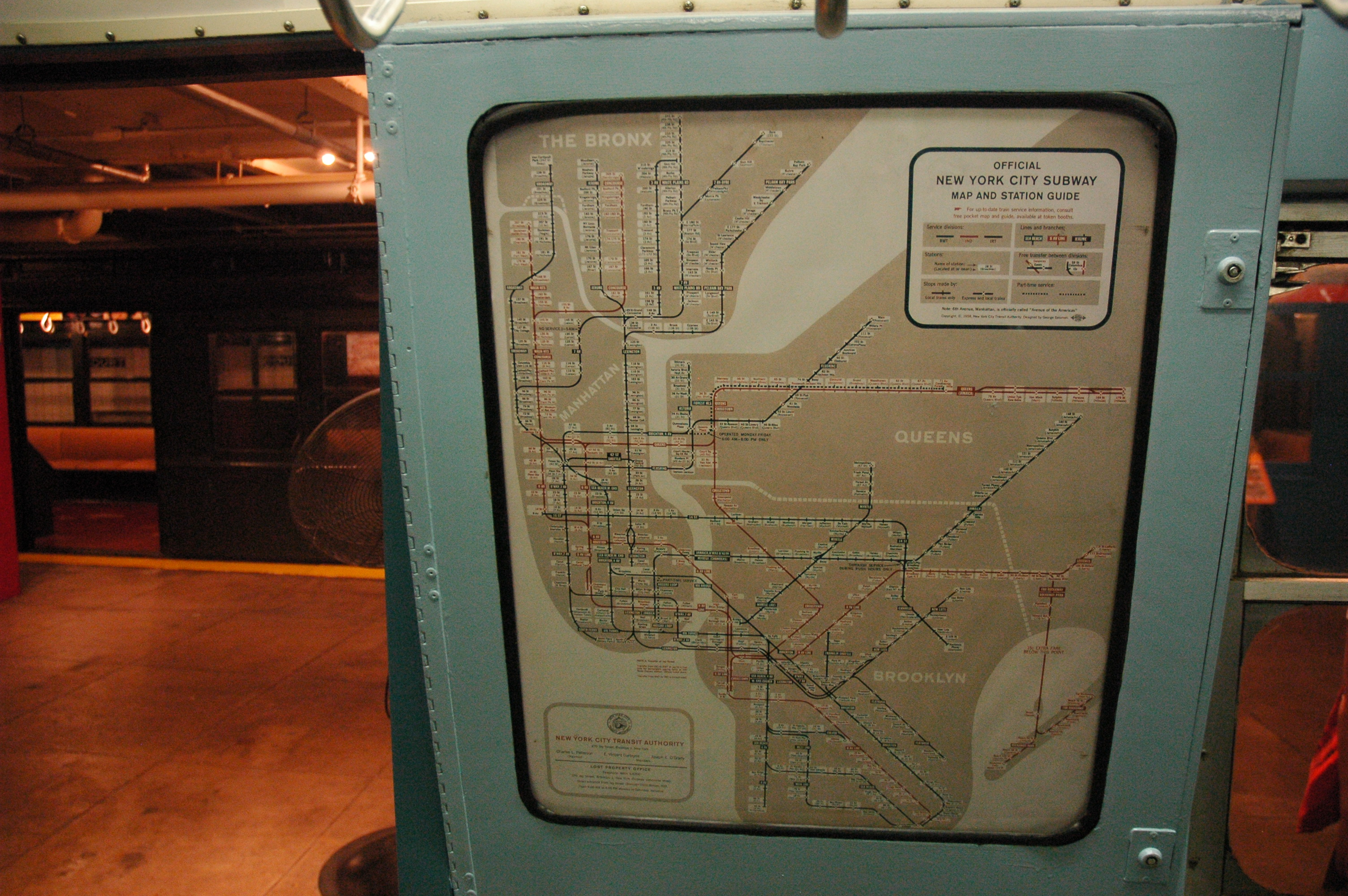
Salomon-Karte, 1958 bis 1967
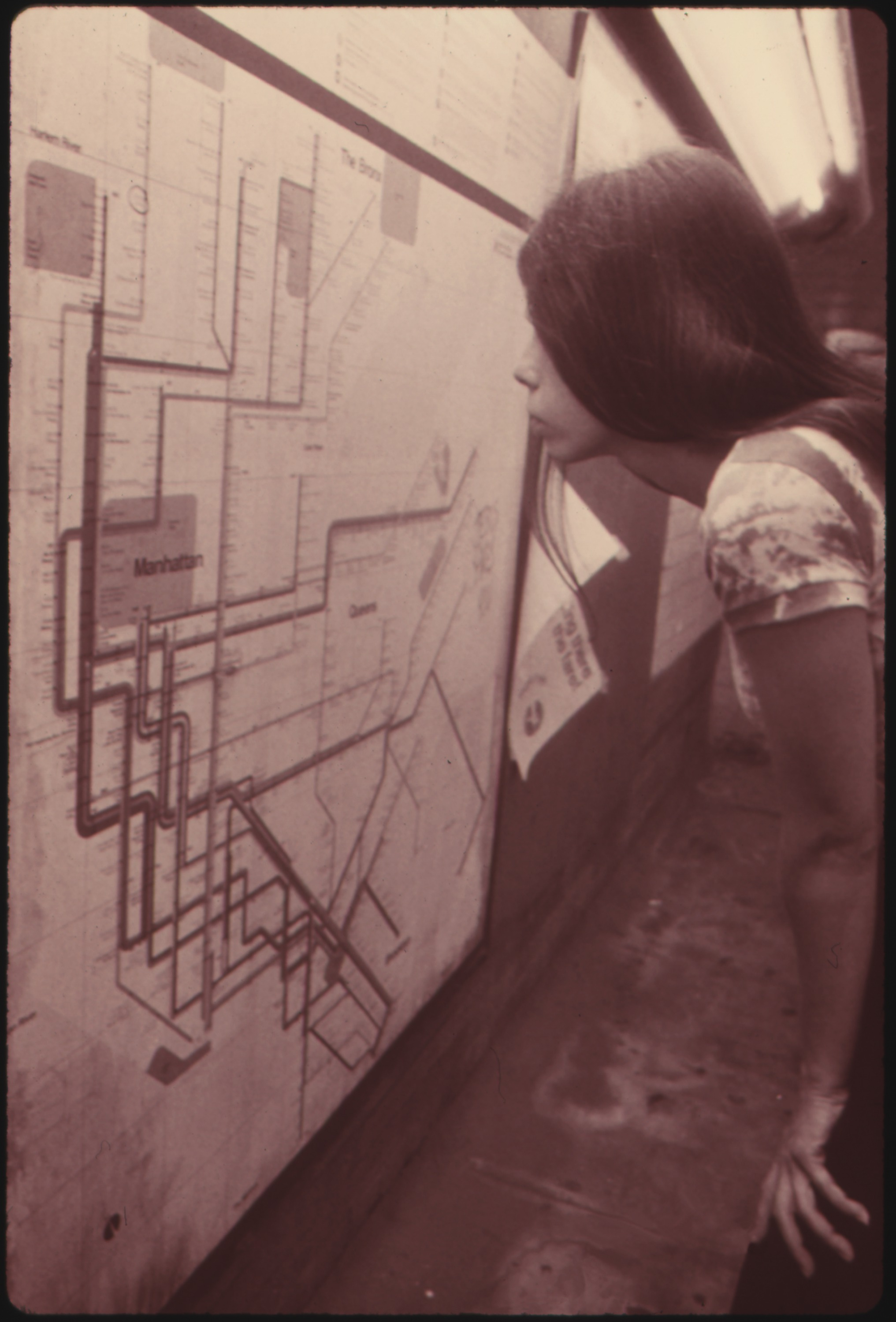
Rezeption der Vignelli-Karte, 1972 bis 1978
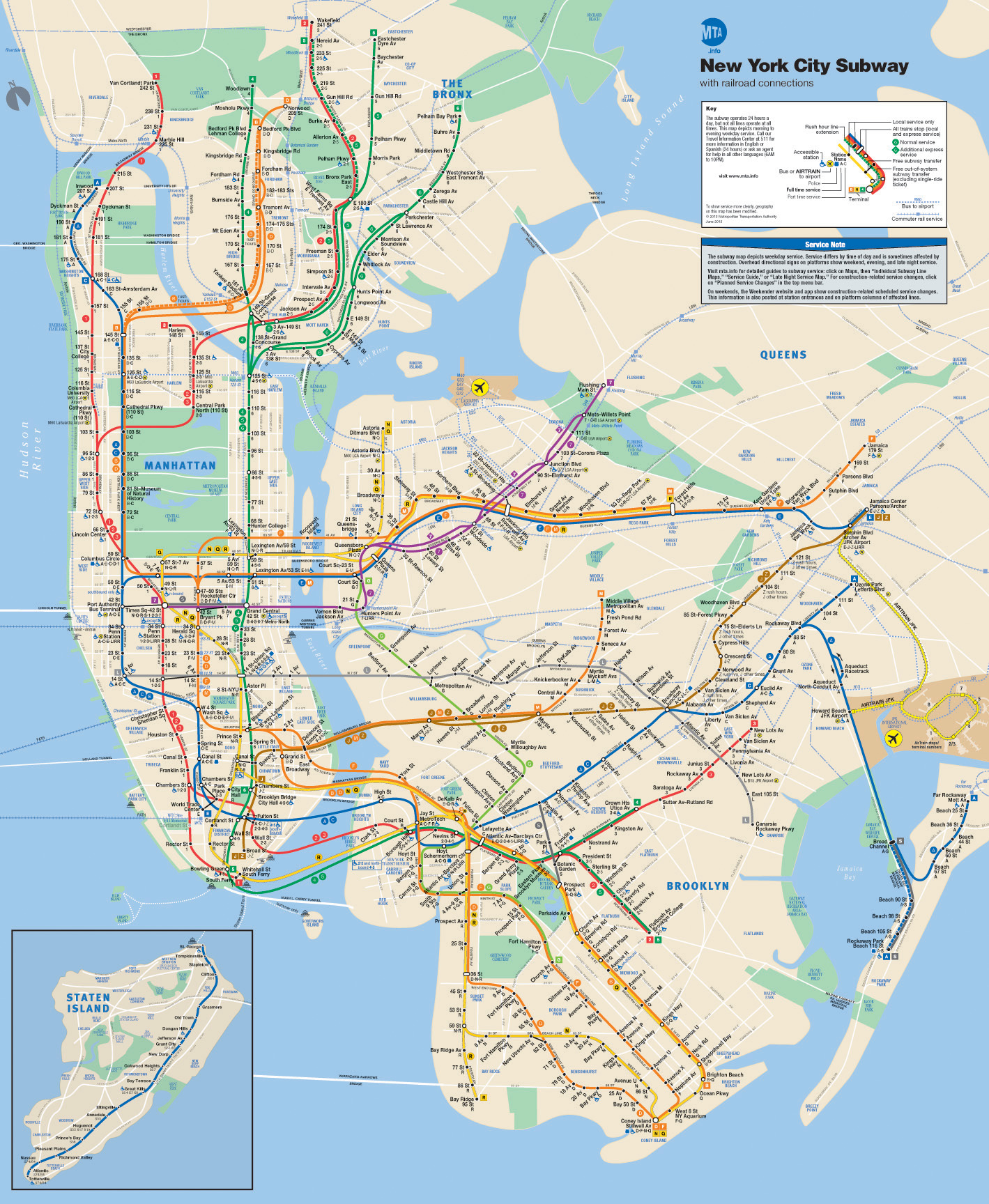
Offizielle Streckenkarte von 2013, basierend auf der Hertz-Karte seit 1978
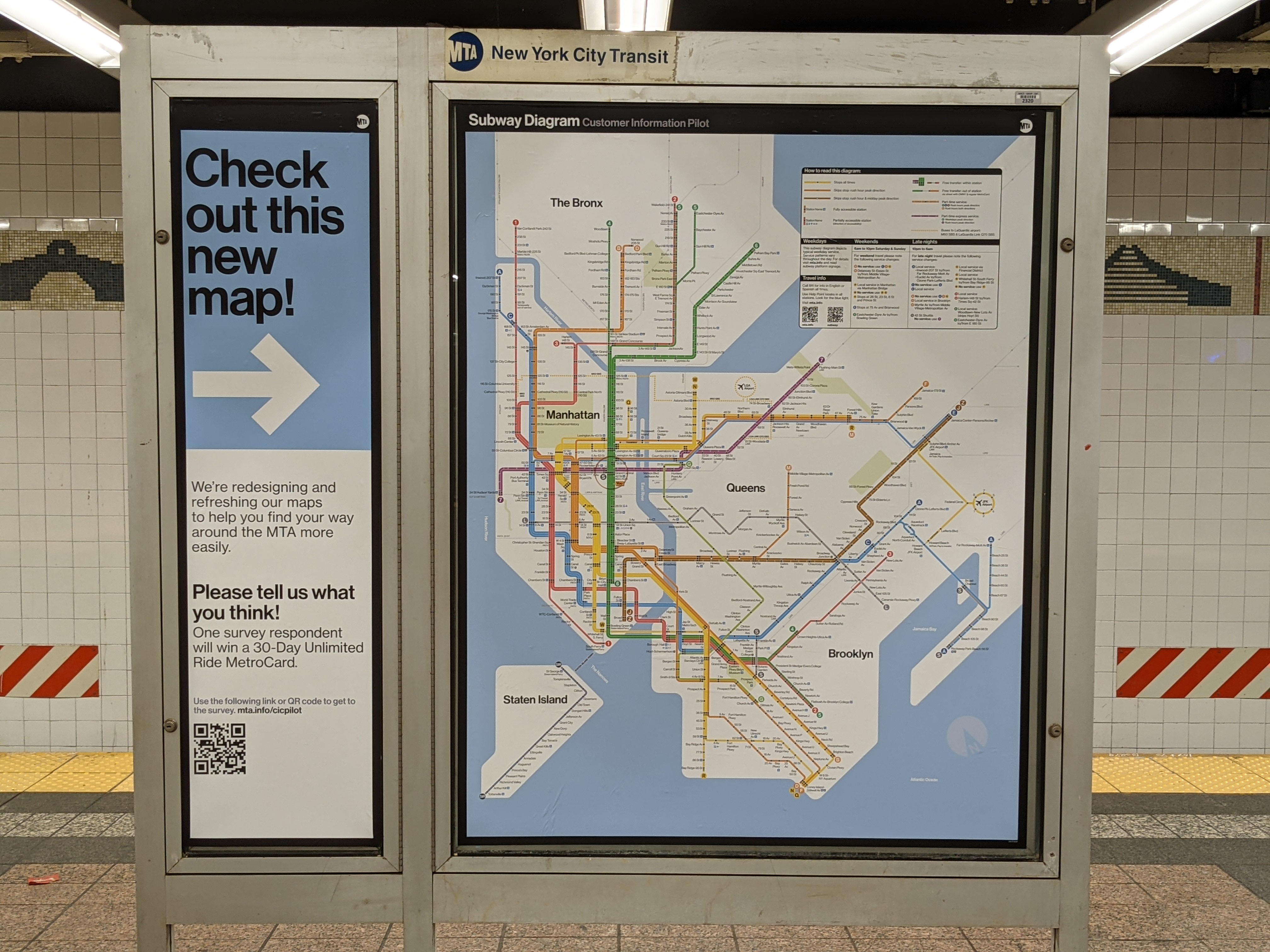
Vignelli-Karte in erneuerter Gestalt, 2021

### Entwicklung der Linienfarben
Die folgende Grafik zeigt den zeitlichen Verlauf der benutzten Liniennummern und -buchstaben und der ihnen zugeordneten Farben über die Jahrzehnte hinweg.

## Fahrzeuge

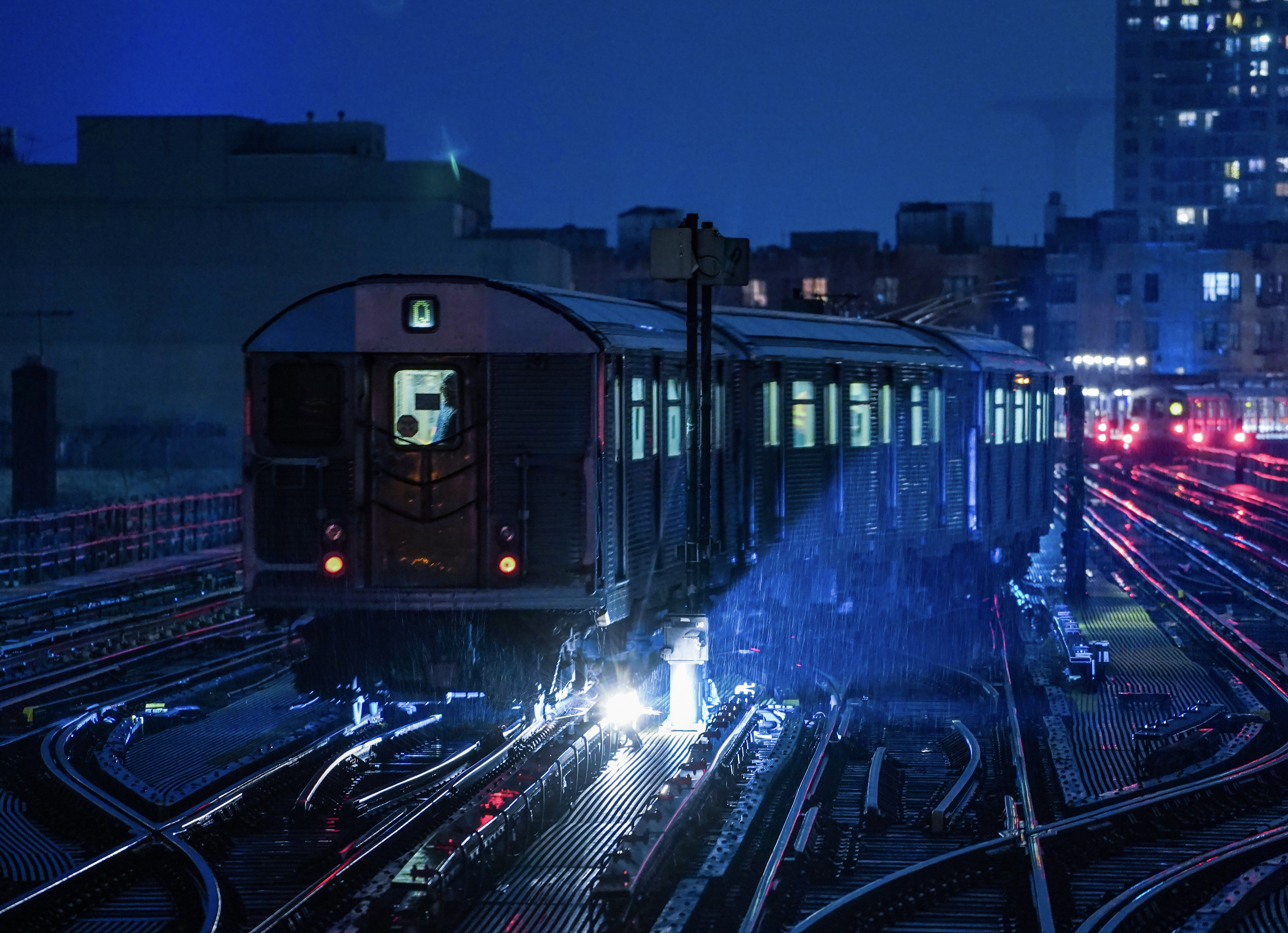
Lichtbogen zwischen Stromabnehmer eines fahrenden Zugs und der seitlichen Stromschiene

Die New York City Subway verfügt mit rund 6700 Personenwagen über einen der größten U-Bahn-Wagenparks weltweit. Die Wagen sind je nach Baujahr und Einsatzgebiet Solo- oder Doppeltriebwagen oder permanent zu Vier- oder Fünf-Wagen-Zügen gekoppelt. Die Fahrzeuge werden elektrisch betrieben. Die Stromaufnahme erfolgt über eine von oben bestrichene Stromschiene mit 600 Volt Gleichspannung. Die bauartbedingte Höchstgeschwindigkeit der Wagen beträgt 55 mph (88,5 km/h).
Die Wagen der schmalprofiligen Division A besitzen einen kleineren Wagenkasten als die der breitprofiligen Division B. Die Wagen der Division A haben drei Doppeltüren je Seite und sind 51 Fuß 0,5 Zoll (15,56 m) lang und maximal 8 Fuß 10 Zoll (2,69 m) breit, die der Division B haben vier Doppeltüren je Seite und sind 60 Fuß 2,5 Zoll (18,35 m) lang und maximal 10 Fuß (3,05 m) breit.
Bei beiden Divisions werden im Regelfall Züge zu je zehn Wagen gebildet, die dementsprechend unterschiedliche Längen und Beförderungskapazitäten haben. Ausnahmen sind die ehemalige Eastern Division der BMT mit acht Breitprofil- und die IRT Flushing Line mit elf Schmalprofilwagen.
Die derzeit (2019) eingesetzten Fahrzeuge stammen aus den Jahren 1964 bis 2015 und sind der zweiten, dritten und vierten Generation U-Bahn-Wagen zuzurechnen. Die Wagenkästen bestehen allesamt aus rostfreiem Stahl und sind, bis auf rote Zierelemente an den Fronten der R142 und R188, nicht farbig lackiert. Die Typbezeichnungen setzen sich aus einem ‚R‘ gefolgt von der Nummer des betreffenden Liefervertrags zusammen. Bei der Division A sind heute die Typen R62, R142 und R188 im Einsatz, bei der Division B die Typen R46, R68, R143, R160, R179 und R211. Die Fahrzeuge des Typs R160 wurden von 2005 bis 2010 beschafft, um die Wagen der Typen R32 bis R42 komplett zu ersetzen. Dies gelang jedoch nicht, da aufgrund von schweren Ermüdungserscheinungen an den Wagenkästen der R44 diese zuerst ausgemustert wurden. Ab 2016 wurden neue Breitprofilwagen vom Typ R179 ausgeliefert, die eine Weiterentwicklung der R160 darstellten. Am 30. Dezember 2019 wurden die R42, die jünger waren als die R32, aber sich in einem bedeutend schlechteren Zustand befanden, zum letzten Mal eingesetzt. Im Dezember 2021 und Januar 2022 wurden die letzten R32 mit Nostalgiefahrten verabschiedet.
Der neueste Fahrzeugtyp ist der Großprofil-Typ R211, welche die R32, die noch auf Staten Island verkehrenden R44 und den Großteil der R46 ersetzen soll. Die Fahrzeuge werden seit 2019 gebaut, seit 2021 ausgeliefert und werden seit dem 10. März 2023 im Fahrgastbetrieb eingesetzt. Ein kleiner Teil dieser Fahrzeuge wurden in einer durchgängig begehbaren Variante bestellt und sind die ersten durchgängig begehbaren Fahrzeuge des Netzes. Mit dem R262 ist eine Variante für das Kleinprofilnetz geplant.

Fahrzeuge der New Yorker U-Bahn
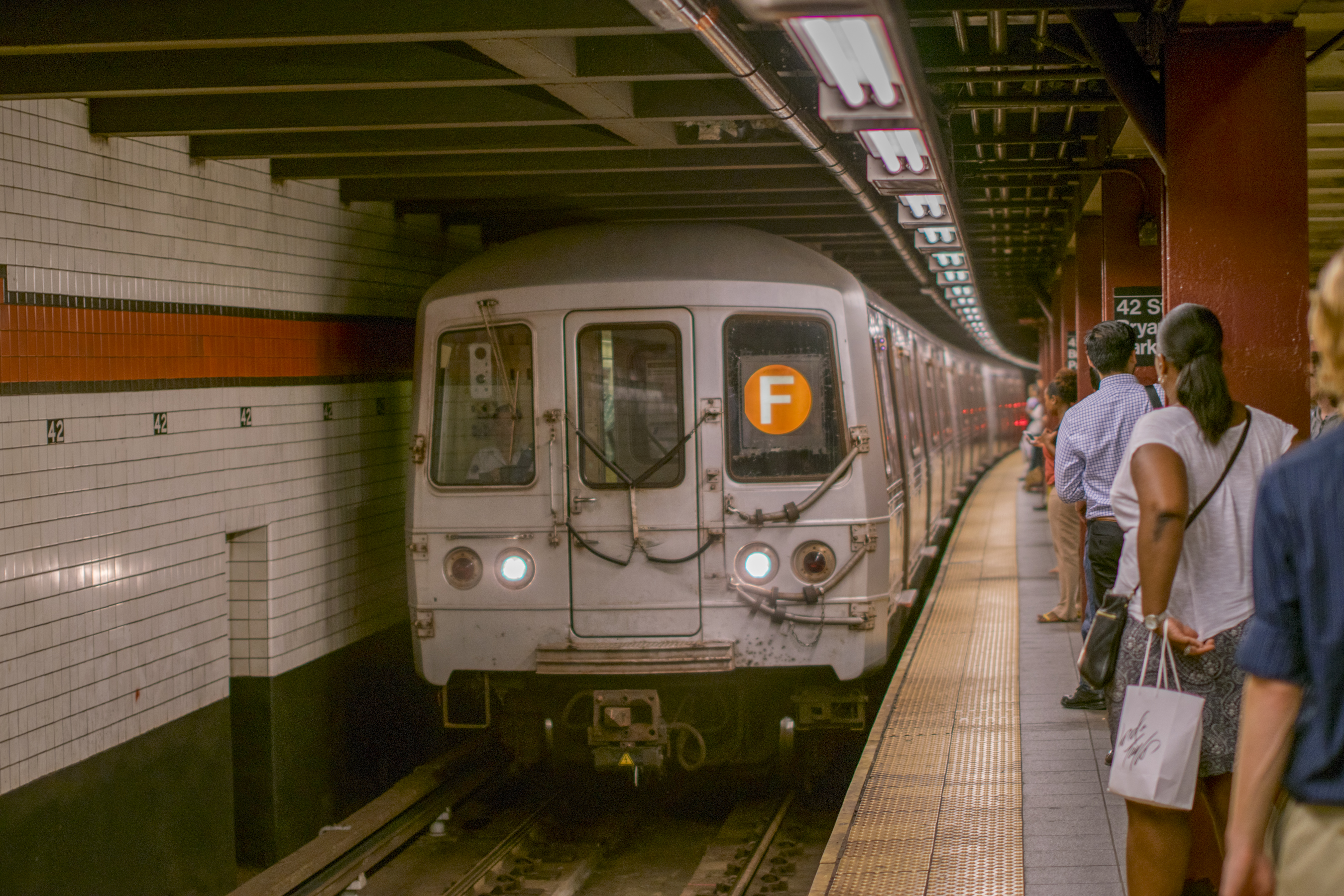
Der Typ R46 gehört der dritten Generation an und wurde von 1975 bis 1978 gebaut.
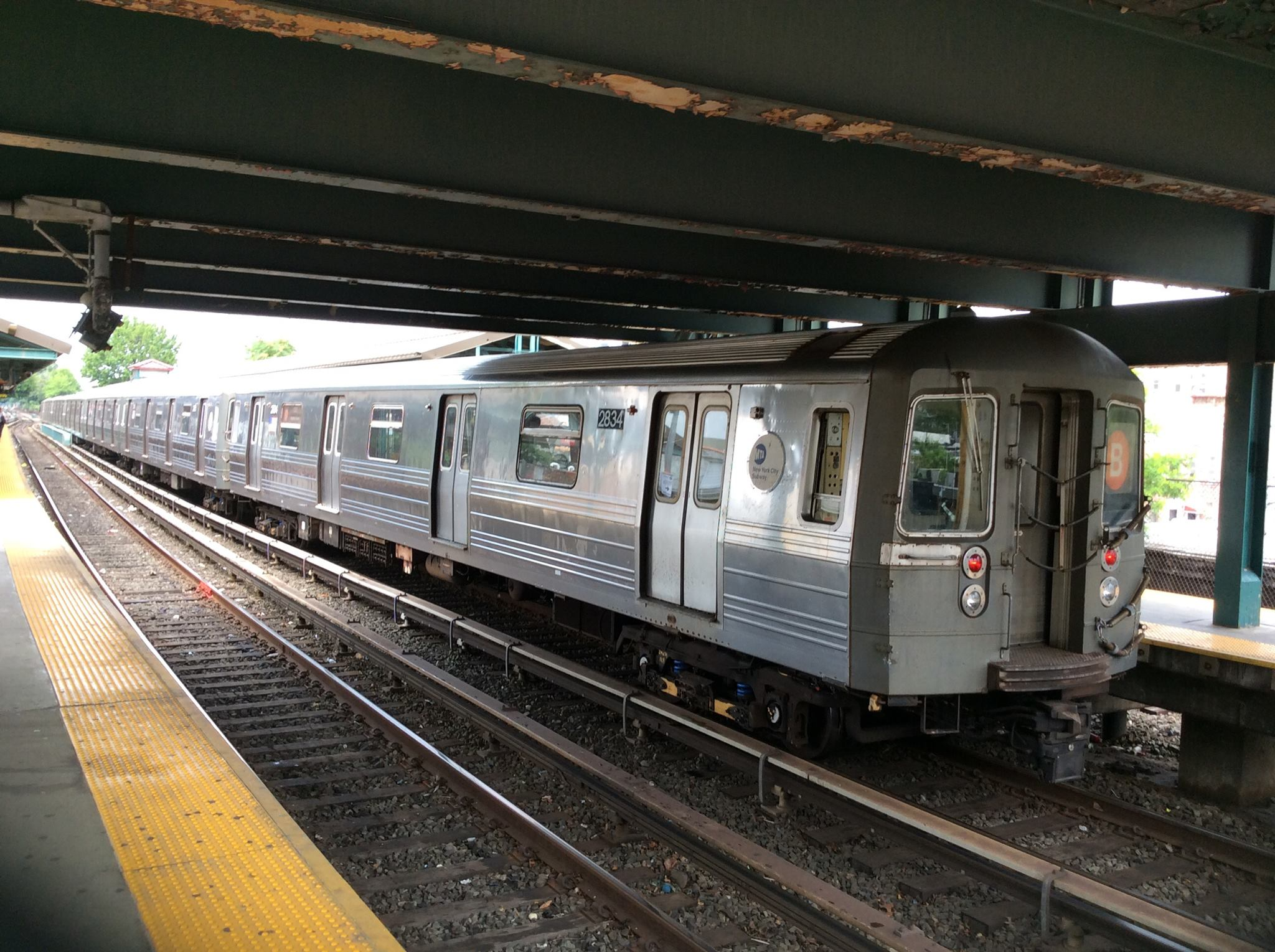
Der Typ R68 gehört zusammen mit den R44 und R46 den 75 Fuß langen Wagen an.
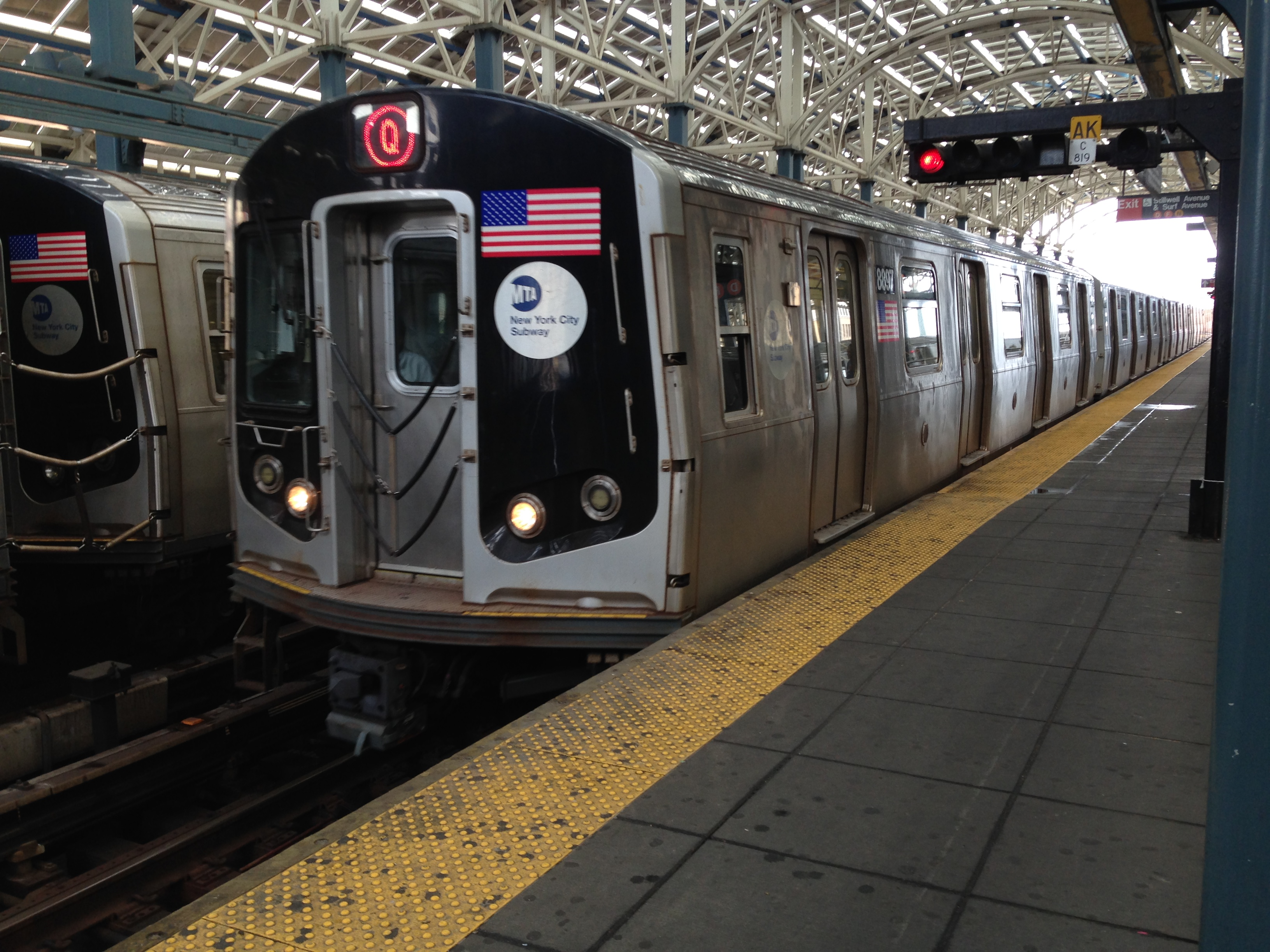
Die Typen R143, R160 und R179 ersetzten von 1998 bis 2019 den Großteil der Breitprofilwagen der 2. Generation.
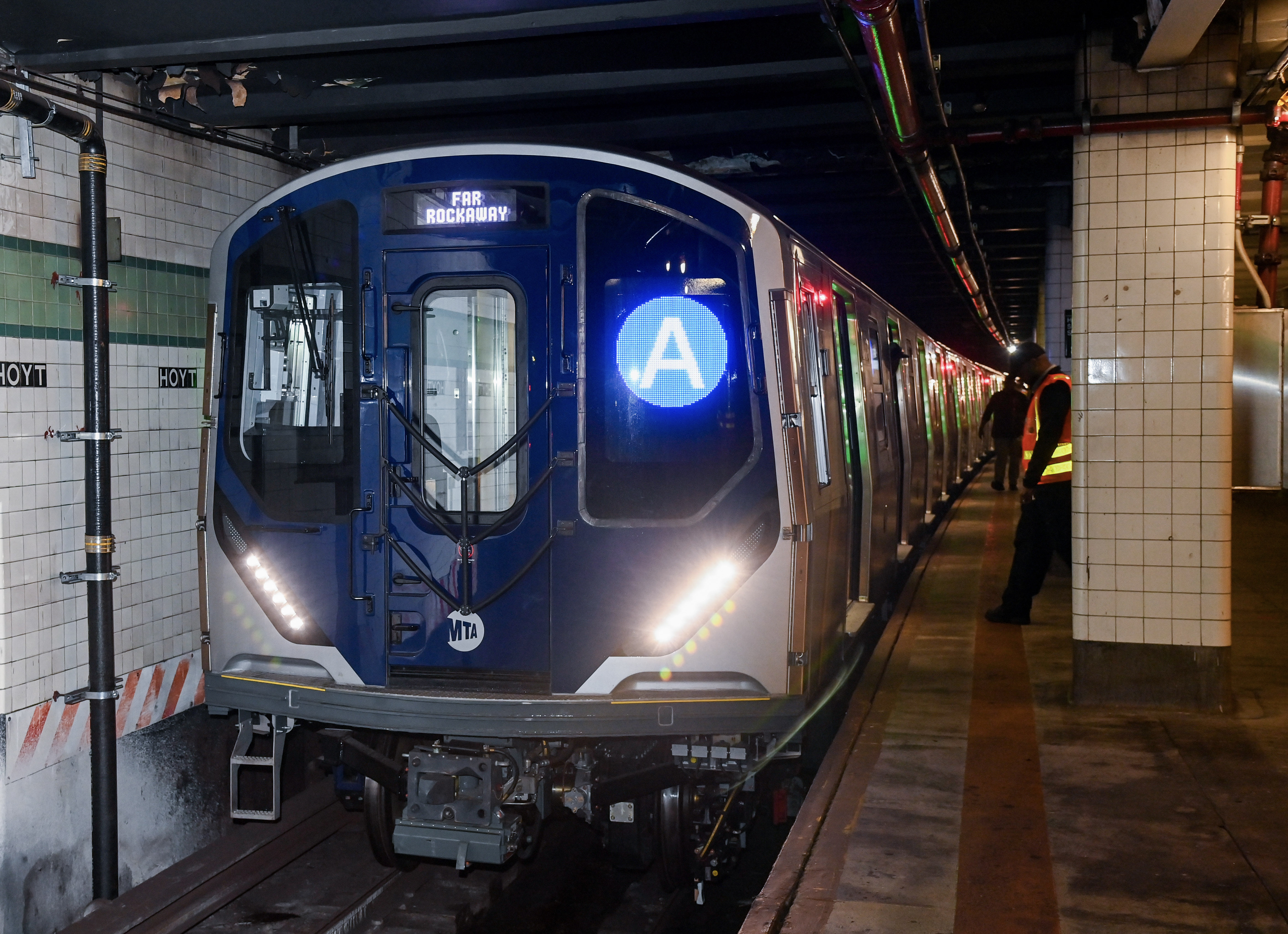
Der Typ R211 kommt seit 2023 zum Einsatz
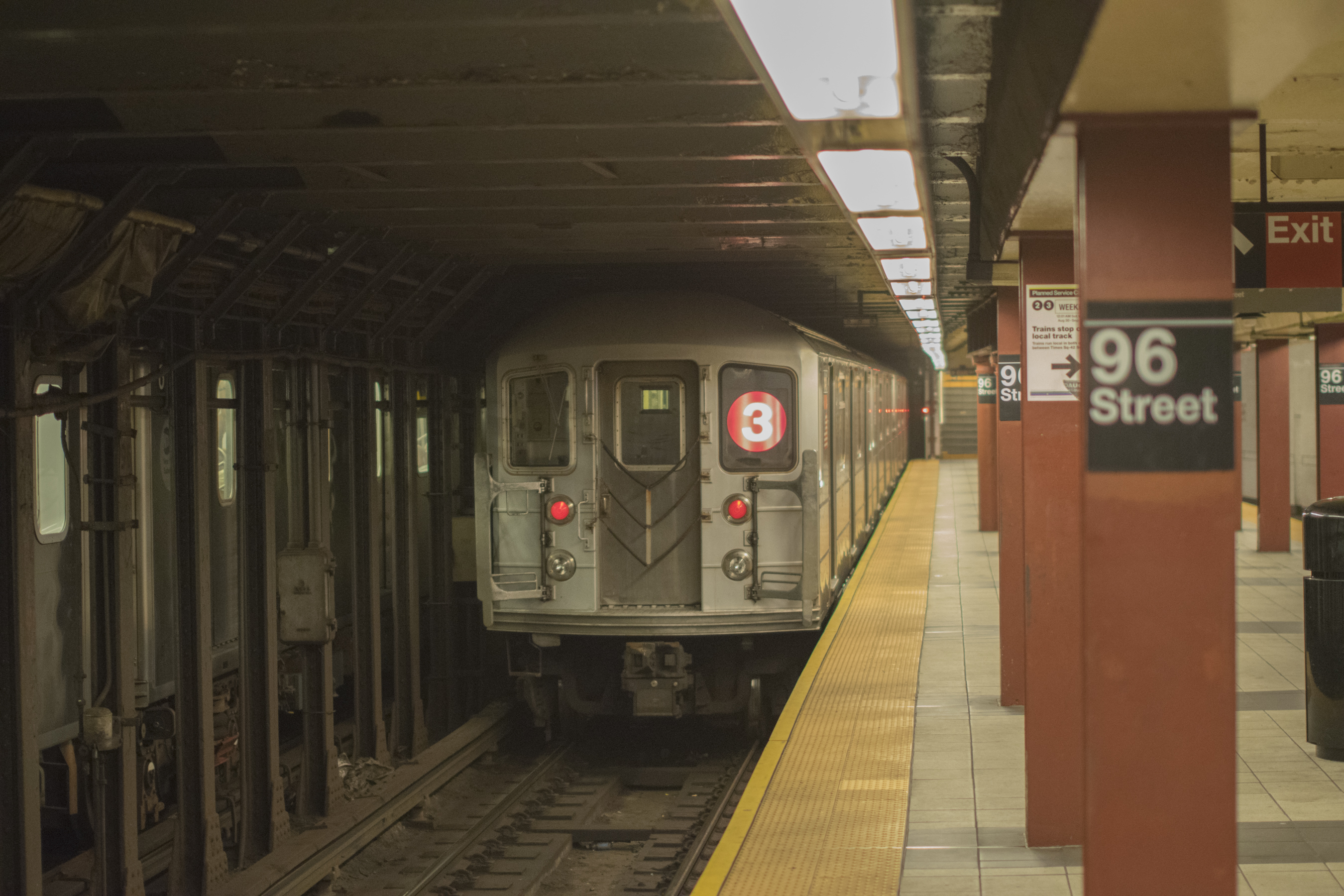
Der Typ R62 ist seit 1984 im Schmalprofilnetz der Division A unterwegs. Er entspricht, von seinen Maßen abgesehen, weitgehend dem R68.
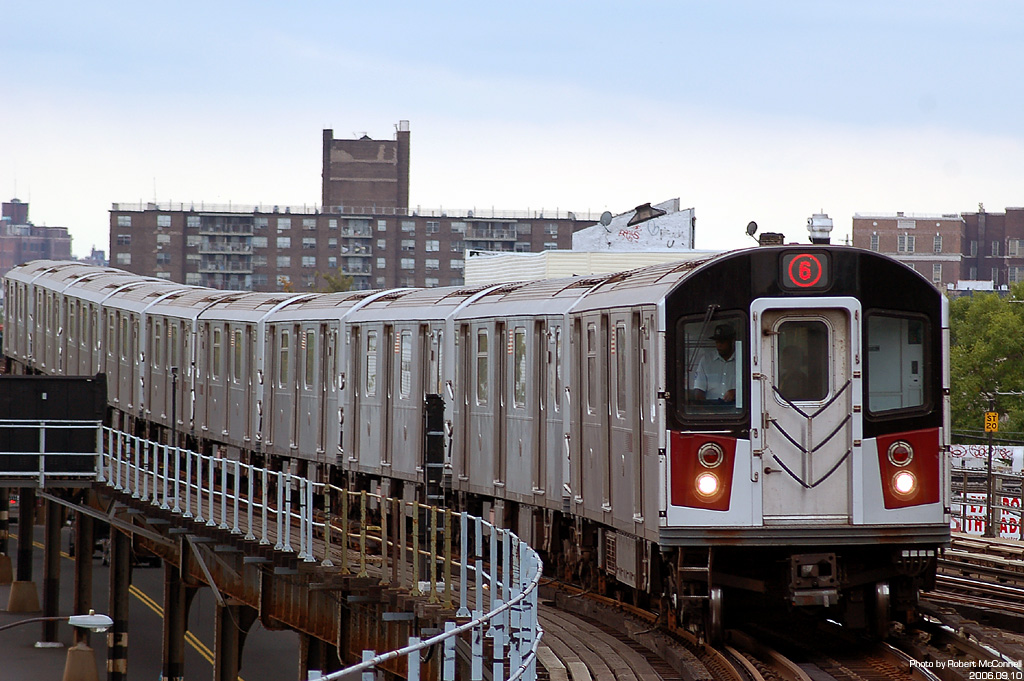
Die Typen R142 und R188 sind Schmalprofilversionen der R143
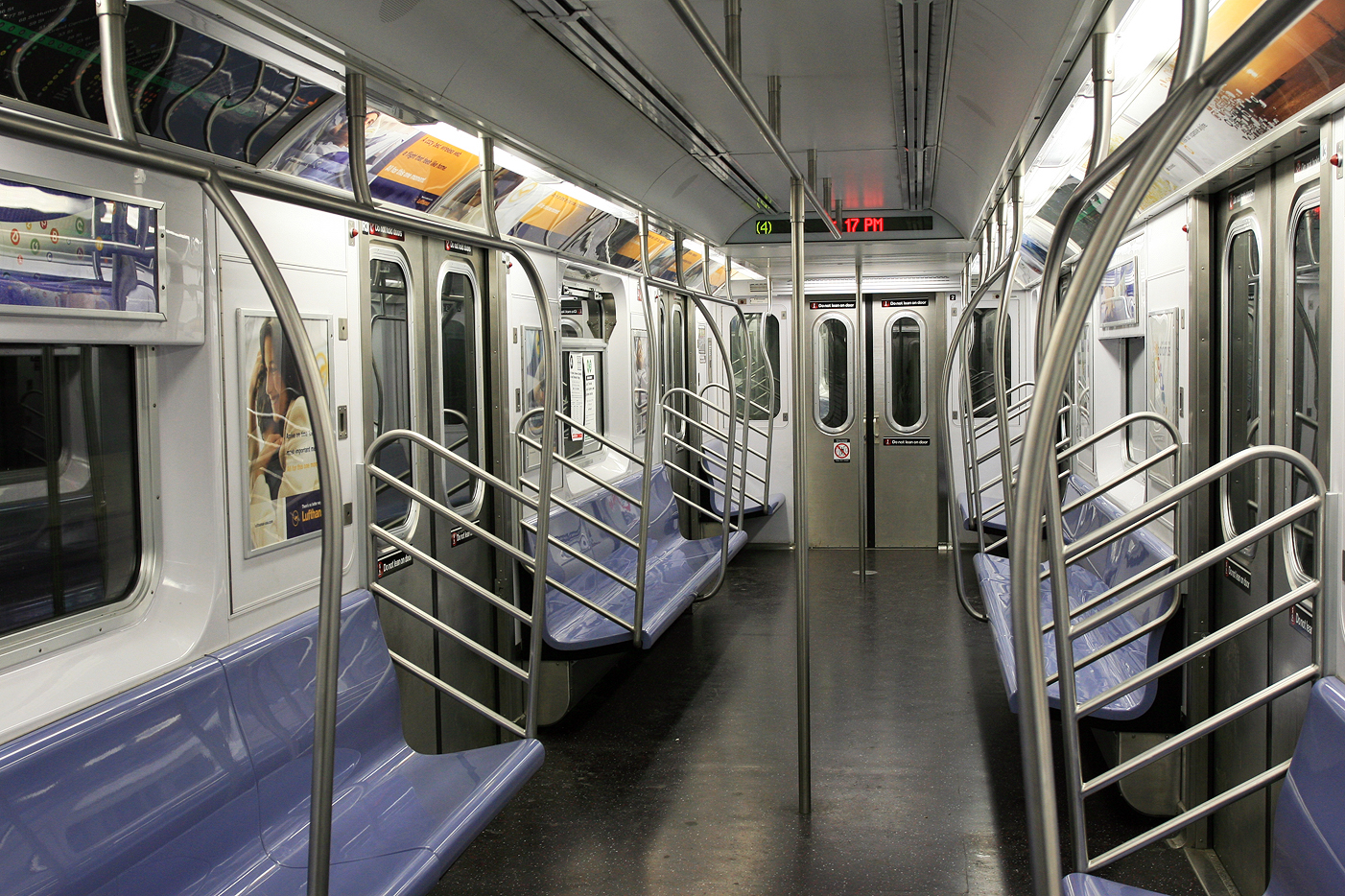
Innenraum eines R142/R188

## Betriebshöfe und Werkstätten
Die New Yorker U-Bahn verfügt über insgesamt 21 Betriebshöfe (yards), einen Gleisbaubetrieb (ebenso yard) und eine Hauptwerkstatt (shop). Yards sind mit Betriebswerkstätten vergleichbare Anlagen. Sie verfügen neben einer größeren Abstellanlage in der Regel über Waschanlage und eine Werkstatt für kleinere Arbeiten, wie Reinigung oder Tausch kaputter Fensterscheiben. In zwei Betriebshöfen sind zudem Bautrupps stationiert. Größere Arbeiten werden heute fast ausschließlich in der Hauptwerkstatt auf Coney Island durchgeführt.

### Coney Island Complex

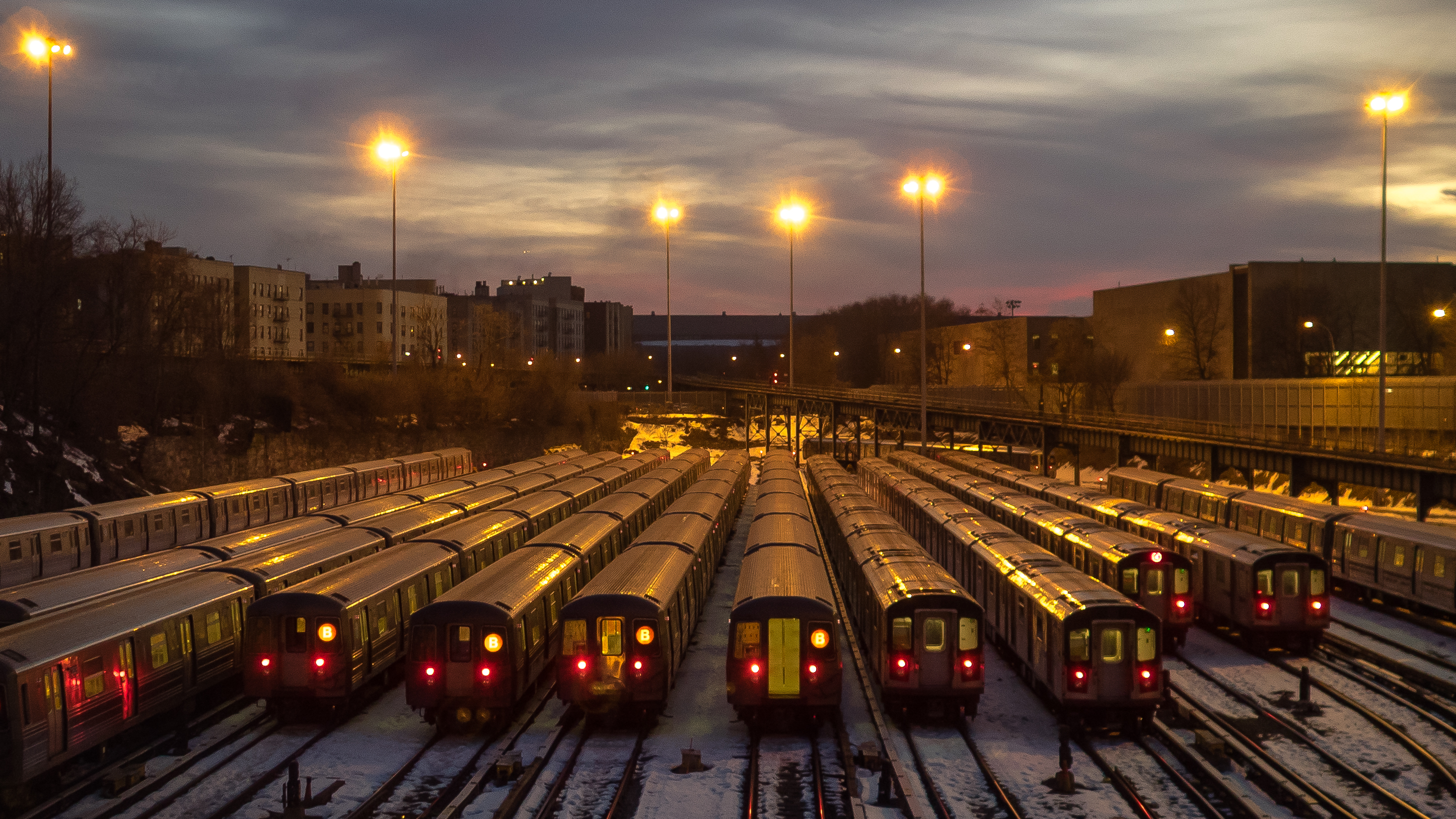
Abstellgleise Coney Island Complex

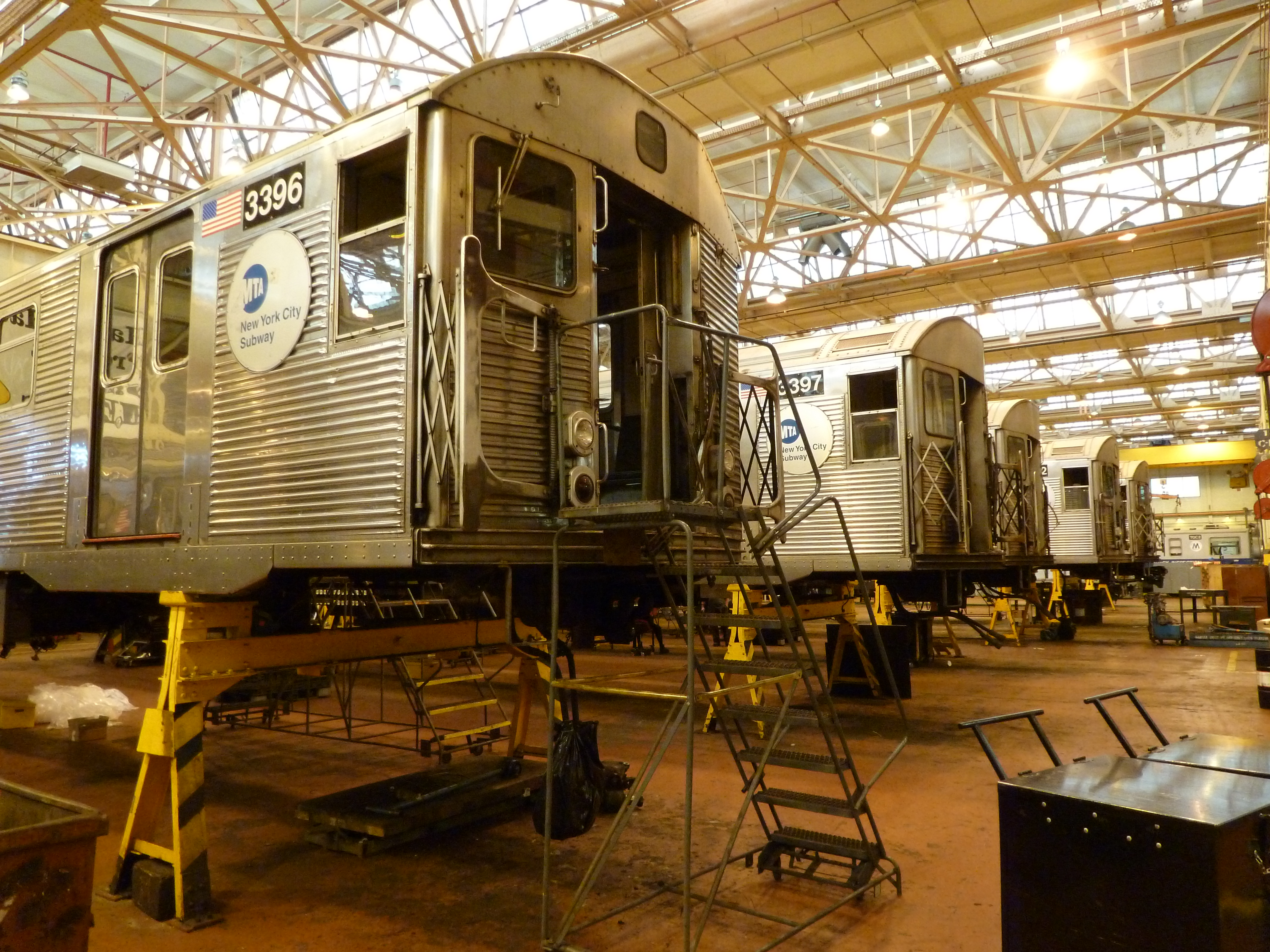
Aufgebockte Züge in der Halle des Coney Island Complex

Der Coney Island Complex beherbergt mit dem Coney Island Rapid Transit Car Overhaul Shop oder kurz Coney Island Shop die Hauptwerkstätte der New Yorker U-Bahn. Er wurde 1926 von der BMT in Betrieb genommen. Das Gelände mit einer Fläche von über 30 Hektar liegt zwischen der BMT Culver Line und der BMT Sea Beach Line kurz vor Coney Island. Auf einem Satellitenbild ist die Anlage als graubrauner Fleck zu erkennen.
Die Hauptwerkstatt arbeitet sieben Tage die Woche rund um die Uhr. Sie gliedert sich in mehrere Abteilungen für Bremsen, die fließbandmäßige Montage von Achsen, Fahrmotoren und Drehgestellen, Ersatzteilanfertigung, die Wartung von Fahrmotoren, die Lackiererei und den overhaul shop als eigentliche Werkstatt. Dort durchläuft jeder der über 6200 Wagen alle sechs Jahre mit der „Überholung“ eine Art Hauptuntersuchung. Daneben werden hier die vielen historischen Wagen restauriert und untergestellt. Außerdem ist diese Abteilung für Unfallinstandsetzung zuständig. Der Coney Island Shop ist zudem anerkannte Fachwerkstatt für Schienenfahrzeuge.
Ebenso befinden sich hier Hauptlager, Fahrschule, Schulungsräume, das Übungsgelände der Feuerwehr und ein Schießstand der New Yorker Polizei. Als Teststrecke dient das nördliche Expressgleis der BMT Sea Beach Line.
Daneben beherbergt die Anlage die Betriebshöfe Coney Island Yard, Culver Yard und Stillwell Yard für die Linien B, D, F, M, N, Q, W und den Franklin-Avenue-Shuttle. Sie sind für insgesamt 76 Regelzüge zuständig und bieten Platz für zusammen etwa 1800 Wagen.

### Betriebshöfe
Die anderen Betriebshöfe verteilen sich über das ganze Netz, wobei sie sich üblicherweise in der Nähe der äußeren Streckenenden befinden. In den letzten Jahren sind einige Anlagen ausgebaut worden, um die wachsende Fahrzeugflotte bedienen zu können. Sofern es die örtlichen Gegebenheiten zuließen, wurden zudem Wendeschleifen eingebaut. Historisch gesehen wurden die Betriebshöfe ebenso wie das Netz an sich von den drei Gesellschaften getrennt errichtet und betrieben.

#### Betriebshöfe der Division A
Zur Division A gehören heute insgesamt neun Anlagen, von denen bis auf den Unionport Yard alle noch von der IRT stammen. Bis auf zwei liegen alle in der Bronx. Durch den Mangel an Abstellkapazität in Brooklyn sind in der Division A nach den Hauptverkehrszeiten viele Zugfahrten zurück in die Bronx nötig.

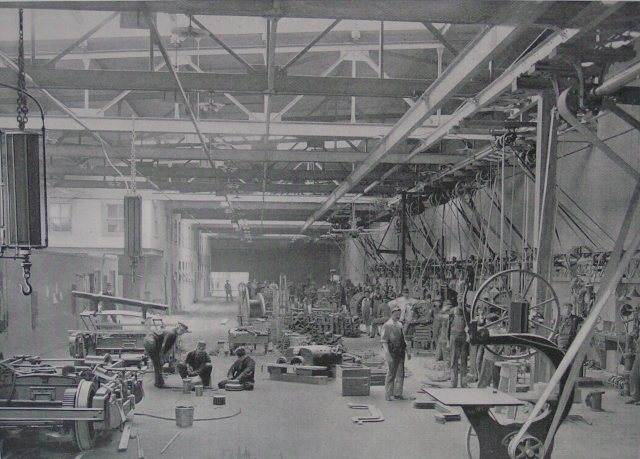
Der Lenox Yard 1904

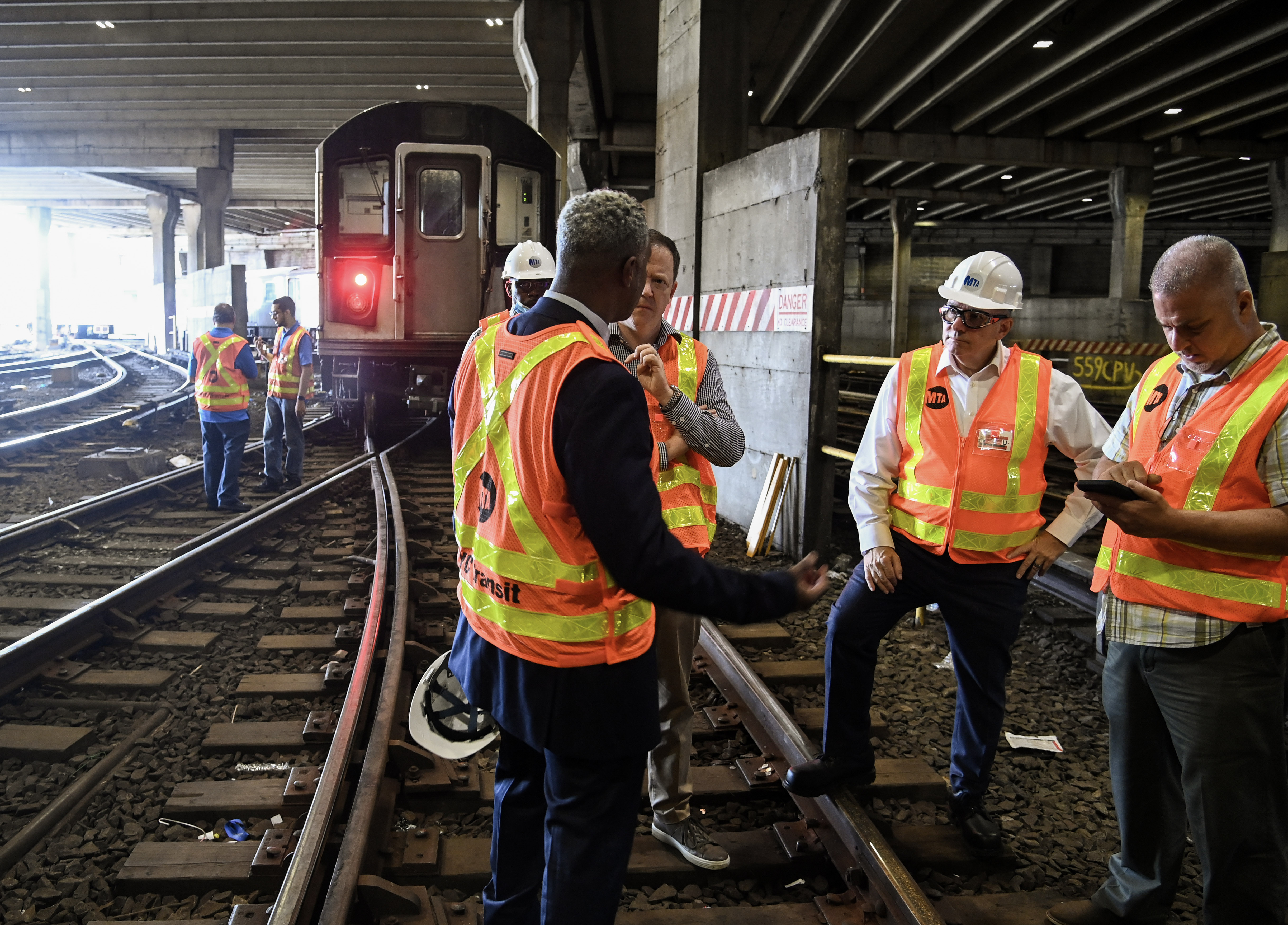
Mosholu Yard unter den Tracey Towers

- Die frühere Hauptwerkstätte der Interborough Rapid Transit und späteren IRT-Division befand sich im Lenox Yard in Harlem. In den 1960er Jahren entstand an Stelle der Hallen der jetzige Bahnhof Harlem–148th Street. Die Abstellanlage wird heute von den Zügen der Linie 3 benutzt.
- Die Züge der Linie 1 werden überwiegend im 240th Street Yard abgestellt und gewartet. Die Zufahrt zweigt vor dem nördlichen Endbahnhof Van Cortlandt Park–242nd Street der IRT Broadway – Seventh Avenue Line ab.
- Gut vier Kilometer nordöstlich davon liegt der 239th Street Yard. Er befindet sich kurz vor dem nördlichen Endbahnhof der IRT White Plains Road Line und wird von den Linien 2 und 5 angefahren. Mit einer Kapazität von mehr als 400 Wagen ist er ungewöhnlich groß.
- Der Jerome Yard oder Mosholu Yard liegt an der IRT Jerome Avenue Line am Mosholu Parkway. Er bildet das Fundament für die Tracey Towers, den zweithöchsten Wohnhochhäusern in der Bronx.[128] Hier sind die meisten Züge der Linie 4 stationiert.
- Der Westchester Yard dient der Linie 6 als Betriebshof. Er befindet sich an der IRT Pelham Line zwischen den Bahnhöfen Westchester Square und Middletown Road. Neben Abstellanlage und Werkstatt beherbergt das Gelände einen der beiden Bautrupps der New Yorker U-Bahn.
- Der East 180th Street Yard befindet sich am gleichnamigen Bahnhof der IRT White Plains Road Line. Als Kapazitäten und Technik für die Anschaffung der R142 zur Verfügung gestellt werden mussten, wurde Mitte der 1990er Jahre die Werkstatthalle neu gebaut.
- Der Unionport Yard wurde bei der Modernisierung des East 180th Street Yard auf der anderen Seite der Bahngleise als Abstellanlage auf dem Gelände eines ehemaligen Betriebshofs der New York, Westchester and Boston Railway eingerichtet. Hier sind vorwiegend Züge der Linien 2 und 5 beheimatet.
- Der Livonia Yard oder New Lots Yard liegt hinter dem Endbahnhof New Lots Avenue der IRT Eastern Parkway Line in Brooklyn. Hier stehen Züge der Linien 2, 3, 4 und 5. Er ist der einzige Yard der Division A in Brooklyn.

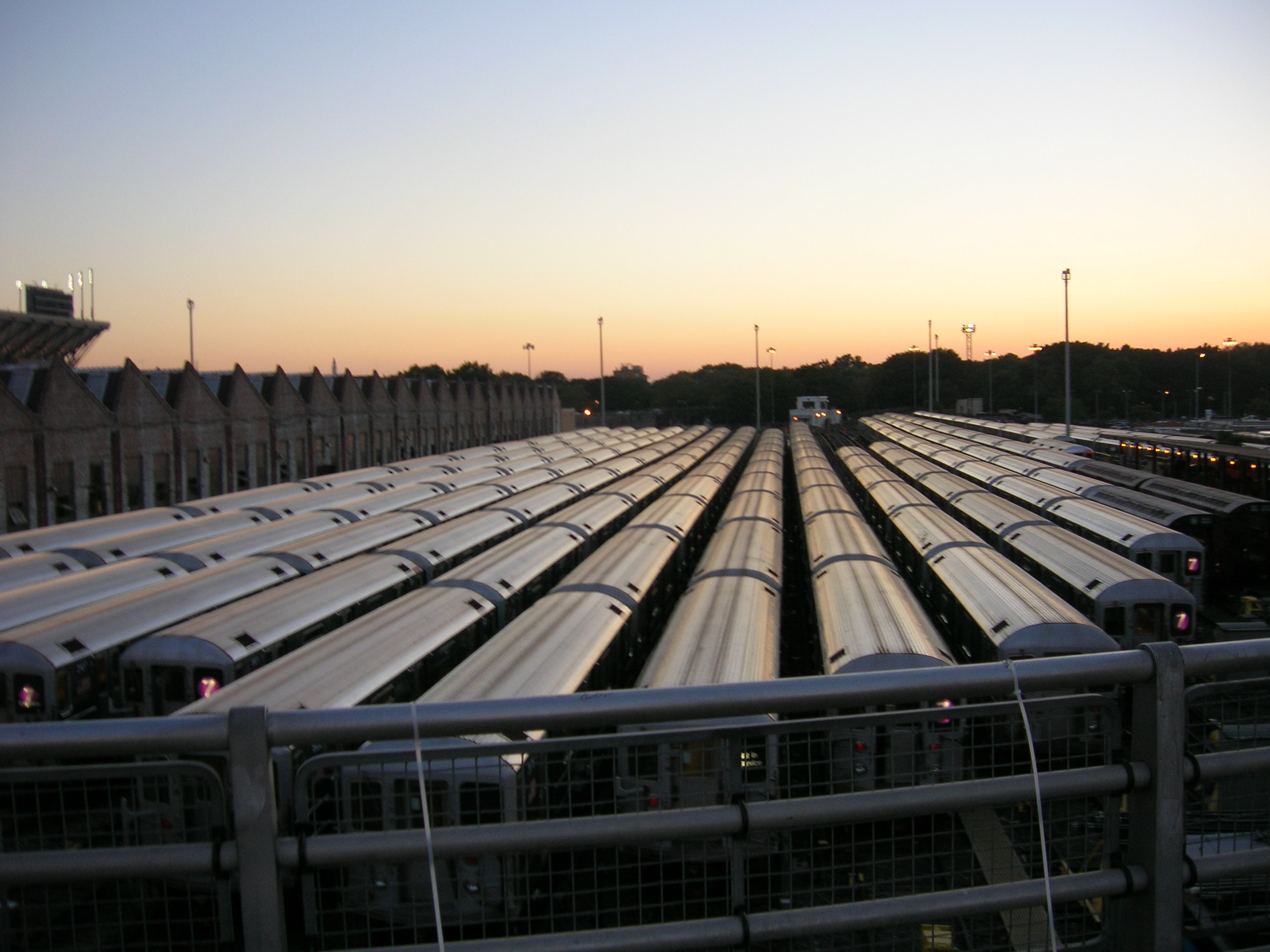
Der Corona Yard in Flushing

- Der Corona Yard befindet sich an der IRT Flushing Line gegenüber dem Citi Field in Queens. Er dient allein der Linie 7 als Betriebshof. Die alte Werkstatt aus dem Jahr 1928 wurde 2006 abgerissen und durch einen Neubau ersetzt.

Daneben unterhielt die Interborough fünf weitere Betriebshöfe und Werkstätten für die Manhattaner Hochbahnen. Hallen und Abstellgleise waren dabei manchmal ebenerdig angeordnet, so dass die Wagen den Höhenunterschied einzeln mittels Lastenaufzug überwinden mussten. Sie wurden nach Stilllegung der „Old Els“ mit abgebaut.

#### Betriebshöfe der Division B
Die BRT und spätere BMT hatte ebenso ihre eigenen Betriebshöfe. Die Hauptwerkstatt befand sich vor Inbetriebnahme des Coney Island Complex an der 39th Street/Third Avenue am Brooklyner Hafen. Sie wurde ursprünglich von der South Brooklyn Railroad and Terminal Company eingerichtet. Heute befindet sich dort ein Gewerbegebiet.
- Sie ist nicht zu verwechseln mit dem 36th Street Yard, der direkt neben dem Green-Wood Cemetery am Bahnhof Ninth Avenue der BMT West End Line liegt und den zweiten Bautrupp der New Yorker U-Bahn beherbergt. Auf dem Gelände befinden sich Lagerhallen, ein Ausbildungsbetrieb und seit den 1980er Jahren auch die zentrale Müllumladestation. Die Abstellgleise werden vorwiegend von Bauzügen genutzt.
- Der East New York Yard stammt ebenfalls aus der Zeit der alten Hochbahnen. Er befindet sich am Bahnhof Broadway Junction und dient zur Wartung der Züge der ehemaligen BMT Eastern Division, die heute den Linien J, M, Z und L entspricht. Zufahrten gibt es von der BMT Canarsie Line, von der BMT Jamaica Line.
- Dazu kommen mit den Canarsie Yard und dem Fresh Pond Yard zwei größere Abstellanlagen, die sich an den Endhaltestellen der BMT Canarsie Line und der BMT Myrtle Avenue Line befinden. Dort werden ausschließlich die Züge der Linien L und M abgestellt.

Genauso errichtete die Independent ihre eigenen Betriebshöfe. Im Laufe der Zeit entstanden vier etwa gleich große und gleich ausgestattete Anlagen:

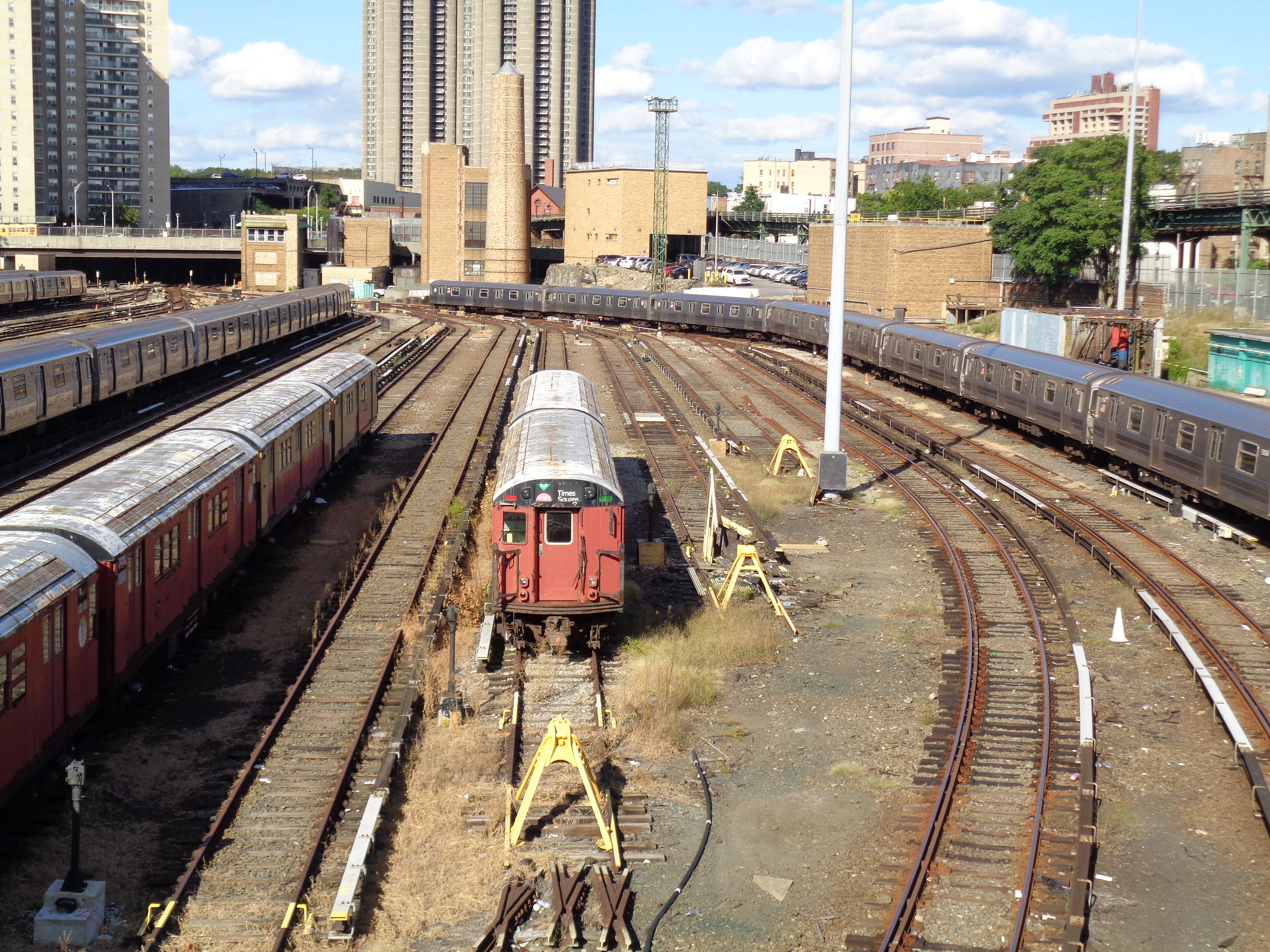
Concourse Yard in der Bronx, hinten die Tracey Towers

- Der 207th Street Yard befindet sich am Nordende der IND Eighth Avenue Line und ging mit dieser ersten Strecke der Independent 1932 in Betrieb. Die Anlage wird vorrangig von den Zügen der Linien A und C benutzt. Seit dem Bau einer Gleisverbindung zur angrenzenden IRT Broadway – Seventh Avenue Line werden hier auch Züge der heutigen Linie 1 gewartet.
- Der Concourse Yard befindet sich am nördlichen Ende der IND Concourse Line. Obwohl er direkt neben dem Jerome Yard der IRT liegt, gibt es keine Gleisverbindung. Heute sind die Züge der Linien B und D hier stationiert.
- Der Jamaica Yard an der IND Queens Boulevard Line hinter dem Bahnhof Forest Hills–71st Avenue war der dritte Betriebshof der Independent. Er wird von den Zügen der Linien E, F, G und R benutzt.
- Der vierte Betriebshof der Independent ist der Pitkin Yard an der IND Fulton Street Line hinter dem Bahnhof Euclid Avenue. Hier werden Züge der Linien A und C gewartet. Auch hier entstand in den 1960er Jahren eine Hochhaussiedlung, das Linden Plaza.[129]

Als 1956 die IND Rockaway Line in Betrieb ging, waren zusätzliche Abstellkapazitäten notwendig. Dazu errichtete man an der Endstation Rockaway Park–Beach 116th Street mit dem Rockaway Park Yard eine Abstellanlage für sieben Züge. Neben dem Rockaway Park Shuttle S werden auch einige der Wagen der Linie A hier abgestellt.
1977 wurde in der Canarsie der Linden Yard in Betrieb genommen, wo in einer wetterfesten Halle Gleise und Weichen vormontiert werden. Die beiden Zufahrten von der BMT Canarsie Line und der IRT Eastern Parkway Line sind nicht elektrifiziert. Der Linden Yard ist der einzige Betriebshof, der nicht mit elektrischen Triebwagen erreichbar ist.
Daneben gibt es über das Netz verteilt einige unterirdische Abstellanlagen, die für Wendefahrten und die Hinterstellung von Ersatz- und Verstärkerzügen dienen und teilweise ebenso als „yards“ bezeichnet werden. Beispiele hierfür finden sich nördlich des Bahnhofs 137th Street an der IRT Broadway – Seventh Avenue Line und hinter der 168th Street an der IND Eighth Avenue Line. Ungenutzte Expressgleise werden heute im Gegensatz zu früher meist nicht mehr zum Abstellen von Zügen verwendet, um Graffiti und Vandalismus vorzubeugen.

## Sicherheit

### Zugfahrten

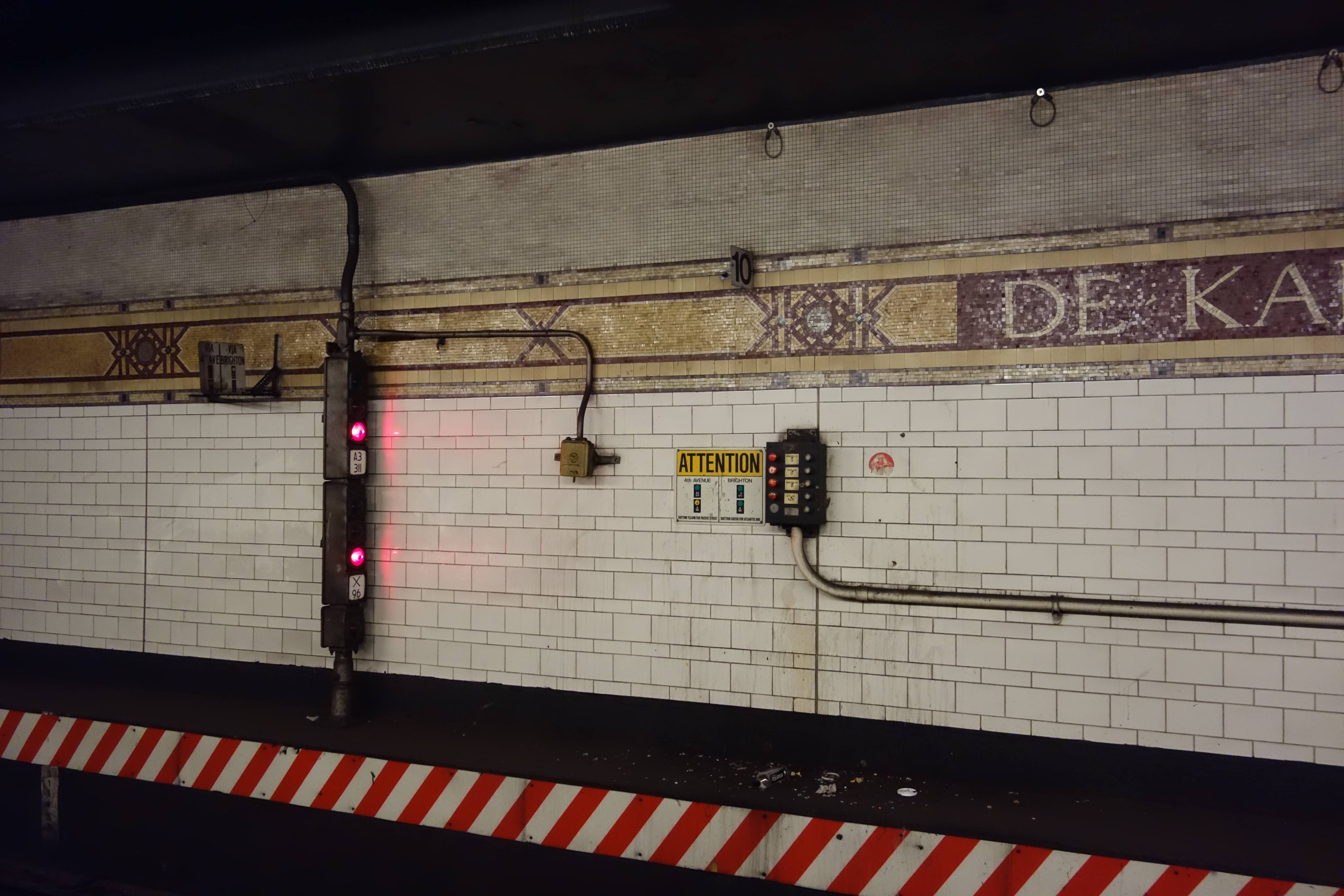
Vom Fahrpersonal per Tastendruck zu bedienende Signaltechnik im BMT-Knotenbahnhof DeKalb Avenue

Bei der New Yorker U-Bahn werden die Zugfahrten herkömmlich durch Stellwerke, Signaltechnik, streckenseitige Zugbeeinflussung und streckenseitige Geschwindigkeitsüberwachung gesichert.

#### Automatisierung mittels CBTC
Im Rahmen der Einführung von Communication-Based Train Control (CBTC) werden Stellwerke, Signalisierung, Zugbeeinflussung und Geschwindigkeitsüberwachung sowie die Stromversorgung modernisiert. CBTC ist ein international vor allem bei U-Bahnen eingesetztes Zugbeeinflussungssystem, das ähnlich wie ETCS arbeitet, aber zusätzlich Fahren im wandernden Raumabstand (Moving Block) ermöglicht.
Als erstes für die Umrüstung ausgewählt wurden ab dem Jahr 2000 die vergleichsweise kurze BMT Canarsie Line sowie die IRT Flushing Line, die jeweils auf voller Länge von nur einer Linie befahren werden. Nach dem Zulauf nachbestellter Fahrzeuge konnte ab 2010 auf der Canarsie Line nachfragegerecht ein Drei-Minuten-Takt der Linie  eingeführt werden. Seit Juni 2019 verkehren die Züge der Linien  auf der Flushing Line im halbautomatischen Fahrbetrieb (ATO Stufe 2).
Für Prüffahrten wurde CBTC dauerhaft, aber nicht für den Fahrgastbetrieb auf einem der seinerzeit ungenutzten Expressgleise der IND Culver Line eingerichtet. Ab 2015 wurde die Umrüstung erst des Westteils, dann weiterer Teile der IND Queens Boulevard Line sowie der IND Archer Avenue Line begonnen, wobei erstmals sowohl komplizierte Weichenverbindungen als auch unterschiedliche Linien berücksichtigt werden müssen. Es folgen Teile der IND Eighth Avenue Line mit dem für 2025 angestrebten Ziel, die Linie  auf ganzer Länge halbautomatisch betreiben zu können.
Es wird die Strategie verfolgt, alle Strecken bis zur Mitte der 2030er Jahre auf CBTC umzustellen.

#### Stellwerke
Wie bei den Eisenbahnen wurden auch bei der New Yorker U-Bahn zu Beginn mechanische Stellwerke genutzt und später Relais-Stellwerke eingeführt. Elektronische Stellwerke entsprechen der jüngsten Generation mit zusätzlichen Funktionen. Unabhängig von der Stellwerkstechnik bleibt die Logik der Stellwerke gleich: Je Fahrstraße wird eine sogenannte „control length“, die aus der Fahrstraße selbst bis zum gewählten Zielsignal sowie dessen Durchrutschweg besteht, definiert, die vor Fahrtstellung des Hauptsignals auf Freisein geprüft wird. Die Signallagepläne, „single line signal diagrams“ genannt, enthalten daher auch diese „control lengths“ für jedes Stellwerk.

#### Signalisierung

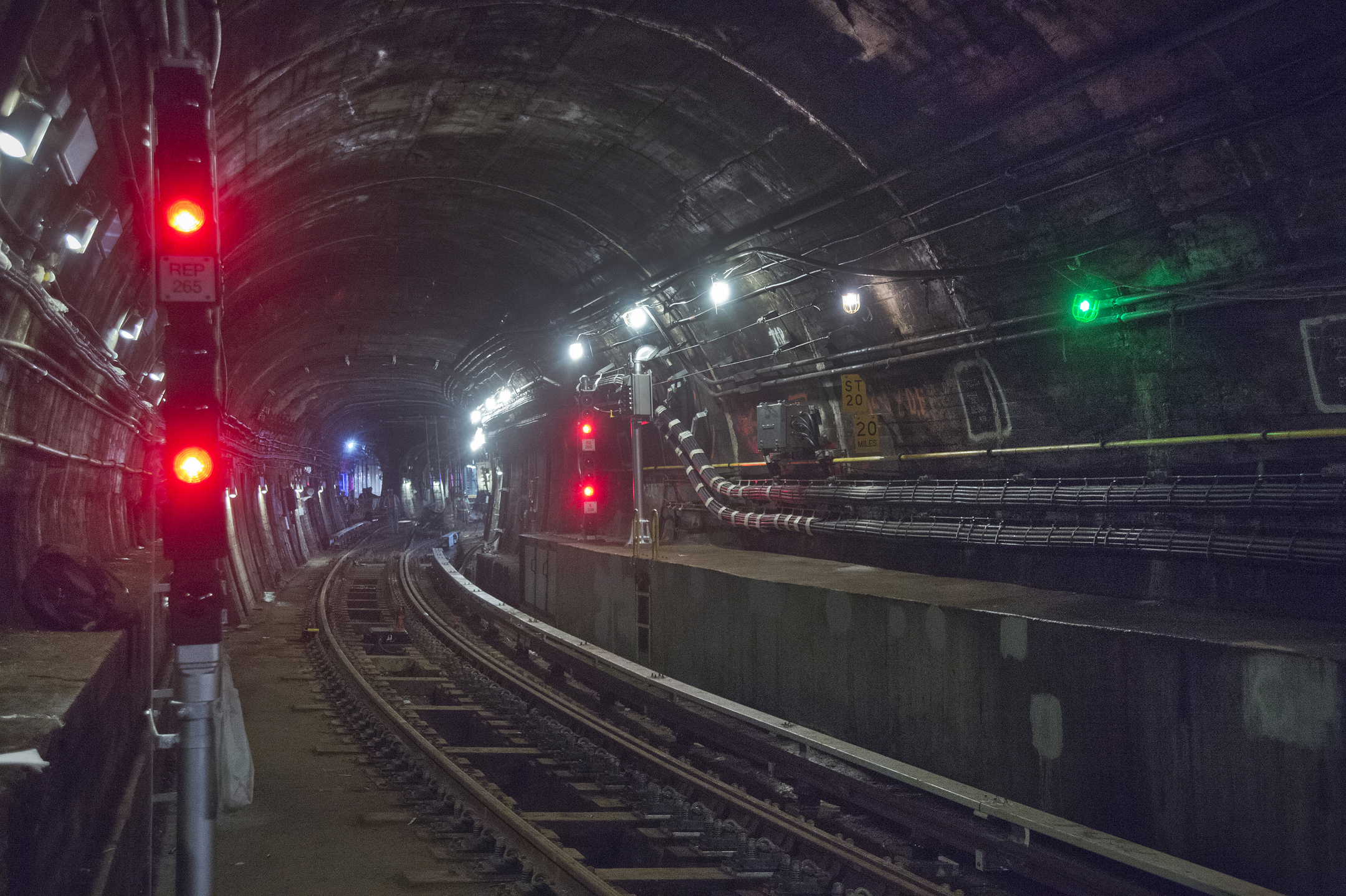
Situation im Bereich eines Bogens vor einer Verzweigung im nördlichen Gleis des BMT Montague-Street-Tunnels: Home-Signal (mittig im Bild) und dazugehöriger Signalwiederholer (vorne links) jeweils mit zwei Signalschirmen übereinander. Links im Bildhintergrund die Weiche vor der dreigleisigen Station Whitehall Street.

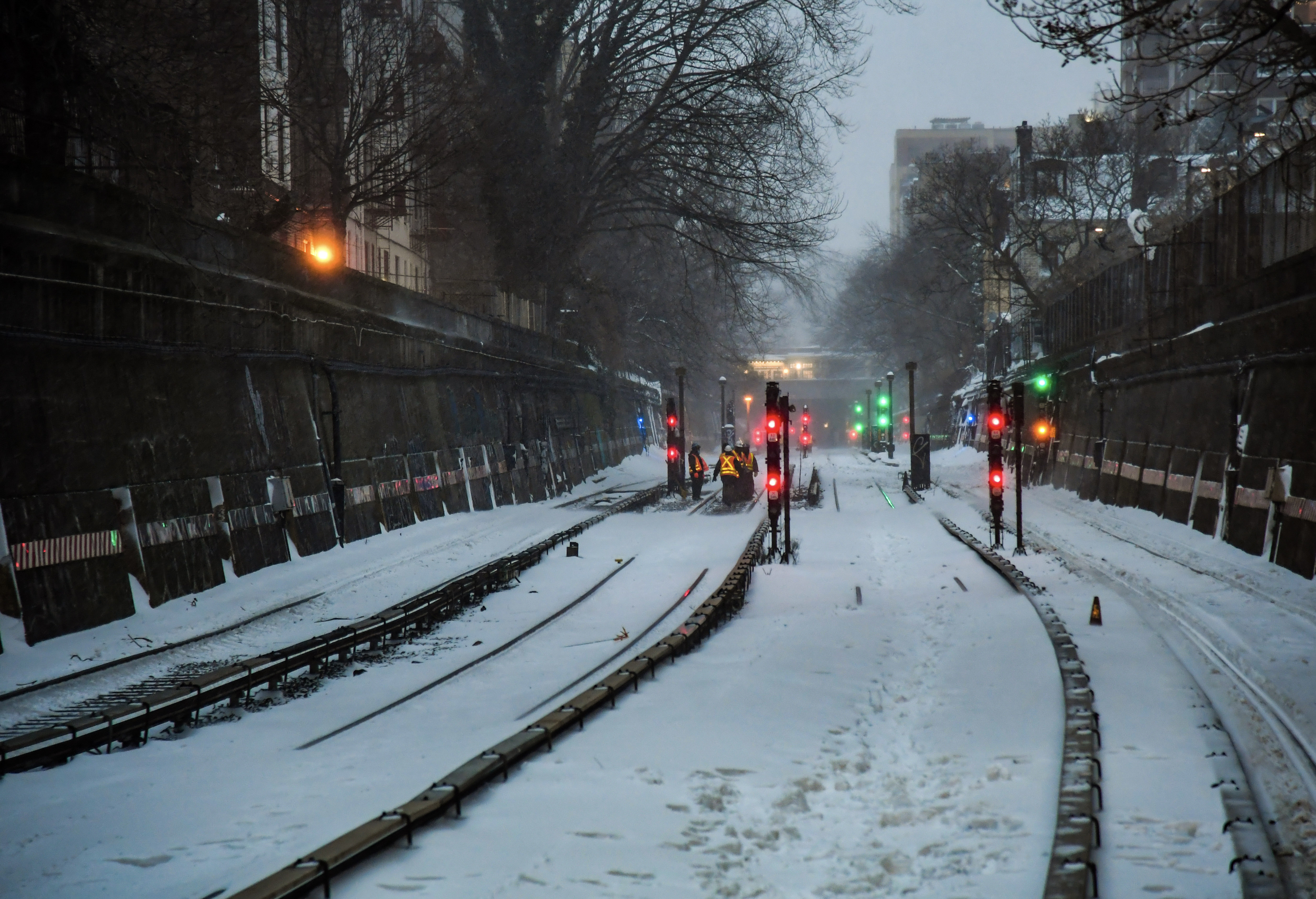
Schneespuren im Einschnitt lassen Fahrweg erahnen: Signal mit grünem über gelbem Licht zeigt, wo ein Zug vom äußersten rechten auf das mittlere rechte Gleis wechseln und den grün über grünen Signalen folgen wird.

Die New Yorker U-Bahn nutzt folgende Signale:
- Automatic-Signal (dt.: automatisches Signal), alleine zugbewirkt
- Approach-Signal (dt.: Annäherungssignal), wie automatisches Signal, kann aber auch vom zuständigen Stellwerk auf Halt gesetzt werden
- Home-Signal (dt., hier: Signal an Verzweigungen), Fahrstraßen stellwerksgesteuert
- weitere Signale (Call-on-, Zwerg-, Marker-, Hinweis-, Zeit-Signale)

Übliche Home-Signale bestehen aus einem Signalschirm mit drei Lampen, um folgende grundlegende Fahrbegriffe zu zeigen:
- Halt (ein rotes Licht); spezielle Regelungen für Call-on- und Zeit-Signale
- Fahrt, nächstes Signal Fahrt oder Halt erwarten (ein grünes Dauerlicht)
- Automatische Fahrt, die Zugfahrt findet unter Kontrolle von CBTC statt (ein grün blinkendes Licht)
- Warnung, Halt erwarten (ein gelbes Licht)

Vor Verzweigungsweichen werden sowohl Geschwindigkeits- als auch Richtungssignalisierung benutzt; dabei kommen ferner zwei unterschiedliche Signalisierungs-Philosophien zur Anwendung:
- IRT-Abschnitte mit älterer Signalisierung:

– je ein Signalschirm für jede Richtung (mit Signalschirm für Hauptrichtung über Signalschirm für abzweigende Richtung)
- umgestellte IRT-Abschnitte, BMT- und IND-Divisionen:

– oberer Signalschirm für Geschwindigkeitssignalisierung
– unterer Signalschirm für Richtungssignalisierung (Hauptrichtung wird Grün signalisiert, abzweigende Richtung Gelb)

#### Geschwindigkeitsüberwachung

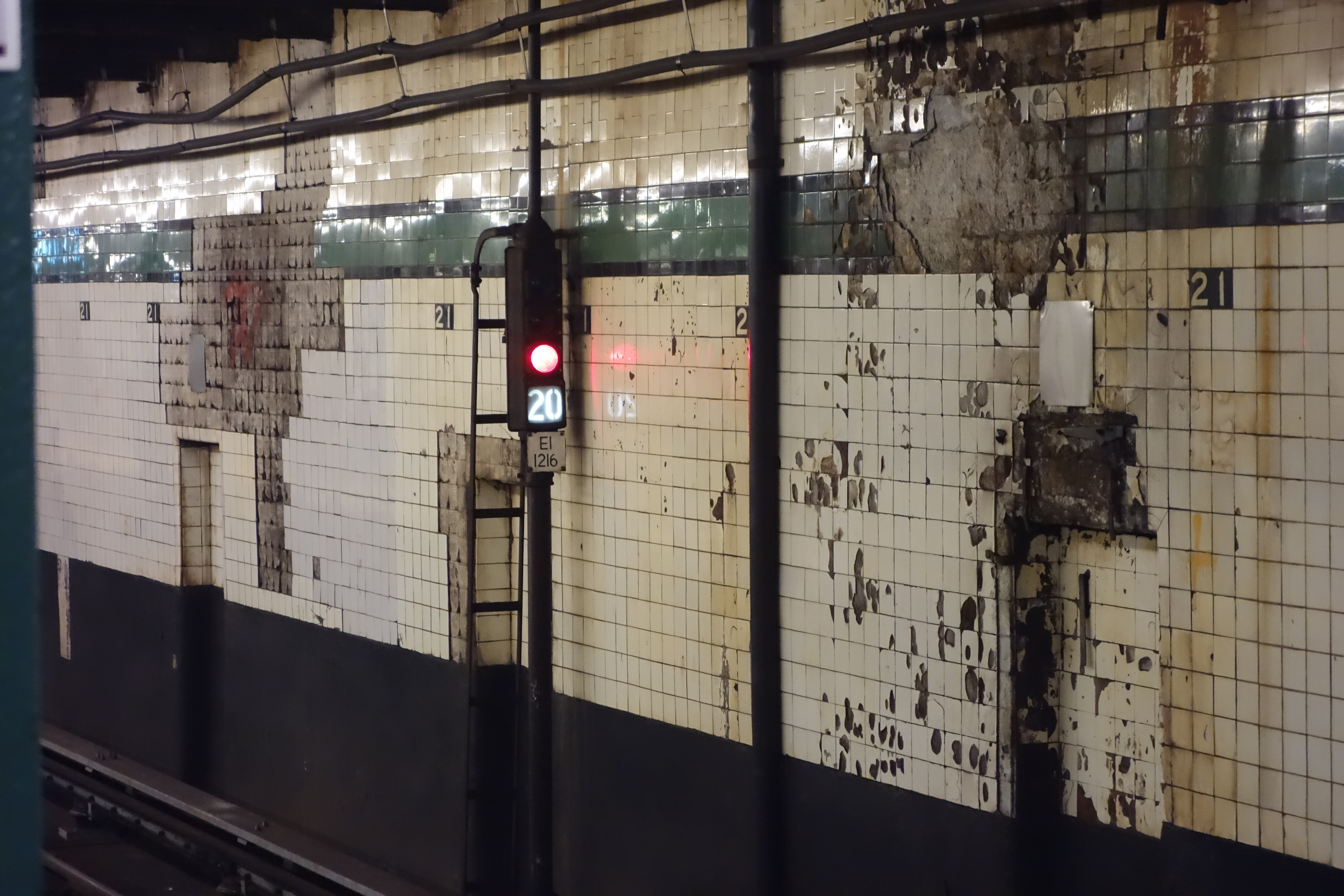
„Station Timer“-Signal mit Begrenzung auf 20 mph im Bahnhof 21st Street in Queens

Die Geschwindigkeit wird an bestimmten Punkten im Netz mit „Time Signals“ überwacht: Ein Zeitschalter (Timer) wird gestartet, sobald ein Zug einen bestimmten Punkt passiert, und nach einer vordefinierten Zeit das vorausliegende Hauptsignal auf Fahrt gestellt; die Timer-Zeit wird anhand der Geschwindigkeitsbeschränkung und der Entfernung vom Einschaltpunkt zum Hauptsignal ermittelt. „Time Signals“ werden in „Grade Timer“ im Bereich von Gefällestrecken, Kurven und vor Gleisabschlüssen sowie in „Station Timer“ für das zeitsparende Nachrücken mit reduzierten Geschwindigkeiten innerhalb von Bahnhöfen unterschieden.

#### Mechanische Fahrsperre
U-Bahn-Züge erhalten bei Durchfahrt an Halt zeigenden Signalen eine Zwangsbremsung durch eine mechanische Fahrsperre auf der rechten Seite der IRT-Gleise bzw. der linken Seite der BMT/IND-Gleise; jeder einzelne U-Bahn-Wagen ist mit entsprechendem fahrzeugseitigen Gegenstück ausgerüstet. Auch wenn dies eine einfache Zugbeeinflussung ist, muss berücksichtigt werden, dass die Fahrsperre erst dann wieder wirksam geschaltet werden darf, wenn sichergestellt ist, dass der Zug vollständig das zugehörige Signal passiert hat.

### FASTRACK

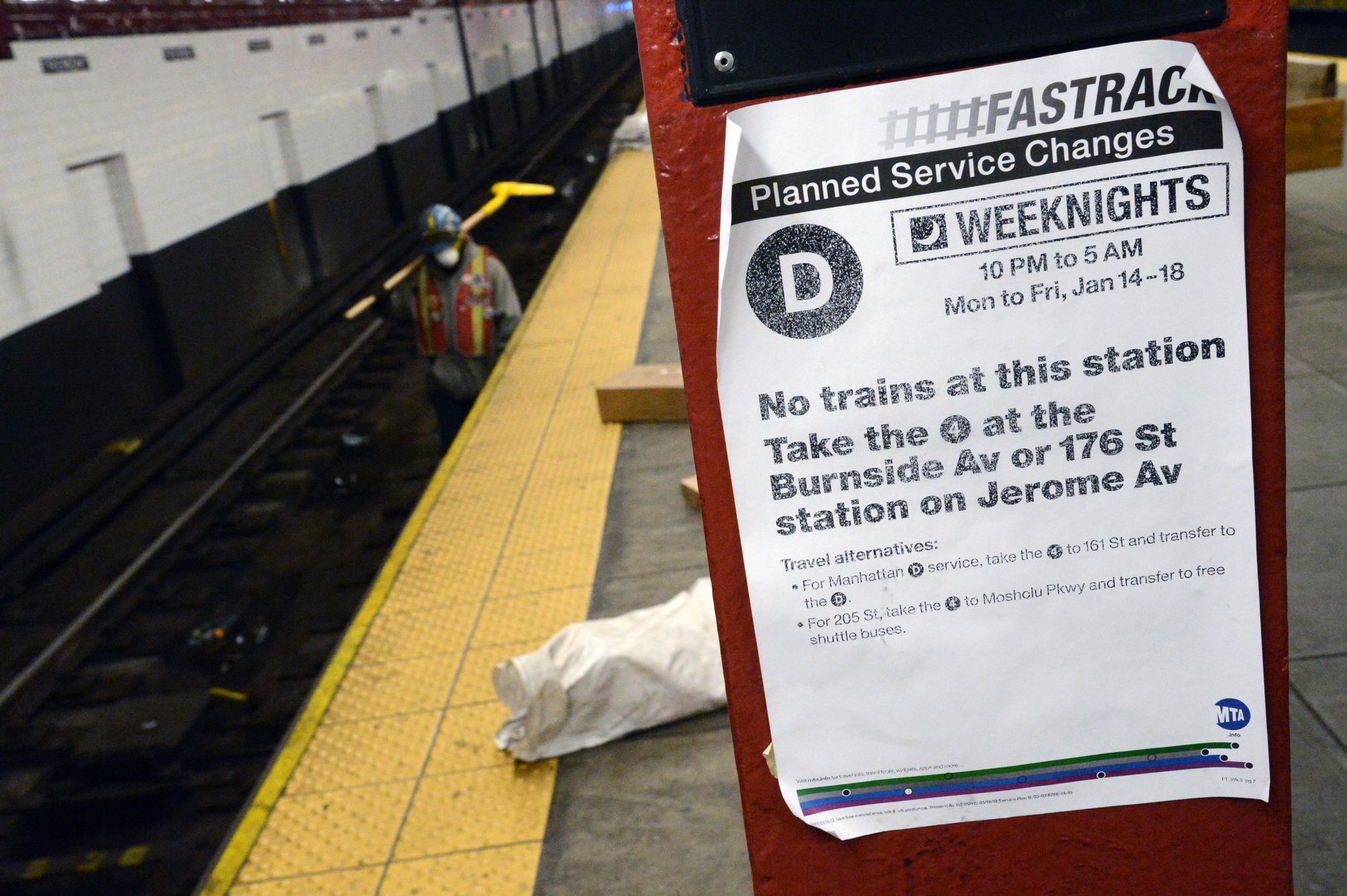
Aushang am Bahnsteig mit Hinweis auf FASTRACK-Arbeiten

Seit dem Jahr 2012 führt die MTA unter dem Namen FASTRACK ein spezielles Wartungsverfahren des Netzes durch. Bei FASTRACK wird ein Linienabschnitt an mehreren aufeinanderfolgenden Tagen zwischen etwa 22 und 5 Uhr komplett gesperrt, damit Arbeiter Instandhaltungsarbeiten vornehmen können.
Vor FASTRACK konzentrierte die MTA Wartungsarbeiten und die damit verbundenen Streckensperrungen vor allem am Wochenende. Da jedoch die Fahrgastzahlen am Wochenende stark angestiegen waren, hatten die Wartungsarbeiten immer größere Auswirkungen auf die Fahrgäste und wurde es zunehmend schwieriger, Wartungsfenster zu finden.
FASTRACK wendet die MTA hauptsächlich in Gegenden an, in denen mehrere Linien verlaufen, sodass die von der Sperrung betroffenen Fahrgäste Ausweichmöglichkeiten haben und idealerweise kein Bus-Ersatzverkehr nötig ist. Neben einer Beschleunigung der Arbeiten und erhöhter Sicherheit für die Arbeiter spart die MTA auch noch Geld.
Wann eine Linie von FASTRACK betroffen sein wird, steht mehrere Monate im Voraus fest und wird von der MTA über ihre Website kommuniziert. Rückt der Termin näher, werden für die betroffene Linie Details zu Sperrung, Alternativen mit anderen Linien und Bussen, sowie meist eine Karte bereitgestellt. Ist FASTRACK für ein Liniensegment abgeschlossen, informiert die MTA ausführlich über die durchgeführten Arbeiten.

### Unfälle

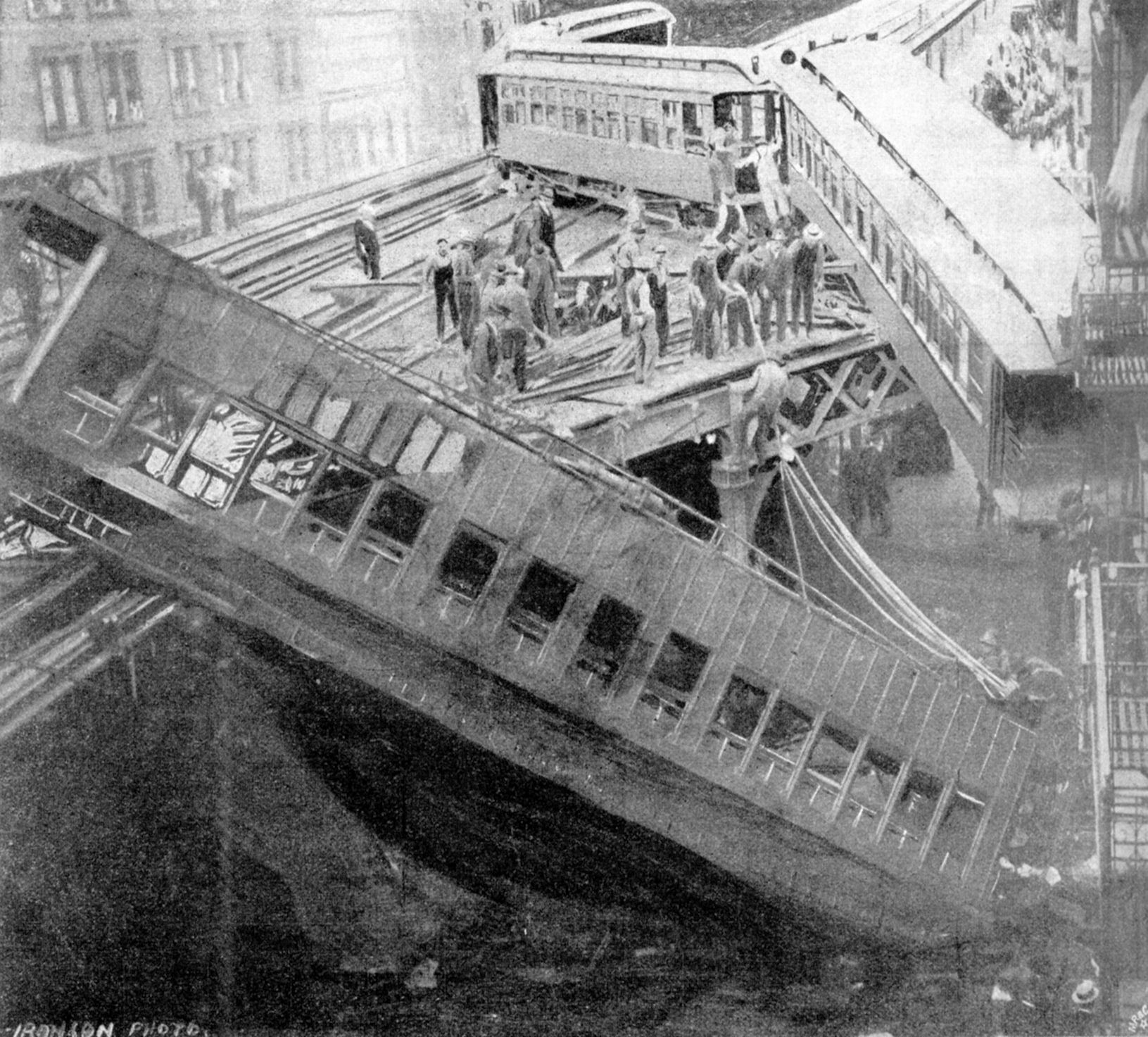
Unfall vom 11. September 1905

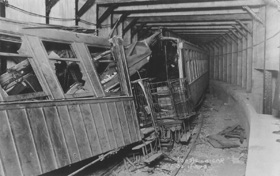
Unfall von Malbone Street

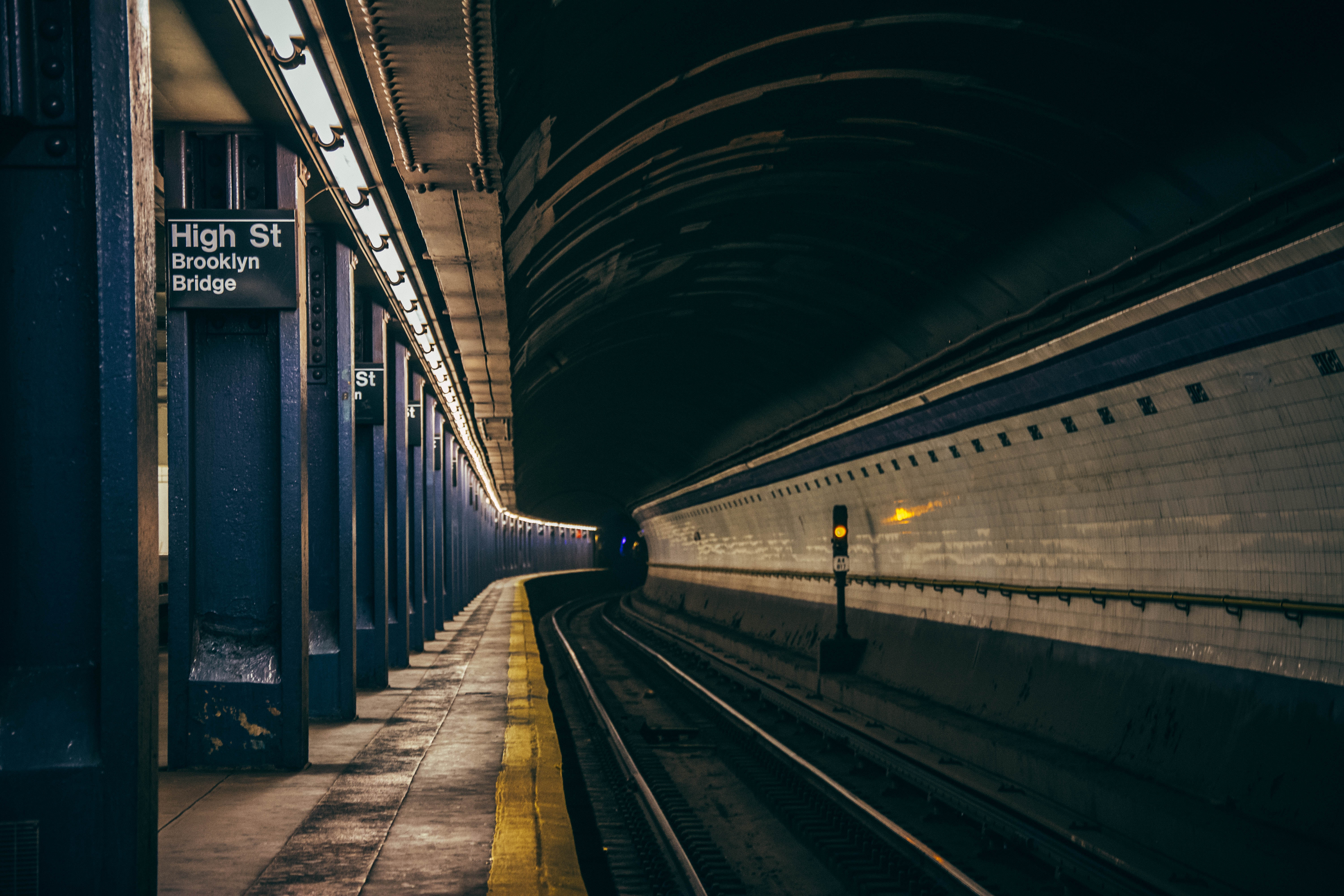
Bahnhof High Street–Brooklyn Bridge

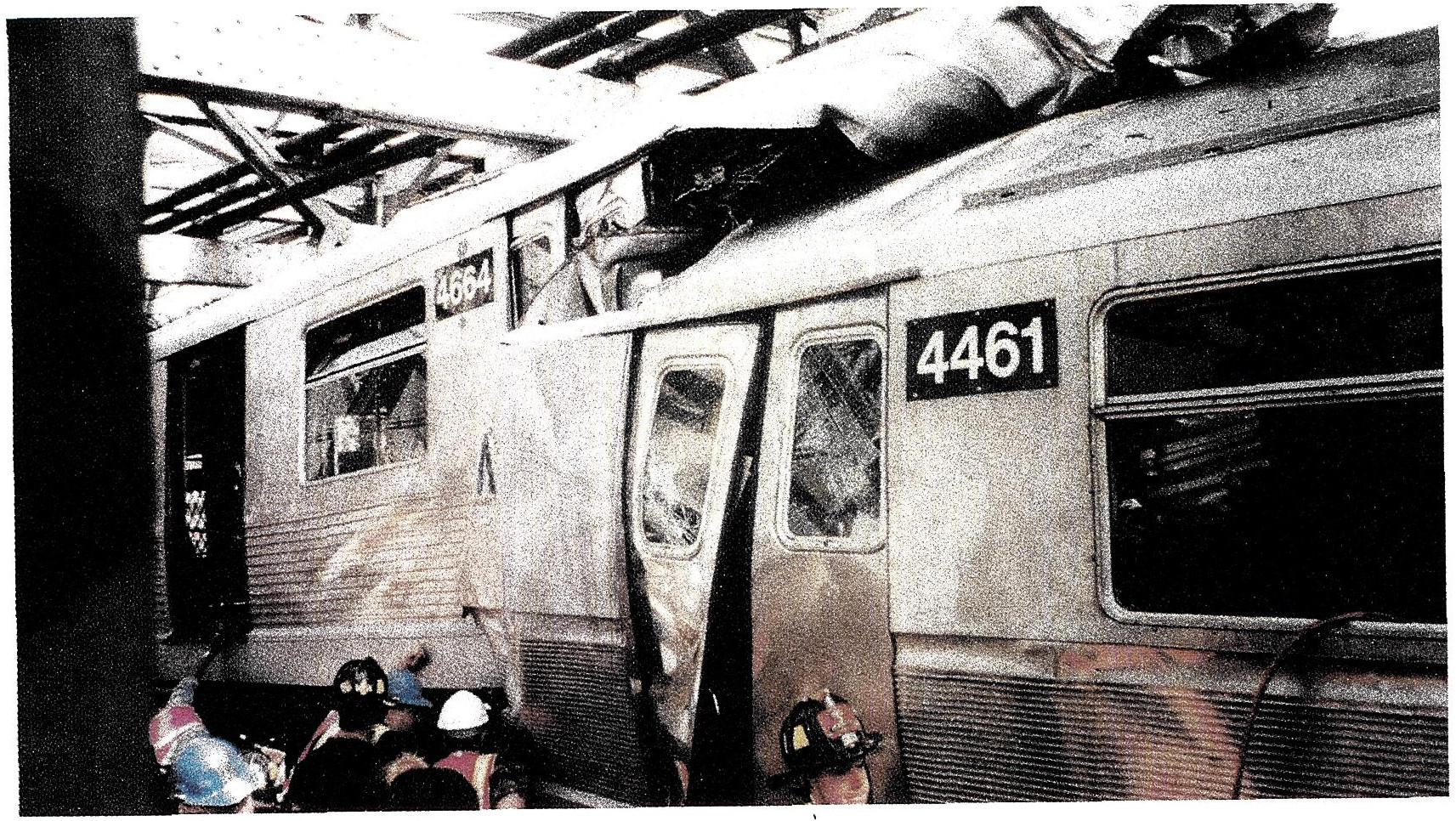
Nach dem Zusammenstoß auf der Williamsburg Bridge

Im Laufe der über 100-jährigen Geschichte der New Yorker U-Bahn haben sich derart viele Unfälle ereignet, dass der Ruf dieses Verkehrsmittels bis heute darunter leidet. Vor allem in den 1970er und 1980er Jahren kam es zu zahlreichen Vorfällen wegen des schlechten Erhaltungszustands von Fahrzeugen und Betriebsanlagen. Allein im Jahr 1980 zählte man 30 solcher Entgleisungen. Außerdem führten gebrochene Wasserleitungen, altersschwache Kabel und marode Bausubstanz immer wieder zu Zwischenfällen oder Betriebsunterbrechungen. Unfälle wie jene vom Mai 1970 oder vom Juli 1981 sind auf schlechte Ausbildung der Mitarbeiter und Mängel in den Dienstvorschriften zurückzuführen.
Problematisch kann dabei sein, dass die mediale Aufmerksamkeit auf wenige, aber öffentlichkeitswirksam darstellbare Ereignisse die Risikowahrnehmung zu Ungunsten der U-Bahn verändert. Personen könnten sich so dazu entschließen, ein anderes Verkehrsmittel mit bezogen auf die Beförderungsleistung höheren Raten an Verletzungen und Schäden, die aber gestreuter auftreten und normalisiert werden, zu wählen.
Brand eines elektrischen Hochbahnwagens
Am 24. Januar 1900 geriet auf der BMT Fifth Avenue Line in Brooklyn ein Triebwagen der Brooklyn Union Elevated Railroad in Brand. Bei Personal und Fahrgästen gab es keine Verletzten, doch als die anrückenden Feuerwehrleute ihre Schläuche auf das Feuer richteten, erlitten sie allesamt Stromschläge, weil sie sich nicht vergewissert hatten, dass die damals noch ganz neu eingerichteten Stromschienen abgeschaltet waren. Ein Reporter der New York World beschrieb die Szene als „köstliche Erfahrung“.
Sturz von der Hochbahn
Bei Entgleisungen von Zügen auf der Hochbahn kam es vor, dass Züge von der Trasse auf die Straße stürzten. Das schwerste solche Unglück ereignete sich am 11. September 1905 auf der IRT Sixth Avenue Line in der Kurve zur 53rd Street in Manhattan mit 13 Toten und 42 Verletzten. Ein ähnliches Unglück auf der BMT Fifth Avenue Line in Brooklyn forderte am 25. Juni 1923 acht Tote.
Einsturz einer provisorischen Fahrbahn
Die Baugruben der U-Bahn in Manhattan wurden an einigen Stellen mit provisorischen Fahrbahnen aus Holz überbrückt. Dies geschah auch beim Bau der BMT Broadway Line. Am 22. September 1915 brach in der Seventh Avenue zwischen der 24th und 25th Street eine solche Konstruktion nach einer Sprengstoffexplosion in sich zusammen. Ein Straßenbahnwagen und ein Bierlaster stürzten in die Baugrube, acht Menschen kamen ums Leben.
Eisenbahnunfall von Malbone Street
Bei der Einfahrt in den heutigen U-Bahnhof Prospect Park durchfuhr am 1. November 1918 ein Zug der BRT von der heutigen BMT Franklin Avenue Line kommend eine enge S-Kurve mit dem fünffachen der zulässigen Geschwindigkeit und entgleiste. Bei diesem schwersten Zugunglück in der Geschichte der New Yorker U-Bahn, das auch als Malbone Street Wreck oder Brighton Beach Line Accident bekannt ist, kamen mindestens 93 Fahrgäste ums Leben, über 100 weitere wurden verletzt. Grund für den Unfall war, dass die Betreibergesellschaft darin versagt hatte, einen sicheren Betrieb zu gewährleisten: Sie ließ einen unzureichend für den Fahrdienst ausgebildeten, familiär belasteten Büroarbeiter einen mit technischen Mängeln behafteten Zug entlang der ihm unbekannten Strecke mit der ungesicherten Gefahrenstelle steuern.
Entgleisung am Times Square
Das zweitschwerste Unglück bei der New Yorker U-Bahn ereignete sich am 24. August 1928, als ein Zug auf der IRT Broadway – Seventh Avenue Line am Bahnhof Times Square entgleiste. 16 Tote und 100 Verletzte waren zu beklagen.
Flankenfahrt mit havariertem Zug
Am 20. Mai 1970 kam es auf der IND Queens Boulevard Line zu einer Flankenfahrt zwischen einem havarierten Zug und einem umgeleiteten Regelzug mit zwei Toten und 77 Verletzten. Der Zugführer eines stadteinwärts fahrenden Zuges der Linie GG bemerkte ein Problem mit den Bremsen am ersten Doppeltriebwagen. Er ließ die Fahrgäste daraufhin an der Station Woodhaven Boulevard aussteigen, um einen Betriebshof anzusteuern. Dazu schaltete er den vorderen Doppeltriebwagen ab und steuerte den Zug von nun an vom dritten Wagen aus.
Währenddessen wurden nachfolgende Züge über das richtungsgleiche Expressgleis um den havarierten Zug herumgeleitet; westlich der Roosevelt Avenue wechselten diese wieder zurück auf das ursprüngliche Gleis. Dort zeigte das Signal für den leeren Zug zwar Rot, doch der Fahrer konnte das vom dritten Wagen aus nicht rechtzeitig erkennen, und die Zugsicherung sprach erst beim dritten Wagen an, so dass der erste Doppeltriebwagen noch in den Weichenbereich einfuhr. Genau in diesem Moment wechselte ein nachfolgender Zug an dieser Stelle wieder auf das äußere Gleis zurück, und es kam zum Zusammenstoß.
Deckeneinsturz im Steinway-Tunnel
Am 28. August 1973 brach ein gut sechs Meter langes Stück Betonrohr eines Kabelkanals von der Decke des Steinway-Tunnels ab und durchschlug das Dach des ersten Wagens eines stadtauswärts fahrenden Zuges. Ein Fahrgast wurde tödlich getroffen, 18 weitere verletzt.
Entgleisung wegen Vandalismus
Glimpflich endete eine Entgleisung am 12. Dezember 1978 in der Nähe der Station 59th Street–Columbus Circle an der IND Eighth Avenue Line. An einem Wagen der Linie CC hatte ein Unbekannter die Handbremse angezogen. Die daraufhin blockierten Achsen wurden heiß und verformten sich derart, dass der Waggon bei voller Fahrt im Tunnel aus den Schienen sprang und gegen eine Reihe von Stützen prallte. Der betreffende Wagen wurde längsseitig zur Hälfte aufgeschlitzt, 21 Verletzte waren zu beklagen.
Auffahrunfall wegen defekter Signale
Am 4. Juli 1981 fuhren auf der Tunnelrampe zwischen den Bahnhöfen Sutter Avenue und Utica Avenue auf der IRT Eastern Parkway Line in Brooklyn zwei Züge mit etwa 10 mph (16 km/h) aufeinander. Der Fahrer des hinteren Zuges wurde dabei getötet, 140 Fahrgäste verletzt.
Bei der Untersuchung stellte man fest, dass einige aufeinander folgende Signale nach einem Kurzschluss in der über 60 Jahre alten Verkabelung ausgefallen waren. Der Zugführer des vorderen Zuges hielt daraufhin vorschriftsmäßig vor jedem Signal an, um Anweisungen zur Weiterfahrt von der Zentrale anzufordern. Der hintere Zugführer tat dies nicht und überfuhr diese Signale einfach mehr oder weniger vorsichtig, bis er den vorausfahrenden Zug schließlich an der unübersichtlichen Tunnelrampe einholte.
Brand in Unterwerk
Am 4. Oktober 1984 kam es an einem Unterwerk in der Nähe der Station High Street–Brooklyn Bridge an der IND Eighth Avenue Line wegen eines defekten Kabels und austretenden Öls an einem Transformator zu einem Schwelbrand. Die Feuerwehr rückte dabei in Unkenntnis der genauen Örtlichkeiten über einen Streckentunnel vor, der trotz starker Rauchentwicklung nicht für den Verkehr gesperrt worden war. Einige Männer entkamen nur knapp einem in voller Fahrt herannahenden U-Bahn-Zug.
Nach diesem Vorfall wurden die Brandschutzbestimmungen erheblich verschärft. Die Feuerwehr erhielt detaillierte Baupläne des U-Bahn-Netzes. Bei ähnlichen Bränden war es schon seit den 1960er Jahren wiederholt dazu gekommen, dass Regelzüge trotz Rauchentwicklung weiterhin unter Lebensgefahr für die Insassen in die betroffenen Tunnel einfuhren. Außerdem zeigte sich das Personal häufig mit der Evakuierung überfordert.
Fahrt gegen Tunnelende
Am 4. Juni 1987 fuhr ein leerer Zug in der Wendeanlage hinter dem Bahnhof Jamaica–179th Street der IND Queens Boulevard Line mit hoher Geschwindigkeit gegen die Wand am Tunnelende. Der Fahrer kam dabei ums Leben. Eine Ursache ließ sich nicht ermitteln.
Entgleisung am Union Square
Fünf Tote und über 200 Verletzte forderte der seit 1928 schwerste Unfall am 28. August 1991, als ein Zug der Linie 4 nördlich des Bahnhofs 14 Street–Union Square an der IRT Lexington Avenue Line wegen überhöhter Geschwindigkeit entgleiste. Der Zugführer war betrunken und hatte eine Langsamfahrstelle übersehen. Bereits vor dem Unfall war den Fahrgästen aufgefallen, dass der Zug bei den Zwischenhalten immer wieder über das Bahnsteigende hinausgefahren war.
Wegen Bauarbeiten war damals das streckeninnere Richtungsgleis in Fahrtrichtung Süden gesperrt, so dass dort alle Züge von diesem Gleis auf das äußere wechseln mussten. Dazu war eine Langsamfahrstelle mit einer Höchstgeschwindigkeit von 10 mph (etwa 16 km/h) eingerichtet. Der betreffende Zug fuhr jedoch mit 40 mph (knapp 65 km/h) über die auf Abzweig gestellte Weiche. Die ersten Wagen konnten sich wegen des engen Weichenradius nicht auf den Schienen halten, sprangen heraus, schleuderten quer zur Fahrtrichtung weiter und rasierten einige Tunnelstützen ab, wobei sie sich im Zickzack zusammenschoben. Ein Wagen wurde in zwei Teile gerissen.
Die Aufräumarbeiten zogen sich sechs Tage und Nächte hin; allein 23 Tunnelstützen mussten erneuert werden, vier Wagen hatten Totalschaden. Der Zugführer wurde unter anderem wegen fünffachen Totschlags zu 15 Jahren Gefängnis verurteilt.
Die Transit Authority stellte fest, dass die Bremsleistung des Zugtyps deutlich geringer war als bis dahin angenommen, weil sie beim technologischen Übergang von Grauguss- zu keramischen Komposit-Bremssohlen keine neuen Messungen durchgeführt hatte, so dass auch keine technischen Anpassungen vorgenommen worden waren.
Auffahrunfall nach überfahrenem Haltesignal wegen technischer Mängel
Am Morgen des 5. Juni 1995 fuhr ein Zug der Linie J auf der Williamsburg Bridge auf einen wartenden Zug der Linie M auf. Dabei wurden 50 Fahrgäste verletzt, der Zugführer kam ums Leben. Die Untersuchungen ergaben, dass dieser ein Haltesignal überfahren hatte. Vor dem Zug der Linie M fuhr an jenem Montag ein Bauzug und verursachte eine Abweichung vom etablierten Fahrplan. Die eingeleitete Zwangsbremsung verfehlte ihre Wirkung, weil der Durchrutschweg zu kurz bemessen war.
Im gesamten Netz passten die durch technische Entwicklungen veränderte Beschleunigungs- und Bremsleistung der Züge nicht mehr zu den Bremskurven, die bei der Auslegung der Leit- und Sicherungstechnik Anfang des Jahrhunderts vorausgesetzt worden waren. Trotz dieser nach der Entgleisung am Union Square 1991 gewonnenen Erkenntnis hatte die Transit Authority noch immer keine Anpassungen eingeleitet. Nun durch öffentliche Aufmerksamkeit zum Handeln gezwungen, senkte das Verkehrsunternehmen die Streckengeschwindigkeiten, richtete mehr Geschwindigkeitsprüfabschnitte ein und erhöhte die Strafen für Zugführer bei Überschreitungen. Dass dabei manche Überwachungseinrichtungen zu streng eingestellt wurden, die erstmals auch in ältere Fahrzeugtypen eingebauten Tachometer ungenau anzeigten und die Beförderungsleistung der Strecken sank, erwies sich in der U-Bahn-Krise der 2010er Jahre als Problem.
Nächtliche Brandstiftung in fahrendem Zug

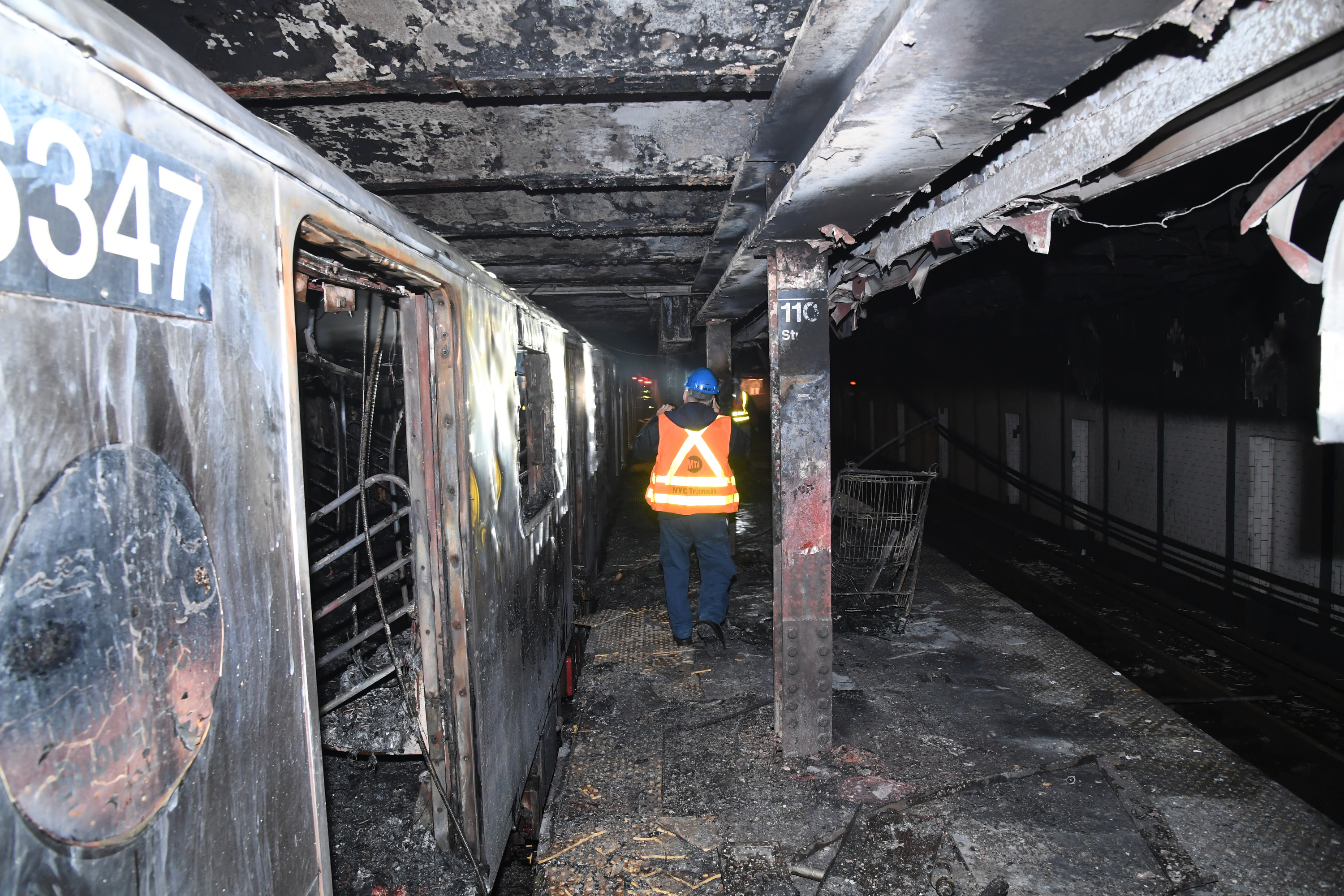
Ausgebrannter Wagen des Typs R142

In den frühen Morgenstunden des 27. März 2020 wurde der Innenraum des zweiten Wagens einer nordwärts fahrenden U-Bahn der Linie 2 auf der IRT Lenox Avenue Line in Brand gesteckt. Dem Fahrer gelang es, den Zug im Bahnhof Central Park North–110th Street zum Stehen zu bringen und die Fahrgäste zu befreien. Dabei starb er selbst, 11 Fahrgäste und 5 Feuerwehrleute wurden verletzt. Schwer beschädigt wurde der nördliche Teil der Station, die am 6. April wiedereröffnet werden konnte. Das mutmaßliche Verbrechen – in der gleichen Nacht kam es in mehreren umliegenden Stationen zu kleineren Bränden – wurde begünstigt durch fehlende soziale Kontrolle aufgrund der äußerst geringen Fahrgastzahlen infolge der Covid-19-Pandemie in New York City. Ein Wandbild im U-Bahnhof Flatbush Avenue–Brooklyn College erinnert an den Verstorbenen.

### Der 11. September 2001

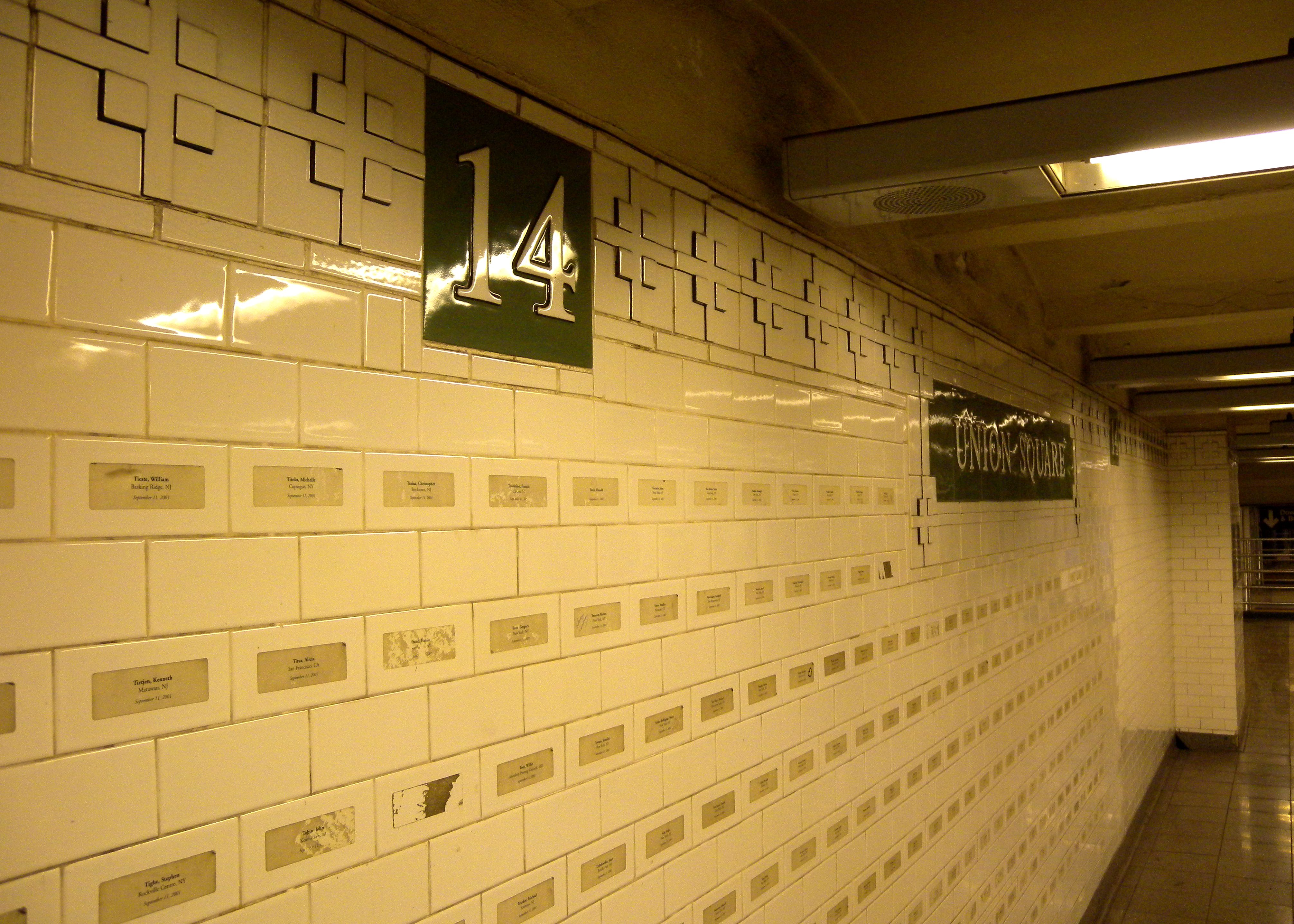
Namensplaketten erinnern im U-Bahnhof 14 Street–Union Square an die Opfer

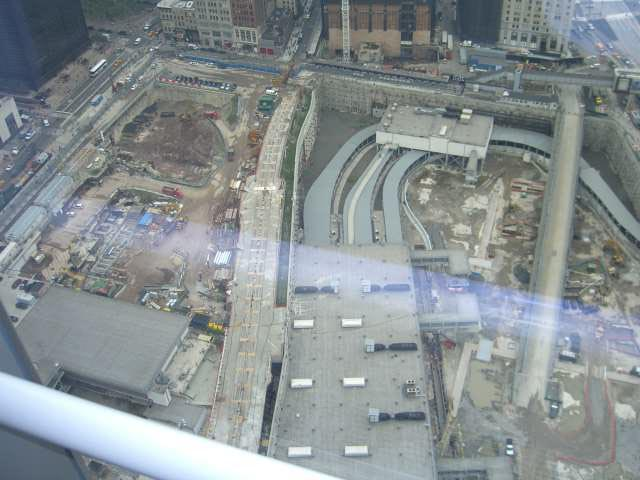
World Trade Center Site 2006: Wieder aufgebauter IRT-Tunnel mit Rohbau WTC Cortlandt quert Baustelle von oben nach unten. Rechts daneben sichtbar großer Endbahnhof World Trade Center der PATH.

Die Terroranschläge am 11. September 2001 zogen auch die New Yorker U-Bahn in Mitleidenschaft. Die einstürzenden Türme des World Trade Centers begruben zwei U-Bahn-Strecken unter sich. Der Tunnel der IRT Broadway – Seventh Avenue Line wurde im Bereich der Station Cortlandt Street–World Trade Center, die im Verlauf der Greenwich Street direkt unter dem Komplex lag, auf einer Länge von über 425 Metern beschädigt oder zerstört. Der U-Bahnhof Cortlandt Street an der BMT Broadway Line unter der Church Street einen Häuserblock weiter östlich trug vergleichsweise geringe Schäden davon. Allerdings hatte auch hier die Tragwerkkonstruktion gelitten, und die Ausgänge waren verschüttet. Durch rechtzeitige Evakuierung kamen in beiden Stationen weder Personen noch Fahrzeuge zu Schaden.
Trotz des Ausmaßes der Ereignisse fuhr die New Yorker U-Bahn ohne Betriebsunterbrechung weiter. Innerhalb der Sperrzone („frozen zone“) südlich der 14. Straße Manhattans wurde der Betrieb jedoch „bis auf weiteres“ eingestellt. Als die Sperrzone am 14. September auf den Bereich südwestlich Broadway und Canal Street beschränkt wurde, konnten fast alle Strecken wieder normal betrieben werden. Geschlossen blieben die beiden beschädigten Streckenabschnitte südlich der Stationen Chambers Street und Canal Street sowie der Bahnhof Chambers Street–World Trade Center an der IND Eighth Avenue Line. Wall Street an der IRT Lexington Avenue Line wurde gut eine Woche lang ohne Halt durchfahren.
Aus wirtschaftspolitischen Erwägungen setzten die Stadt und mit ihr die MTA alles daran, die beschädigten Tunnelabschnitte so schnell wie möglich wieder in Betrieb zu nehmen. Bereits am 26. September wendete die Linie E auf der IND Eighth Avenue Line wieder am Bahnhof World Trade Center, ab 28. Januar konnte man dort auch wieder einsteigen. Im Tunnel der BMT Broadway Line zog man einige provisorische Stützen ein und machte ihn so zum 28. Oktober wieder durchgehend befahrbar. Ihr Bahnhof Cortlandt Street wurde am 15. September 2002 zunächst geöffnet, aber im August 2005 für umfangreiche Bauarbeiten geschlossen. Der Bahnsteig Richtung Norden eröffnete am 25. November 2009, der Richtung Süden am 6. September 2011 endgültig.
Am 15. September 2002 konnte die IRT Broadway – Seventh Avenue Line zwischen Chambers Street und South Ferry den Betrieb aufnehmen. Der zerstörte U-Bahnhof und Teile des Tunnels waren abgetragen und neu errichtet worden. Der Stationsrohbau lag unzugänglich mitten in der Baugrube und wurde viele Jahre ohne Halt durchfahren. 2015 übergab die Port Authority den Bau an die MTA, die am 8. September 2018 die Station unter dem neuen Namen WTC Cortlandt für Fahrgäste in Betrieb nahm.

### Hurrikan Sandy

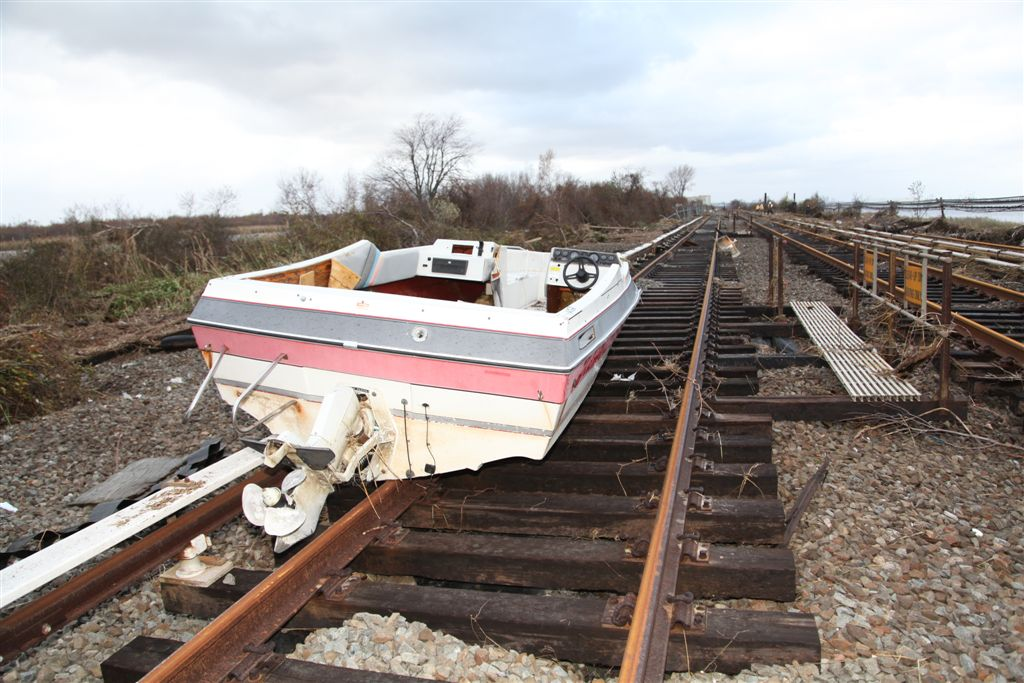
Angespültes Boot auf den Gleisen der IND Rockaway Line

Wegen des Hurrikans Sandy stellte die MTA am 29. Oktober 2012 den gesamten U-Bahn-Verkehr ein. Die Wassermassen der Sturmflut spülten einen oberirdischen Abschnitt der Linie A auf der Halbinsel Rockaway in Queens fort. Neun der vierzehn Unterwassertunnel waren geflutet. Zahlreiche Betriebshöfe waren betroffen. Das Salzwasser beschädigte Bausubstanz und elektrische Anlagen. Am 1. November wurde der Betrieb einiger U-Bahn-Linien teilweise wieder aufgenommen. Tunnelabschnitte mussten ausgepumpt und notdürftig instand gesetzt werden, die Bereiche südlich der 34. Straße in Manhattan blieben mehrere Tage geschlossen.

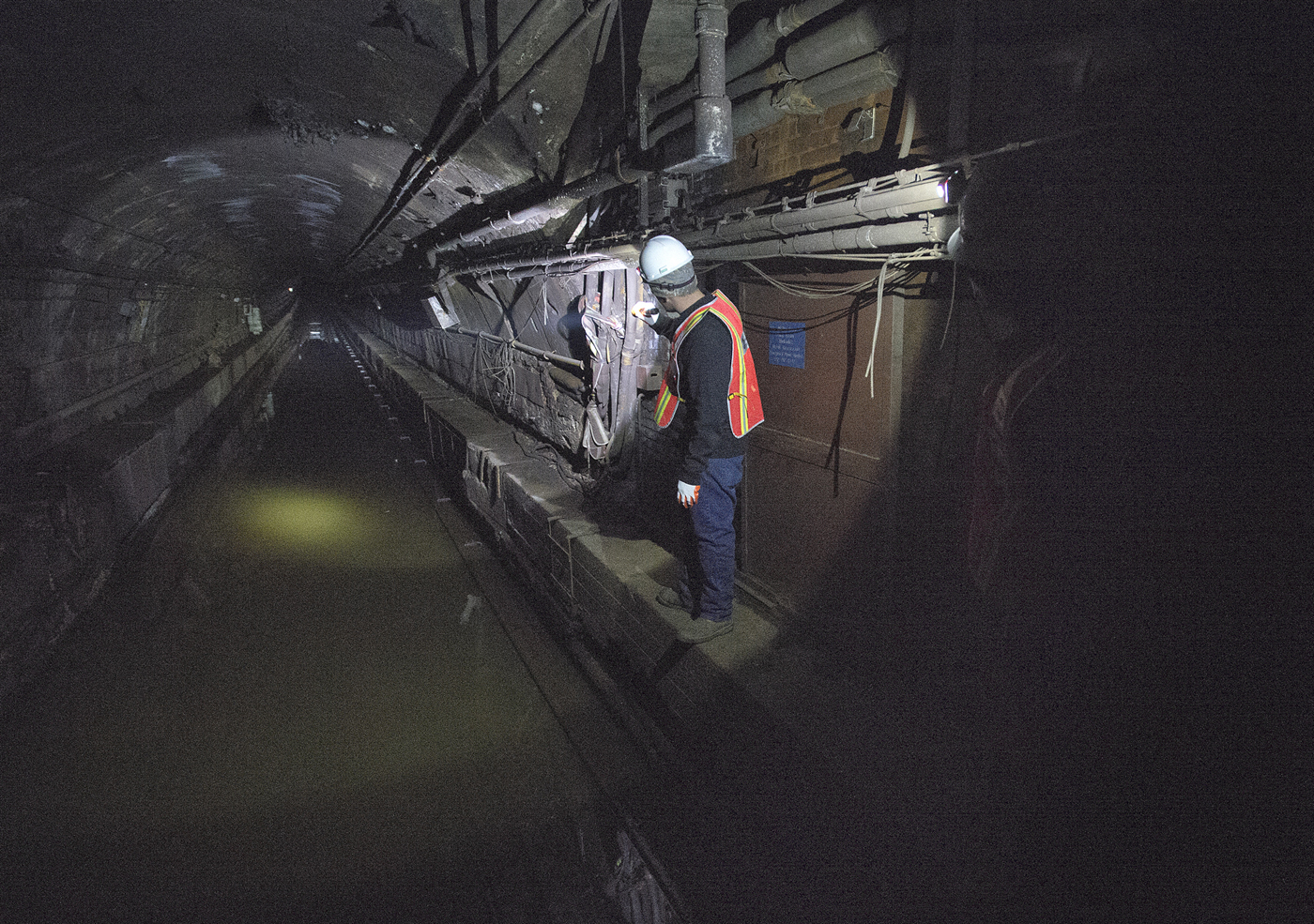
Überfluteter 14th-Street-Tunnel der BMT Canarsie Line

Die 2009 eröffnete neue Station South Ferry der Linie 1 war so schwer beschädigt, dass sie erst im Juni 2017 wieder in Betrieb genommen werden konnte. Zunächst endete die Linie 1 in der Station Rector Street, bis die alte, und nach wie vor für die modernen Züge zu kurze, Station an der South Ferry-Wendeschleife (South Ferry Loop) für die erneute Fahrgastnutzung ab April 2013 hergerichtet war.
Im Montague Street-Tunnel der Linie R unter dem East River häuften sich aufgrund der Schäden die Signalstörungen. Er wurde vom 2. August 2013 bis 15. September 2014 zwischen Manhattan und Brooklyn voll gesperrt, die Linie R zweigeteilt. Auf der Linie G wurde der Verkehr im Greenpoint Tube-Tunnel zwischen Queens und Brooklyn ab Juli 2013 an mehreren Wochenenden eingestellt. Vom 25. Juli 2014 bis zum 2. September 2014 war der Betrieb dort ganztägig unterbrochen und es verkehrten Ersatzbusse. Auf der Linie L wurde der 14th Street-Tunnel unter dem East River zwischen Brooklyn und Manhattan von April 2019 bis April 2020 an Wochenenden und nachts teilgesperrt. Als letzter der von Sandy beschädigten Tunnel wurde der Rutgers Street-Tunnel der Linie F von September 2020 bis März 2021 teilgesperrt.

## Politik und Stadtentwicklung

### Verkehrspolitik

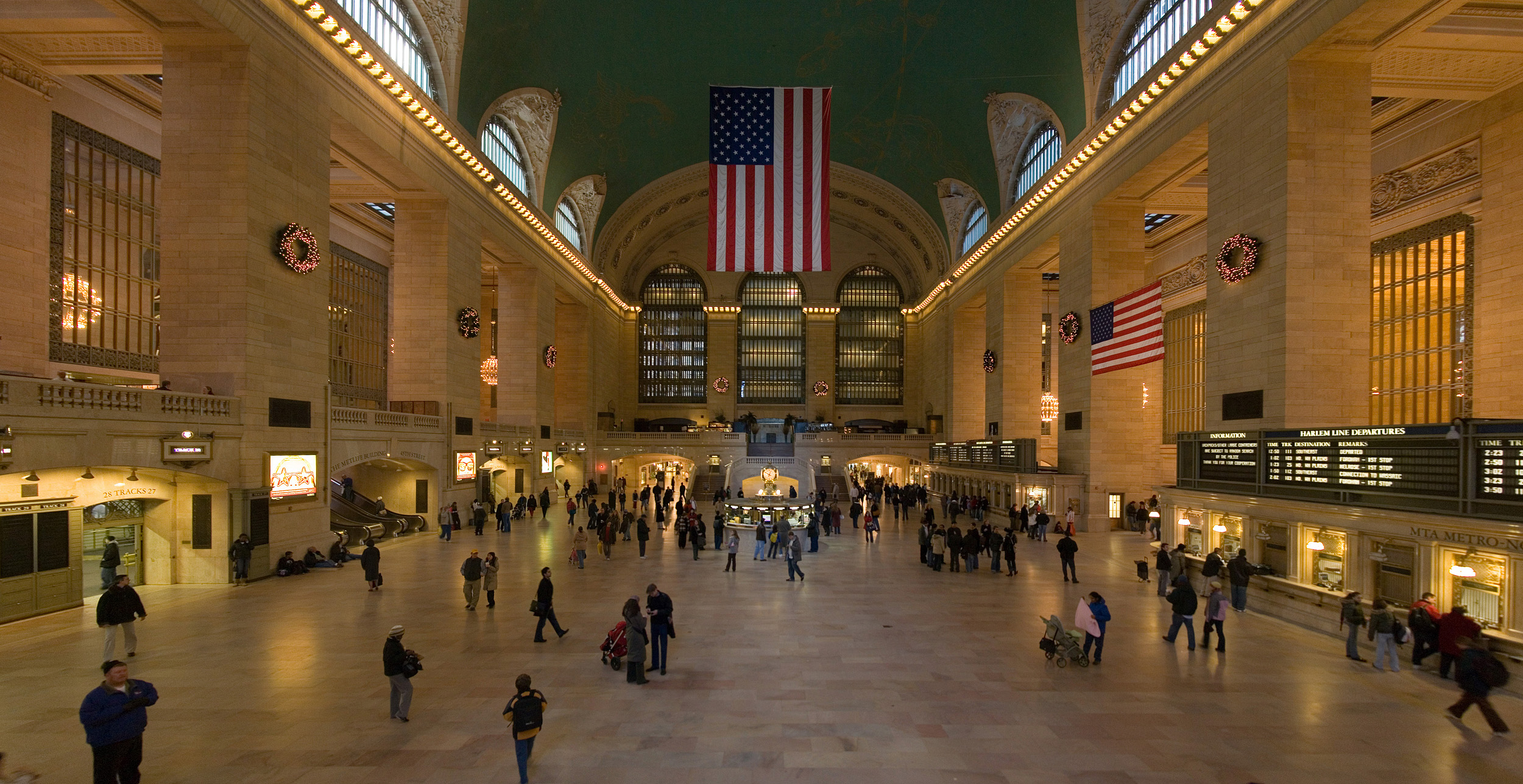
Wie der Grand-Central-Bahnhof war auch die erste New Yorker U-Bahn ein Prestigeobjekt.

Die politischen Motive zum Bau einer U-Bahn in New York wandelten sich im Laufe der Zeit. Obwohl New York in der zweiten Hälfte des 19. Jahrhunderts zu den am schnellsten wachsenden Städten der Erde zählte, wurde durch die herrschende wirtschaftliche und politische Elite der Bau eines solchen Nahverkehrsnetzes zunächst verhindert.
Dieser Personenkreis neigte dazu, durch Investitionen in monumentale Bauwerke nicht nur das Stadtbild zu verändern, sondern auch sich selbst und ihr Handeln nachträglich zu legitimieren. August Belmont junior erkannte in der Untergrundbahn jene Möglichkeit eines Prestigeobjekts. Er erhoffte sich damals zugleich große Gewinne durch den Betrieb. Nach den ersten beiden Verträgen setzte die Politik dem Weiterbau vorerst ein Ende, indem sie durch Auflagen wie den Elsberg Act von 1906 den privaten Betrieb einer solchen Anlage künstlich unwirtschaftlich machte. Auf der anderen Seite wurde der Nahverkehr in dieser Zeit nicht als staatliche Aufgabe wahrgenommen, so dass auch von dieser Seite keine Initiativen zu erwarten waren.

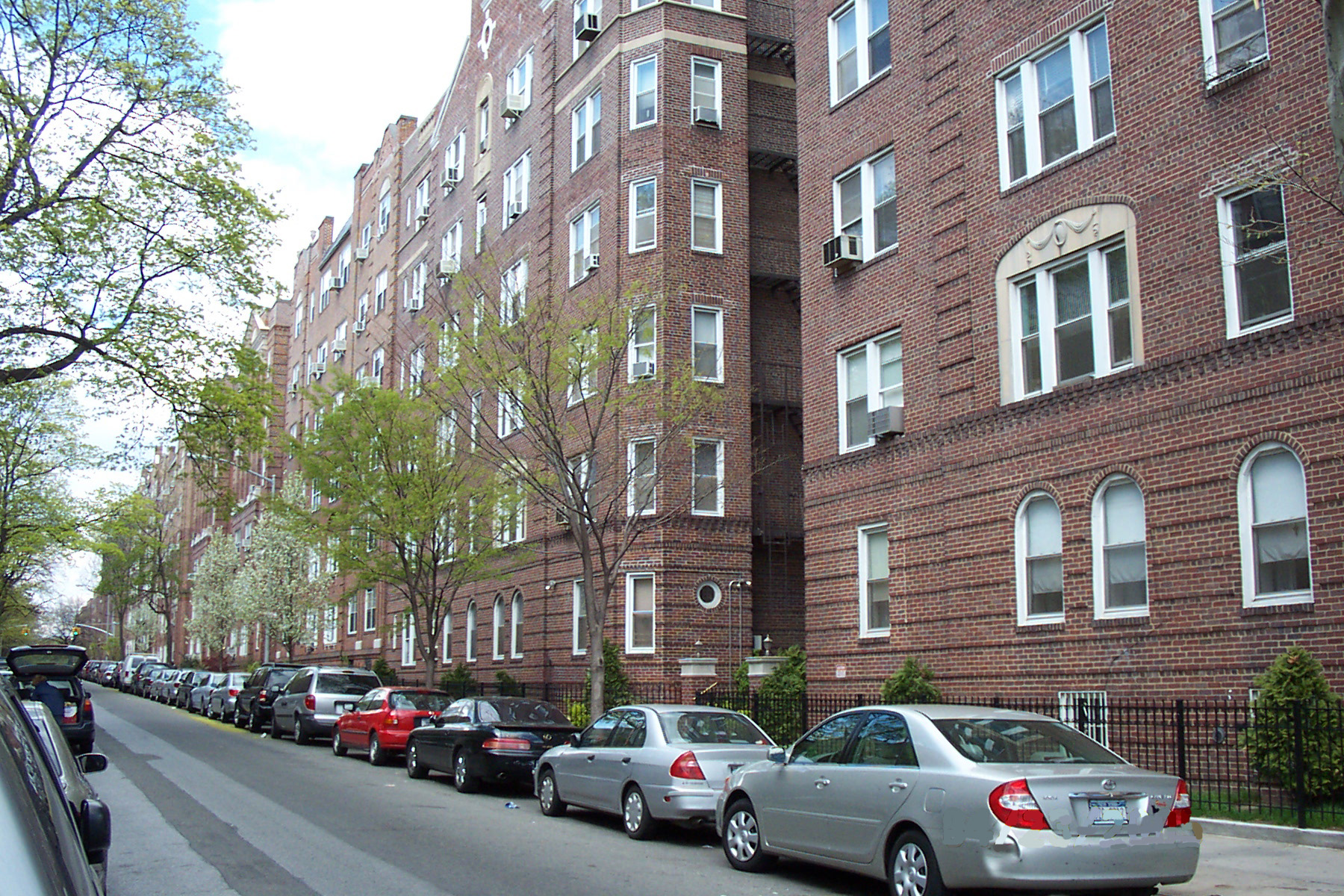
New York ist bis weit in die Außenbezirke hinein stark verstädtert

Die Doppelverträge von 1913 waren dagegen das Werk der „Reformer“, des Manhattaner Borough President und früheren Reporters George McAneny und des Stadtplaners Edward M. Bassett. Sie sahen in der U-Bahn ein probates Mittel zur Beseitigung der Massenarmut und zur besseren Verteilung der stark anwachsenden Bevölkerung über das Stadtgebiet. Das Doppelsystem legte den Grundstein für die enorme Konzentration von Arbeitsplätzen in Midtown Manhattan, die Verstädterung bis weit in die Außenbezirke hinaus und das New Yorker Phänomen der „City of Neighborhoods“, in der jeder Stadtteil seine ganz eigene kulturelle Identität hat.
Als die privaten Betreiber durch die Inflation nach dem Ersten Weltkrieg in finanzielle Schwierigkeiten gerieten, reiften die Pläne für einen öffentlichen Betrieb der U-Bahnen heran, die Unabhängigkeit von privaten Betreibern und deren wirtschaftlichen Interessen bieten sollte. Die so entstandene Independent Subway war der letzte große Ausbau der U-Bahn, bevor das Automobil als Verkehrsträger die Oberhand gewann. Dieser Zustand hielt bis in die 1970er Jahre an.
Dazu gab es nach dem Zweiten Weltkrieg eine starke Abneigung der Öffentlichkeit gegenüber staatlichen Investitionen in den öffentlichen Personennahverkehr. Die Bundesregierung beteiligte sich bei Autobahnen mit bis zu 95 Prozent der Baukosten, doch bei Bussen und Bahnen so gut wie überhaupt nicht, denn diese Verkehrsträger wurden wie private Unternehmen betrachtet. Auch das Urban Mass Transportation Act von 1964 schaffte in diesem Sinne keine Abhilfe, weil es nur den Neubau öffentlicher Verkehrsmittel subventionierte, nicht aber die Erhaltung schon lange bestehender Systeme, wie es eben gerade in New York existierte. Doch gerade für Wartung und Instandsetzung fehlte hier das Geld. Die Subway verfiel zusehends.
Als die Stadt Mitte der 1970er Jahre schließlich in eine schwere Finanzkrise geriet, war auch von dieser Stelle keine Erhöhung der finanziellen Zuwendungen zu erwarten. Führende Politiker sperrten sich gegen Tariferhöhungen und Einsparungen bei Personal und Betrieb. In Volksabstimmungen verwehrte eine Mehrheit der Wähler der U-Bahn weitere bundesstaatliche Finanzspritzen. Der ehemalige MTA-Vorsitzende William Ronan beklagte in einem Interview, „eines der größten Probleme“ in diesem Zusammenhang sei, dass „die Öffentlichkeit zu viel zu entscheiden habe“. Als im Zuge des 75-jährigen Bestehens der U-Bahn 1979 der fortgeschrittene Verfall immer weiteren Kreisen bewusst wurde, setzte eine Trendwende ein. Die Carter-Regierung brachte daraufhin ein Jahr später die entscheidenden Finanzhilfen auf den Weg.
Nach Bewältigung dieser Krise war Ende der 1990er Jahre wieder an Neubauten zu denken. Geplant wurden die Second Avenue Subway und die Verlängerung der Linie 7 in Manhattan. Dabei kam es zum Ringen um die Finanzierung. Der im Bundesstaat New York einflussreiche Politiker Sheldon Silver wollte erreichen, dass die Second Avenue Subway ohne Unterlass in ganzer Länge, und nicht wie tatsächlich der Fall, in Abschnitten und mit langen Unterbrechungen gebaut würde. Silver blockierte die Mittel für die wegen der Bewerbung New Yorks um die Olympischen Sommerspiele 2012 gewünschte Verlängerung der IRT Flushing Line, so dass sich die Stadt stattdessen auf eine öffentlich-private Partnerschaft einließ.
Die Verlängerung der IND Queens Boulevard Line zum Bahnhof Jamaica-179th Street war im Jahr 1950 der letzte Neubau gewesen, den die Stadt selbst finanziert hatte. Die mit Steuerzuwachsdarlehen (Tax Increment Financing) ausgestattete Hudson Yards Infrastructure Corporation finanzierte und verwirklichte die Verlängerung der Linie 7 binnen neun Jahren. Der zeitlich benachbart ausgeführte erste von vier geplanten Abschnitten der Second Avenue Subway hingegen wurde von der MTA unter maßgeblicher Beteiligung des Bundesstaates über öffentliche Investitionsmittel finanziert und nur mit größter Mühe in einem vertretbaren Zeitrahmen eröffnet.

### Flughafenanbindung
Eine direkte Anbindung der aufkommensstarken New Yorker Flughäfen John F. Kennedy und LaGuardia ist aus politischen und finanziellen Gründen nicht erfolgt. Stattdessen dient die U-Bahn, zusammen mit der Long Island Rail Road, als Zubringer zu Buslinien bzw. dem AirTrain JFK. Fluggäste müssen mit ihrem Gepäck umsteigen und gegebenenfalls einen zweiten Fahrpreis zusätzlich zum U-Bahn-Fahrpreis zahlen.

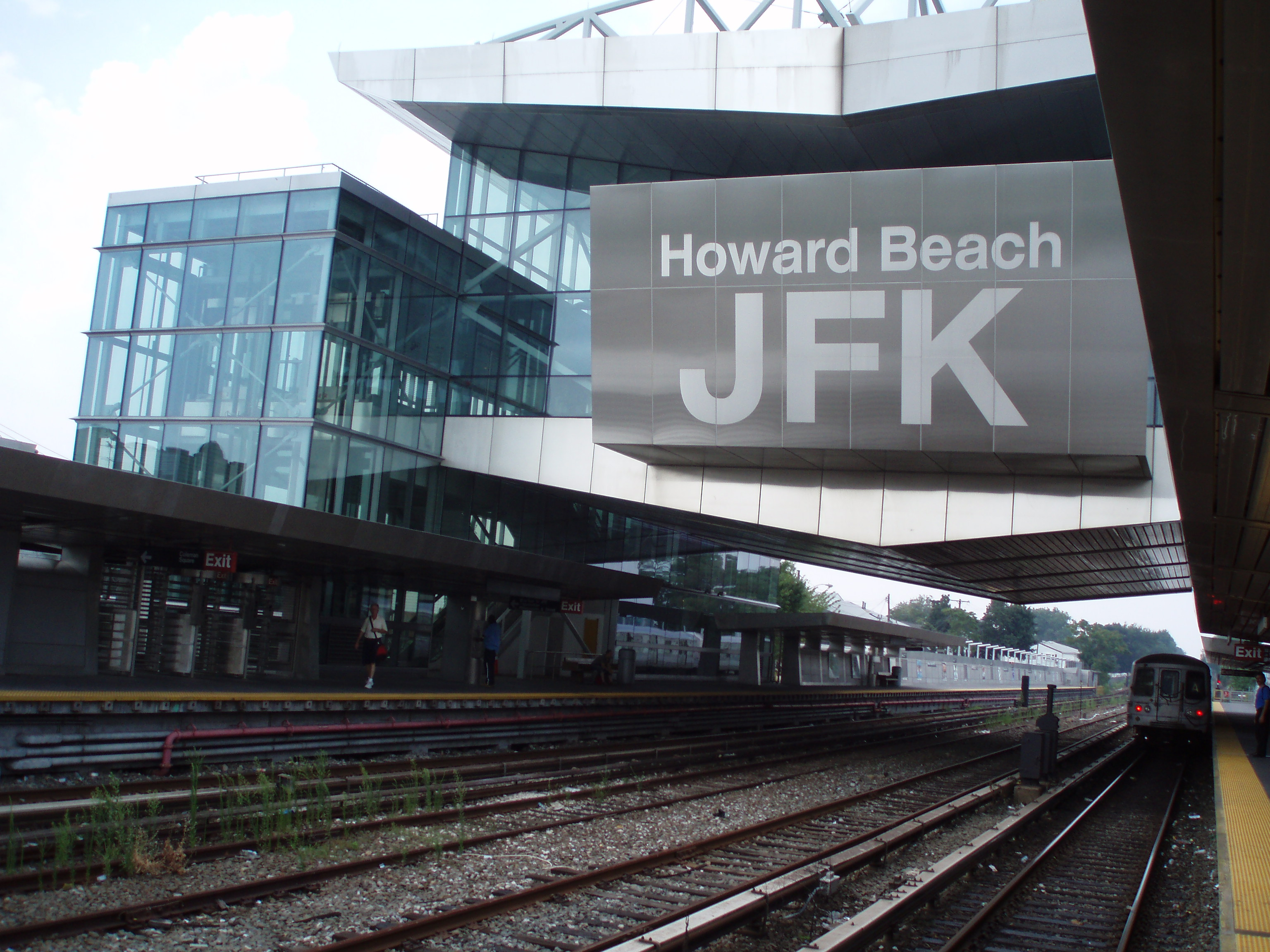
Umsteigebahnhof Howard Beach–JFK Airport an der IND Rockaway Line

Die U-Bahn betrieb von 1978 bis 1990 den als „Zug zum Flugzeug“ beworbenen JFK-Express . Er fuhr ab Midtown Manhattan mit wenigen Zwischenhalten zum Bahnhof Howard Beach–JFK Airport, wo in Busse umgestiegen werden musste. Der JFK-Express erhöhte zwar den Marktanteil des öffentlichen Verkehrs an der Gesamtheit der Fahrten zum Flughafen, war aber nicht rentabel zu betreiben: Die Züge waren kürzer als bei regulären Linien, das Fahrgastaufkommen blieb überschaubar, und es war Personal für die Erhebung des besonderen Fahrpreises und ein höheres Sicherheitsgefühl an Bord. Nachdem die Verbindung 1990 eingestellt wurde, verlagerte sich die Nutzung vollends auf die parallele, häufiger fahrende und günstigere Linie A.
Anfang der 2000er Jahre wurde eine Verlängerung der BMT Astoria Line als Hochbahn um vier Kilometer zum Flughafen LaGuardia trotz bereitstehender öffentlicher Mittel abgelehnt.
Im Jahr 2021 änderte die US-Bundesregierung ein Gesetz, das die Verwendung von Fluggastgebühren für Flughafenanbindungen nur dann erlaubt hatte, wenn die Anbindung überwiegend oder ausschließlich dem Flughafen selbst diente. Das Gesetz war 1990 mit dem Gedanken erlassen worden, Städte daran zu hindern, ihr eigenes Nahverkehrsangebot aus Mitteln eines Flughafens querzufinanzieren. Als Ergebnis dieser Vorgaben entstand in New York City der AirTrain JFK als Peoplemover, der seit 2003 dem Binnenverkehr des Flughafens und als Punktverbindungen zu zwei Umsteigebahnhöfen dient, aber die durchquerten Wohngebiete ausschließt. Auch der unter Gouverneur A. Cuomo geplante, nach Ende seiner Amtszeit aber nicht weiter verfolgte AirTrain LGA hätte nur eine Punktverbindung zum Bahnhof Mets–Willets Point der Linie 7 und der Long Island Rail Road hergestellt.

### Stadtentwicklung

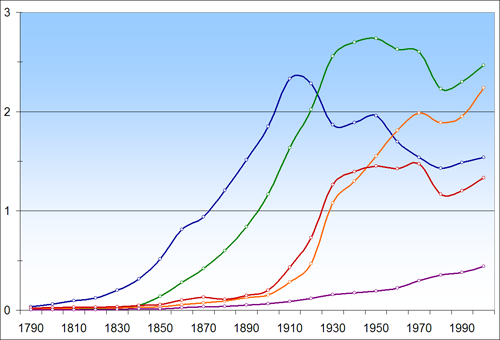
Bevölkerungsentwicklung der Bezirke New Yorks seit 1790

Die Subway wird als integraler Bestandteil des städtischen Lebens in der Metropole New York City wahrgenommen. Sie hatte als Massenverkehrsmittel maßgeblichen Anteil an der städtebaulichen Entwicklung New Yorks, die im Vergleich zu einer typischen US-amerikanischen Großstadt eine Reihe wesentlicher Unterschiede aufweist. Stadt und Metropolregion stehen bei Bevölkerungszahl und -dichte weit vor jedem anderen Ballungsraum der Vereinigten Staaten. Dazu sind die Geschäftsviertel in Manhattan mit ihren Bürotürmen wesentlich weiter ausladend und auch nicht von Industriebrache und Armenvierteln gesäumt, wie es in anderen Großstädten der Fall ist. Dazu wohnt die Mehrzahl der New Yorker nicht im typischen US-amerikanischen Eigenheim, sondern in Wohnblöcken und Mietshäusern, und die Mehrheit von ihnen fährt mit der U-Bahn zur Arbeit.
Die Verstädterung setzte vorwiegend entlang der U-Bahn-Strecken ein, in Manhattan, in der Bronx, in Brooklyn sowie im Süd- und Westteil von Queens. Der Bezirk Staten Island dagegen wurde seinerzeit nicht an die Subway angeschlossen und blieb trotz seiner geographischen Nähe zum Stadtzentrum von dieser Entwicklung weitgehend abgeschnitten. Die Bevölkerungszahl stagnierte dort über sehr lange Zeit und stieg erst nach dem Bau der Verrazzano-Narrows-Brücke allmählich an. Die Insel nennt man daher bis heute etwas abfällig „the forgotten borough“, den „vergessenen Bezirk“.

## Kultur und Vermarktung

### Film

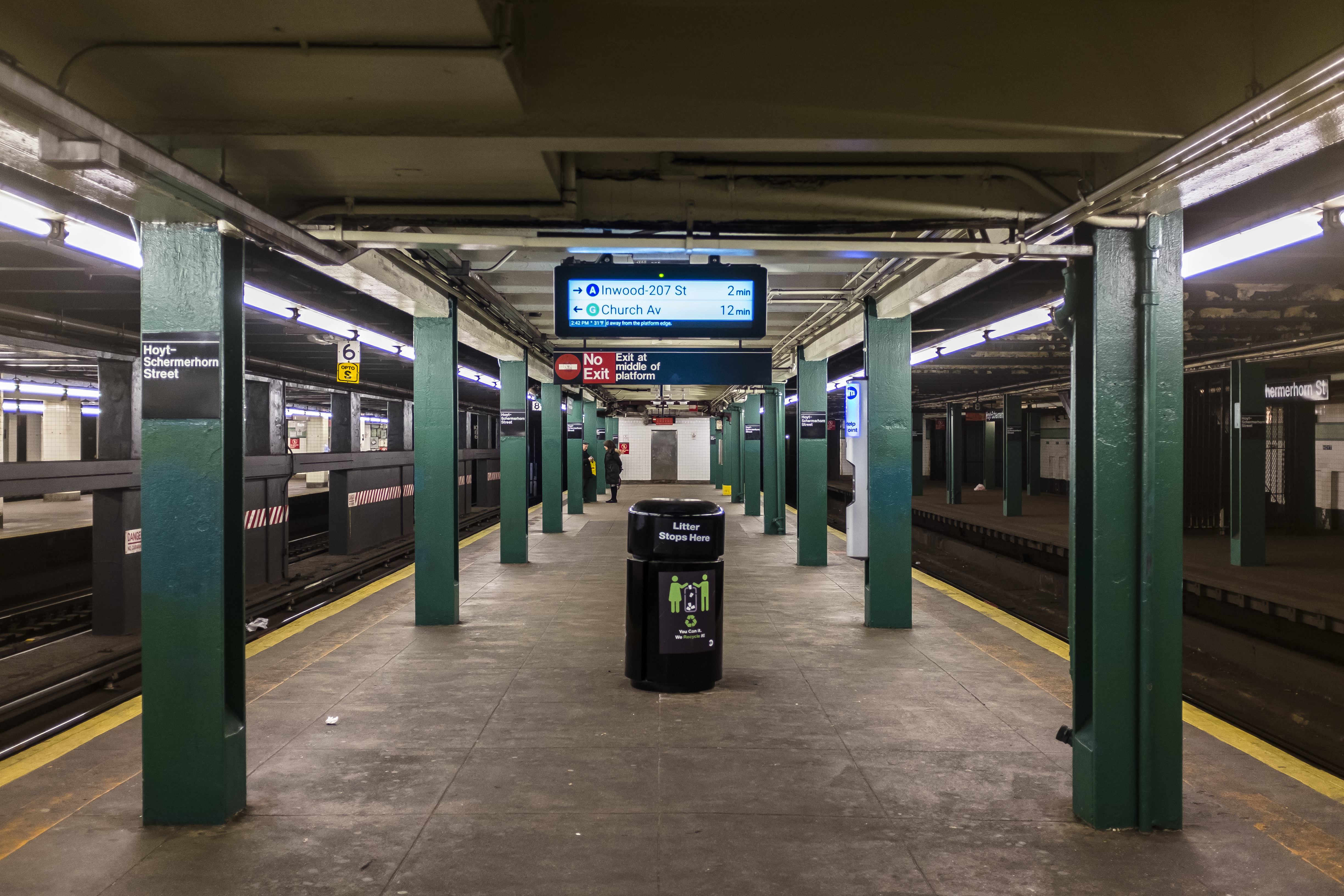
Bahnhof Hoyt–Schermerhorn Streets mit einem der stillgelegten Bahnsteige ganz rechts im Bild

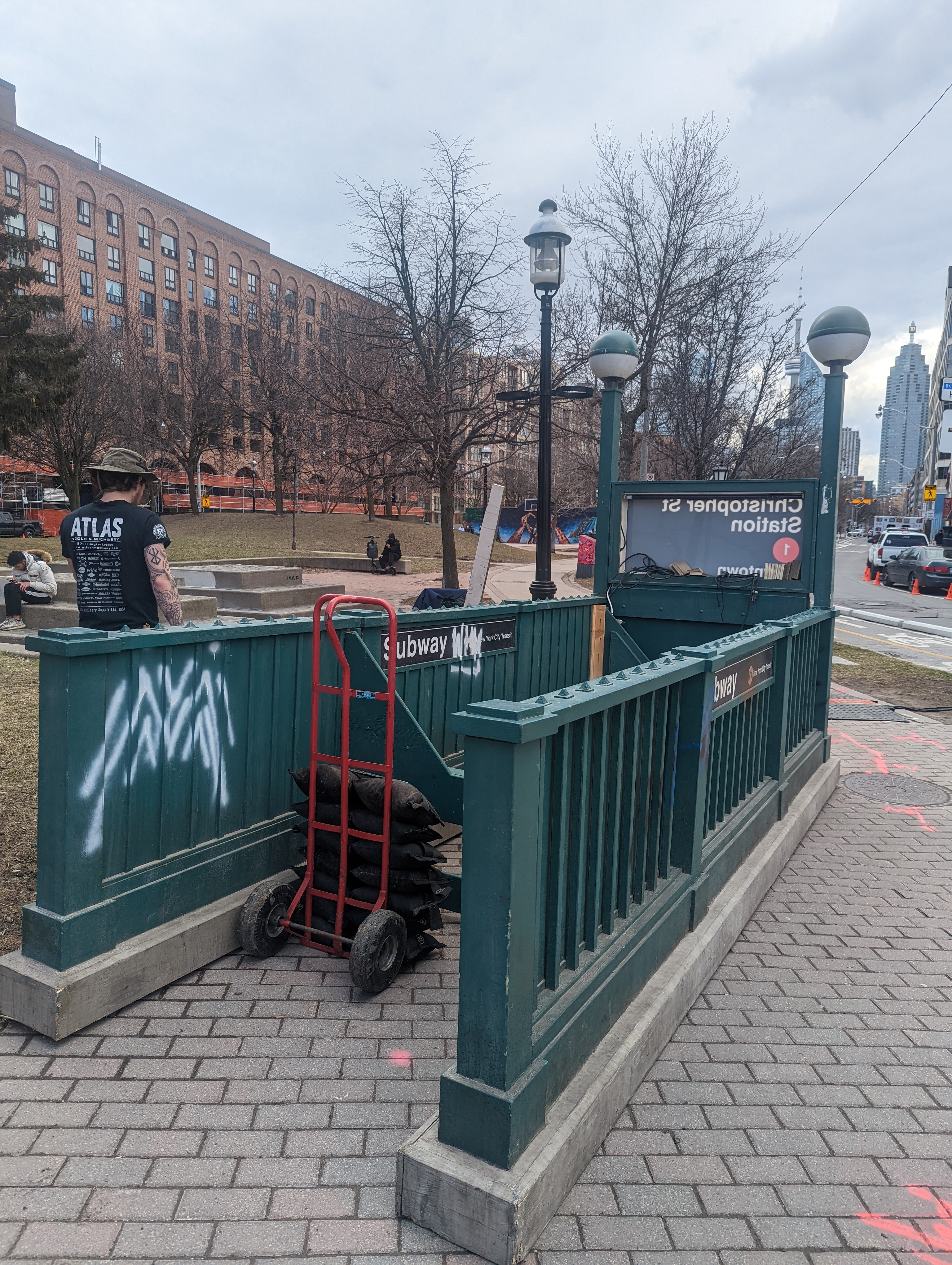
Kulisse für einen New Yorker U-Bahn-Eingang in Toronto, Kanada

Die New Yorker U-Bahn spielt in einigen US-amerikanischen Filmen eine wichtige Rolle. In der großen Mehrzahl der Filme ist sie allerdings in einer ganz bestimmten Nebenrolle zu sehen, als Kulisse für die Stadt und ihre Bewohner, ein „Stück New York“.
Als Drehorte werden Bahnhöfe oder Bahnsteige ausgewählt, die zwar betriebsbereit, aber ohne Nutzung sind und sich zugleich aufgrund ihrer Gleiskonfiguration gut zur Simulation von Fahrbetrieb eignen. Dies waren in der Vergangenheit beispielsweise der Bahnhof Hoyt–Schermerhorn Streets, der mit dem Bahnhof Court Street, in dem sich heute das New Yorker Verkehrsmuseum befindet, verbunden ist. Benutzt wurde auch die – mittlerweile von der Verlängerung der Linie 7 durchtrennte – untere Ebene des Bahnhofs 42nd Street an der IND Eighth Avenue Line. An der Culver Line in Brooklyn werden die untere Ebene von Ninth Avenue, wo bis 1975 der Culver-Shuttle abfuhr, 18th Avenue und die Expressbahnsteige an der Church Avenue verwendet.
- Zu Beginn des Films Der falsche Mann von Alfred Hitchcock aus dem Jahr 1956 fährt der Hauptdarsteller (Henry Fonda) mit der New York Subway nach Hause. Dabei sind die Stationen Fifth Avenue und 82nd Street–Jackson Heights an der IRT Flushing Line zu sehen.
- Im Film Die 27. Etage von Edward Dmytryk aus dem Jahr 1965 sitzt der Hauptdarsteller alias Gregory Peck in der Subway und versucht, eine Erklärung für seinen plötzlichen Gedächtnisverlust zu finden. Dabei passiert der Zug einen Bahnhof 28th Street, wahrscheinlich an der IRT Lexington Avenue Line.
- Im Drama Incident … und sie kannten kein Erbarmen von 1967 spielen Tony Musante und Martin Sheen zwei Halbstarke, die in der Bronx einen ganzen U-Bahn-Wagen voller Fahrgäste unbehelligt terrorisieren. Gut drei Viertel des gesamten Films spielt in der Subway, wobei mangels Drehgenehmigung teilweise mit versteckter Kamera gearbeitet wurde. Der Wagen entstand im Filmstudio nach Originalplänen des Herstellers.
- Im Thriller French Connection – Brennpunkt Brooklyn aus dem Jahr 1971 mit Gene Hackman und Roy Scheider gibt es etliche Szenen, die in der New York Subway spielen. Die Zugentführung und anschließende Verfolgungsjagd entlang der BMT West End Line schrieb Filmgeschichte.
- Der Thriller Stoppt die Todesfahrt der U-Bahn 123 von 1974 behandelt die Entführung eines U-Bahn-Zuges der Linie 6. Er wurde an der Court Street gedreht, zwei Jahre vor Eröffnung des Verkehrsmuseums. Die Neuverfilmung aus dem Jahr 1998 entstand dagegen in Toronto. In der zweiten Neuverfilmung Die Entführung der U-Bahn Pelham 123 (2009) wurden Teile des Filmes bei laufendem Bahnbetrieb auf den Nebengleisen gedreht.
- Die New Yorker Gang „Die Warriors“, Hauptdarsteller des gleichnamigen Films des Regisseurs Walter Hill von 1979, gerät von ihren Rivalen verfolgt auf eine Irrfahrt mit der Subway quer durch New York bis in ihr Revier Coney Island. Die Szenen in der U-Bahn entstanden an verschiedenen Orten innerhalb der Subway.
- In der Filmkomödie Crocodile Dundee aus dem Jahre 1986 mit Paul Hogan dient der Bahnhof Ninth Avenue als Kulisse für die Station 59th Street–Columbus Circle.
- In der Tragikomödie Ghost – Nachricht von Sam von 1990 ist Sam Wheat alias Patrick Swayze als Geist in der New Yorker U-Bahn unterwegs. Die Aufnahmen wurden in der unteren Bahnsteigebene am Bahnhof 42nd Street gedreht.
- Im Thriller Jacob’s Ladder – In der Gewalt des Jenseits von 1990 ist der Hauptcharakter im U-Bahnhof Bergen Street der IND Culver Line gefangen. Zu sehen ist die real für Fahrgäste gesperrte untere Bahnsteigebene, die für die Dreharbeiten instand gesetzt wurde.[176]
- Für den Film Malcolm X von Spike Lee aus dem Jahr 1992 mit Denzel Washington in der Hauptrolle erhielt ein BMT-D-Triplex-Museumswagen die Aufschrift „Boston Elevated Railway“.
- Im Actionfilm Stirb langsam: Jetzt erst recht von 1995 mit Bruce Willis und Samuel L. Jackson in den Hauptrollen explodiert eine Bombe im U-Bahnhof Wall Street der IRT Broadway–Seventh Avenue Line. Allerdings handelt es sich bei der Station um einen Nachbau. Die Waggons waren dagegen echte Redbirds.
- Aus dem gleichen Jahr stammt der Actionfilm Money Train, in dem Wesley Snipes und Woody Harrelson als Angehörige der Bahnpolizei versuchen, einen Geldzug (Money Train) auszurauben. Der dafür umgebaute R17-Triebwagen kann heute im New Yorker Verkehrsmuseum besichtigt werden. Gedreht wurde überwiegend in Kulissen auf einem Güterbahnhof in Los Angeles.
- Das Filmdrama The Yards – Im Hinterhof der Macht von 2000 handelt von Korruption bei der New Yorker U-Bahn. Allerdings kommt die Subway während des gesamten Films nur in einer einzigen kurzen Szene auf einem Betriebshof vor.
- Im Science-Fiction-Film Men in Black II bewohnt ein außerirdischer Riesenwurm namens Jeff das U-Bahnsystem.
- In Spider-Man 2 von 2004 gibt es eine Szene des Hauptdarstellers Tobey Maguire mit einem außer Kontrolle geratenen Hochbahnzug der Linie R in Manhattan. In Wirklichkeit wurde auf der Chicago ‘L’ mit einem 2200er-Wagen gedreht. Nebenbei gibt es in Manhattan schon seit 1958 keine Hochbahnen mehr, und die Linie R fährt nirgends oberirdisch.[177]
- In dem Film Knowing – Die Zukunft endet jetzt entgleist ein U-Bahn-Zug, nachdem aufgrund eines technischen Defektes eine Weiche vor einer Station plötzlich umschaltet. Der Zug zerstört die gesamte Station und einen Zug in der Station.

### Kunst für unterwegs

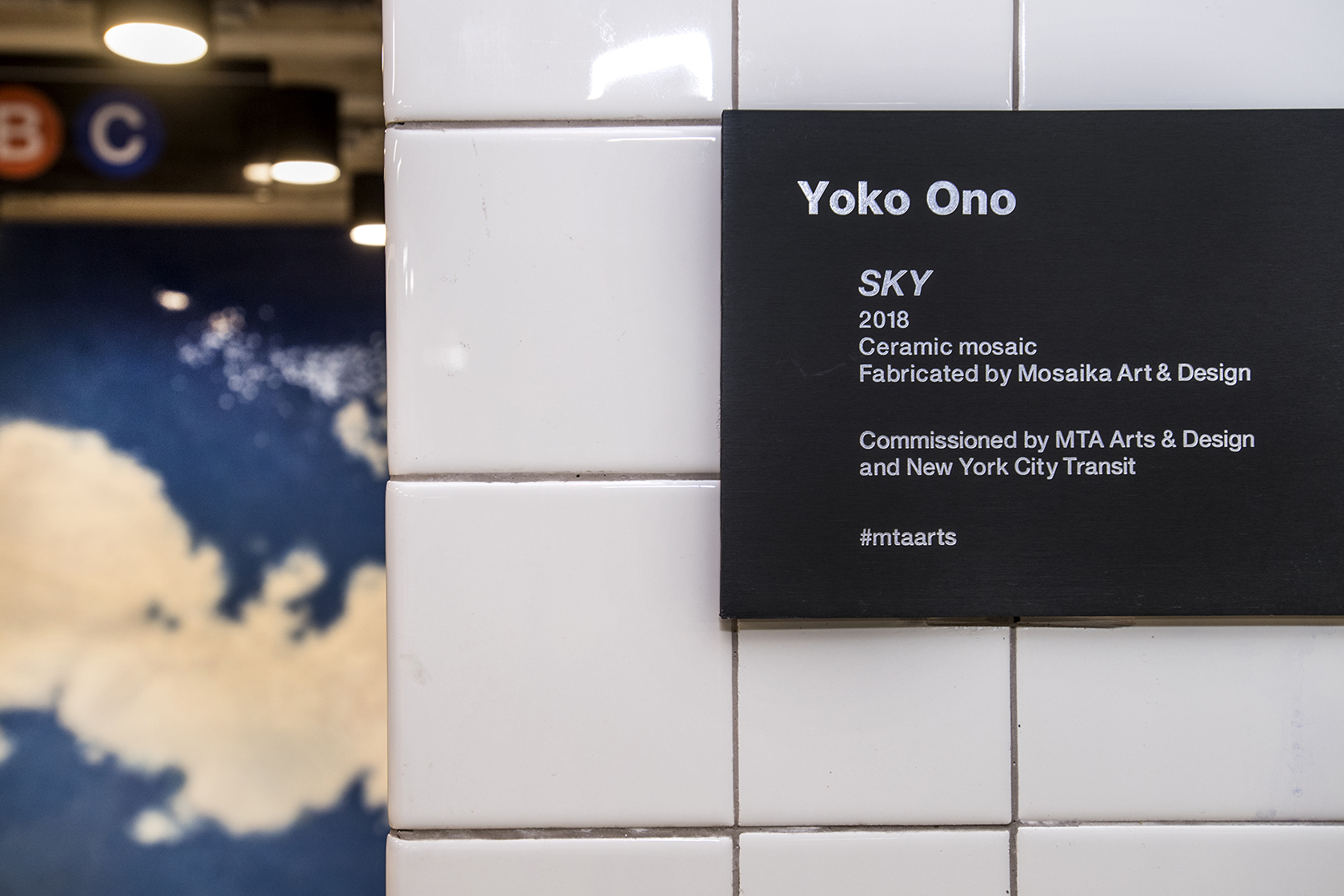
Beschilderung des Mosaiks „SKY“ von Yoko Ono

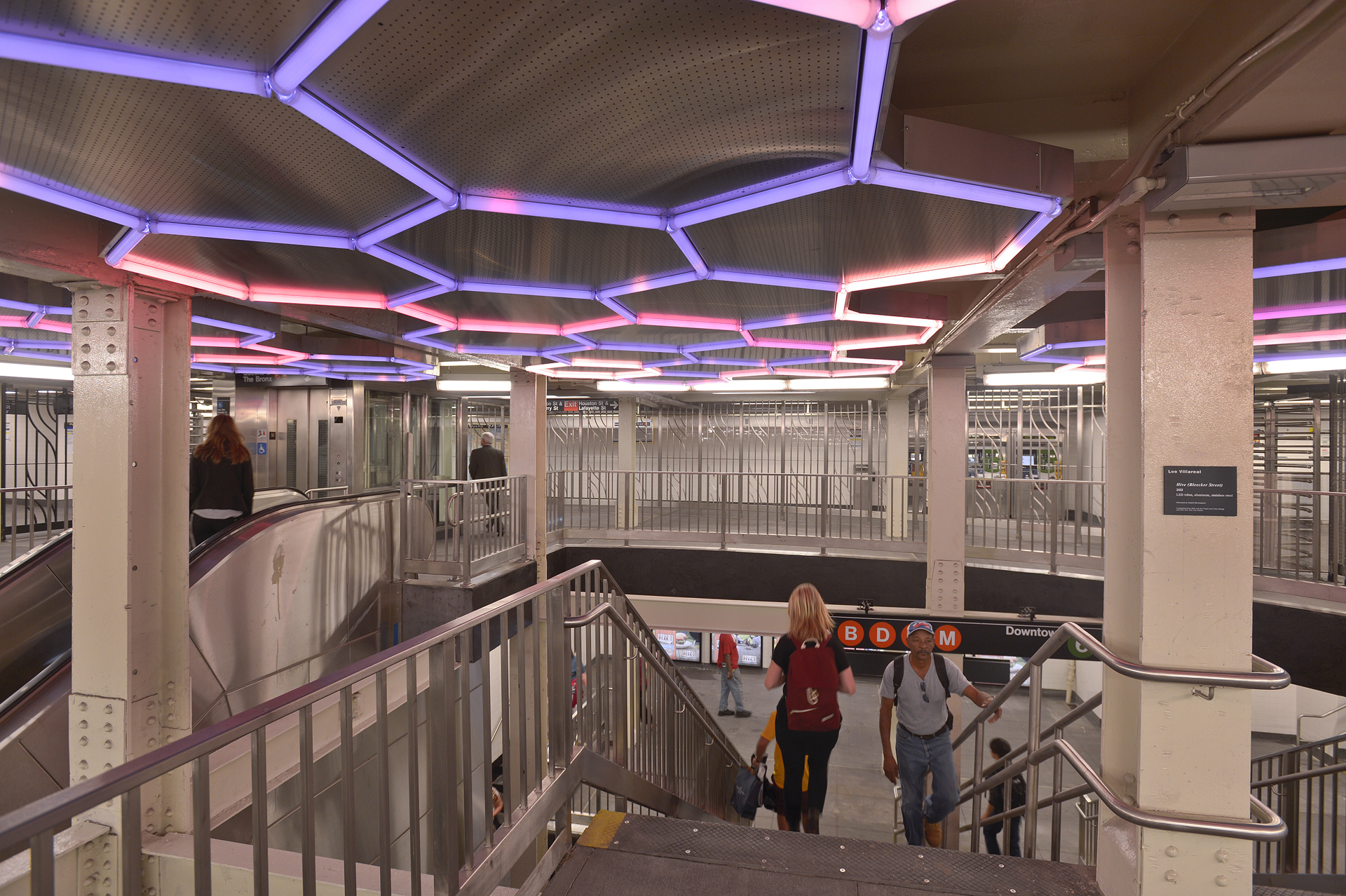
Bahnhof Bleecker Street der IRT (obere Ebene) und Broadway–Lafayette Street der IND (unten): 2012 schuf Leo Villareal die Lichtinstallation Hive.

Als ab den 1980er Jahren Mittel für groß angelegte Renovierungsarbeiten in den Bahnhöfen zur Verfügung standen, legte die MTA 1985 das Programm „Arts for Transit“ („Kunst für unterwegs“) auf, das heute unter „MTA Arts & Design“ läuft. Für jeweils ein Prozent des Renovierungsbudgets werden Aufträge an Kunstschaffende vergeben, die mit überwiegend ortsspezifischer Kunst die Attraktivität der Bahnhöfe und der U-Bahn insgesamt erhöhen sollen. Mittlerweile finden sich in einer dreistelligen Zahl von Bahnhöfen Installationen, die von Wandmosaiken und Reliefs über Skulpturen bis hin zu Buntglas-Fenstern, Lichtkunstwerken und verzierten Absperrgittern reichen. In einigen gibt es Postergalerien mit wechselndem Inhalt.
Eine Auswahl der Künstlerinnen und Künstler, deren Werke unter dem Programm „MTA Arts & Design“ in Auftrag gegeben wurden:
- Vito Acconci
- Xenobia Bailey
- Romare Bearden
- Nick Cave[180]
- Chuck Close
- Ann Hamilton
- Ellen Harvey
- Al Held
- Tom Otterness
- Jacob Lawrence
- Sol LeWitt
- Roy Lichtenstein
- Vik Muniz
- Elizabeth Murray
- Faith Ringgold
- Jean Shin
- Shinique Smith
- Nancy Spero
- Sarah Sze

### Musik

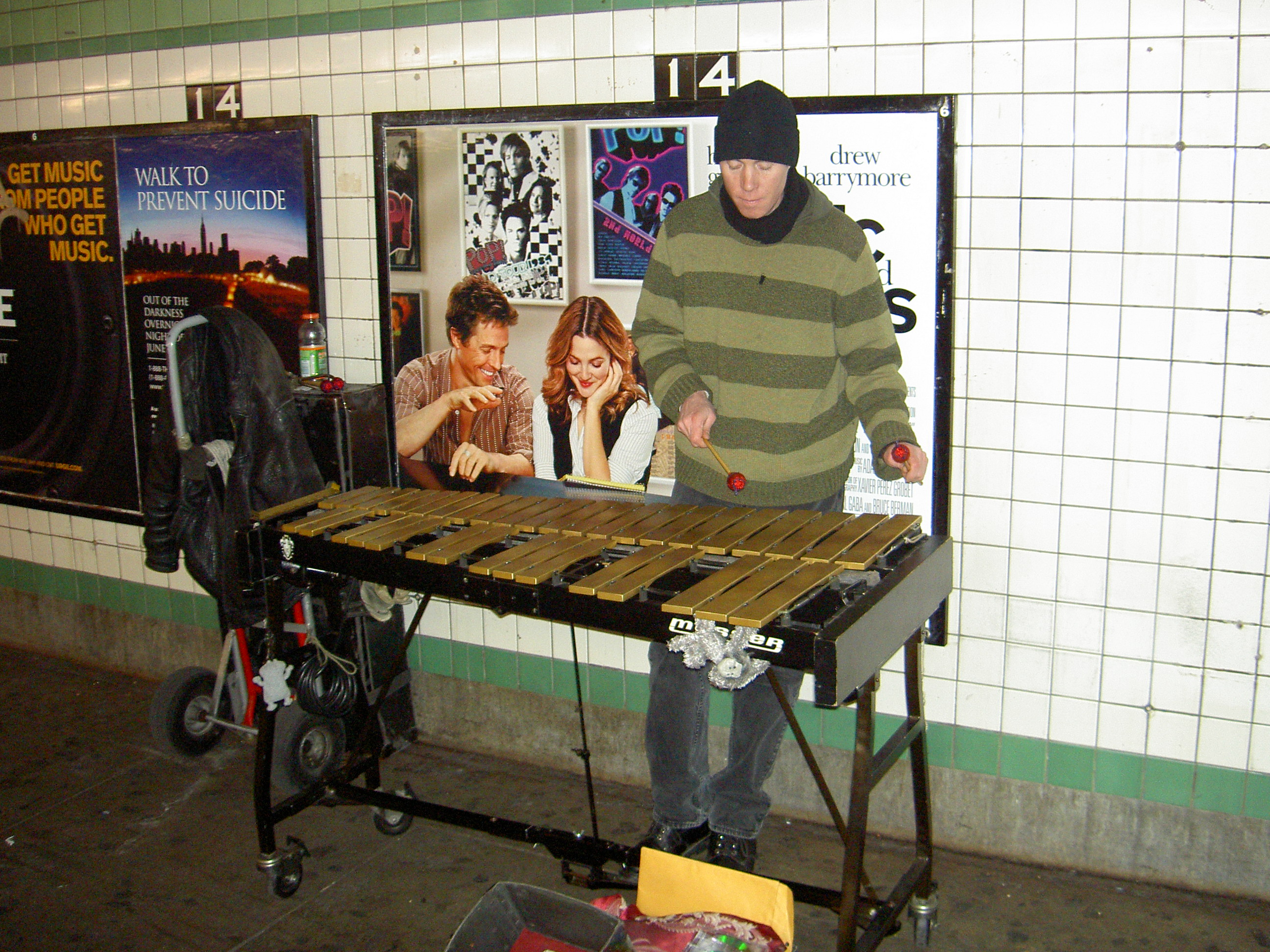
Musikant in der U-Bahn

1985 rief die MTA das Förderprogramm „Music under New York“ („Musik unterhalb New Yorks“) ins Leben, um Qualität und Vielfalt der U-Bahn-Musikanten zu sichern. Dazu werden nach bestimmten Kriterien jedes Jahr 20 neue Musikkünstler ausgesucht, die eine Lizenz für Auftritte in U-Bahnhöfen auf Lebenszeit erhalten. Dabei sind praktisch alle Musikrichtungen und -instrumente vertreten.
Die New Yorker U-Bahn wurde zu einem unverzichtbaren Bestandteil des Alltags und des Gemüts der New Yorker, so dass sie als Inspirationsquelle und Thema einiger Musikstücke und Alben berühmter Künstler auftaucht:
- In den 1940er Jahren komponierte der Jazzmusiker Billy Strayhorn das berühmte Stück Take the A-Train, das bald zur Erkennungsmelodie des Ellington-Orchesters wurde. Die Linie  verbindet die beiden seinerzeit größten afroamerikanisch bewohnten Stadtteile Harlem und Bedford–Stuyvesant miteinander. Melodie und Text sind auf dem Treppengeländer an der nördlichen Endstation Inwood–207th Street angebracht.[182]
- Die Sängerin Jennifer Lopez nannte ihr Debütalbum 1999 On the 6 nach der Linie , die sie immer benutzte, um von ihrem Wohnort im Bereich des Bahnhofs Castle Hill Avenue in der Bronx zu Auftritten in die Nachtclubs Manhattans zu gelangen.
- Weitere Nummern mit direktem Subway-Bezug im Titel sind etwa GG Train von Charles Mingus (Linie ) oder der B-Train Blues von Didier Lockwood (Linie ).
- Das Debütalbum der experimentellen Rockband The Velvet Underground aus dem Jahre 1967, The Velvet Underground and Nico, beinhaltet einen Song namens „I’m Waiting for the Man“. Die Zeile „up to Lexington 125“ meint den Bahnhof 125th Street an der IRT Lexington Avenue Line. Das Cover ihres Albums Loaded von 1970 zeigt einen stilisierten New Yorker U-Bahn-Eingang, aus dem rosaroter Rauch aufsteigt.

### Sport
Die New Yorker U-Bahn hat eine lange währende Tradition als Verkehrsmittel zur Anreise zu sportlichen Großereignissen. Vor und nach den jeweiligen Spielzeiten sind die Züge trotz eingesetzter Verstärkerfahrten meist überfüllt.
Die am meisten mit der U-Bahn verbundene Sportart ist Baseball. Derzeit sind in New York je eine Mannschaft aus den beiden US-amerikanischen Baseball-Profiligen beheimatet, die New York Mets und die New York Yankees. Beide Mannschaften haben ihre Heimatstadien in der Nähe eines U-Bahnhofs. Die Mets waren bis 2008 im Shea Stadium und seit 2009 im neu gebauten Citi Field in Flushing beheimatet, das an der Station Mets-Willets Point (bis 2008 Willets Point–Shea Stadium) der IRT Flushing Line liegt. Das Yankee Stadium der Yankees in der südlichen Bronx liegt am Bahnhof 161st Street–Yankee Stadium. Ganz in der Nähe, an der 155th Street, spielten bis zu ihrem Umzug nach San Francisco 1958 die New York Giants in den Polo Grounds. Auch die Brooklyn Dodgers lagen mit ihrem Ebbets Field in Flatbush nur unweit der Station Prospect Park der BMT Brighton Line.
Beim Finale der US-amerikanischen Baseball-Profiligen, den so genannten World Series, kam es das letzte Mal im Jahr 2000 dazu, dass sich genau die beiden New Yorker Mannschaften in den Endspielen gegenüberstanden. Bei diesen so genannten „Subway Series“ wurden die Stirnseiten einiger Wagen entsprechend den Trikotfarben umgestaltet.
Eine weitere bedeutende Spielstätte ist der Madison Square Garden, der sich an der IND Eighth Avenue Line in Höhe des Bahnhofs 34th Street–Penn Station befindet. Mit den Eishockeyspielern der New York Rangers und den Basketballern der New York Knicks und ihrer Damenmannschaft New York Liberty tragen dort drei Mannschaften der jeweiligen Profiligen ihre Heimspiele aus.
Die US Open, das vierte Grand-Slam-Turnier des Jahres, das seit 1978 jedes Jahr Anfang September im USTA Billie Jean King National Tennis Center in Flushing Meadows ausgetragen wird, lässt sich wie das Citi Field über den U-Bahnhof Mets-Willets Point an der IRT Flushing Line erreichen.

### Werbeartikel

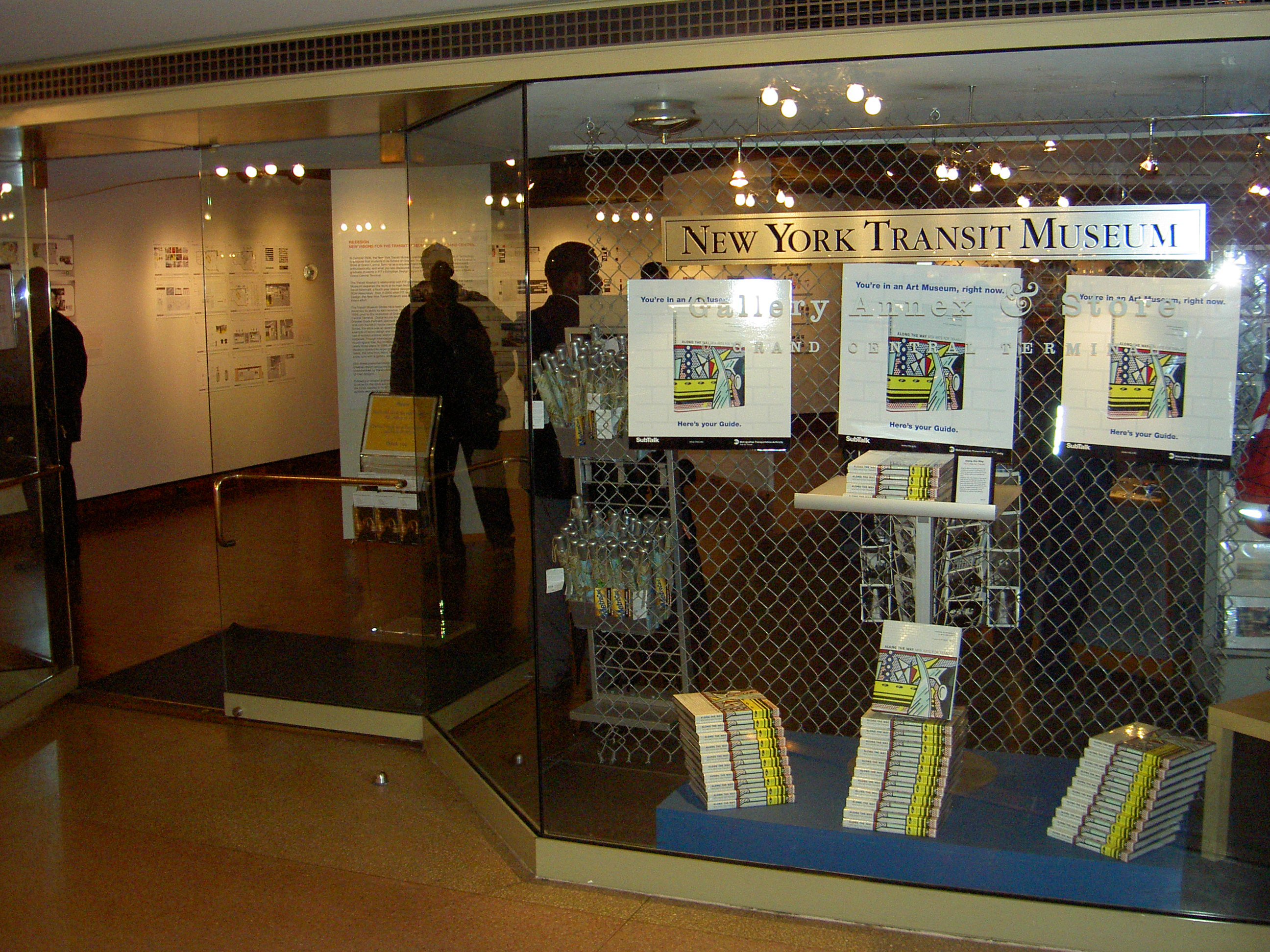
Ladengeschäft der MTA im Grand-Central-Bahnhof

Die MTA hat für ihre Fanartikel im Grand-Central-Bahnhof und im New York Transit Museum jeweils ein Ladengeschäft sowie ein Internet-Versandhaus eingerichtet. Das Sortiment umfasst Haushaltswaren, Textilien, Schmuck und Schreibwaren. Als Motive dienen meist entweder die Linienlogos oder der Liniennetzplan. Ebenso gibt es Poster und Bildbände mit historischen Motiven oder moderner Kunst zum Thema Subway zu kaufen. Dazu erscheint jedes Jahr ein Monatskalender mit meist historischen Aufnahmen der U-Bahn. Zur Weihnachtszeit gibt es noch Christbaumschmuck und Tokens aus Schokolade.
Zu den meistverkauften Artikeln gehören schwarze T-Shirts mit dem Linienlogo und dem Namen des Erschließungsgebiets der Linie auf der Vorderseite, etwa „1 Uptown and the Bronx“ oder „G Brooklyn to Queens“. Zu den letzten Neuheiten gehören Plüschbären („Beanie Bears“) in Linienkennfarbe mit der zugehörigen Nummer auf der Brust und Armbanduhren mit dem Linienlogo auf dem Zifferblatt und der zugehörigen Perlschnur auf dem Armband.
Als Sammlerstücke gibt es Original-Haltegriffe aus den Redbird-Wagen, historische Token, Signalhörner sowie alte Tachometer und Fahrstufenwählhebel. Die angebotenen Relief-Wandfliesen der IRT-Tunnelbahnhöfe sind allerdings nur Nachahmungen in verkleinertem Maßstab.